# Avignon
Pour les articles homonymes, voir Avignon (homonymie).
Avignon (en provençal Avinhon ou Avignoun) est une ville du sud de la France, située au confluent du Rhône et de la Durance. Elle est le chef-lieu de l'arrondissement d'Avignon et la préfecture du département du Vaucluse, au nord-ouest de la région Provence-Alpes-Côte d'Azur, ainsi que le siège du conseil du Grand Avignon.
Surnommée la « cité des papes » en raison de l'installation dans la ville de sept papes puis deux antipapes de 1309 à 1423 et du fait qu'elle reste en possession des États pontificaux jusqu'en 1790, la renommée d'Avignon vient également de son pont et de ses fortifications préservées. Elle est actuellement la plus grande ville et la préfecture du département de Vaucluse.
Par sa population, Avignon constitue la 45e commune de France sur les 34 970 que compte le pays. Elle compte 91 921 habitants selon l'INSEE en 2020. L'aire urbaine d'Avignon est la seizième plus peuplée de France avec 530 267 habitants. Elle est l'aire urbaine qui a le plus augmenté au niveau national entre 1999 et 2010, avec une progression de 76 % de sa population et une augmentation de sa superficie de 136 %. La population de l'intercommunalité du Grand Avignon s'élève à 197 102 habitants.
La ville se caractérise par son patrimoine remarquable, l'état de conservation de ses remparts et de son centre historique qui comporte notamment le palais des papes, un ensemble épiscopal, le rocher des Doms et le pont d'Avignon. Elle est classée patrimoine mondial de l'UNESCO sous les critères I, II et IV.
La renommée européenne et internationale de son festival des arts du spectacle en fait une véritable vitrine artistique et culturelle de la ville. La ville a été capitale européenne de la culture en 2000.
Avignon comporte un cœur étudiant important, notamment grâce à son quartier étudiant (Agroparc) ainsi qu'à son université.

## Géographie
- Plans et vues satellite : 43° 57′ 00″ N, 4° 49′ 01″ E.

### Localisation
Avignon se situe au confluent du Rhône et de la Durance, et de ce fait, est limitrophe à l'ouest du département du Gard et les communes de Villeneuve-lès-Avignon et Les Angles, et au sud avec les Bouches-du-Rhône et les communes de Barbentane, Rognonas, Châteaurenard et Noves.
La ville se situe à proximité d’Orange (au nord), de Nîmes (au sud-ouest), d’Arles (au sud) et de Salon-de-Provence (au sud-est). Elle est également située non loin de Montpellier grâce à l'A9 et de Marseille grâce à l'A7.
Directement accolées à l'est et au nord, on trouve les communes de Caumont-sur-Durance, Morières-lès-Avignon, Le Pontet et Sorgues.

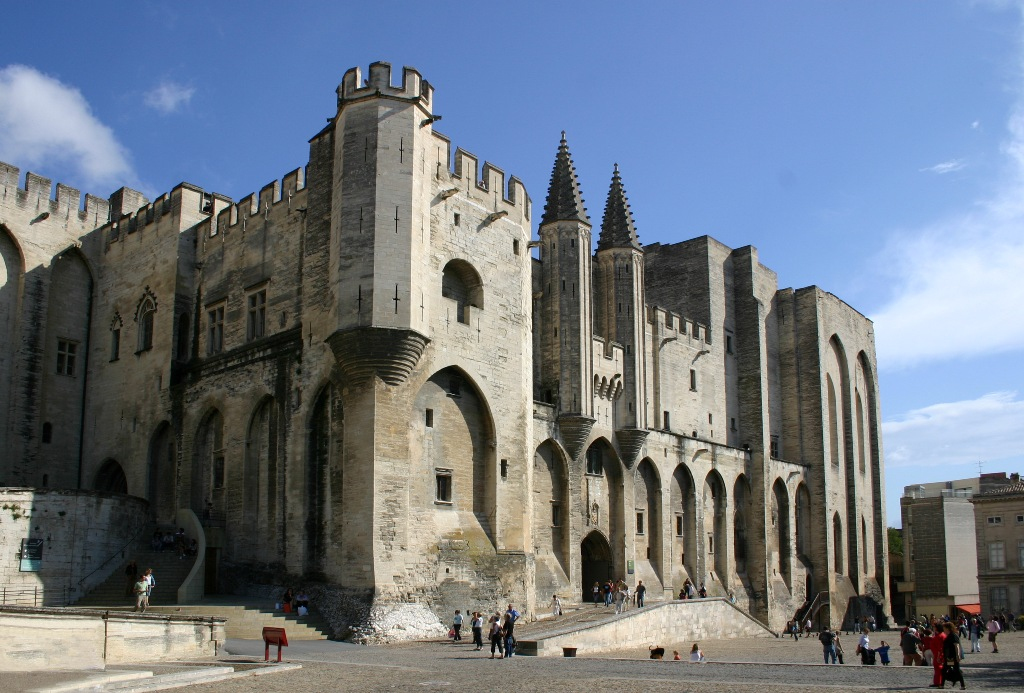
Vue sur le palais neuf.

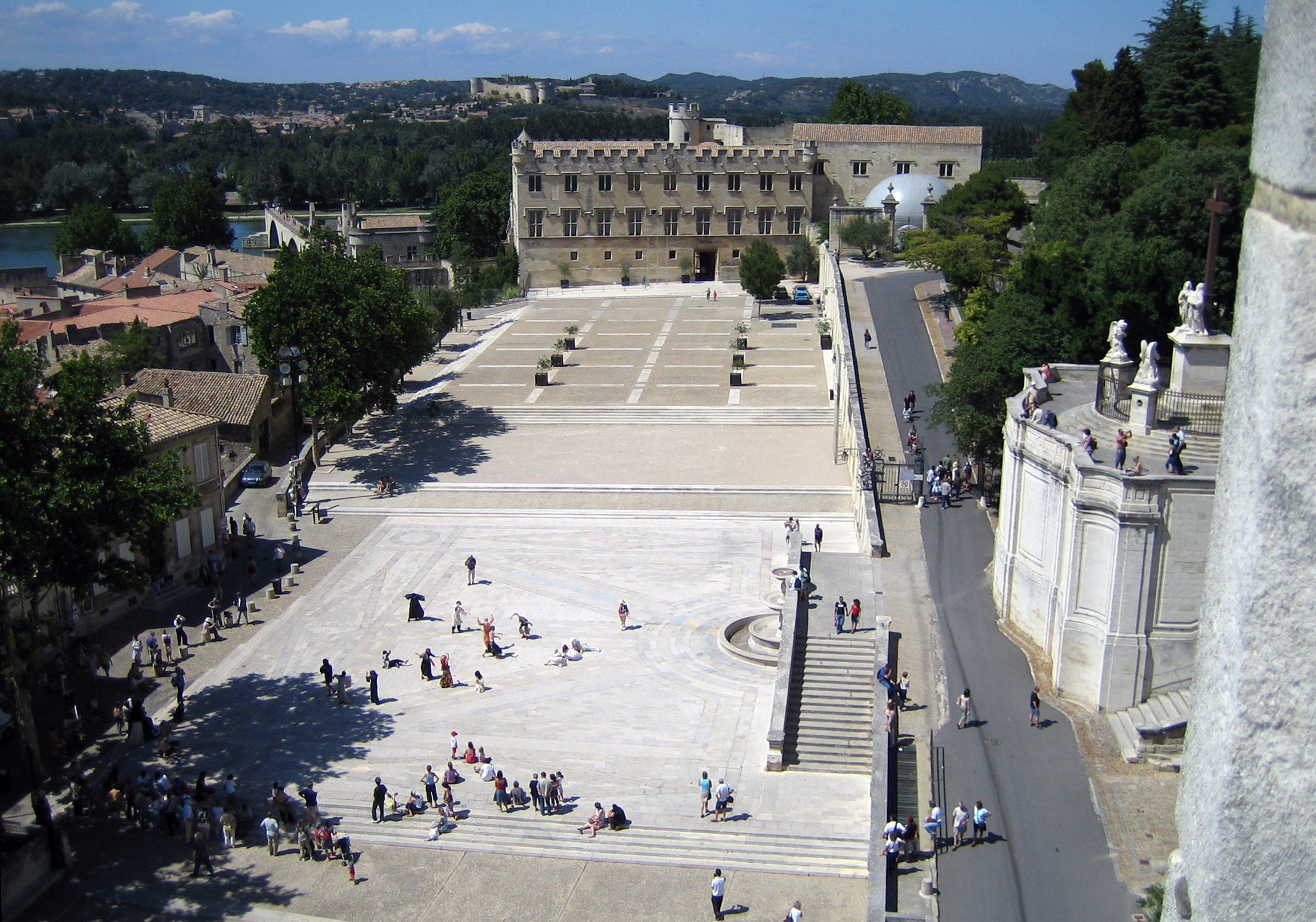
La place du palais des papes avec le Petit Palais au fond de la place ; en arrière-plan le Rhône et le pont d'Avignon ; au fond le fort Saint-André de Villeneuve-lès-Avignon.

### Communes limitrophes
Les communes limitrophes sont Barbentane, Châteaurenard, Noves, Rognonas, Villeneuve-lès-Avignon, Les Angles, Caumont-sur-Durance, Morières-lès-Avignon, Le Pontet et Sorgues.
| Villeneuve-lès-Avignon | Sorgues                | Le Pontet Vedène (par un quadripoint) |
| Les Angles             | Avignon                | Morières-lès-Avignon                  |
| Barbentane             | Rognonas Châteaurenard | Caumont-sur-Durance Noves             |

Représentations cartographiques de la commune
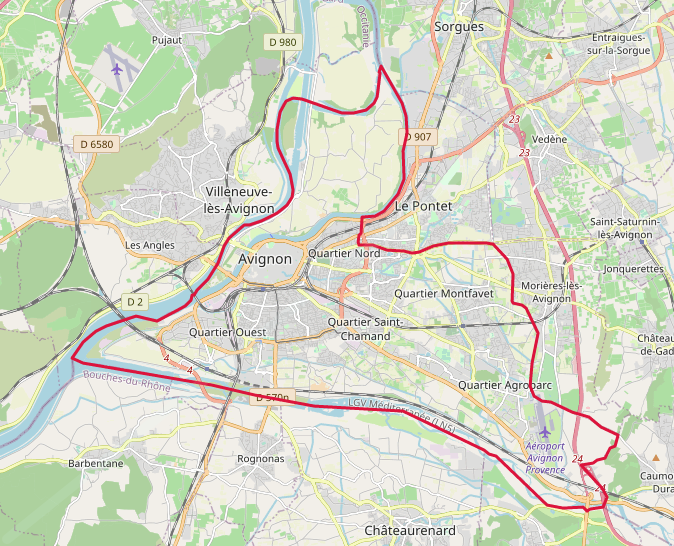
Carte OpenStreetMap.
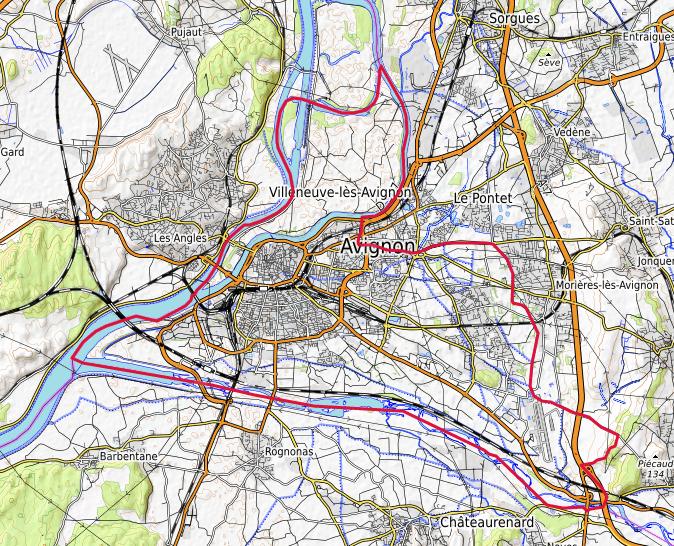
Carte topographique.

### Géologie et relief

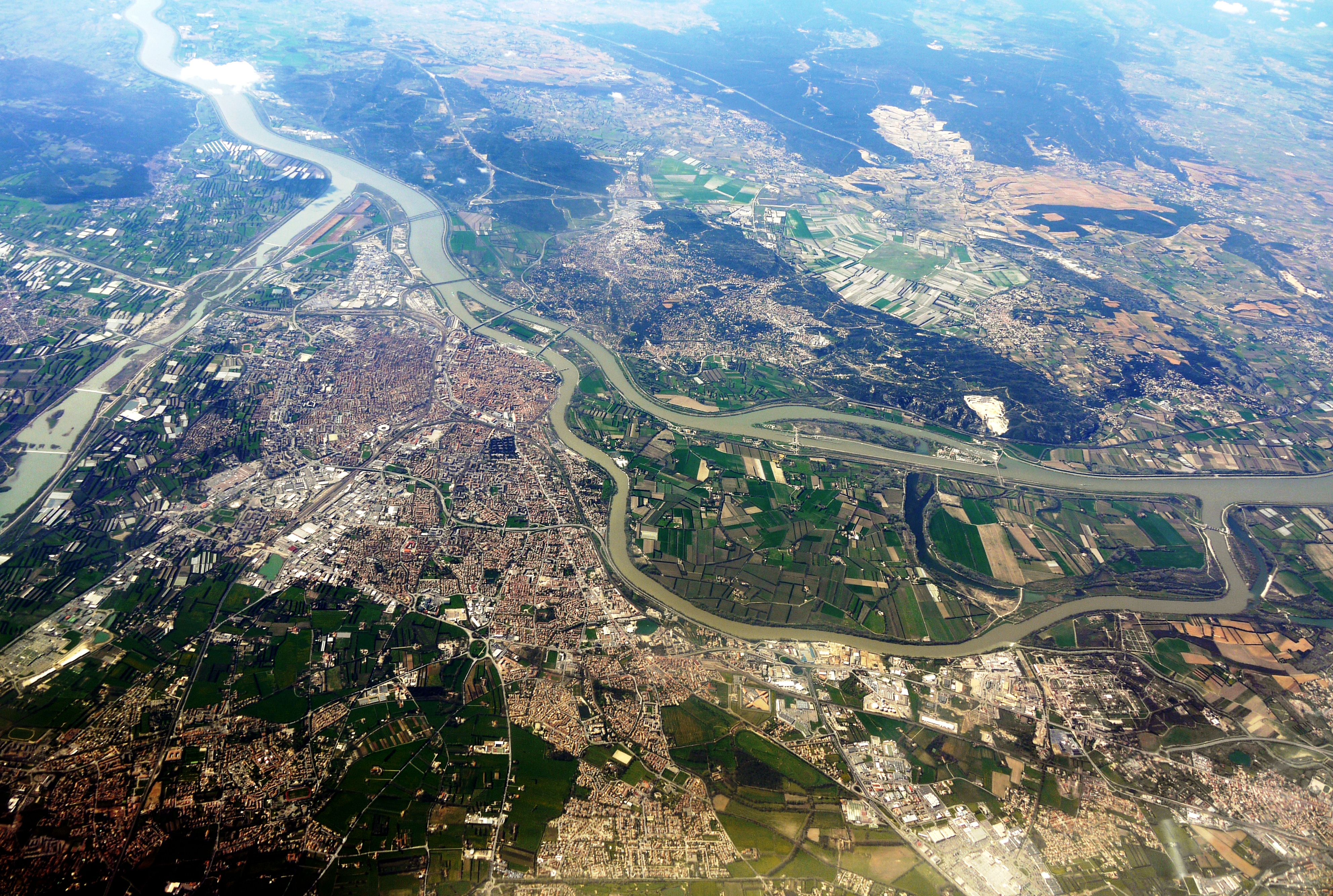
Vue aérienne de la ville d'Avignon.

La région où se situe Avignon est très riche en pierres calcaires qui servirent de matériaux de construction. Par exemple, les remparts actuels, qui mesurent 4 330 mètres de long, ont été bâtis avec une pierre calcaire tendre très abondante dans la région que l’on appelle « molasse burdigalienne ».
Ceint de remparts, le rocher des Doms, élévation calcaire de type urgonien haute de 35 mètres (et donc à l'abri des inondations du Rhône qu'il surplombe) est le noyau originel de la ville. Les massifs calcaires sont très présents autour de la commune (massif des Angles, Villeneuve-lès-Avignon, massif des Alpilles…) et résultent en partie de l’océanisation du bassin liguro-provençal consécutive à la migration du bloc sardo-corse.
L'autre élévation importante de la commune d'Avignon est la colline de Montfavet, une colline boisée à l'est de la commune.
La vallée du Rhône présente une zone d'alluvions anciennes : un dépôt meuble y couvre une grande partie du sol. Il se compose d'un limon sablonneux plus ou moins coloré de galets provenant principalement de roches siliceuses. Les îles du Rhône, dont l'île de la Barthelasse, sont nées de l'accumulation des dépôts alluvionnaires et du travail des hommes. Le relief y est donc assez faible malgré la création de buttes permettant aux locaux de se protéger en cas de forte montée des eaux (inondations).
Dans les terres qui se situent autour de la ville on peut noter la présence d’argile, limon, sable et calcaire.

### Hydrographie et eaux souterraines

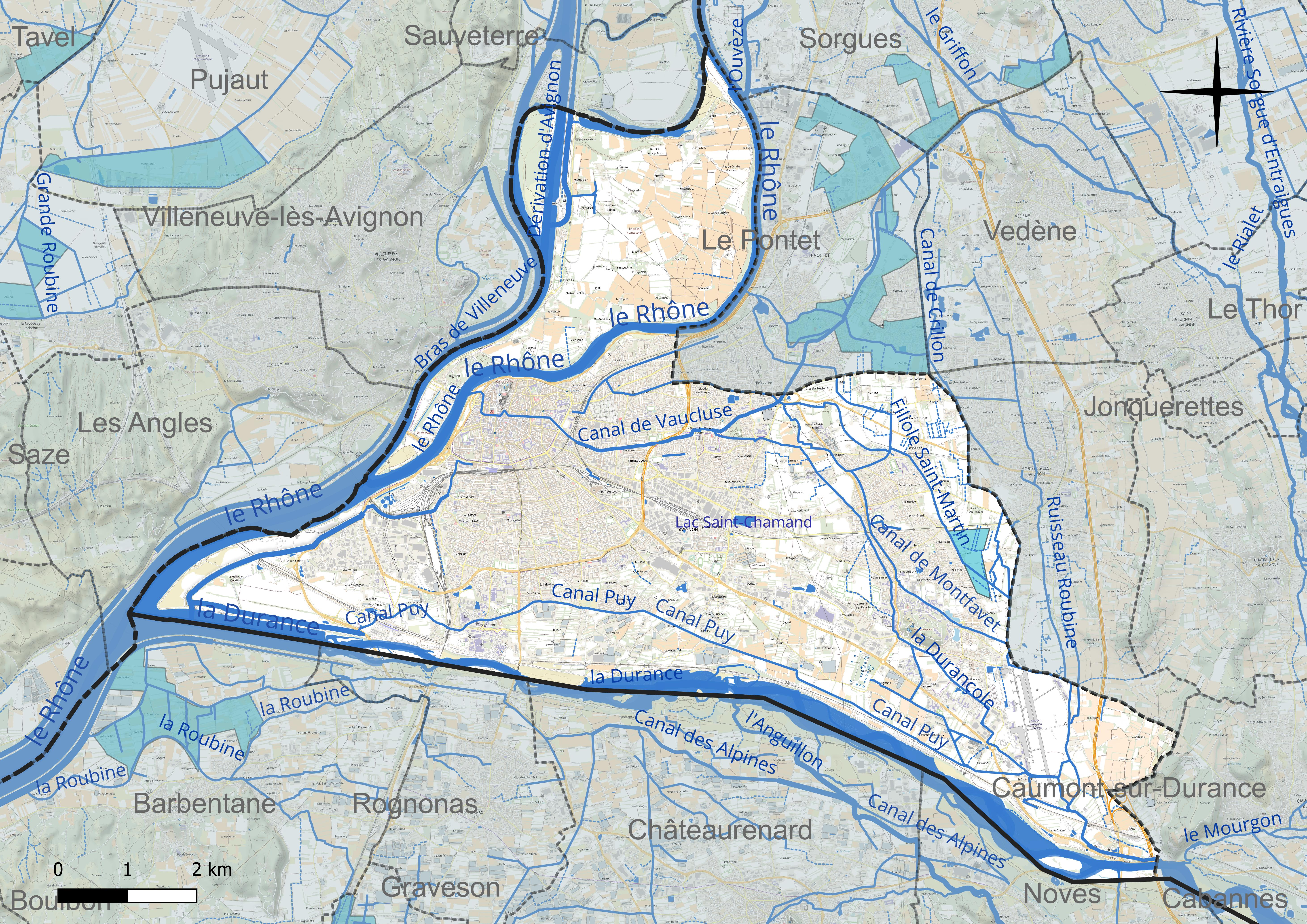
Réseau hydrographique d'Avignon.

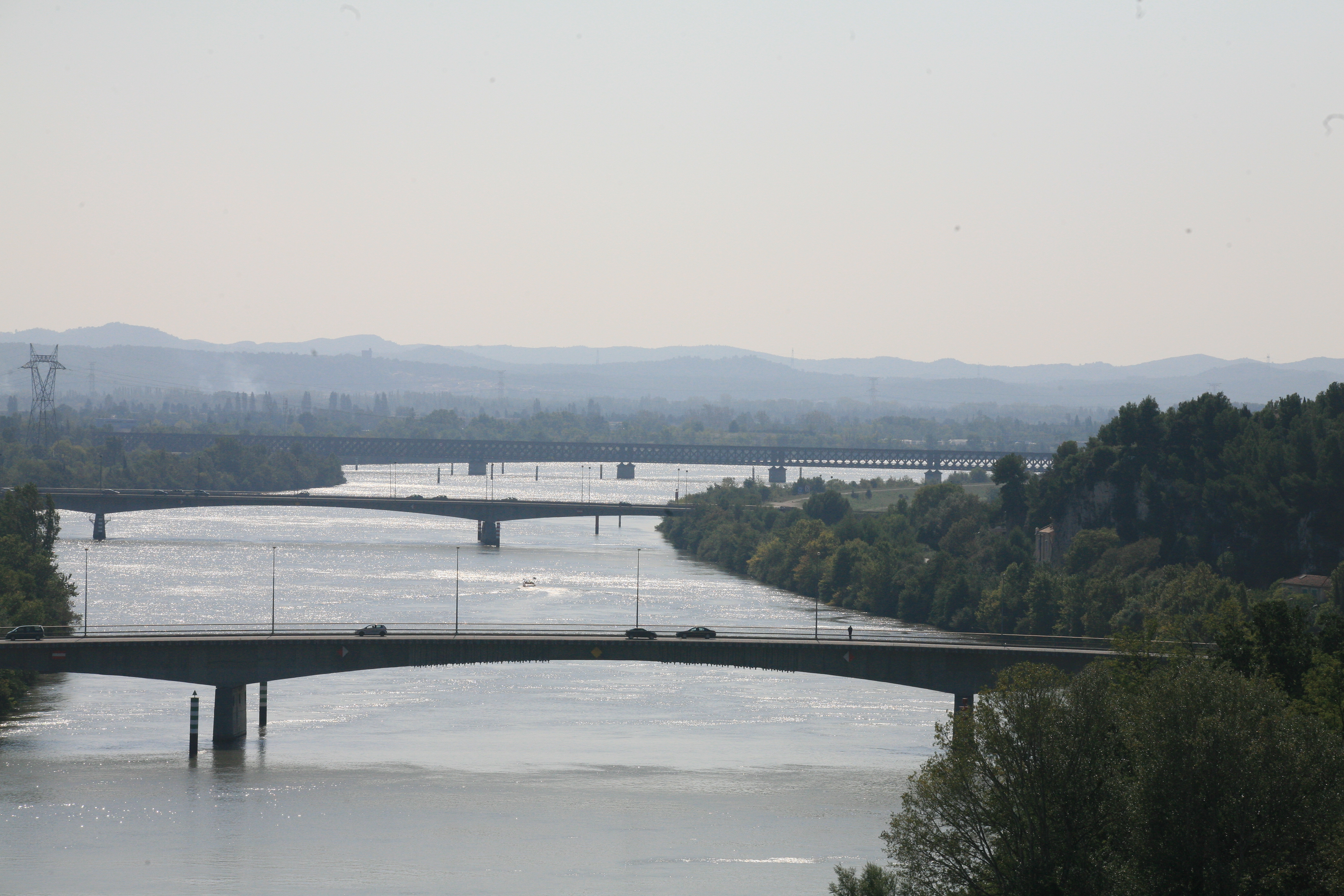
Les ponts Édouard-Daladier et de l'Europe ainsi que le pont ferroviaire, sur le Rhône.

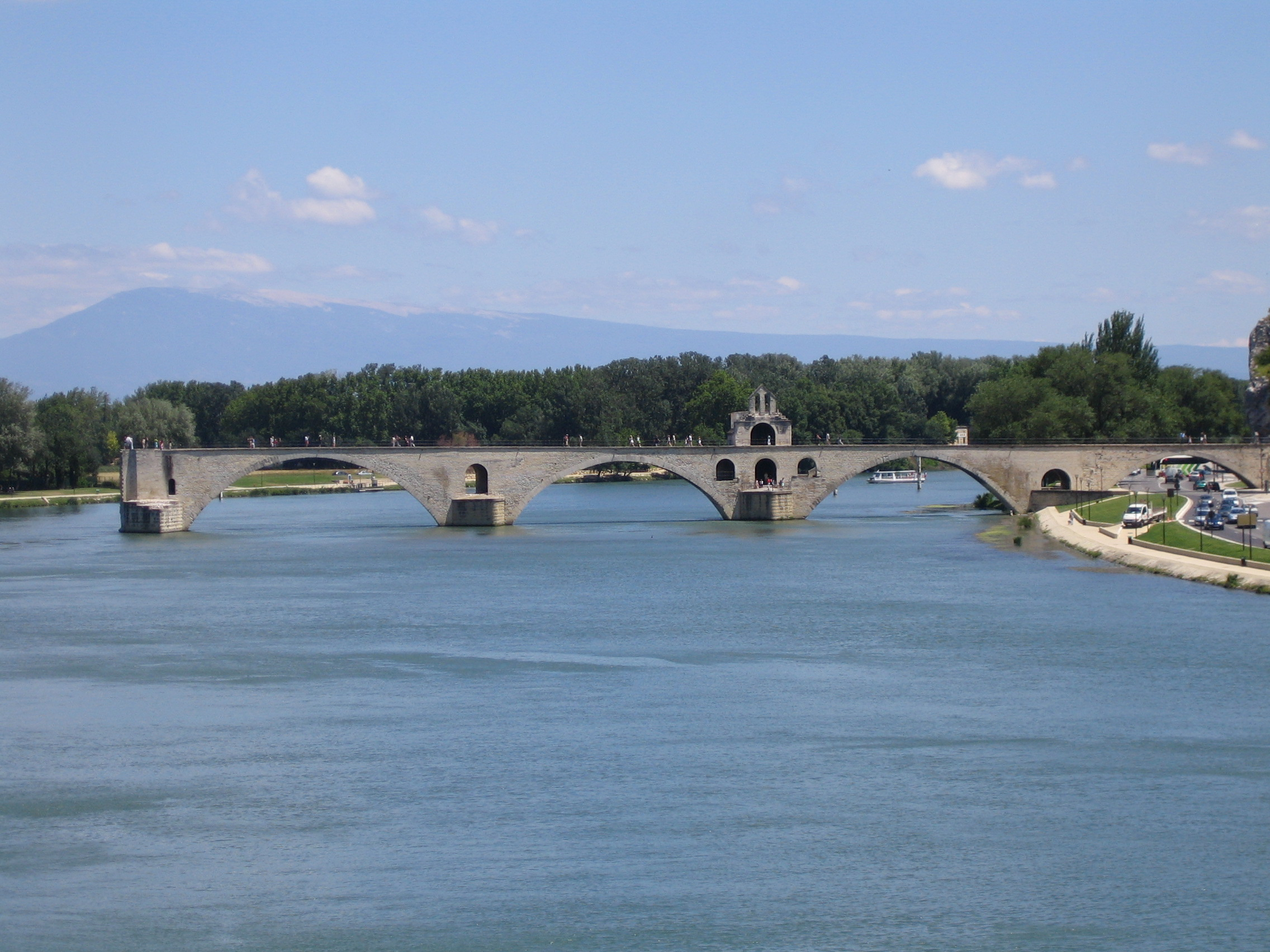
Le pont d'Avignon sur le « Petit Rhône ». Ainsi qu'en arrière-plan, le mont Ventoux.

Avignon est limitée au sud par la rivière de la Durance et à l'ouest  par le fleuve du Rhône.
Le Rhône passe en bordure ouest de la ville, mais est divisé en deux bras : on parle de « petit Rhône », ou « bras mort » pour la partie est qui touche Avignon et « grand Rhône » ou « bras vif » pour la partie ouest, celle qui touche Villeneuve-lès-Avignon dans le département du Gard; entre les deux, un chapelet d'îles dont la plus grande est l'île de la Barthelasse. En parallèle au Rhône, un canal a été créé.
La Durance coule en bordure sud de la ville, créant une frontière naturelle entre le département du Vaucluse et les Bouches-du-Rhône. Elle se jette dans le Rhône à l'angle sud-oust de la ville.

#### Généralités
Les bords du Rhône et l'île de la Barthelasse peuvent être sujets aux inondations durant l'automne et le mois de mars. Les différents niveaux d'érosion hydrique ayant marqué les remparts et Les inondations en France depuis le VIe siècle jusqu'à nos jours - recherches et documents de Maurice Champion relatent un certain nombre d'entre elles jusqu'en 1862 ; l'inondation de 1856 ayant été l'une des plus importantes, qui détruisit une partie des remparts, mais elles n'ont jamais vraiment cessé comme le montrent les inondations de 1943-1944 ou encore 23 janvier 1955 et sont encore importantes de nos jours à l'image des inondations du 2 décembre 2003. C'est pourquoi, une nouvelle cartographie du risque a été élaborée.
La Durance est une rivière dite « capricieuse » et autrefois redoutée pour ses crues (elle était appelée le 3e fléau de la Provence) aussi bien que pour ses étiages, la Durance est une rivière à la fois alpine et méditerranéenne à la morphologie bien particulière.
On trouve sur la commune plusieurs plans d'eau naturels ou artificiels comme le lac de Saint-Chamand à l'est de la ville.

#### Les dérivations artificielles
De nombreuses dérivations à l'histoire très complexe, ont été réalisées au cours de l'histoire, soit pour alimenter les douves entourant Avignon, soit pour irriguer les cultures.
Au Xe siècle, une partie des eaux de la Sorgue d'Entraigues fut déviée et passe aujourd'hui sous les remparts pour pénétrer intra-muros. Voir Sorgue (Vaucluse). Ce cours d'eau est appelé canal de Vaucluse, mais les Avignonnais l'appellent encore la Sorgue ou Sorguette. Il est visible intra-muros dans la célèbre rue des teinturiers. Il alimentait les douves des premiers remparts, puis il a alimenté les douves des nouveaux remparts orientaux de la cité (remparts du XIVe). Au XIIIe siècle (acte signé en 1229), une partie des eaux de la Durance fut détournée pour renforcer le dispositif d'alimentation des douves, à partir de Bonpas. Ce cours d'eau fut appelé plus tard la Durançole. La Durançole alimentait les douves occidentales de la ville. Elle a aussi été utilisée pour irriguer les cultures de Montfavet. Intra-muros, ces cours d'eau sont le plus souvent cachés sous les rues ou les habitations, et sont actuellement utilisés comme collecteurs d'égouts.
Par ailleurs, le canal de l'Hôpital (réuni à la Durançole) et le canal de Crillon (1775) ont été creusés pour irriguer les territoires de Montfavet, du Pontet et de Vedène. Ils se divisent en de nombreuses « fioles » ou « filioles » (en provençal filhòlas ou fiolo). De même, pour irriguer les anciens riches jardins du Sud d'Avignon, a été creusé le canal Puy (1808). Tous ces canaux dérivent les eaux de la Durance. Ces canaux ont été utilisés au départ pour inonder les terres, autrefois très caillouteuses, afin de les fertiliser par dépôt de limon.
Tous ces canaux ont aussi été utilisés pour faire fonctionner de nombreux moulins.

### Climat
Pour des articles plus généraux, voir Climat de Provence-Alpes-Côte d'Azur et Climat de Vaucluse.
En 2010, le climat de la commune est de type climat méditerranéen franc, selon une étude du Centre national de la recherche scientifique s'appuyant sur une série de données couvrant la période 1971-2000. En 2020, Météo-France publie une typologie des climats de la France métropolitaine dans laquelle la commune est exposée à un climat méditerranéen et est dans la région climatique Provence, Languedoc-Roussillon, caractérisée par une pluviométrie faible en été, un très bon ensoleillement (2 600 h/an), un été chaud (21,5 °C), un air très sec en été, sec en toutes saisons, des vents forts (fréquence de 40 à 50 % de vents > 5 m/s) et peu de brouillards.
Pour la période 1971-2000, la température annuelle moyenne est de 14,2 °C, avec une amplitude thermique annuelle de 17,9 °C. Le cumul annuel moyen de précipitations est de 674 mm, avec 5,6 jours de précipitations en janvier et 2,6 jours en juillet. Pour la période 1991-2020, la température moyenne annuelle observée sur la station météorologique installée sur la commune est de 15,0 °C et le cumul annuel moyen de précipitations est de 648,8 mm. 
La température maximale relevée sur cette station est de 42,8 °C, atteinte le 28 juin 2019 ; la température minimale est de −9,9 °C, atteinte le 2 mars 2005,,.
| Mois                                  | jan.          | fév.          | mars            | avril         | mai           | juin          | jui.          | août           | sep.          | oct.        | nov.            | déc.          | année     |
| ------------------------------------- | ------------- | ------------- | --------------- | ------------- | ------------- | ------------- | ------------- | -------------- | ------------- | ----------- | --------------- | ------------- | --------- |
| Température minimale moyenne (°C)     | 1,9           | 2,3           | 5               | 7,7           | 11,7          | 15,6          | 18            | 17,6           | 13,9          | 10,7        | 6               | 2,5           | 9,4       |
| Température moyenne (°C)              | 6,3           | 7,4           | 10,8            | 13,7          | 17,8          | 22,1          | 24,8          | 24,3           | 19,9          | 15,8        | 10,3            | 6,7           | 15        |
| Température maximale moyenne (°C)     | 10,7          | 12,4          | 16,6            | 19,7          | 23,9          | 28,7          | 31,5          | 31,1           | 26            | 21          | 14,7            | 11            | 20,6      |
| Record de froid (°C) date du record   | −8,7 11.01.10 | −7,8 05.02.12 | −9,9 02.03.05   | −4,2 08.04.21 | 2,4 07.05.19  | 6,7 05.06.14  | 10,7 18.07.11 | 9,5 30.08.1998 | 5,5 16.09.17  | −2 30.10.12 | −7,1 23.11.1998 | −8,6 20.12.01 | −9,9 2005 |
| Record de chaleur (°C) date du record | 20,8 19.01.07 | 23,1 27.02.19 | 26,7 24.03.1994 | 31,4 29.04.05 | 34,2 31.05.01 | 42,8 28.06.19 | 39,6 31.07.17 | 42 22.08.23    | 35,5 17.09.19 | 31 01.10.23 | 23,8 14.11.23   | 19,3 05.12.06 | 42,8 2019 |
| Précipitations (mm)                   | 55,6          | 35,6          | 36,1            | 59,9          | 52,3          | 35,2          | 23,9          | 35             | 91,1          | 88,6        | 92              | 43,5          | 648,8     |

| Diagramme climatique                                  |             |           |             |              |              |            |            |            |            |         |           |
| J                                                     | F           | M         | A           | M            | J            | J          | A          | S          | O          | N       | D         |
| 10,71,955,6                                           | 12,42,335,6 | 16,6536,1 | 19,77,759,9 | 23,911,752,3 | 28,715,635,2 | 31,51823,9 | 31,117,635 | 2613,991,1 | 2110,788,6 | 14,7692 | 112,543,5 |
| Moyennes : • Temp. maxi et mini °C • Précipitation mm |             |           |             |              |              |            |            |            |            |         |           |

Les paramètres climatiques de la commune ont été estimés pour le milieu du siècle (2041-2070) selon différents scénarios d'émission de gaz à effet de serre à partir des nouvelles projections climatiques de référence DRIAS-2020. Ils sont consultables sur un site dédié publié par Météo-France en novembre 2022.

#### Relevés météorologiques
La station météorologique de Météo-France installée sur la commune à l'aéroport et mise en service en 1994 permet de connaître en continu l'évolution des indicateurs météorologiques. Le tableau détaillé pour la période 1981-2010 est présenté ci-après.
| Mois                                  | jan.          | fév.          | mars          | avril         | mai           | juin          | jui.          | août          | sep.          | oct.          | nov.          | déc.          | année     |
| ------------------------------------- | ------------- | ------------- | ------------- | ------------- | ------------- | ------------- | ------------- | ------------- | ------------- | ------------- | ------------- | ------------- | --------- |
| Température minimale moyenne (°C)     | 1,8           | 2,5           | 5,1           | 7,8           | 12            | 15,7          | 18,1          | 17,8          | 13,8          | 10,7          | 5,8           | 2,4           | 9,5       |
| Température moyenne (°C)              | 6             | 7,4           | 10,7          | 14,5          | 20            | 22,1          | 26,7          | 25,2          | 20,5          | 15,7          | 10            | 6,3           | 16,9      |
| Température maximale moyenne (°C)     | 10,3          | 12,3          | 16,3          | 19,3          | 24            | 29,4          | 33,6          | 33,7          | 26,2          | 20,7          | 14,1          | 10,3          | 21,3      |
| Record de froid (°C) date du record   | −8,7 11.01.10 | −7,8 05.02.12 | −9,9 02.03.05 | −4,2 08.04.21 | 2,4 07.05.19  | 6,7 05.06.14  | 10,7 18.07.11 | 9,5 30.08.98  | 5,5 16.09.17  | −2 30.10.12   | −7,1 23.11.98 | −8,6 20.12.01 | −9,9 2005 |
| Record de chaleur (°C) date du record | 20,8 19.01.07 | 23,1 27.02.19 | 26,7 24.03.94 | 31,4 29.04.05 | 34,2 31.05.01 | 42,8 28.06.19 | 39,6 31.07.17 | 41,4 22.08.23 | 35,5 17.09.19 | 30,8 03.10.11 | 23 16.11.15   | 19,3 05.12.06 | 42,8 2019 |
| Précipitations (mm)                   | 59,7          | 34,5          | 32,6          | 62,1          | 61,1          | 32            | 21,9          | 32,7          | 117,2         | 90,8          | 80,9          | 51,1          | 676,6     |

Selon Météo-France, le nombre par an de jours de pluies supérieures à 2,5 litres par mètre carré est de 45 et la quantité d'eau, pluie et neige confondues, est de 660 litres par mètre carré. Les températures moyennes oscillent entre 0 et 30 °C selon la saison. Le record de température depuis l'existence de la station de l'INRA est de 42,8 °C lors de la canicule européenne de juin 2019 le 28 juin (et 39,8 °C le 18 août 2009) et −8,7 °C le 5 janvier 1985[réf. nécessaire].

#### Le mistral
Le vent principal est le mistral, dont la vitesse peut aller au-delà des 110 km/h. Il souffle entre 120 et 160 jours par an, avec une vitesse de 90 km/h par rafale en moyenne. Le tableau suivant indique les différentes vitesses du mistral enregistrées par les stations d'Orange et Carpentras-Serres dans le Sud de la vallée du Rhône et sa fréquence au cours de l'année 2006. La normale correspond à la moyenne des 53 dernières années pour les relevés météorologiques d'Orange et à celle des 42 dernières pour Carpentras.
Légende : « = » : idem à la normale ; « + » : supérieur à la normale ; « - » : inférieur à la normale.
|                                                      | Jan.     | Fév.     | Mar.     | Avr.    | Mai.    | Jui.     | Juil.   | Aoû.    | Sept.   | Oct.    | Nov.    | Déc.     |
| Vitesse maximale relevée sur le mois                 | 106 km/h | 127 km/h | 119 km/h | 97 km/h | 94 km/h | 144 km/h | 90 km/h | 90 km/h | 90 km/h | 87 km/h | 91 km/h | 118 km/h |
| Tendance : jours avec une vitesse > 16 m/s (58 km/h) | --       | +++      | ---      | ++++    | ++++    | =        | =       | ++++    | +       | ---     | =       | ++       |

## Urbanisme

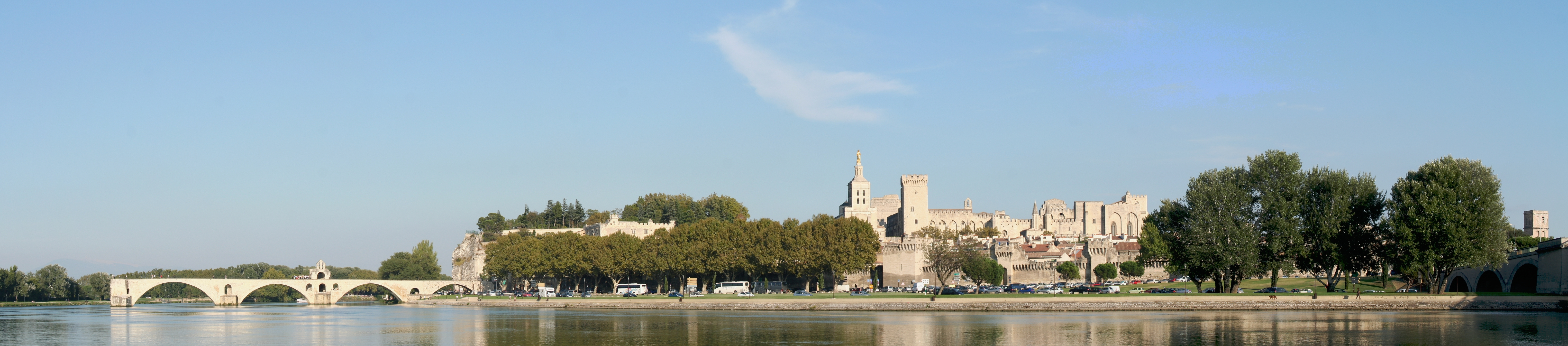
Le centre historique d'Avignon, vue depuis l'île de la Barthelasse.

### Typologie
Au 1er janvier 2024, Avignon est catégorisée grand centre urbain, selon la nouvelle grille communale de densité à sept niveaux définie par l'Insee en 2022.
Elle appartient à l'unité urbaine d'Avignon, une agglomération inter-régionale regroupant 59  communes, dont elle est ville-centre,,. Par ailleurs la commune fait partie de l'aire d'attraction d'Avignon, dont elle est la commune-centre,. Cette aire, qui regroupe 48 communes, est catégorisée dans les aires de 200 000 à moins de 700 000 habitants,.

### Occupation des sols

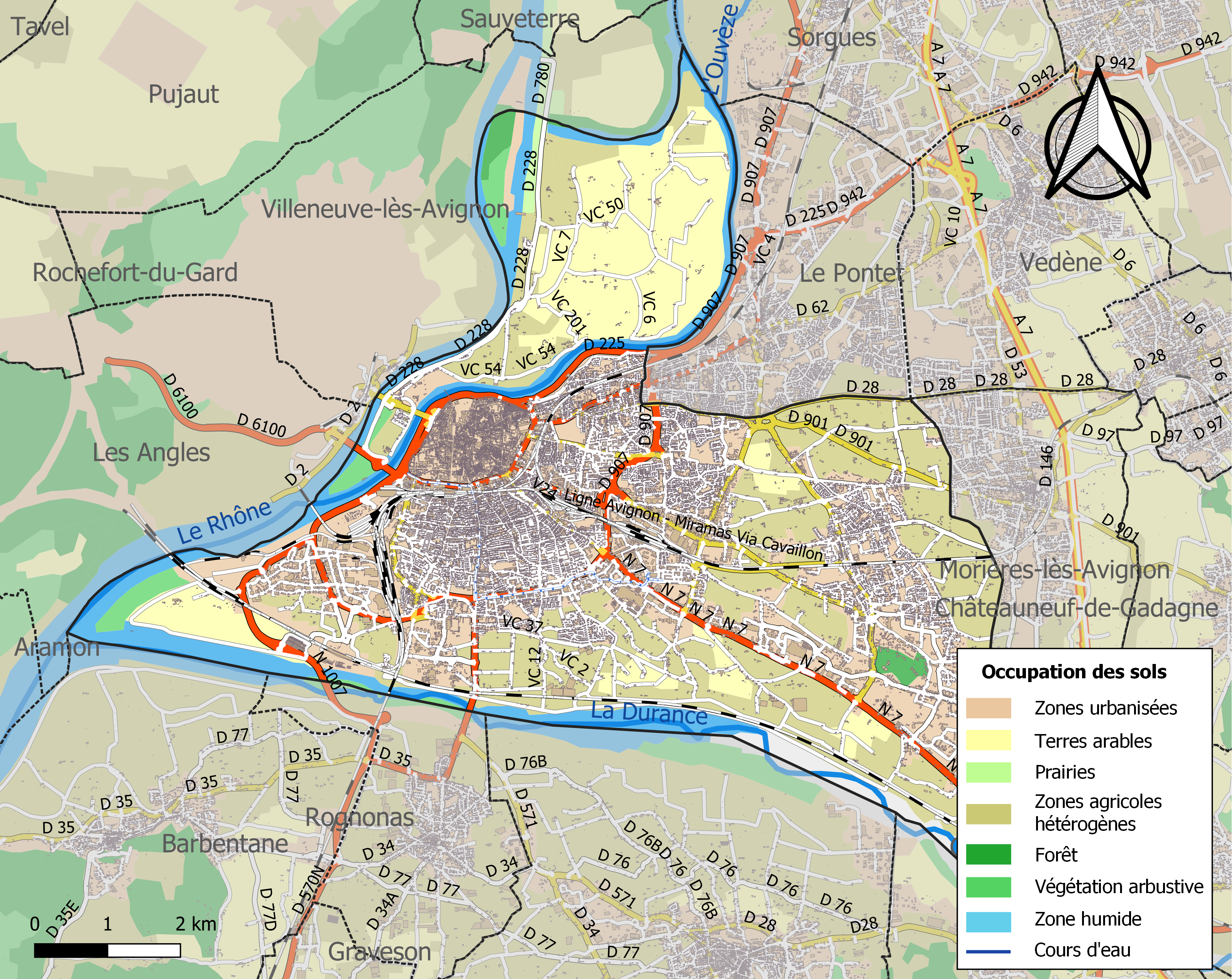
Carte des infrastructures et de l'occupation des sols de la commune en 2018 (CLC).

L'occupation des sols de la commune, telle qu'elle ressort de la base de données européenne d’occupation biophysique des sols Corine Land Cover (CLC), est marquée par l'importance des territoires agricoles (43,8 % en 2018), en diminution par rapport à 1990 (49,2 %). La répartition détaillée en 2018 est la suivante : zones agricoles hétérogènes (28,2 %), zones urbanisées (23,7 %), zones industrielles ou commerciales et réseaux de communication (18,8 %), cultures permanentes (11 %), eaux continentales (8,2 %), terres arables (4,3 %), espaces ouverts, sans ou avec peu de végétation (2,4 %), milieux à végétation arbustive et/ou herbacée (1,8 %), forêts (0,8 %), espaces verts artificialisés, non agricoles (0,5 %), prairies (0,3 %). L'évolution de l’occupation des sols de la commune et de ses infrastructures peut être observée sur les différentes représentations cartographiques du territoire : la carte de Cassini (XVIIIe siècle), la carte d'état-major (1820-1866) et les cartes ou photos aériennes de l'IGN pour la période actuelle (1950 à aujourd'hui).

### Morphologie urbaine
Historiquement et pour des raisons stratégiques, Avignon s'est développé entre le Rhône, ce qui faisait une première barrière naturelle de protection, et le rocher des Doms, ce qui permettait de voir plus loin (ou d'être vu pour le palais des papes).
La ville avait une forme plus ou moins ronde, qui s'est élargie à plusieurs reprises. Les premiers remparts apparaissent au Ier siècle et seront modernisés au fur et à mesure des besoins jusqu'à arriver à la taille et à la forme que nous leur connaissons aujourd'hui. Plusieurs rues circulaires de l'intra-muros en gardent d'ailleurs les traces.

### Quartiers

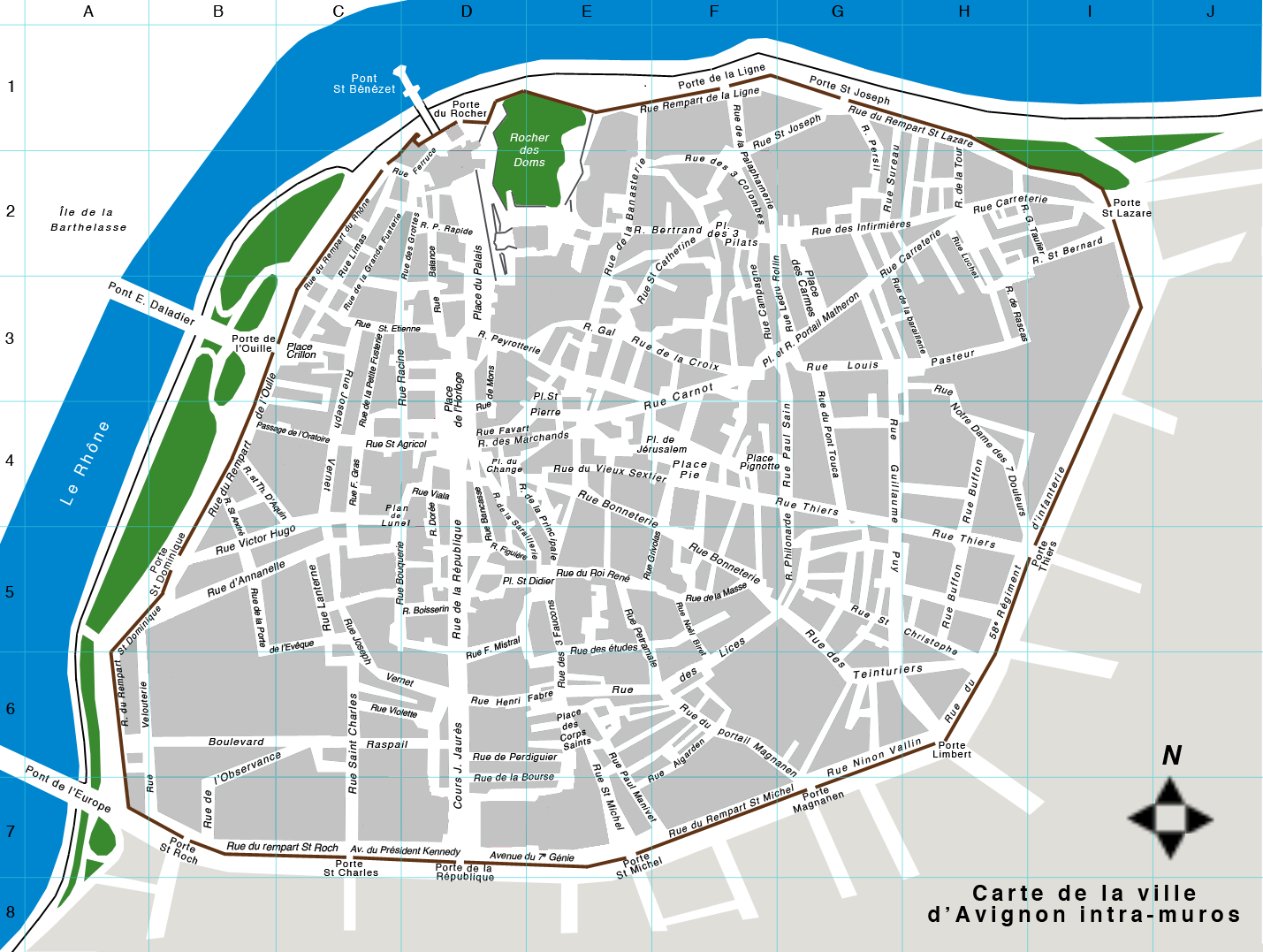
Carte du quartier Avignon Centre, le centre historique de la ville.

#### Intra-muros
Aujourd'hui, l'intra-muros d'Avignon est devenu le quartier Avignon Centre. Il est délimité par les remparts qui le longent sur 4,7 km et couvre une surface de environ 1,48 km². La population est d'environ 14.000 habitants.

#### Extra-muros

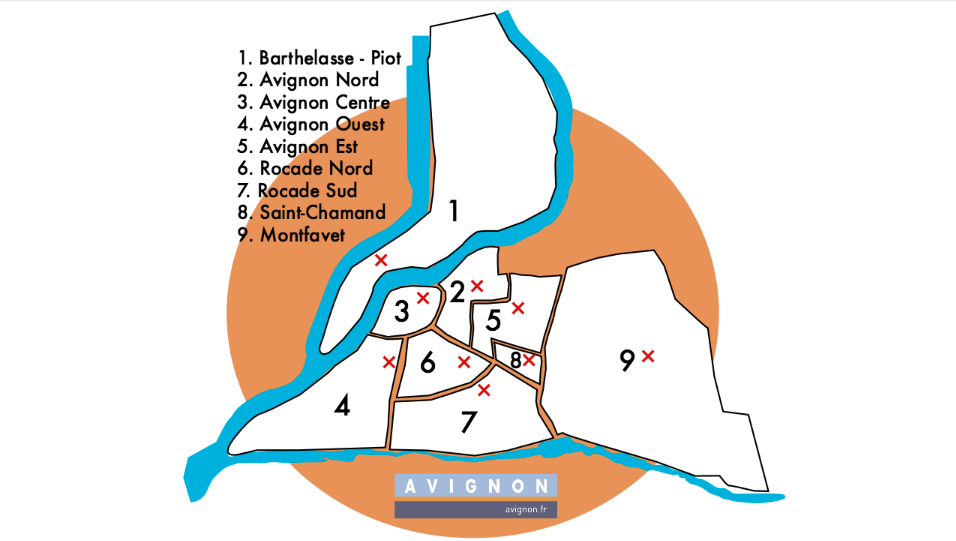
Carte des quartiers d'Avignon

L'extra-muros d'Avignon correspond aux quartiers : Avignon Ouest, Avignon Est, Avignon Nord, Nord Rocade, Sud Rocade, Saint-Chamand, Montfavet et Barthelasse-Piot de la ville.
« Extra-muros » signifie « à l'extérieur des murs », ce qui dans le cas d'Avignon veut dire à l'extérieur des remparts. Contrairement à l'intra-muros (à l'intérieur des murs donc des remparts) l'architecture est différente :
Dans le centre-ville, à l'intérieur des remparts, il y a des petites ruelles, des impasses et peu de nouveaux bâtiments. La plupart des bâtiments ont gardé leurs anciens aspects qui révèlent le passé ainsi que le charme de la cité des papes.
Par contre, à l'extérieur des remparts, les bâtiments n'ont rien à voir avec ceux du centre ville. Les quartiers extra-muros présentent peu de bâtiments anciens et beaucoup de grands ensembles HLM. L'architecture y est plutôt moderne et ne présente pas de caractère local particulier.

### Logements
| Types                  | en 2008 | %       | en 1999 | %       |
| ---------------------- | ------- | ------- | ------- | ------- |
| Ensemble               | 48 682  | 100 %   | 44 064  | 100 %   |
| Résidences principales | 41 938  | 86,10 % | 38 319  | 87,00 % |
| Résidences secondaires | 1 031   | 2,10 %  | 784     | 1,80 %  |
| Logements vacants      | 5 713   | 11,70 % | 4 961   | 11,30 % |
| Maisons                | 14 663  | 30,10 % | 13 560  | 30,80 % |
| Appartements           | 33 832  | 69,50 % | 29 446  | 66,80 % |

| Types              | en 2008 | %       | Nombre de personnes | Ancienneté moyenne dans les locaux | en 1999 | %       |
| ------------------ | ------- | ------- | ------------------- | ---------------------------------- | ------- | ------- |
| Ensemble           | 48 682  | 100 %   | 88 163              | 12                                 | 38 319  | 100 %   |
| Propriétaires      | 15 197  | 36,20 % | 32 006              | 20                                 | 13 525  | 35,30 % |
| Locataires         | 25 863  | 61,70 % | 55 765              | 8                                  | 23 377  | 61,00 % |
| dont locataire HLM | 11 658  | 27,80 % | 29 421              | 11                                 | 11 452  | 29,00 % |
| Logés gratuitement | 879     | 2,30 %  | 1 839               | 10                                 | 1 417   | 3,70 %  |

### Voies de communication et transports

#### Réseau routier

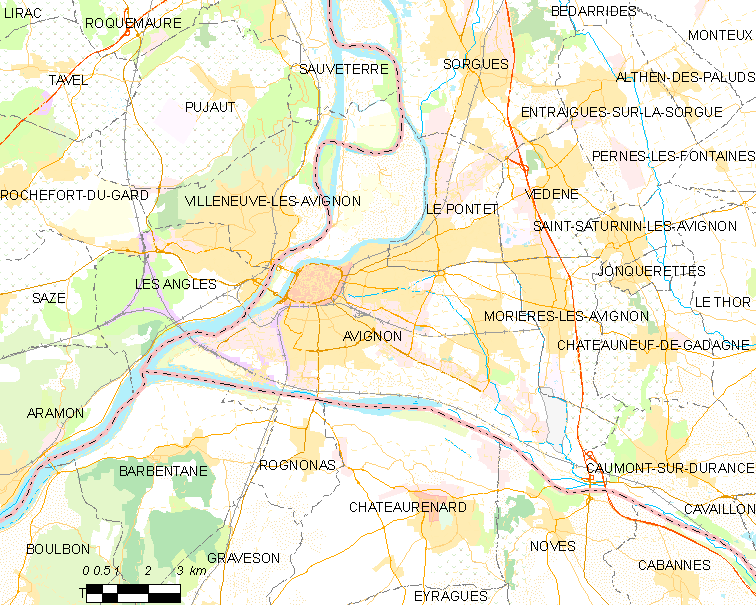
Carte de la ville d'Avignon.

Avignon est à proximité de deux autoroutes :
- l'autoroute A7 (E714), selon un axe nord-sud, sur lequel il existe deux sorties :  23 Avignon-Nord (Avignon quartiers nord, Le Pontet, Carpentras) et  24 Avignon-Sud (Avignon quartiers Sud, Apt, aéroport Avignon-Provence) ;
- l'autoroute A9 (E15) qui se débranche à proximité d'Orange de l'A7 pour se diriger, selon un axe nord-est – sud-ouest, vers l'Espagne.

Les routes principales sont la route nationale 100, qui part à l'ouest vers Villeneuve-lès-Avignon et Remoulins sur 20 km avant d'y rejoindre l'embranchement de l'A9 en direction de Nîmes, à l'est vers L'Isle-sur-la-Sorgue, et la route nationale 7 qui vient de l'est puis bifurque au nord en voie rapide et rejoint la route départementale 225. Cependant l'insuffisance des voies d'accès à l'agglomération, l'absence de rocade périphérique et de franchissement du Rhône au nord en font une ville particulièrement embouteillée. Le rétrécissement du pont d'accès au Gard rhodanien a accentué ce phénomène en 2015, ce qui tend aussi à isoler la ville du reste de l'agglomération.
La ville propose neuf parkings payants d'une capacité de 7 100 places et met à disposition gracieuse deux parkings relais surveillés d'une capacité de 2 050 places de stationnement, avec des navettes gratuites vers le centre-ville, ainsi que cinq autres parkings gratuits d'une capacité de 900 places.

#### Transport ferroviaire
Avignon est desservi par 3 gares :

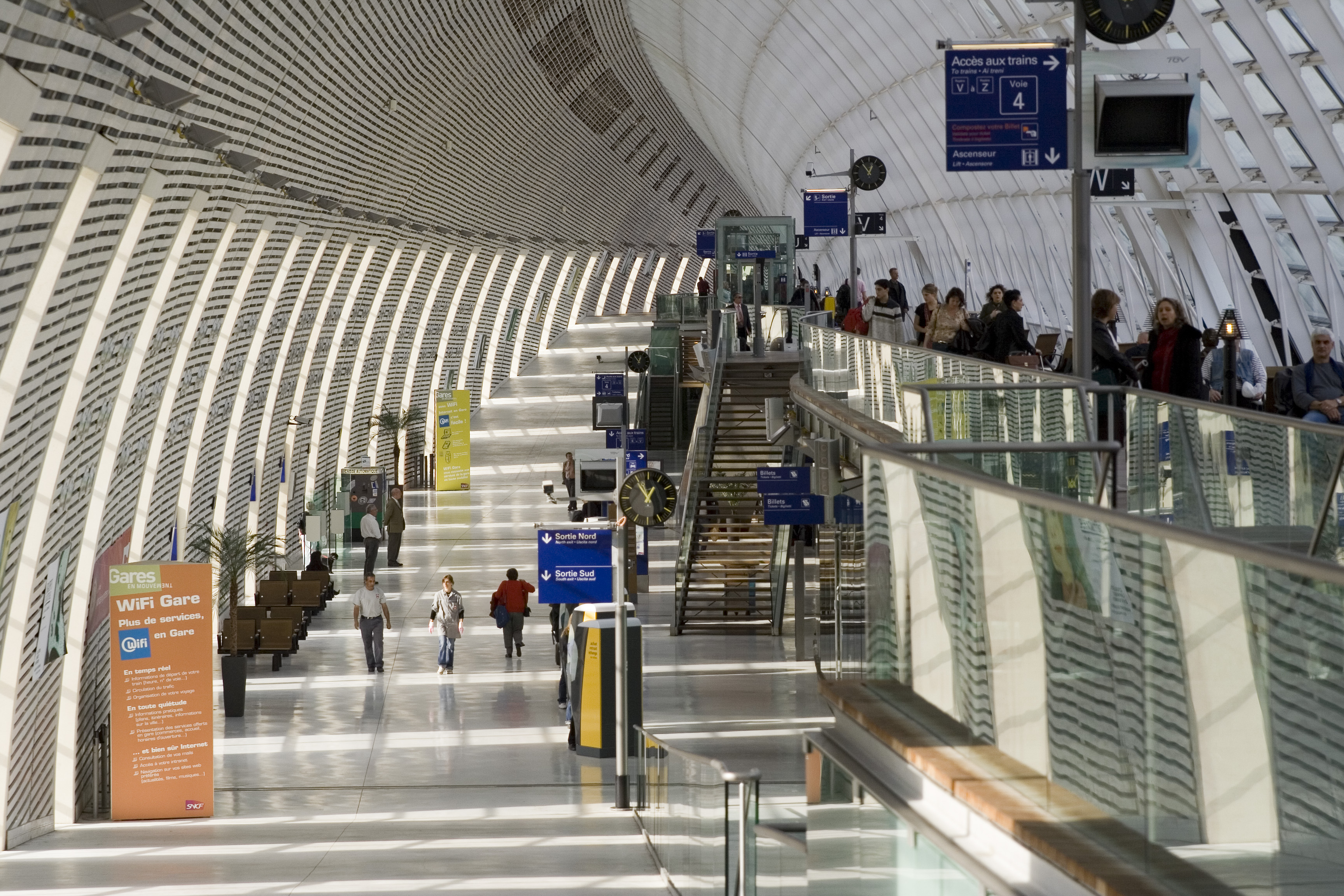
L'intérieur de la gare d'Avignon TGV dans le quartier Avignon Ouest de la ville d'Avignon.

- Avignon-Centre, gare historique datant de 1860, située à la frontière des quartiers Avignon Centre et Avignon Ouest, juste à l'extérieur des remparts. Elle est desservie par des trains TER des régions PACA (lignes Marseille ⥋ Avignon via Arles, Marseille ⥋ Avignon via Cavaillon, Marseille ⥋ Valence et Avignon ⥋ Carpentras), Auvergne-Rhône-Alpes (ligne Avignon ⥋ Lyon) et Occitanie (lignes Avignon ⥋ Port-Bou et Nîmes ⥋ Pont-Saint-Esprit), ainsi que par les trains interrégionaux circulant entre Lyon et Marseille (3 allers-retours par jour) et par quelques TGV (3 allers-retours par jour entre Paris et Avignon, dont deux prolongés jusqu'à Miramas).
- Avignon TGV, ouverte en 2001 dans le quartier Avignon Ouest, construite sur la ligne LGV Méditerranée, qui accueille la grande majorité des TGV desservant Avignon. Depuis décembre 2013, elle est reliée à la gare centre par une liaison ferroviaire, la virgule d'Avignon.
- Monfavet, située dans le quartier du même nom dans l'est de la ville, desservie par les TER Avignon ⥋ Marseille via Cavaillon.

#### Transports en commun urbains
Le réseau de transports en commun d'Avignon et de la communauté d'agglomération du Grand Avignon, appelé Orizo, comprend :
- une ligne de tramway reliant les stations Saint-Roch - Université des métiers et Saint-Chamand - Plaine des sports, mise en service le 19 octobre 2019. Une deuxième ligne, qui reliera l'île Piot au campus Hannah Arendt, est en projet pour 2025[34].
- deux lignes de bus à haut niveau de service, appelées Chron'hop
- un réseau de bus avec 30 lignes régulières, 12 lignes à la demande et 32 lignes scolaires

#### Transport aérien
L'aéroport Avignon-Provence est en bord de ville et propose plusieurs lignes internationales vers l'Angleterre (Southampton, Birmingham). Depuis juillet 2008, les quatre vols par jour à destination de Paris ont été supprimés. Environ 16 000 passagers ont transité en 2018 par cet aéroport.

#### Transport fluvial

##### Ports et aménagements

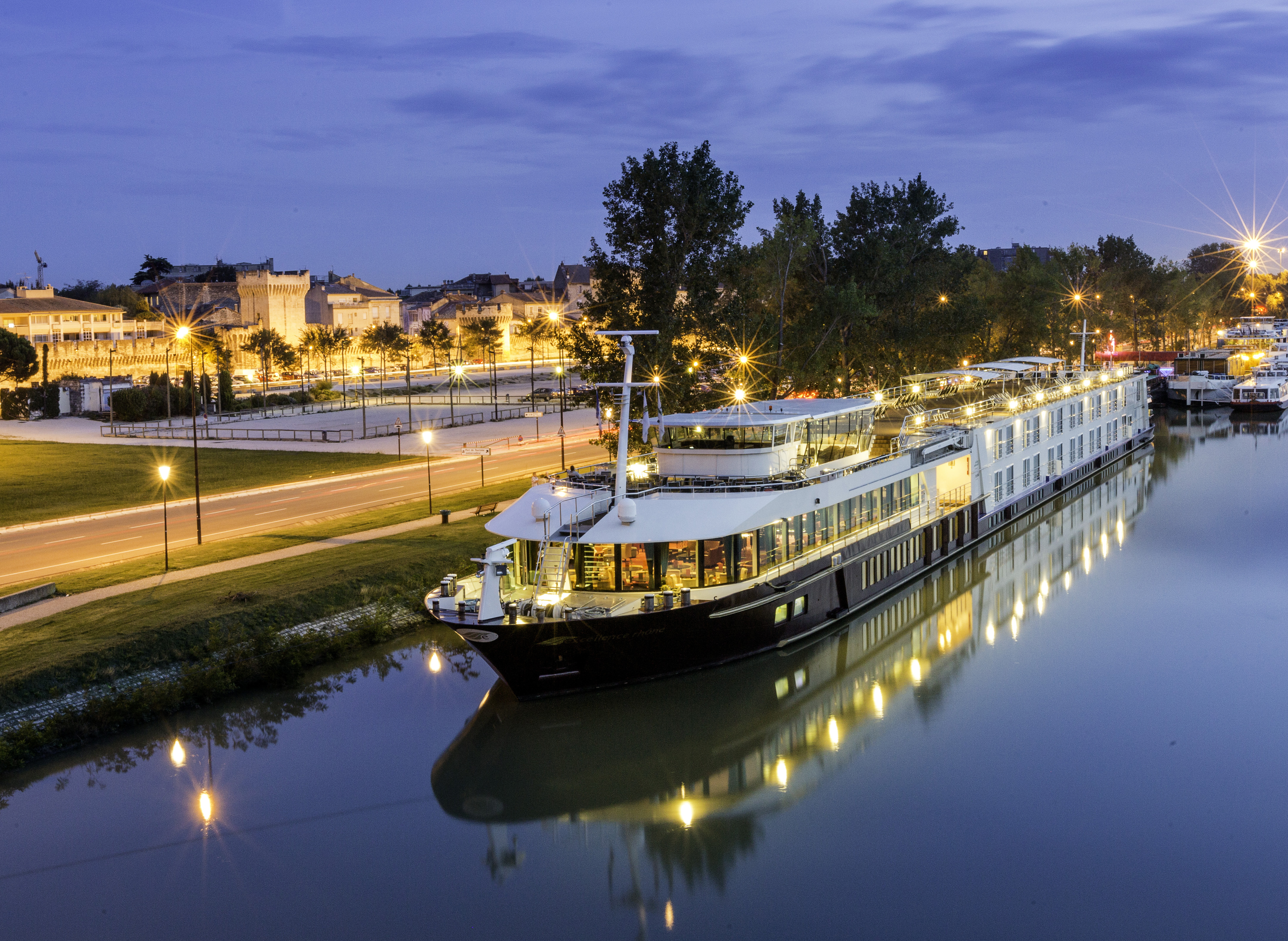
Un bateau de croisière Excellence sur le Rhône, à la frontière des quartiers Avignon Centre et Barthelasse-Piot.

Le Rhône représente depuis de nombreux siècles un moyen de transport important pour la ville. Le trafic fluvial à Avignon bénéficie de deux ports marchands, de stations d'accueil pour des bateaux-croisière et de divers aménagements des berges.

##### Navette fluviale
Une navette fluviale gratuite a été mise en place reliant le quartier Avignon Centre au quartier Barthelasse-Piot.

#### Pistes cyclables

##### Vélopop'
Avignon et son agglomération dispose d'un service de vélo en libre-service : Vélopop', au sein du réseau Orizo.

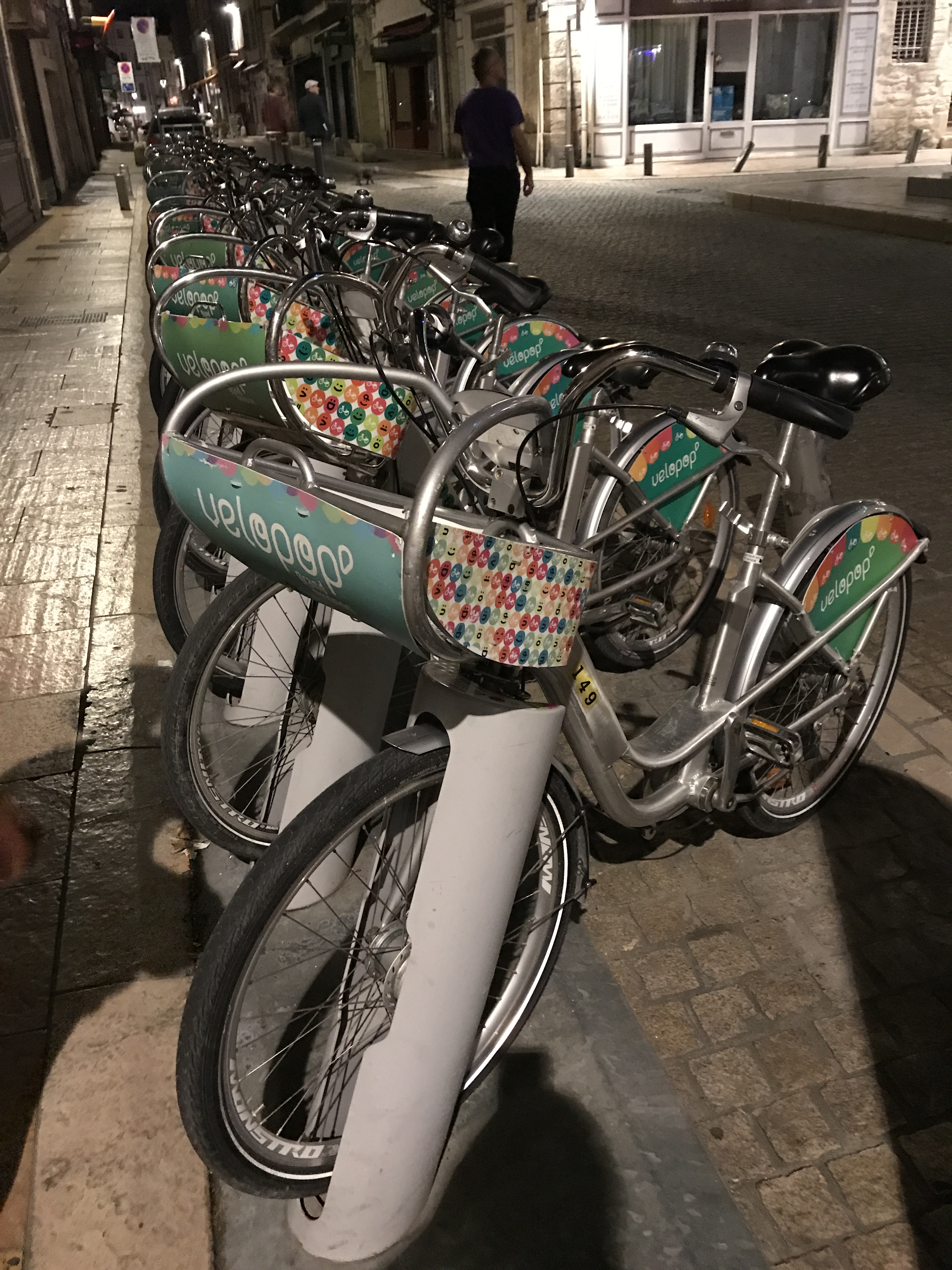
Station Vélopop' Carmes géré par Orizo.

##### Pistes cyclables
La ville compte également 145 kilomètres de pistes cyclables.

##### Vélo-taxis
Il existe aussi à Avignon un service de vélo-taxi pouvant transporter jusqu'à trois personnes. Ce service n'est disponible que dans le quartier d'Avignon Centre.

### Risques naturels et technologiques

#### Risque sismique
Selon le nouveau zonage sismique de la France défini dans le décret no 2010-1255 du 22 octobre 2010 portant délimitation des zones de sismicité du territoire français et entré en vigueur le premier mai 2011, Avignon se situe en zone de sismicité modérée. Le zonage précédent est rappelé ci-dessous pour mémoire. « Les cantons de Bonnieux, Apt, Cadenet, Cavaillon, et Pertuis sont classés en zone Ib (risque faible). Tous les autres cantons du département de Vaucluse, dont ceux d'Avignon, sont classés en zone Ia (risque très faible). Ce zonage correspond à une sismicité ne se traduisant qu'exceptionnellement par la destruction de bâtiments ».
La présence de failles dans le substrat calcaire montre qu'un important travail tectonique a provoqué des séismes dans les différents âges géologiques. Le dernier tremblement de terre de magnitude importante a eu lieu le 11 juin 1909. Il a laissé une trace toujours visible dans le centre de la ville, puisque le clocher des Grands Augustins surmonté d'un très ancien campanile en fer forgé, dans la rue Carreterie, est resté légèrement penché à la suite de ce tremblement de terre.

## Toponymie

### Origine du nom Avignon
Les formes les plus anciennes du nom sont rapportées par les Grecs : Аὐενιὼν / Aueniồn (Étienne de Byzance, Strabon, IV, 1, 11), Άουεννίων / Áouenníôn (Ptolémée, II, x).
L'appellation romaine Avennĭo Cavarum (Pomponius Mela, II, 575, Pline III, 36), c'est-à-dire Avignon des Cavares, précise qu'Avignon est l'une des trois villes de la tribu celto-ligure des Cavares, avec Cavaillon et Orange.
Les toponymistes font remonter ce nom à un thème ligure, pré-indo-européen ou pré-latin ab-ên suivi du suffixe -i-ōn(e),. Ce thème serait un hydronyme, c'est-à-dire une appellation liée au fleuve (Rhône), mais peut-être aussi un oronyme au relief (le rocher des Doms).
L'Auenion du Ier siècle av. J.-C. s'est latinisé en Avennĭo (ou Avēnĭo), -ōnis au Ier siècle pour s'écrire ensuite Avinhon en graphie classique ou Avignoun [aviɲũ] en graphie dite mistralienne. Ses habitants s'appellent en provençal les avignounen (écriture mistralienne).

### «À Avignon» ou «en Avignon»?
Selon l'Académie française, la tournure « en Avignon », attestée chez les meilleurs auteurs à la place de « à Avignon », s'explique comme archaïsme et comme régionalisme provençal. Elle continue d'être utilisée au niveau national par une partie non négligeable de la population et de la presse, mais semble en régression.
Deux explications peuvent être données quant à l'origine de ce « en » :
- linguistique et littéraire : la langue occitane ne tolère pas le contact de deux voyelles identiques[44]. C'est pour cela qu'en occitan, on dit  à-n-Avignoun[45], comme à-n-Arle, mais aussi à z-Ais (à Aix). Frédéric Mistral cite aussi en Avignoun[45]. Cette particularité a dû influencer le français local et moins local, comme le montrent une multitude d'autres exemples (notion de français régional[46]) ;
- historique : la locution « en Avignon » désignait à l'origine l'État pontifical d’Avignon[47] qui a existé jusqu'en 1791[N 3]. On résidait donc en Avignon, comme on pouvait résider en Provence.

Selon la mairie d'Avignon la préposition « en » peut s'utiliser quand on parle de la région autour de la ville, alors que « à » est appropriée lorsqu'on parle de la ville stricto sensu.

## Histoire

### Préhistoire
Ce site fut occupé dès le Néolithique comme l'ont prouvé les chantiers de fouille du rocher des Doms et du quartier de la Balance.

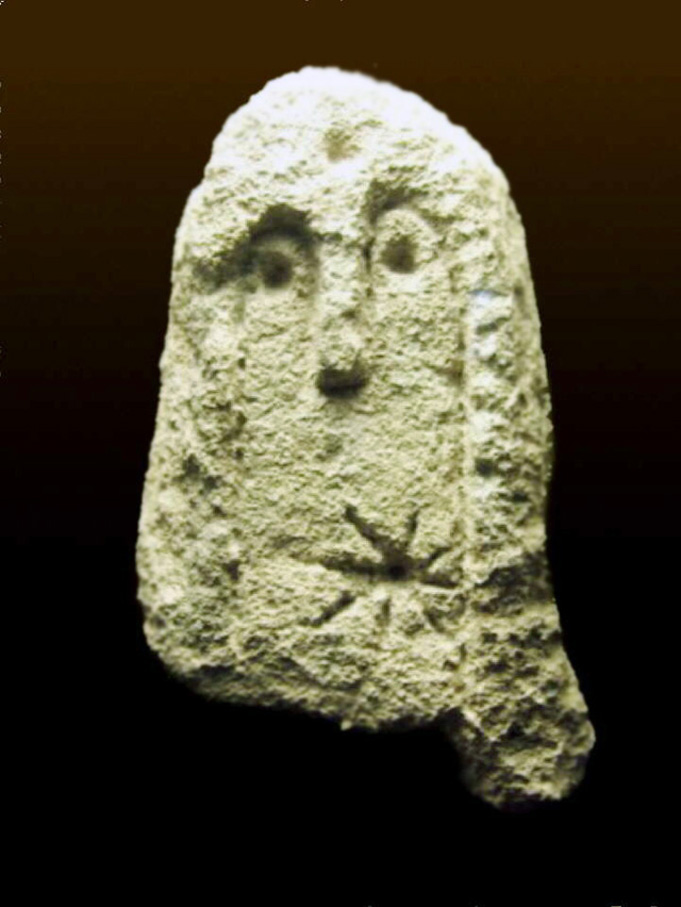
Stèle anthropomorphe, dite le plus vieil Avignonnais.

En 1960 et 1961, des fouilles dans la partie nord du rocher des Doms dirigées par Sylvain Gagnière ont mis au jour une petite stèle anthropomorphe (hauteur : 20 cm) qui fut trouvée dans une zone de terre remaniée. Sculptée dans de la molasse burdigalienne, elle a la forme d'une « stèle funéraire » avec sa face gravée d'une figure humaine très stylisée et sans bouche dont les yeux sont marqués par des cupules. Sur la partie inférieure, décalée légèrement sur la droite, a été creusée une cupule profonde d'où partent huit traits formant une représentation solaire, découverte unique sur ce type de stèle.
Par comparaison avec des figurations solaires identiques, cette stèle représentant le « premier Avignonnais » a été datée entre l'âge du cuivre et celui du bronze ancien (Chalcolithique méridional).
Cela a été confirmé par les trouvailles faites dans ce déblai, situé près du grand réservoir d'eau sommant le rocher, où ont été mis au jour deux haches polies en roche verte, une industrie lithique caractéristique des « pasteurs des plateaux », quelques objets de parures chalcolithiques et une grande abondance de tessons de poterie hallstattienne indigène ou importée (ionienne et phocéenne).

### Antiquité

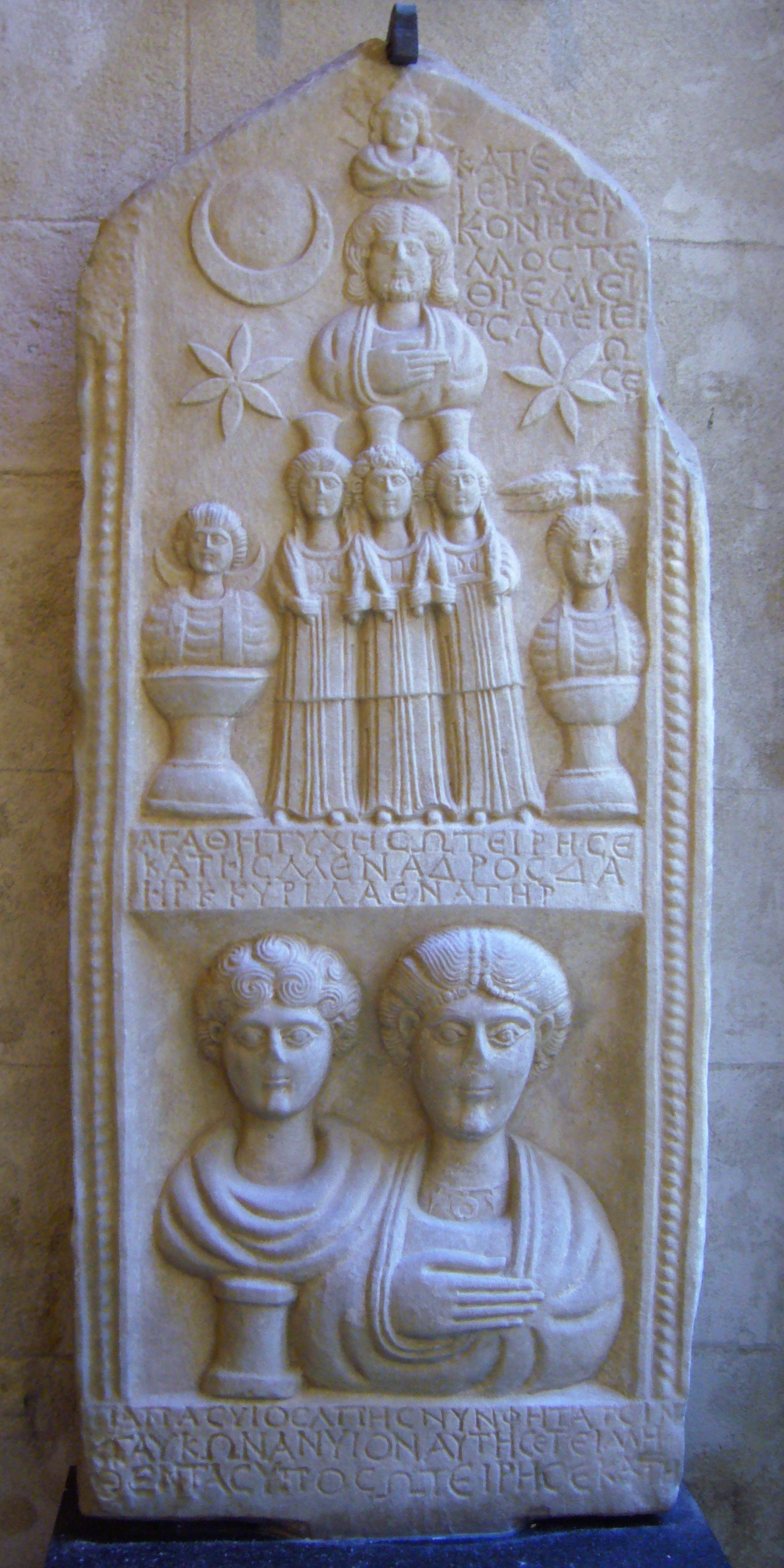
Stèle grecque en provenance d'Avignon, musée lapidaire.

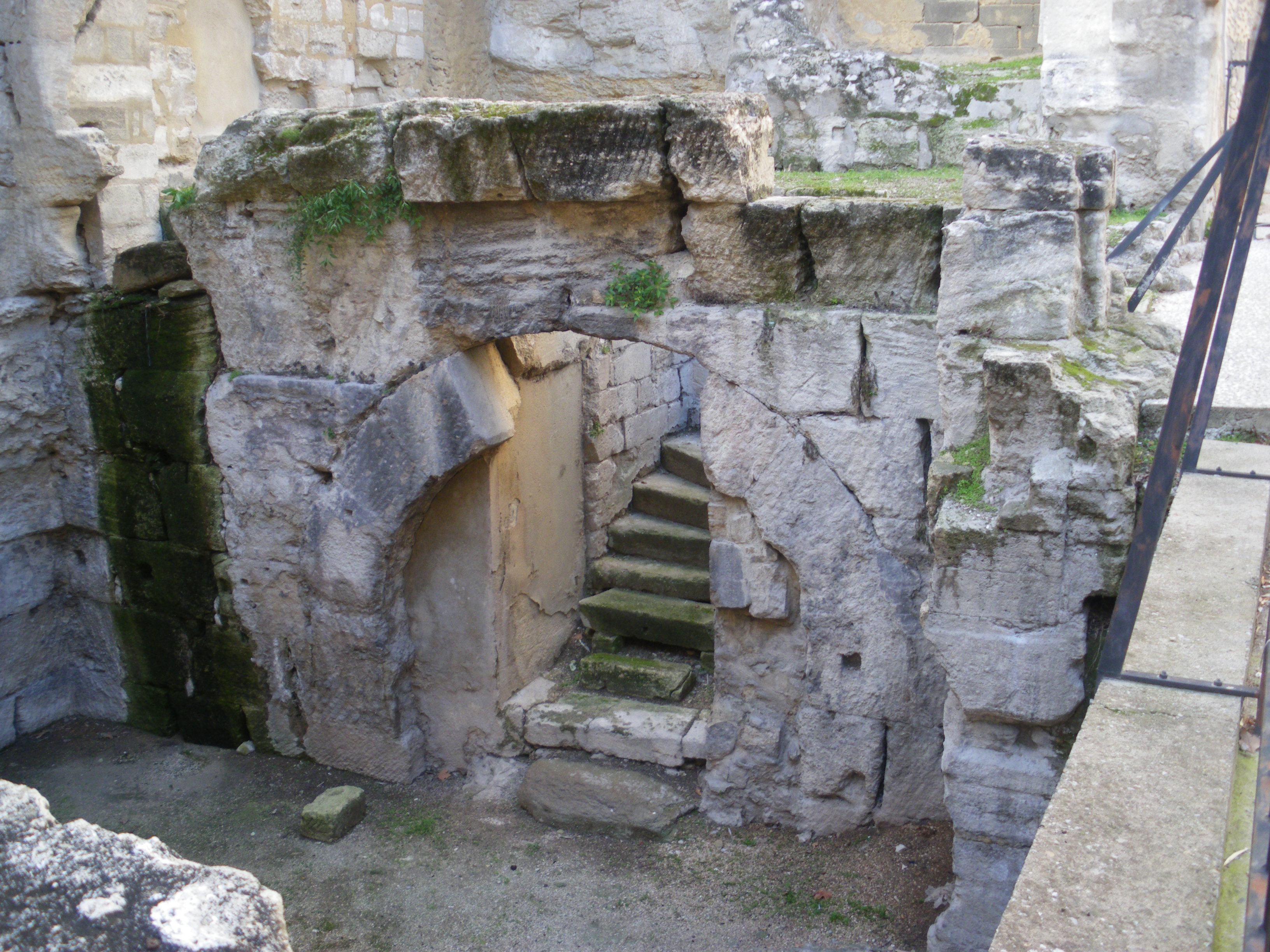
Vestiges romains du Ier siècle, derrière le palais des papes d'Avignon.

Le nom de la ville remonte aux environs du VIe siècle av. J.-C. La première citation d'Avignon (Aouen(n)ion) a été faite par Artémidore d'Éphèse. Si son ouvrage, La Périple, est perdu, il est connu par l'abrégé qu'en fit Marcien d'Héraclée et aussi par les Ethniques, dictionnaire des noms des villes que fit Étienne de Byzance en se basant sur cet écrit. Il y indique :
« Ville de Massalia (Marseille), près du Rhône, le nom ethnique (le nom des habitants) est Avenionsios (Avenionensis) selon la dénomination locale (en latin) et Auenionitès selon l'expression grecque ». Ce toponyme a deux interprétations : ville du vent violent ou encore plus vraisemblablement seigneur du fleuve. D’autres sources font remonter son origine au gaulois mignon (marais) et de l’article celtique défini.

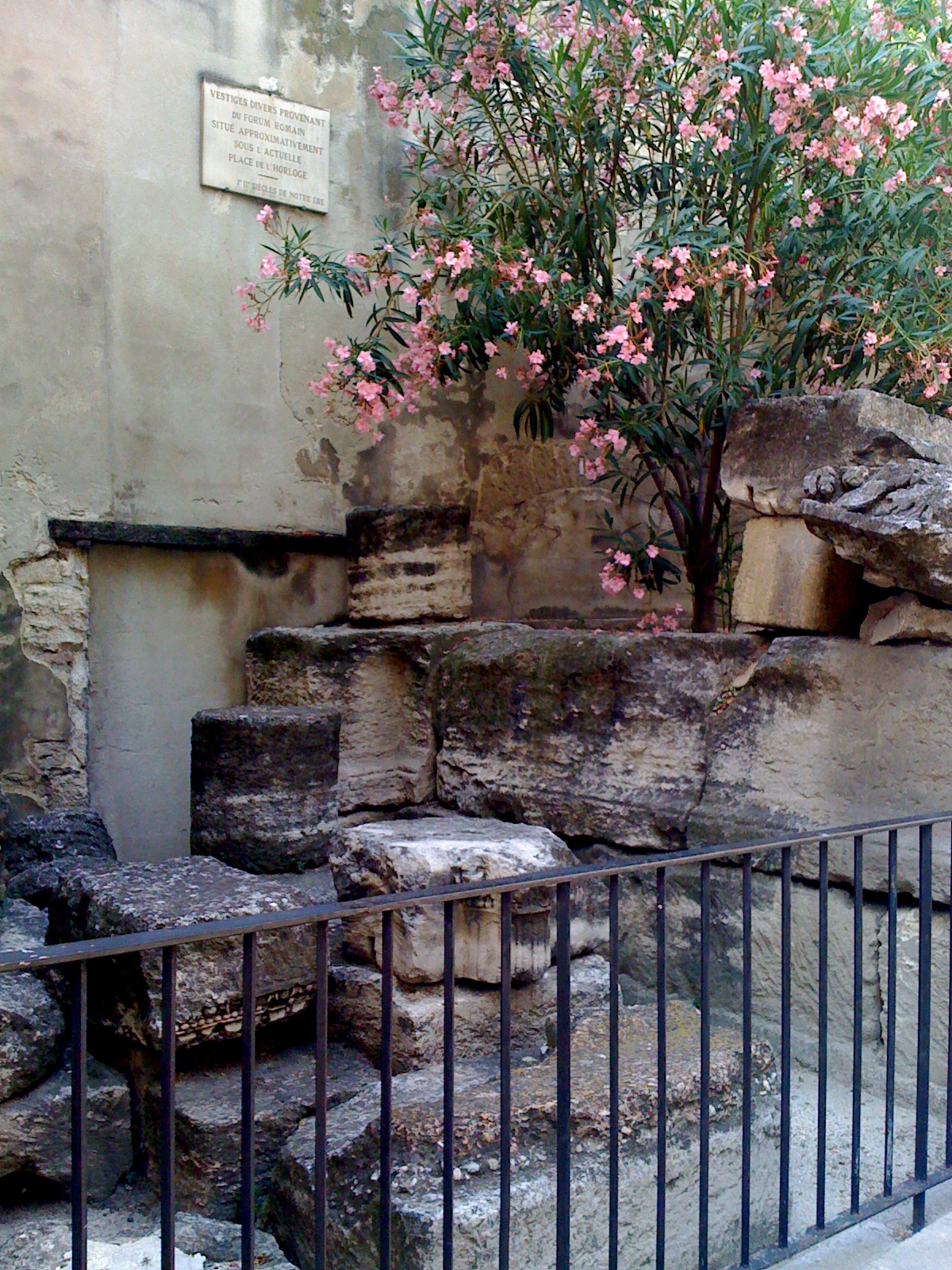
Vestiges romains de l'ancien forum d'Avignon, actuelle place de l'Horloge.

Simple emporion grec fondé par les Phocéens de Marseille vers 539 av. J.-C., c'est au cours du IVe siècle av. J.-C. que les Massaliotes commencèrent à signer des traités d'alliance avec quelques villes de la vallée du Rhône dont Avignon et Cavaillon. Un siècle plus tard, Avignon fait partie de la « région des Massaliotes ». ou du « pays de Massalia ».
Fortifiée sur son rocher, Avignon devient par la suite la capitale de la Civitas des Cavares. À l'arrivée des légions romaines vers 120 av. J.-C., les Cavares, alliés des Massaliotes, deviennent ceux de Rome. Passée sous domination de l'Empire romain, Aouenion devient Avenio et fait maintenant partie de la Gaule narbonnaise (118 av. J.-C.), puis de la 2e viennoise. Avignon reste «ville fédérée» de Marseille jusqu'à la conquête de la cité phocéenne par Caius Trebonius et Décimus Junius Brutus, lieutenants de César. En 49 av. J.-C., elle devient alors une cité de droit latin. Elle acquiert le statut de colonie latine en 43 av. J.-C. Pomponius Mela la place parmi les villes les plus florissantes de la province.
Au cours des années 121 et 122, l’empereur Hadrien séjourne dans la Provincia où il visite Vaison, Orange, Apt et Avignon. Il accorde à cette dernière cité le statut de colonie romaine : « Colonia Julia Hadriana Avenniensis » et ses citoyens sont inscrits dans la tribu.
À la suite du passage de Maximien Hercule, qui allait combattre les Bagaudes, paysans gaulois révoltés, un premier pont en bois est construit sur le Rhône et unit Avignon à la rive droite. Il a été daté par dendrochronologie de l'an 290. Au IIIe siècle, il existe une petite communauté chrétienne hors les murs autour de ce qui deviendra l’abbaye Saint-Ruf.

### Haut Moyen Âge
Si la date de la christianisation de la cité n'est pas connue avec certitude et que ses premiers évangélisateurs et prélats relèvent de la tradition hagiographique, ce qui est assuré est la participation de Nectarius, premier évêque historique d'Avignon, le 29 novembre 439, au concile régional dans la cathédrale de Riez auquel assistent les treize évêques des trois provinces d’Arles.
En novembre 441, Nectarius d’Avignon, accompagné de son diacre Fontidius, participe au concile d’Orange convoqué et présidé par Hilaire d'Arles, où les pères conciliaires définissent le droit d’asile. L'année suivante, avec ses lecteurs Fonteius et Saturninus, il se retrouve au premier concile de Vaison avec dix-sept évêques, représentant des Sept Provinces. il décède en 455.

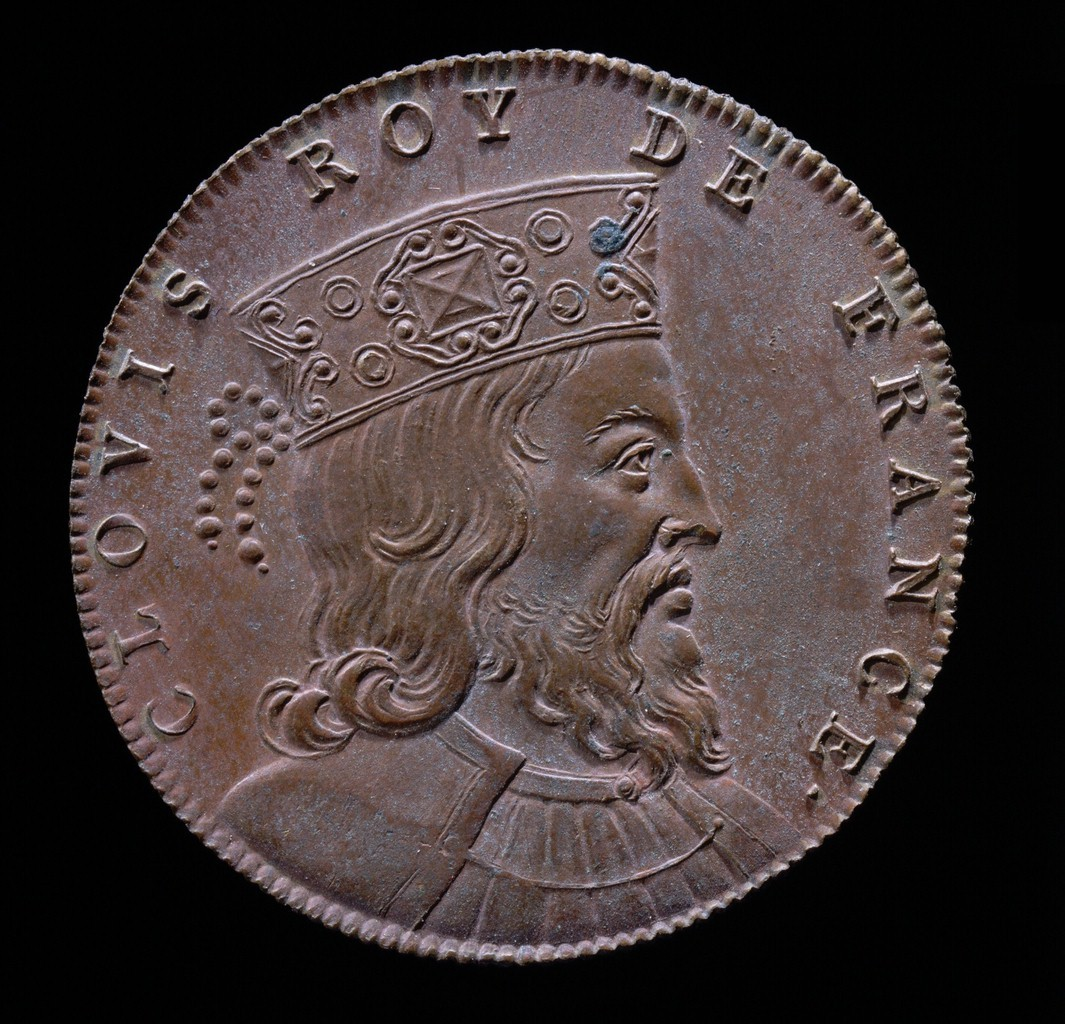
Médaille de Clovis, roi des Francs (vue d'artiste),
qui mit le siège devant Avignon en l'an 500.

Les grandes invasions ont commencé et les cités de la vallée du Rhône n'y échappent point. En 472, Avignon est pillée par les Burgondes et ravitaillée par Patiens, le métropolitain de Lyon, qui lui fait parvenir du blé.
En 500, Clovis Ier, roi des Francs, attaque Gondebaud, roi des Burgondes, accusé du meurtre du père de son épouse Clotilde. Battu, celui-ci quitte Lyon et se réfugie à Avignon que Clovis assiège. Grégoire de Tours signale que le roi des Francs fit dévaster les champs, couper les vignes, raser les oliviers et saccager les vergers. Le Burgonde est sauvé par l’intervention du général romain Aredius. Il l’avait appelé à son secours contre les « barbares francs » qui ruinaient le pays.
En 536, Avignon suit le sort de la Provence qui est cédée aux Mérovingiens par Vitigès, le nouveau roi des Ostrogoths. Clotaire Ier annexe Avignon, Orange, Carpentras et Gap ; Childebert Ier, Arles et Marseille ; Thibert Ier, Aix, Apt, Digne et Glandevès. L’empereur Justinien, à Constantinople, approuve cette cession.
En dépit de toutes les invasions, la vie intellectuelle continue à fleurir sur les berges du Rhône. Grégoire de Tours note qu’après la mort de l’évêque Antoninus, en 561, l’abbé parisien Dommole refusa l’évêché d’Avignon auprès de Clotaire Ier, persuadé qu’il serait ridicule « au milieu de sénateurs sophistes et de juges philosophes qui l’auraient fatigué ».
En 583, Avignon subit un siège militaire, dans le cadre de la rivalité entre Austrasie et Burgondie pour le contrôle de la Provence, affaire complexifiée par la conjuration de Gondovald.
Au VIIe et VIIIe siècles, la cité devient la proie des Francs sous Thierry II (Théodoric), roi d’Austrasie, en 612. Le concile de Chalon est le dernier qui, en 650, indique une participation épiscopale des diocèses provençaux. À Avignon, il ne va plus y avoir d’évêque pendant 205 ans, le dernier titulaire connu étant Agricol.
En 737, Charles Martel reprend la ville aux Arabes lors de la bataille d'Avignon.
Un gouvernement centralisé est remis en place et en 879, l’évêque d’Avignon, Ratfred, avec d'autres collègues provençaux, se rend au plaid de Mantaille, en Viennois, où Boson Ier est élu roi de Provence.
Le Rhône peut à nouveau être franchi puisqu’en 890, une partie de l’antique pont d’Avignon est restauré dont la pile no 14 près de Villeneuve. Cette même année, Louis, fils de Boson, succède à son père. Son élection a lieu au plaid de Varennes, près de Mâcon, et Thibert, qui a été son plus efficace soutien, devient comte d’Apt. En 896, il agit comme plénipotentiaire du roi à Avignon, Arles et Marseille avec le titre de « gouverneur général de tout le comté d’Arles et de Provence ». Deux ans plus tard, à sa demande, le roi Louis fait don de Bédarrides au prêtre Rigmond d’Avignon.
Le 19 octobre 907, le roi Louis, devenu empereur et aveugle, restitue à Remigius, évêque d’Avignon, une île sur le Rhône. Cette charte porte la première mention d’une église cathédrale dédiée à Marie.
Après la capture puis le supplice de son cousin, Louis III, exilé d'Italie en 905, Hugues d'Arles devient son conseiller personnel et régent. Il exerce alors la plupart des prérogatives du royaume de Provence et en 911, quand Louis III lui cède les titres de duc de Provence et de marquis de la Viennoise,, il quitte Vienne et s'installe à Arles, siège d'origine de sa famille dont il fait la nouvelle capitale de Provence.
Le 2 mai 916, Louis l’Aveugle restitue au diocèse d’Avignon les églises de Saint-Ruf et de Saint-Géniès. Le même jour, l’évêque Fulcherius teste en faveur de ses chanoines et des deux églises Notre-Dame et Saint-Étienne formant sa cathédrale.
Un événement politique d’importance a lieu en 932 avec la réunion du royaume de Provence et de celui de Haute-Bourgogne. Cette union forme le royaume d’Arles dont Avignon est l’une des plus fortes cités.
À la fin du IXe siècle, les musulmans d'Espagne installèrent une base militaire à Fraxinet depuis laquelle ils menèrent des expéditions de pillage dans les Alpes durant tout le Xe siècle.
En 972, dans la nuit du 21 au 22 juillet, ils firent prisonnier dom Mayeul, l’abbé de Cluny, qui revenait de Rome. Ils demandent pour chacun une livre de rançon, soit 1 000 livres, une somme énorme, qui leur est rapidement payée. Maïeul est libéré à la mi-août et retourne à Cluny en septembre.

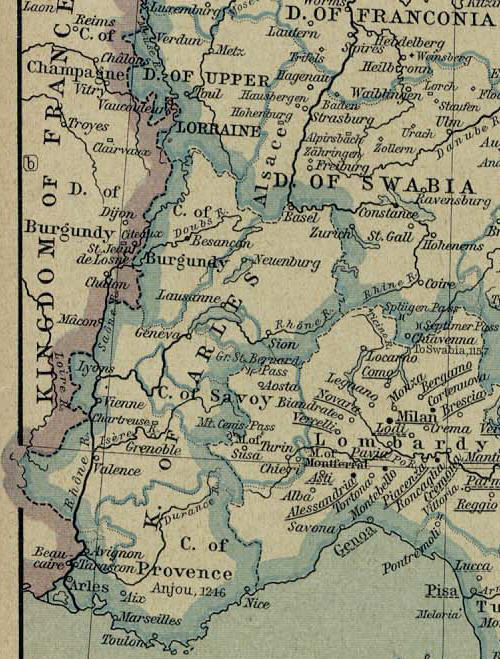
Carte du royaume d'Arles qui sera rattaché au Saint-Empire romain germanique en 1003.

En septembre 973, Guillaume et son frère aîné Roubaud, fils du comte d'Avignon Boson II, mobilisent, au nom de dom Maïeul, tous les nobles provençaux. Avec l’aide d’Ardouin, marquis de Turin, au bout de deux semaines de siège, les troupes provençales chassent les Sarrasins de leurs repaires du Fraxinet et de Ramatuelle, puis de celui de Peirimpi, près de Noyers, dans la vallée du Jabron. Guillaume et Roubaud y gagnent leur titre de comtes de Provence. Le premier siège à Avignon, le second à Arles.
En 976, alors que Bermond, beau-frère d’Eyric, est nommé vicomte d'Avignon par le roi Conrad le Pacifique, le 1er avril, le cartulaire de Notre-Dame des Doms d’Avignon indique que l’évêque Landry restitue aux chanoines de Saint-Étienne des droits qu’il s’était injustement approprié. Il leur cède un moulin et deux maisons, qu’il avait fait construire à leur intention sur l’emplacement de l’actuelle tour de Trouillas du palais des papes. En 980, ces chanoines sont constitués en chapitre canonial par l’évêque Garnier.
En 994, dom Maïeul arrive à Avignon où se meurt son ami Guillaume le Libérateur. Il l’assiste dans ses derniers moments dans l’île faisant face à la cité sur le Rhône. Le comte a comme successeur le fils qu’il avait eu de sa seconde épouse Alix. Celui-ci va régner en indivision avec son oncle Roubaud sous le nom de Guillaume II. Mais en face du pouvoir comtal et épiscopal, la commune d’Avignon s’organise. Vers l’an mil, il existe déjà un proconsul Béranger qui nous est connu, avec son épouse Gilberte, pour avoir fondé une abbaye au « Castrum Caneto ».
Le royaume d’Arles, en 1032, est rattaché au Saint-Empire romain germanique. Le Rhône désormais est une frontière qui ne peut être franchie que sur le vieux pont d’Avignon. Certains Avignonnais utilisent encore les expressions « terre d'Empire » pour désigner le côté avignonnais, et « terre du Royaume » pour désigner le côté villeneuvois à l'ouest, qui était possession du roi de France.

### Moyen Âge central

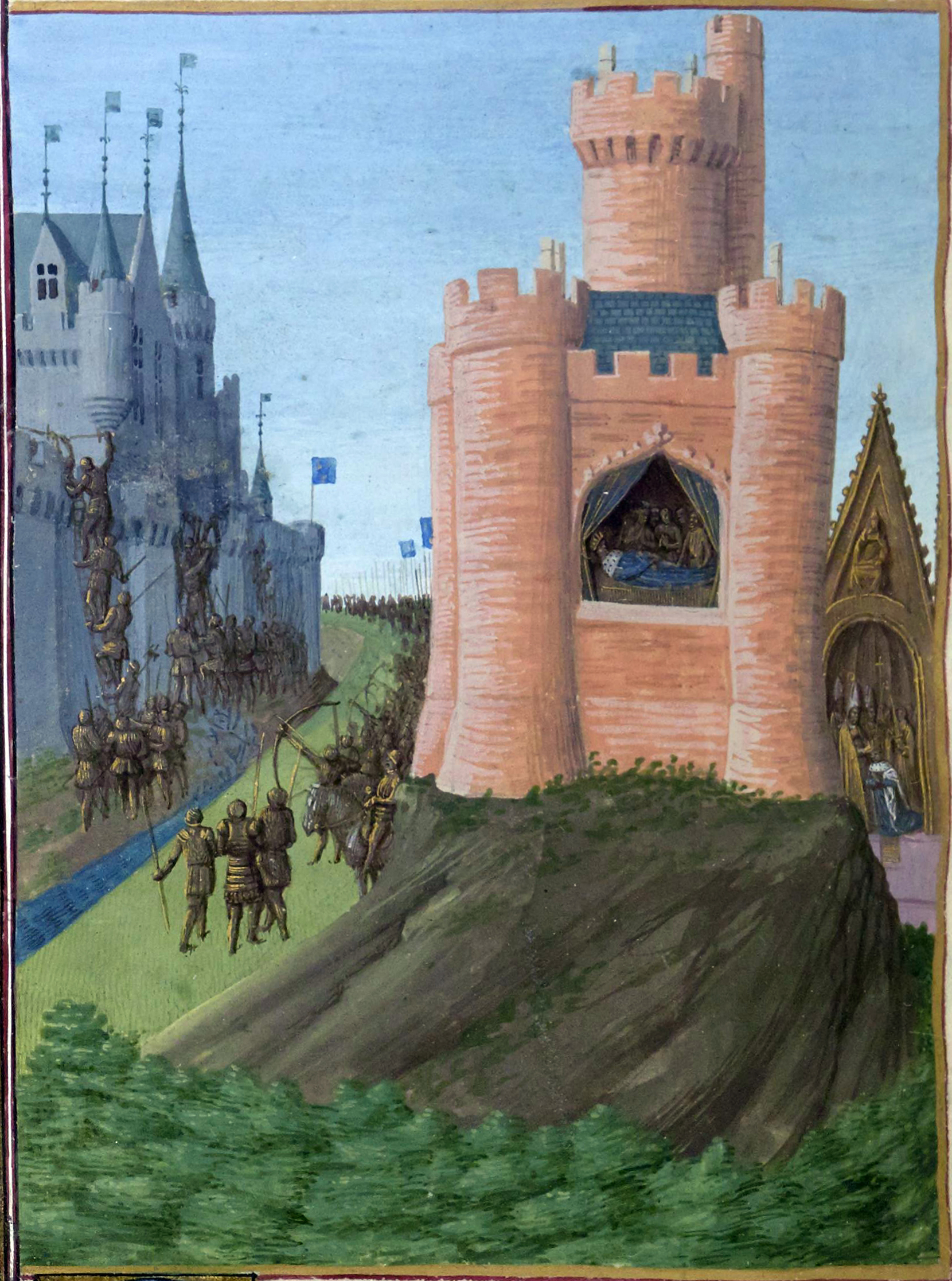
Siège d'Avignon en 1226 (sur la gauche), mort de Louis VIII le Lion et couronnement de Louis IX (sur la droite).

Après le partage de l’empire de Charlemagne, Avignon, comprise dans le royaume d’Arles ou des Deux-Bourgognes, fut possédée en commun par les comtes de Provence et de Forcalquier, puis par ceux de Toulouse et de Provence.
Sous la suzeraineté de ces comtes, elle fut dotée d’une administration autonome (création d’un consulat en 1129, deux ans avant sa voisine Arles). Si on a trouvé un cachet juif du IVe siècle à Avignon, la présence juive y est attestée depuis le XIIe siècle. Les Juifs résident alors dans le quartier de la rue vieille juiverie à moins que ce soit rue Abraham.
Des enseignements au moins intermittents de droit sont attestés à Avignon dès les années 1130.
En 1209 a lieu le concile d'Avignon avec une deuxième excommunication pour Raymond VI de Toulouse.
Lors de la guerre des albigeois, la ville ayant pris parti pour Raymond VII de Toulouse, comte de Toulouse, elle fut assiégée et prise par le roi de France Louis VIII le 9 septembre 1226.
Fin septembre, soit peu de jours après la reddition de la ville aux troupes du roi Louis VIII, Avignon connut des inondations.
En 1249, elle s’érigea en une république à la mort de Raymond VII, ses héritiers étant partis en croisade.
Mais en 1251, elle fut forcée de se soumettre aux deux frères de Saint Louis, Alphonse de Poitiers et Charles d’Anjou, héritiers par les femmes des marquisat et comté de Provence, qui en furent coseigneurs. Après la mort d’Alphonse (1271), Philippe III de France hérita de sa part d’Avignon, et il la transmit en 1285 à son fils Philippe le Bel. Celui-ci la céda en 1290 à Charles II d’Anjou, qui dès lors resta seul propriétaire de toute la ville.

### La papauté d’Avignon

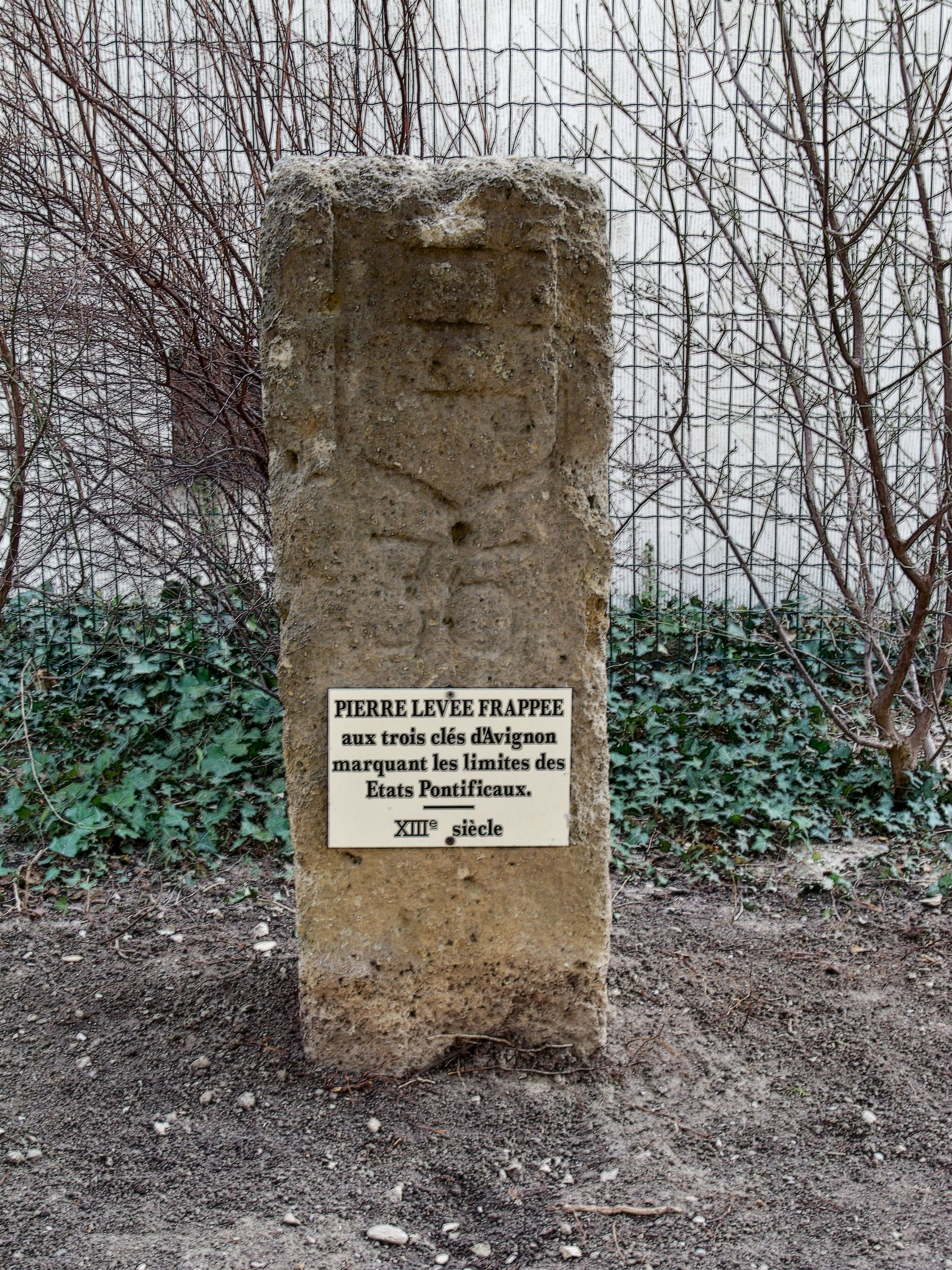
Borne de limite des États pontificaux et du Comtat Venaissin.

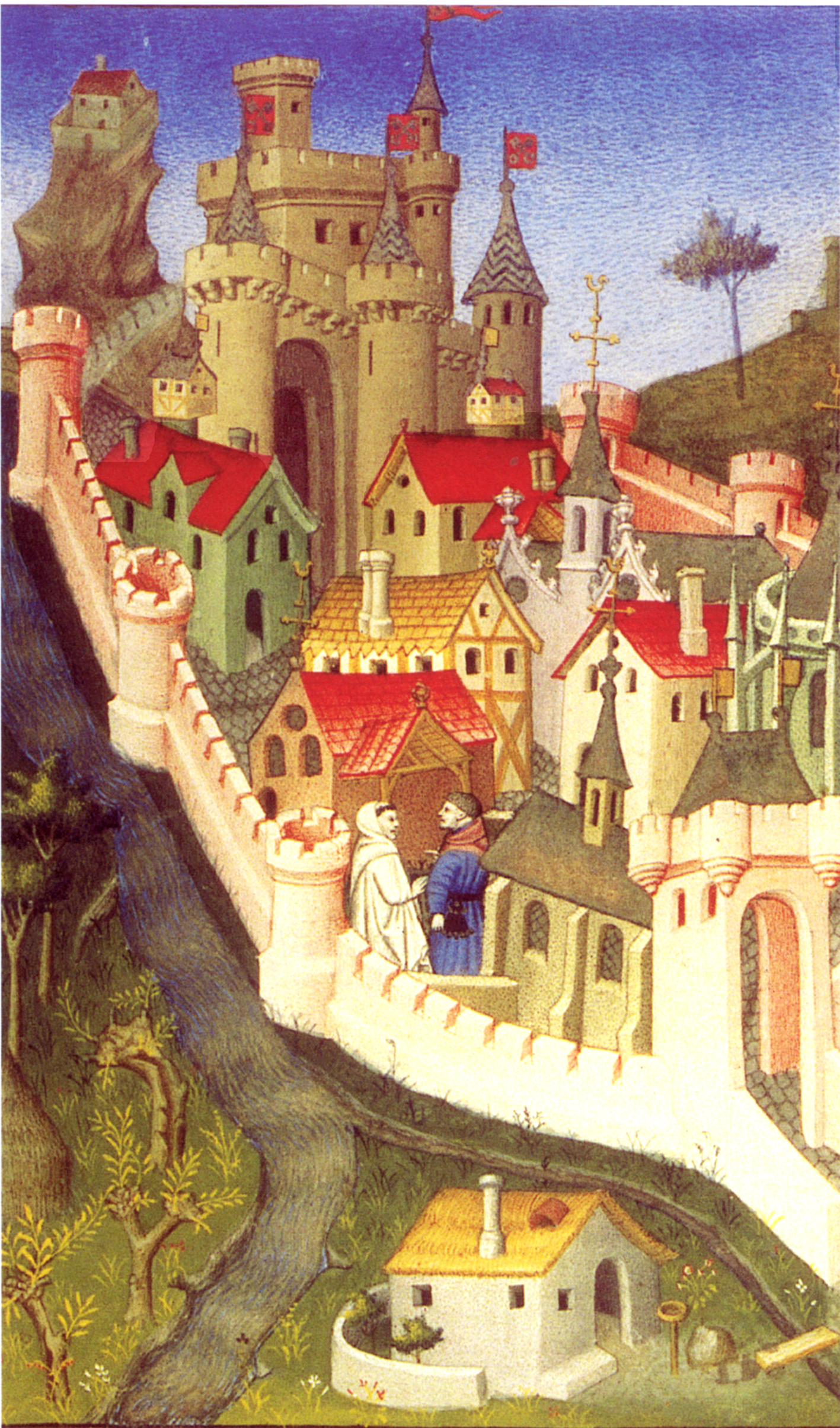
Le palais des papes et la ville d'Avignon, interprétation du Maître de Boucicaut au début du XVe siècle
ms. 23279, 81, Bibliothèque nationale.

En 1309, sous le pape Clément V, le temps du concile de Vienne, Avignon devint résidence pontificale. Son successeur, Jean XXII, ancien évêque de ce diocèse, en fit la capitale de la chrétienté et transforma son ancien palais épiscopal en premier palais des papes. Ce fut Benoît XII qui fit construire le palais Vieux et son successeur Clément VI, palais Neuf. Il acheta la ville, le 9 juin 1348 à Jeanne Ire de Naples, reine de Naples et comtesse de Provence. Innocent VI la dota de remparts. Ses deux successeurs Urbain V et Grégoire XI eurent la volonté de revenir à Rome. La seconde tentative fut la bonne. Mais la mort précoce du septième pape d'Avignon, provoqua le grand Schisme d'Occident. Clément VII et Benoît XIII régnèrent à nouveau à Avignon. Au total ce furent donc neuf papes qui se succédèrent dans le palais des papes et enrichirent celui-ci au fil de leur pontificat.
Sous leur règne, la Cour bouillonna et attira nombre de marchands, peintres, sculpteurs et musiciens. Leur palais, le plus remarquable édifice de style du gothique international, a été le fruit, pour sa construction et son ornementation, du travail conjoint des meilleurs architectes français, Pierre Peysson et Jean du Louvres, dit de Loubières, et des plus grands fresquistes de l'École de Sienne, Simone Martini et Matteo Giovanetti.
La bibliothèque pontificale d'Avignon fut au XIVe siècle la plus grande d'Europe avec 2 000 volumes. Elle cristallisa autour d'elle un groupe de clercs passionnés de belles-lettres dont allait être issu Pétrarque, le fondateur de l'humanisme. Tandis que la chapelle clémentine, dite Grande Chapelle, attira à elle compositeur, chantres et musiciens, dont Philippe de Vitry inventeur de l'Ars Nova et Johannes Ciconia.
Urbain V prendra le premier la décision de retourner à Rome au grand bonheur de Pétrarque, mais la situation chaotique qu’il y trouve et les différents conflits l’empêchent de s’y maintenir. Il meurt très peu de temps après son retour à Avignon.
Son successeur Grégoire XI décide à son tour de rentrer à Rome, ce qui met fin à la première période de la papauté d’Avignon. Lorsque Grégoire XI ramena le siège de la papauté à Rome, en 1377, la ville d’Avignon fut administrée par un légat. Les papes revinrent l’habiter pendant le Grand Schisme (1379-1411). Puis, de nouveau, la cité fut administrée par un légat, assisté, de manière permanente à partir de 1542, par un vice-légat.

### Temps modernes

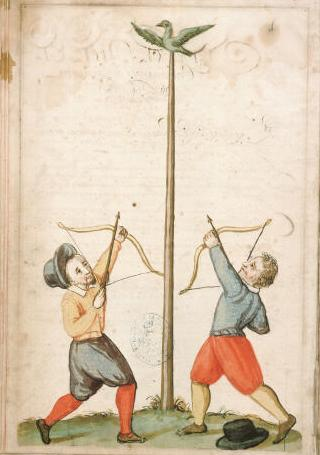
Archers lors du jeu du papegai à Avignon au XVIIe siècle.

À la mort de l’archevêque d’Arles Philippe de Lévis (1475), le pape Sixte IV de Rome réduisit le diocèse d’Arles : il détacha le diocèse d’Avignon de la province d’Arles, l’érigea en archevêché et lui attribua comme suffragants les évêchés comtadins de Carpentras, Cavaillon et Vaison-la-Romaine.
Au XVe siècle, la ville d'Avignon subit une grosse inondation du Rhône. Aussi le roi Louis XI soutint-il la réparation d'un pont en octobre 1479, par ses lettres patentes.
En 1562, la ville est assiégée par le baron des Adrets, qui voulait venger le massacre d’Orange.
Charles IX passe dans la ville lors de son tour de France royal (1564-1566), accompagné de la cour et des grands du Royaume : son frère le duc d’Anjou, Henri de Navarre, les cardinaux de Bourbon et de Lorraine. La cour y séjourne trois semaines.
1618, exil de Richelieu à Avignon.

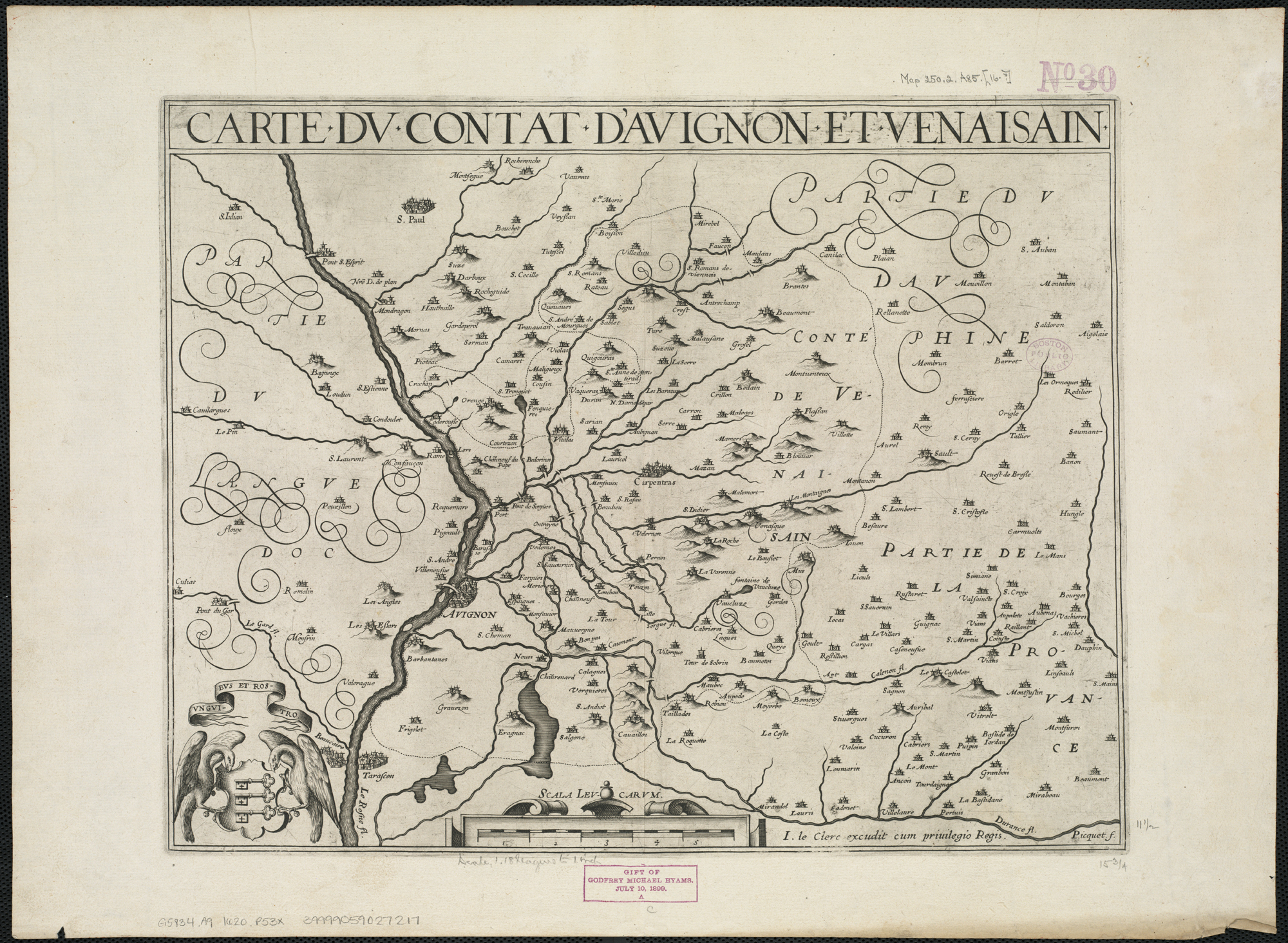
Carte d'Avignon et du Comtat Venaissin, dessinée par Jean Picquet et gravée par Jean Leclerc.

La ville reçut la visite de Vincent de Paul en 1607 et celle de François de Sales en 1622.
En 1691, la fonction de légat est supprimée et le vice-légat gouverne désormais seul la cité. Ultérieurement, Avignon est donc restée possession pontificale jusqu’à la Révolution française. C'est la raison pour laquelle le prétendant Jacques-Édouard Stuart, fils de Jacques II chassé de son trône d'Angleterre par la « glorieuse révolution », s'installe avec ses compagnons jacobites dans la ville papale en 1716. Il y est accueilli avec les honneurs par le Vice-légat.
Au début du XVIIIe siècle, les rues d'Avignon sont toujours étroites et tortueuses, mais le bâti se transforme et des maisons remplacent petit à petit les anciens hôtels. Autour de la ville, plantations de mûriers, vergers et prairies.
Le 2 janvier 1733, François Morénas fonde un journal, le Courrier d'Avignon, dont le nom évoluera au fil du temps et des interdictions. Publié dans l'enclave pontificale, hors du royaume de France, puis à Monaco, le journal échappait au système de contrôle de la presse en France (privilège avec autorisation préalable) tout en subissant le contrôle des autorités pontificales. Le Courrier d'Avignon parut de 1733 à 1793 avec deux interruptions, l'une entre juillet 1768 et août 1769 à cause de l'annexion d'Avignon à la France et l'autre entre le 30 novembre 1790 et le 24 mai 1791.

### De la Révolution française à la fin duXIXesiècle

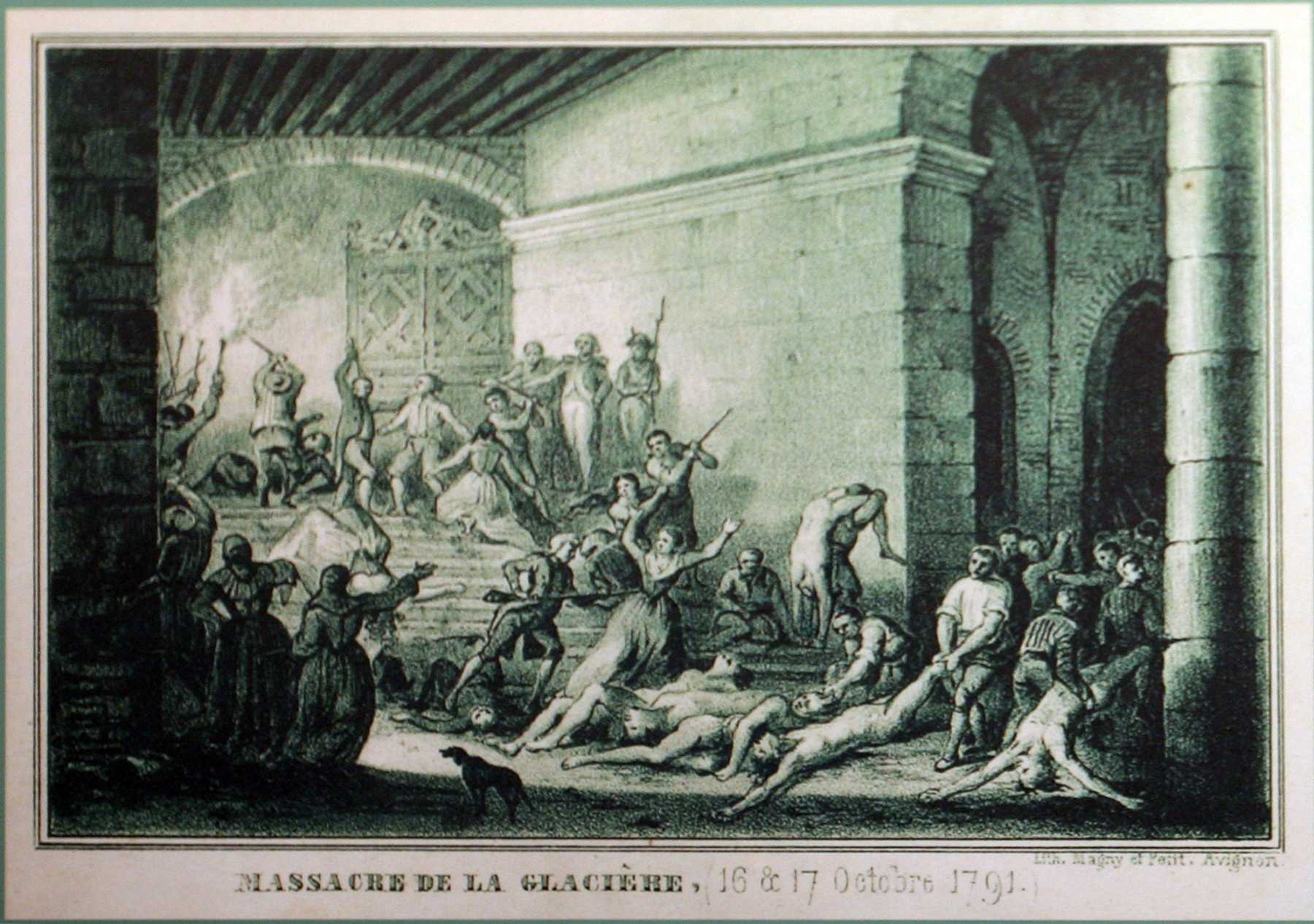
Massacre de la Glacière, à l'intérieur du palais (1844).

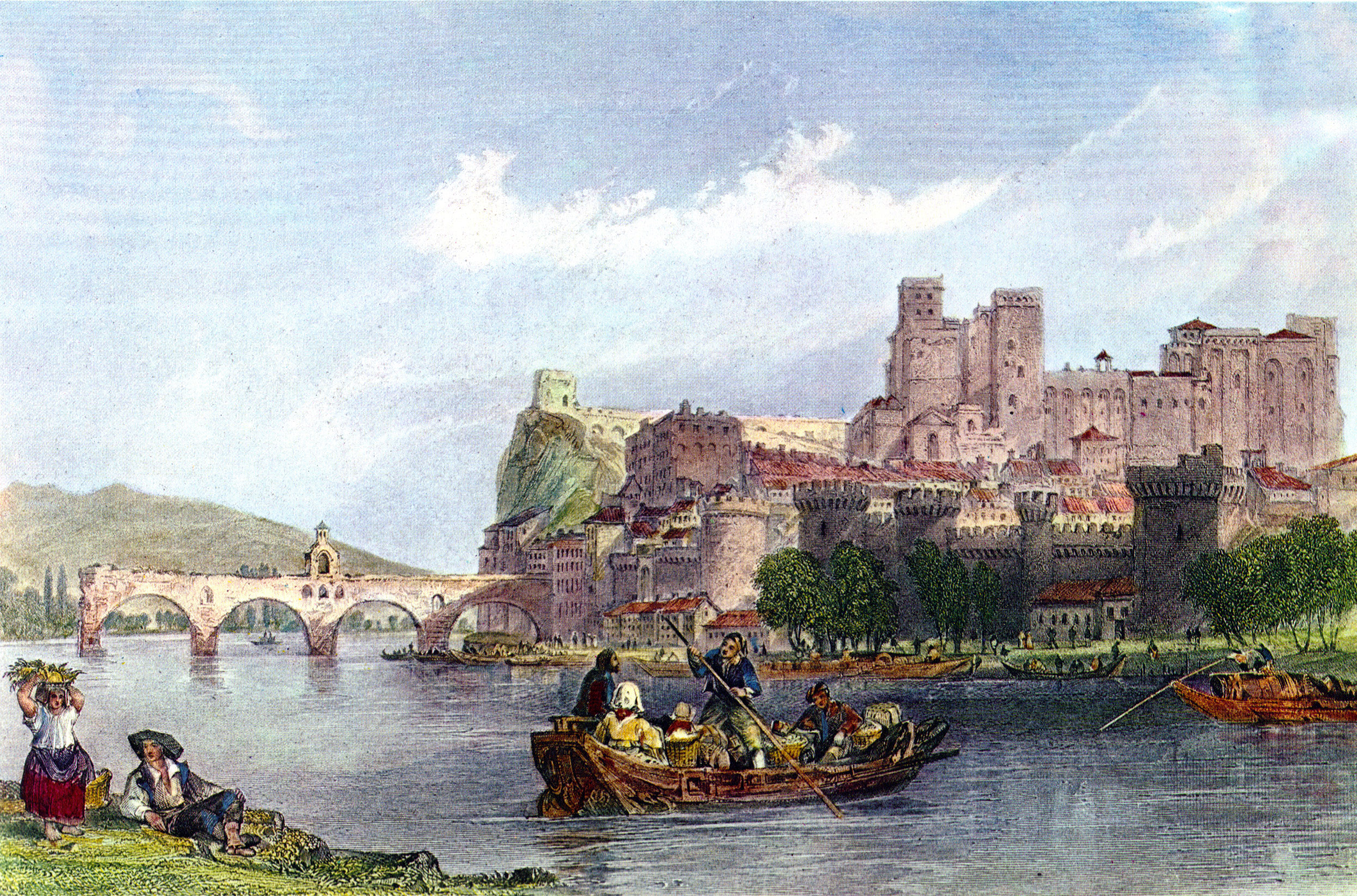
Bateaux à Avignon (dessin de T. Allom, gravure de E. Brandard).

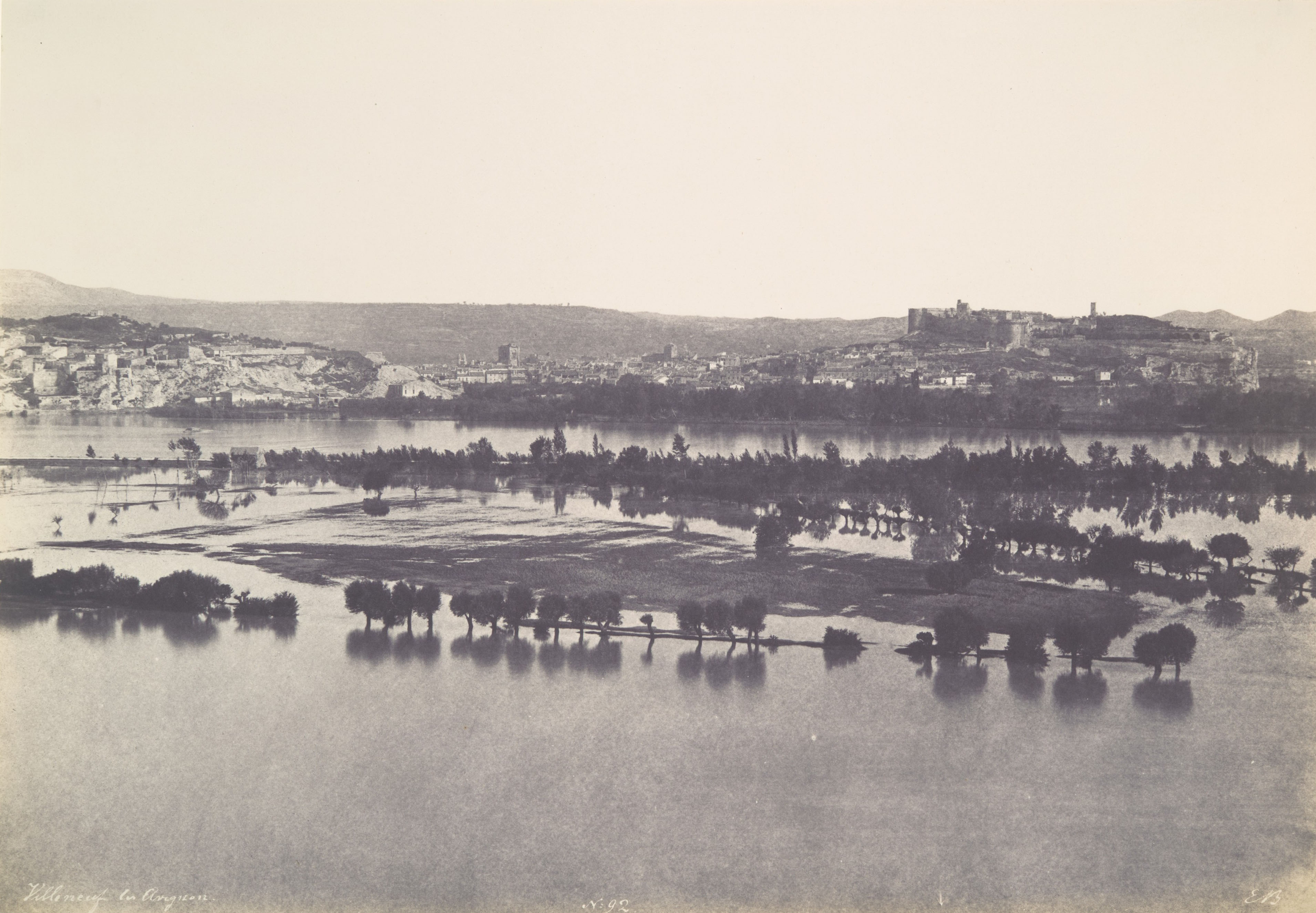
L'inondation à Avignon en 1856 ; photo Édouard Baldus.

Le 12 septembre 1791, l’Assemblée nationale constituante vota l’annexion d’Avignon et la réunion du Comtat Venaissin au royaume de France, à la suite d'un référendum soumis aux habitants dudit Comtat.
Dans la nuit du 16 au 17 octobre 1791, après le lynchage par la foule du secrétaire-greffier de la commune soupçonné à tort de vouloir saisir les biens des églises, ont lieu les massacres dits de la Glacière, épisode noir de l'histoire de la ville où une soixantaine de personnes furent sommairement exécutées et jetées dans la partie basse d'une tour du palais des papes.
Le 7 juillet 1793, les insurgés fédéralistes du général Rousselet entrent à Avignon. Lors du passage de la Durance pour la prise de la ville par les troupes marseillaises, une seule personne est tuée, Joseph Agricol Viala. Le 25 juillet, le général Carteaux se présente devant la ville qui est abandonnée le lendemain par les troupes du général Rousselet à la suite d'une erreur d'interprétation des ordres venus de Marseille.
À la création du département de Vaucluse le 12 août 1793, la ville en devient le chef-lieu. Cette réunion fut confirmée en 1797 par le traité de Tolentino. Le 7 vendémiaire an IV, le chevalier de Lestang s’empare de la ville pour les royalistes, avec une troupe de 10 000 hommes. Le représentant en mission Boursault reprend la ville et fait fusiller Lestang.
Pendant la Révolution et en 1815, Avignon fut le théâtre de déplorables excès de la Terreur blanche. Le 2 août 1815, le maréchal Brune y est assassiné.
Dans les années 1820-1830, Villeneuve est contrainte de céder à Avignon une partie de son territoire ; il s'agit de l'île de la Barthelasse.
Le 18 octobre 1847, la ligne ferroviaire Avignon – Marseille est ouverte par la Compagnie du chemin de fer d'Avignon à Marseille. En 1860, l'actuelle gare d'Avignon-Centre est construite. En novembre 1898, le réseau de tramway de la Compagnie des tramways électriques d'Avignon est ouvert en remplacement de l'ancienne compagnie de transport hippomobile.
Lors du coup d'État du 2 décembre 1851, des Avignonnais, dont Alphonse Gent, tentent de s'y opposer.
En 1856, une crue exceptionnelle de la Durance inonde Avignon[réf. non conforme].

### DuXXesiècleà nos jours

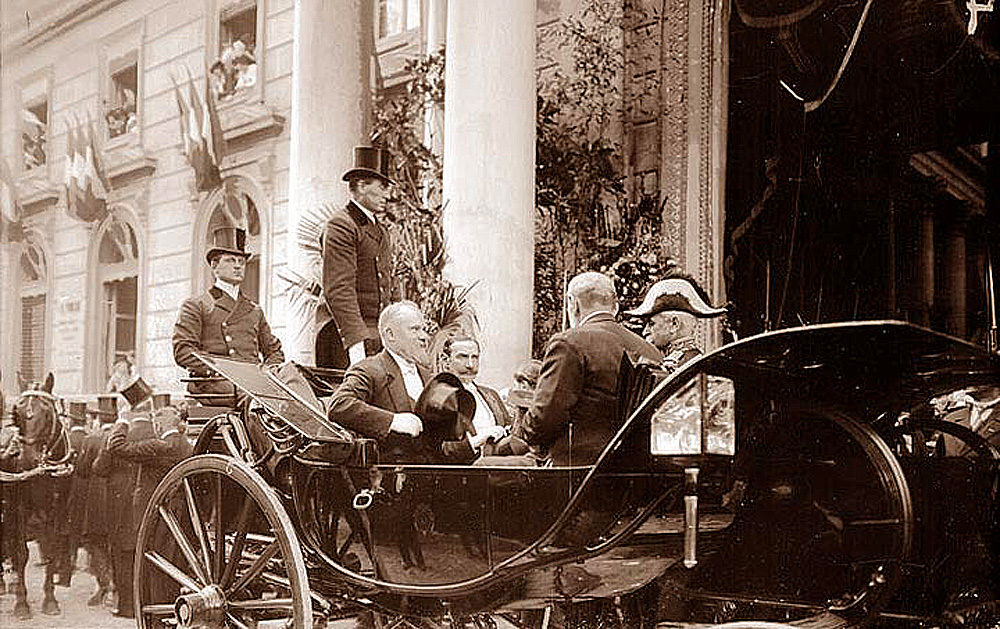
Arrivée à Avignon de Raymond Poincaré, président de la République, le 14 octobre 1913.

Nouvellement élu président de la République au début de l'année 1913, Raymond Poincaré visita la Provence à la mi-octobre. Il donna dans son livre Au service de la France : l'Europe sous les armes : 1913, un descriptif de ses visites successives. Son but primordial était de vérifier in situ, l'état d'esprit des Félibres dans l'hypothèse probable d'un conflit avec l'Allemagne. Il rencontra à Maillane et à Sérignan-du-Comtat, les deux plus illustres Frédéric Mistral et Jean-Henri Fabre. Entre ces deux rendez-vous, il fit une pause à Avignon où il fut reçu triomphalement à l'Hôtel de Ville. Déjà la réception qu'il avait reçu au Mas du Juge par le poète et le repas commun qu'ils avaient pris dans le train présidentiel en gare de Graveson, l'avaient rassuré sur le patriotisme des Provençaux. Ce fut donc, en ces termes, qu'il s'adressa au prix Nobel de littérature : « Cher et illustre maître, à vous qui avez relevé, en l'honneur d'une terre française, des monuments impérissables ; à vous qui avez relevé le prestige d'une langue et d'une littérature dont notre histoire nationale a lieu de s'enorgueillir ; à vous qui, en glorifiant la Provence, avez tressé à la France une verdoyante couronne d'olivier ; à vous auguste maître j'apporte le témoignage de la reconnaissance de la République et de la grande patrie »,.

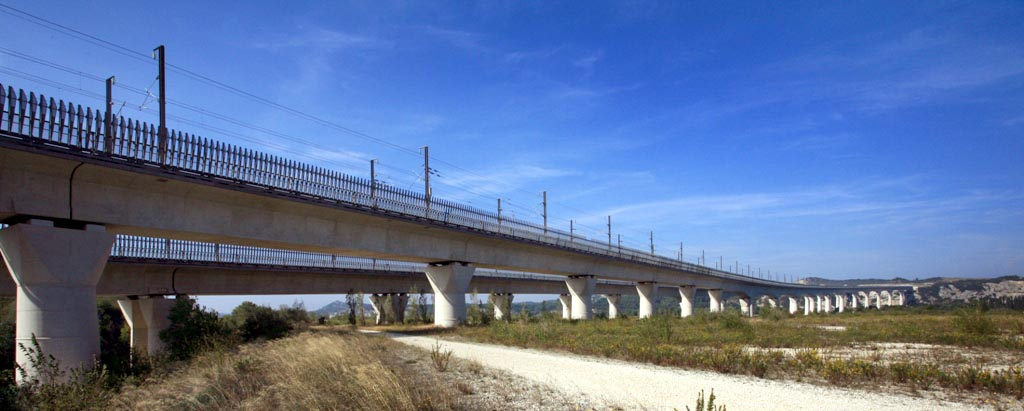
Le double V TGV d'Avignon, passage de la LGV Méditerranée sur le Rhône.

Le XXe siècle connaît un important développement de l'urbanisation principalement dans l'extra-muros et plusieurs projets importants voient le jour. Entre 1920 et 1975, la population a pratiquement doublé malgré la cession du Pontet en 1925 et la Seconde Guerre mondiale.
Côté transports, 1937 voit la création de l'aérodrome d'Avignon-Caumont qui deviendra aéroport et connaîtra du début des années 1980 à nos jours un essor important avec l'ouverture de lignes internationales, une nouvelle tour, des travaux d’allongement de piste, etc. Septembre 1947 : première édition du futur Festival d'Avignon.
Après la Seconde Guerre mondiale, le 11 novembre 1948, Avignon reçoit une citation à l’ordre de la division. Cette distinction comporte l’attribution de la croix de guerre avec étoile d’argent. La ville se relève, développe son festival, dépoussière ses monuments, développe son tourisme et son commerce.
En 1977, elle est lauréate du prix de l'Europe, remis par le Conseil de l'Europe.
1996, le projet concernant la ligne LGV Méditerranée est démarré. Son trajet la fait passer sur la commune et par-dessus le Rhône. De 1998 à 2001, construction de la gare d'Avignon TGV.

## Politique et administration
Avignon est chef-lieu du département de Vaucluse, de l’arrondissement d’Avignon et de quatre cantons :
|               | Avignon-Nord |                            |
| Avignon-Ouest | Avignon      | Avignon-Est                |
|               | Avignon-Sud  | Autres cantons de Vaucluse |

La commune d'Avignon est membre de Grand Avignon, Communauté d’agglomération qui regroupe 16 communes.

### Tendances politiques et résultats

#### Politique municipale
Le premier tour de l'élection municipale de 2014 à Avignon, marquée par le renoncement de Marie-Josée Roig à briguer un nouveau mandat, porte le candidat FN Philippe Lottiaux en première position au premier tour, avec 29,63 % des suffrages, devant la candidate PS Cécile Helle (29,54 %) et l'UMP Bernard Chaussegros (20,9 %). Cécile Helle emporte la triangulaire du second tour avec 47,47 % des voix, face au candidat frontiste (35,02 %) et à l'UMP (17,50 %),.
Aux élections municipales de 2020, la maire sortante socialiste Cécile Helle arrive en tête du première tour avec 34,46% des suffrages exprimés. Elle devance la candidate du Rassemblement national Anne-Sophie Rigault (21,53%), le candidat écologiste Jean-Pierre Cervantès (15,56%). Les Républicains sont en net replis, le candidat Michel Bissière obtenant 11,44% des voix. Au second tour, Cécile Helle est réélue avec 45,62% arrivant nettement en tête de la quadrangulaire l'opposant au RN, à EÉLV et à LR.

#### Tendances politiques nationales
Lors du référendum européen sur le traité de Maastricht (scrutin du 20 septembre 1992), sur 52 044 inscrits, 36 753 ont voté, ce qui représente une participation de 70,62 % du total, soit une abstention de 29,38 %. Il y a eu une victoire du non avec 18 557 voix (51,85 %) contre 17 231 voix (48,15 %) prononcées oui et 965 (2,63 %) de votes blancs ou nuls.
À l'élection présidentielle de 2002, la participation atteint 71,39 % contre 78,65 % au second tour. Le premier tour a vu arriver en tête Jean-Marie Le Pen (FN) avec 22,02 % des voix suivi par Jacques Chirac (RPR) avec 21,59 % et Lionel Jospin (PS) avec 15,60 % des suffrages. Aucun autre candidat n'atteint la barre des 10 %. Au second tour, c'est Jacques Chirac qui arrive en tête avec 75,81 % des voix contre 24,19 % pour Jean-Marie Le Pen.
Aux élections européennes de 2004, sur 53 823 inscrits, 21 792 ont voté, ce qui représente une participation de 40,49 % du total, soit une abstention de 59,51 %. C'est Michel Rocard pour le PS qui arrive en tête avec 31,16 % des suffrages suivi par Françoise Grossetête (UMP) avec 16,01 % des voix puis par Jean-Marie Le Pen (FN) avec 14,88 %. Aucun autre candidat ne dépasse la barre des 10 %.
Au référendum sur la constitution européenne (scrutin du 29 mai 2005), sur 53 653 inscrits, 35 229 ont voté, ce qui représente une participation de 65,66 % du total, soit une abstention de 34,34 %. Il y a eu une victoire du contre avec 20 518 voix (59,49 %), 13 973 voix (40,51 %) s’étant prononcées pour et 738 (2,09 %) étant des votes blancs ou nuls.
À l’élection présidentielle de 2007, le premier tour a vu se démarquer en tête Nicolas Sarkozy (UMP) avec 30,44 %, suivi par Ségolène Royal (PS) avec 28,68 % et François Bayrou (UDF) avec 15,65 %, Jean-Marie Le Pen (FN) avec 13,00 %, puis aucun autre candidat ne dépassant les 5 %. Le second tour a vu arriver en tête Nicolas Sarkozy avec 52,02 % (résultat national : 53,06 %) contre 47,98 % pour Ségolène Royal (résultat national : 46,94 %).
Aux élections législatives de juin 2007, les électeurs de la commune, qui fait partie de la première circonscription de Vaucluse, ont contribué à faire réélire Marie-Josée Roig (UMP) avec 55,52 % des voix contre 56,71 % à l’échelle de la circonscription.
Aux élections européennes de 2009, sur 54 993 inscrits, 21 315 ont voté, ce qui représente une participation de 38,76 % du total, soit une abstention de 61,24 %. Les résultats sont Françoise Grossetête (UMP) avec 25,39 % des voix, suivie de Michèle Rivasi (Europe Écologie) avec 18,17 %, de Vincent Peillon (PS) avec 16,52 %, de Jean-Marie Le Pen (FN) avec 10,61 %, puis aucune autre liste n'a dépassé les 10 %.
À l'élection présidentielle de 2012, la participation atteint 77,72 % au premier tour puis 78,57 % lors du second tour. Le premier tour a vu se démarquer François Hollande (PS) avec 30,87 % des voix suivi par Nicolas Sarkozy (UMP) avec 23,12 % et Marine Le Pen (FN) avec 20,51 %, Jean-Luc Mélenchon (FG) avec 13,46 %. Aucun autre candidat n'obtient 10 % des suffrages. Lors du second tour, François Hollande arrive en tête avec 54,92 % des voix contre 45,08 % pour Nicolas Sarkozy.
Aux élections européennes de 2014, sur 54 361 inscrits, 22 411 ont voté, ce qui représente une participation de 41,23 % du total, soit une abstention de 58,77 %. C'est Jean-Marie Le Pen (FN) qui arrive en tête du scrutin avec 29,07 % des voix suivi par Renaud Muselier (UMP) avec 16,95 % des voix, de Vincent Peillon (PS) avec 14,82 %, et enfin par Michèle Rivasi (Europe Écologie) avec 11,90 %. Aucune autre liste n'a dépassé les 10 %.
Aux élections présidentielles de 2017 puis 2022, Avignon est marquée par une abstention supérieure à la moyenne nationale (au premier tour, 26,07% puis 30,98% contre 22,23% puis 26,31). Lors des deux scrutins, le candidat de La France insoumise Jean-Luc Mélenchon arrive largement en tête du premier tour avec successivement 28,35% puis 36,87%. Il obtient à Avignon, des scores nettement supérieurs aux moyennes nationales (19,58% et 21,95%), signalant un ancrage croissant à gauche de l'électorat de la ville. En 2017, il devance Marine Le Pen (21,15%) puis Emmanuel Macron (20,75%). En 2022, les deux candidats sont repli : Emmanuel Macron arrive deuxième avec 20,49% alors que Marine Le Pen est reléguée à la troisième place avec un score en nette baisse (18,94%). Le candidat d'extrême droite Éric Zemmour obtient cependant à Avignon un score supérieur à la moyenne nationale (7,78% contre 7,07%). Au deuxième tour des scrutins présidentiels de 2017 puis 2022 Emmanuel Macron devance Marine Le Pen avec successivement 34 puis 25 points d'avance,. Une abstention importante est cependant à noter (29,44% puis 35,38%),.
Aux élections législatives de 2017, dans un contexte d'abstention très élevée (56,99%), Avignon place nettement en tête le candidat de La République en marche Jean-François Cesarini qui devance la candidate du Front National Anne-Sophie Rigault aux deux tours (30,63% puis 62,18%). Lors du scrutin législatif de 2022, la situation est bien différente puisque le candidat de l'union de la gauche NUPES Farid Fayissy arrive nettement en tête devant le représentant du Rassemblement national, reléguant la candidate de la majorité en troisième position. Au deuxième tour, Farid Faryssy arrive en tête avec 54,74% devant Joris Hébrard du RN, ce qui n'empêche pas ce dernier candidat de remporter la circonscription dans son ensemble grace à son avance dans les communes voisines.
Certains observateurs ont décrit Avignon comme un cas politiquement singulier au sein du département du Vaucluse, politiquement ancré à l'extrême droite (le Rassemblement national y arrive en tête du premier tour de toutes les élections nationales depuis 2014). Pour Christèle Lagier et Jessica Sainty, Avignon se distingue d'une part par une implantation plus difficile du Rassemblement national et d'autre part par l'importance des scores électoraux de la gauche radicale.
| Scrutin             | 1er tour | 1er tour | 1er tour | 1er tour | 1er tour | 1er tour | 1er tour | 1er tour | 1er tour | 1er tour | 1er tour | 1er tour | 2d tour     | 2d tour     | 2d tour     | 2d tour     | 2d tour     | 2d tour     | 2d tour     | 2d tour     | 2d tour     | 2d tour     | 2d tour     | 2d tour     |
| Scrutin             | 1er      | 1er      | %        | 2e       | 2e       | %        | 3e       | 3e       | %        | 4e       | 4e       | %        | 1er         | 1er         | %           | 2e          | 2e          | %           | 3e          | 3e          | %           | 4e          | 4e          | %           |
| ------------------- | -------- | -------- | -------- | -------- | -------- | -------- | -------- | -------- | -------- | -------- | -------- | -------- | ----------- | ----------- | ----------- | ----------- | ----------- | ----------- | ----------- | ----------- | ----------- | ----------- | ----------- | ----------- |
| Municipales 2014    |          | FN       | 29,63    |          | PS-EELV  | 29,54    |          | UMP      | 20,90    |          | FG       | 12,46    |             | PS-EELV     | 47,47       |             | FN          | 35,02       |             | UMP         | 17,50       | Pas de 4e   | Pas de 4e   | Pas de 4e   |
| Européennes 2014    |          | FN       | 29,07    |          | UMP      | 16,95    |          | PS       | 14,82    |          | EELV     | 11,90    | Tour unique | Tour unique | Tour unique | Tour unique | Tour unique | Tour unique | Tour unique | Tour unique | Tour unique | Tour unique | Tour unique | Tour unique |
| Régionales 2015     |          | FN       | 35,86    |          | PS       | 25,79    |          | UMP      | 17,01    |          | EELV     | 9,53     |             | UMP         | 60,04       |             | FN          | 39,96       | Pas de 3e   | Pas de 3e   | Pas de 3e   | Pas de 4e   | Pas de 4e   | Pas de 4e   |
| Présidentielle 2017 |          | LFI      | 28,35    |          | FN       | 21,15    |          | EM       | 20,75    |          | LR       | 16,44    |             | LREM        | 67,11       |             | FN          | 32,89       | Pas de 3e   | Pas de 3e   | Pas de 3e   | Pas de 4e   | Pas de 4e   | Pas de 4e   |
| Législatives 2017   |          | EM       | 30,63    |          | FN       | 19,07    |          | LFI      | 14,24    |          | LR       | 10,56    |             | LREM        | 62,18       |             | FN          | 37,82       | Pas de 3e   | Pas de 3e   | Pas de 3e   | Pas de 4e   | Pas de 4e   | Pas de 4e   |
| Européennes 2019    |          | RN       | 24,24    |          | LREM     | 19,96    |          | EELV     | 15,33    |          | LFI      | 8,53     | Tour unique | Tour unique | Tour unique | Tour unique | Tour unique | Tour unique | Tour unique | Tour unique | Tour unique | Tour unique | Tour unique | Tour unique |
| Municipales 2020    |          | DVG      | 34,47    |          | RN       | 21,53    |          | EELV     | 15,56    |          | LR       | 11,45    |             | DVG         | 45,62       |             | RN          | 30,06       |             | EELV        | 15,29       |             | LR          | 9,02        |
| Régionales 2021     |          | RN       | 34,11    |          | UG       | 27,36    |          | LR       | 23,97    |          | LAC      | 5,51     |             | LR          | 61,03       |             | RN          | 38,97       | Pas de 3e   | Pas de 3e   | Pas de 3e   | Pas de 4e   | Pas de 4e   | Pas de 4e   |
| Présidentielle 2022 |          | LFI      | 36,87    |          | LREM     | 20,42    |          | RN       | 18,94    |          | REC      | 7,78     |             | LREM        | 62,31       |             | RN          | 37,69       | Pas de 3e   | Pas de 3e   | Pas de 3e   | Pas de 4e   | Pas de 4e   | Pas de 4e   |
| Législatives 2022   |          | NUPES    | 34,41    |          | RN       | 24,71    |          | LREM     | 23,51    |          | REC      | 4,83     |             | NUPES       | 54,74       |             | RN          | 45,26       | Pas de 3e   | Pas de 3e   | Pas de 3e   | Pas de 4e   | Pas de 4e   | Pas de 4e   |
| Européennes 2024    |          | RN       | 26,67    |          | LFI      | 22,1     |          | PS       | 14,39    |          | RE       | 10,63    | Tour unique | Tour unique | Tour unique | Tour unique | Tour unique | Tour unique | Tour unique | Tour unique | Tour unique | Tour unique | Tour unique | Tour unique |

#### Géographie électorale
Les chercheurs Christèle Lagier et Jessica Sainty ont mis en évidence dans un article consacré à l'élection présidentielle de 2022 à Avignon les polarités présentes dans la préfecture du Vaucluse. La gauche radicale représentée par Jean-Luc Mélenchon obtient ses meilleurs scores dans les quartiers populaires du sud et du sud-ouest de la ville, généralement classés quartiers prioritaires (un tiers de la population communale). Le vote pour le candidat de La France insoumise est corrélé avec la présence des classes populaires, le taux de chômage mais également la jeunesse de la population. Emmanuel Macron obtient quant à lui ses meilleurs scores dans les secteurs les plus aisés d'Avignon comme les bureaux de vote situés à l'intérieur des murs. Les zones périphériques les plus éloignées des remparts sont les plus favorables au vote pour le Rassemblement national.

### Administration municipale

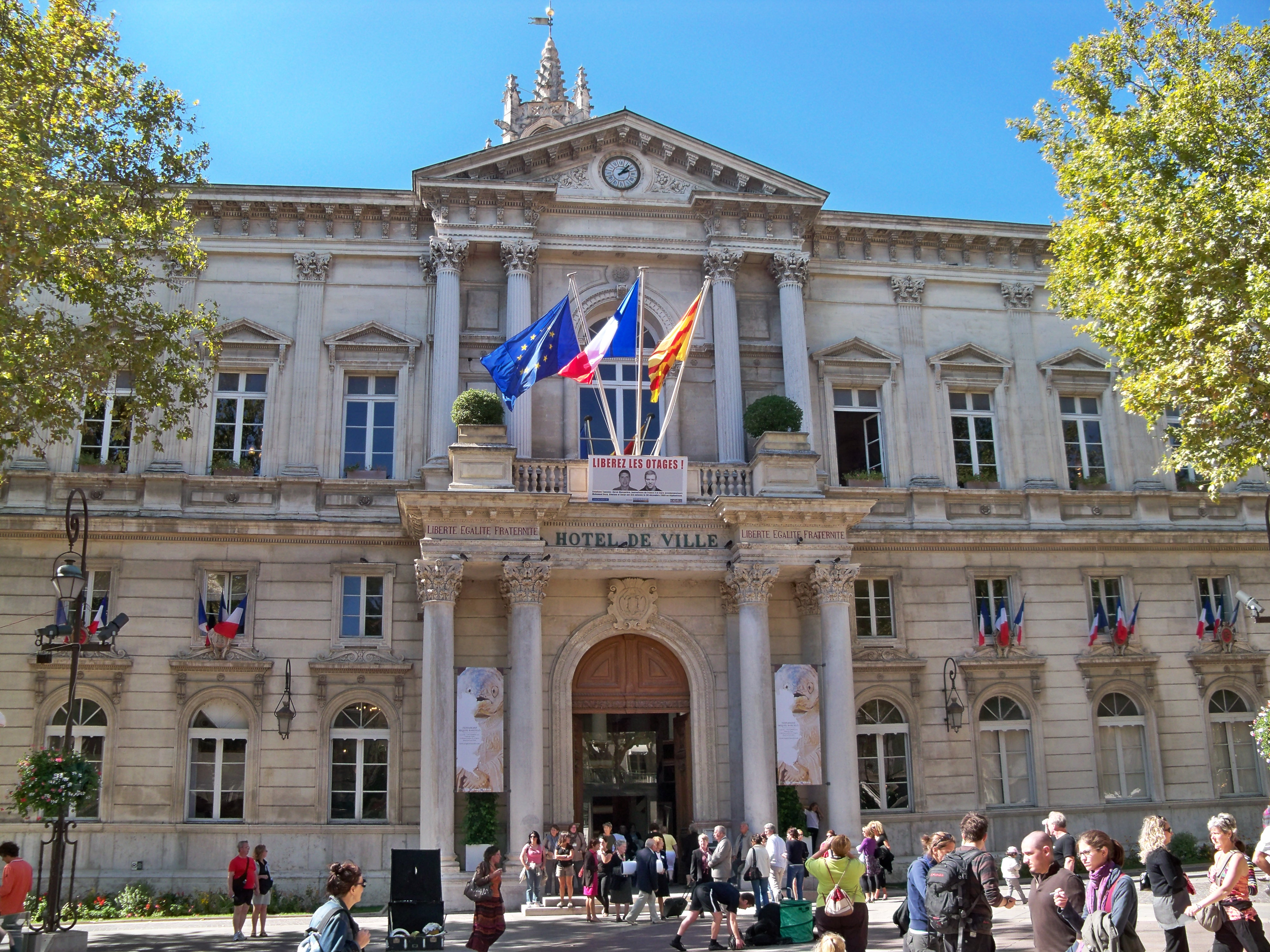
L'hôtel de ville, place de l'Horloge.

En plus de la mairie, Avignon compte 9 mairies annexes.
Le conseil municipal de la ville est composé de 53 élus répartis de la manière suivante :
Avignon est la préfecture de Vaucluse et possède donc sur son territoire de nombreux bâtiments administratifs, notamment les Archives départementales de Vaucluse qui comme celles de tous les départements français, ont été créées en 1796, ou encore le Centre départemental de documentation pédagogique de Vaucluse.

#### Budget 2007
Le projet du 15 février 2007 pour le budget 2007. du conseil municipal d'Avignon est d'un montant global de 218,7 M€.
Avec une section de fonctionnement de 150,4 M€, la municipalité pense dégager 19,7 M€ d'autofinancement.
Les recettes réelles de fonctionnement se décomposent de la manière suivante :
- 53,9 M€ de produits fiscaux et taxes ;
- 44,5 M€ Grand Avignon ;
- 43,4 M€ de dotations État et participations (progression modérée) ;
- 8,2 M€ pour le reste.

Depuis 1996, taxe d'habitation (de 22,41 à 19,24) et taxe foncière non bâti (de 62,36 à 55,18) baissent. La « taxe foncière bâti » quant à elle est au même taux (25,64).
Les dépenses réelles de fonctionnement se décomposent de la manière suivante :
- 67,3 M€ pour le personnel et frais assimilés ;
- 29,5 M€ de subventions et contingents ;
- 23,9 M€ en Achats de biens et services ;
- 9,7 M€ de charges financières ;
- 0,2 M€ pour le reste.

#### Fiscalité locale
| Taxe                                                | Part communale | Part intercommunale | Part départementale | Part régionale |
| --------------------------------------------------- | -------------- | ------------------- | ------------------- | -------------- |
| Taxe d'habitation (TH)                              | 20,49 %        | 0,00 %              | 7,55 %              | 0,00 %         |
| Taxe foncière sur les propriétés bâties (TFPB)      | 27,31 %        | 0,00 %              | 10,20 %             | 2,36 %         |
| Taxe foncière sur les propriétés non bâties (TFPNB) | 58,77 %        | 0,00 %              | 28,96 %             | 8,85 %         |
| Taxe professionnelle (TP)                           | 0,00 %         | 24,56 %             | 13,00 %             | 3,84 %         |

La part régionale de la taxe d'habitation n'est pas applicable.
La taxe professionnelle est remplacée en 2010 par la cotisation foncière des entreprises (CFE) portant sur la valeur locative des biens immobiliers et par la cotisation sur la valeur ajoutée des entreprises (CVAE) (les deux formant la contribution économique territoriale (CET) qui est un impôt local instauré par la loi de finances pour 2010).

### Budget et fiscalité 2016
En 2016, le budget de la commune était constitué ainsi :
- total des produits de fonctionnement : 156 466 000 €, soit 1 696 € par habitant ;
- total des charges de fonctionnement : 138 456 000 €, soit 1 501 € par habitant ;
- total des ressources d’investissement : 48 212 000 €, soit 523 € par habitant ;
- total des emplois d’investissement : 49 881 000 €, soit 541 € par habitant.
- endettement : 186 107 000 €, soit 2 018 € par habitant.

Avec les taux de fiscalité suivants :
- taxe d’habitation : 20,49 % ;
- taxe foncière sur les propriétés bâties : 27,31 % ;
- taxe foncière sur les propriétés non bâties : 58,77 % ;
- taxe additionnelle à la taxe foncière sur les propriétés non bâties : 0,00 % ;
- cotisation foncière des entreprises : 0,00 %.

Chiffres clés Revenus et pauvreté des ménages en 2014 : Médiane en 2014 du revenu disponible, par unité de consommation : 15 887 €.

### Maires de la commune

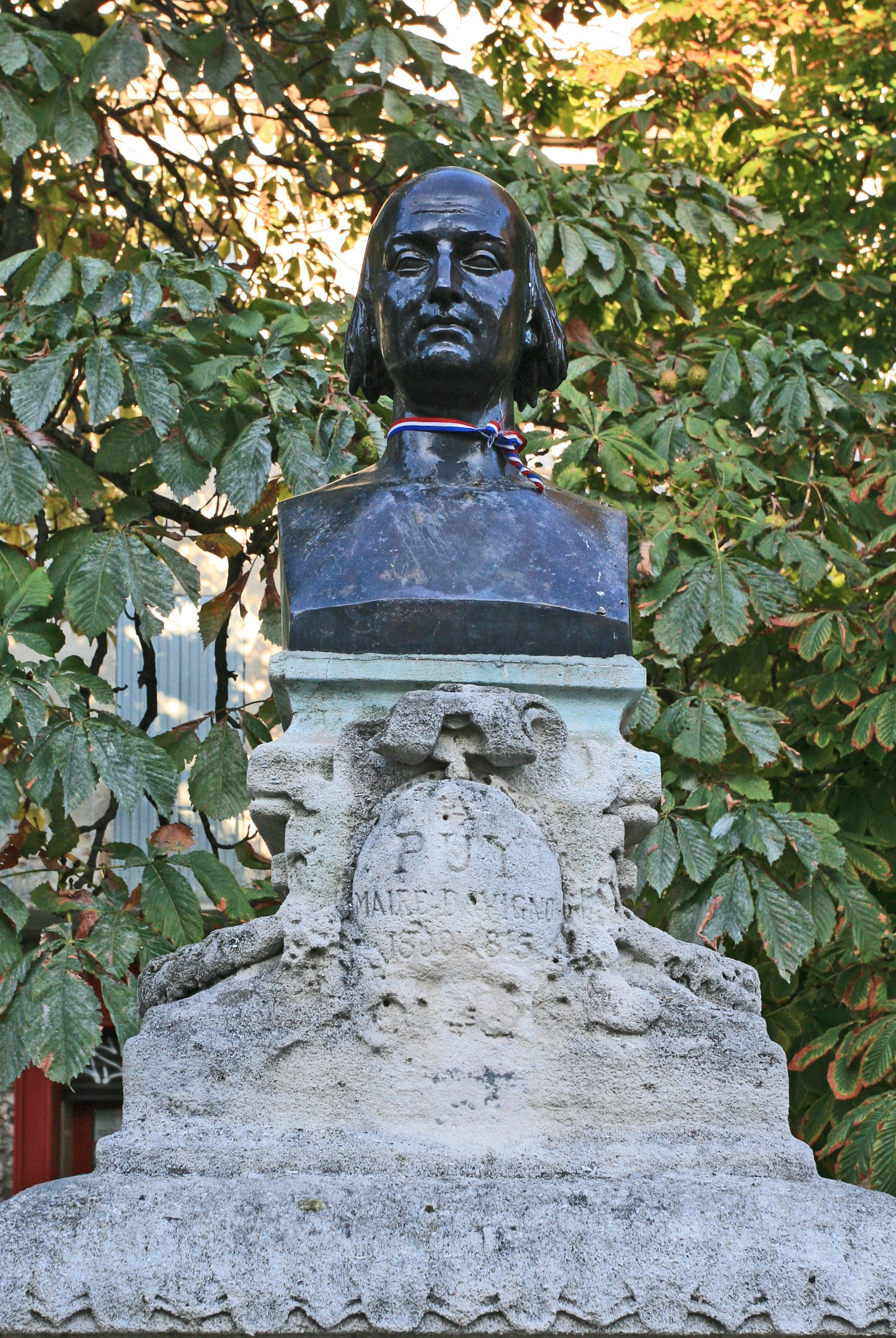
Buste de Guillaume Puy.

Six maires ont été élus à Avignon depuis 1953 :
| Période | Période  | Identité         | Étiquette                | Qualité |
| ------- | -------- | ---------------- | ------------------------ | ------- |
| 1953    | 1958     | Édouard Daladier | Parti radical-socialiste |         |
| 1958    | 1983     | Henri Duffaut    | SFIO puis PS             |         |
| 1983    | 1989     | Jean-Pierre Roux | RPR                      |         |
| 1989    | 1995     | Guy Ravier       | PS                       |         |
| 1995    | 2014     | Marie-Josée Roig | RPR puis UMP             |         |
| 2014    | En cours | Cécile Helle     | PS puis DVG              |         |

### Instances judiciaires et administratives

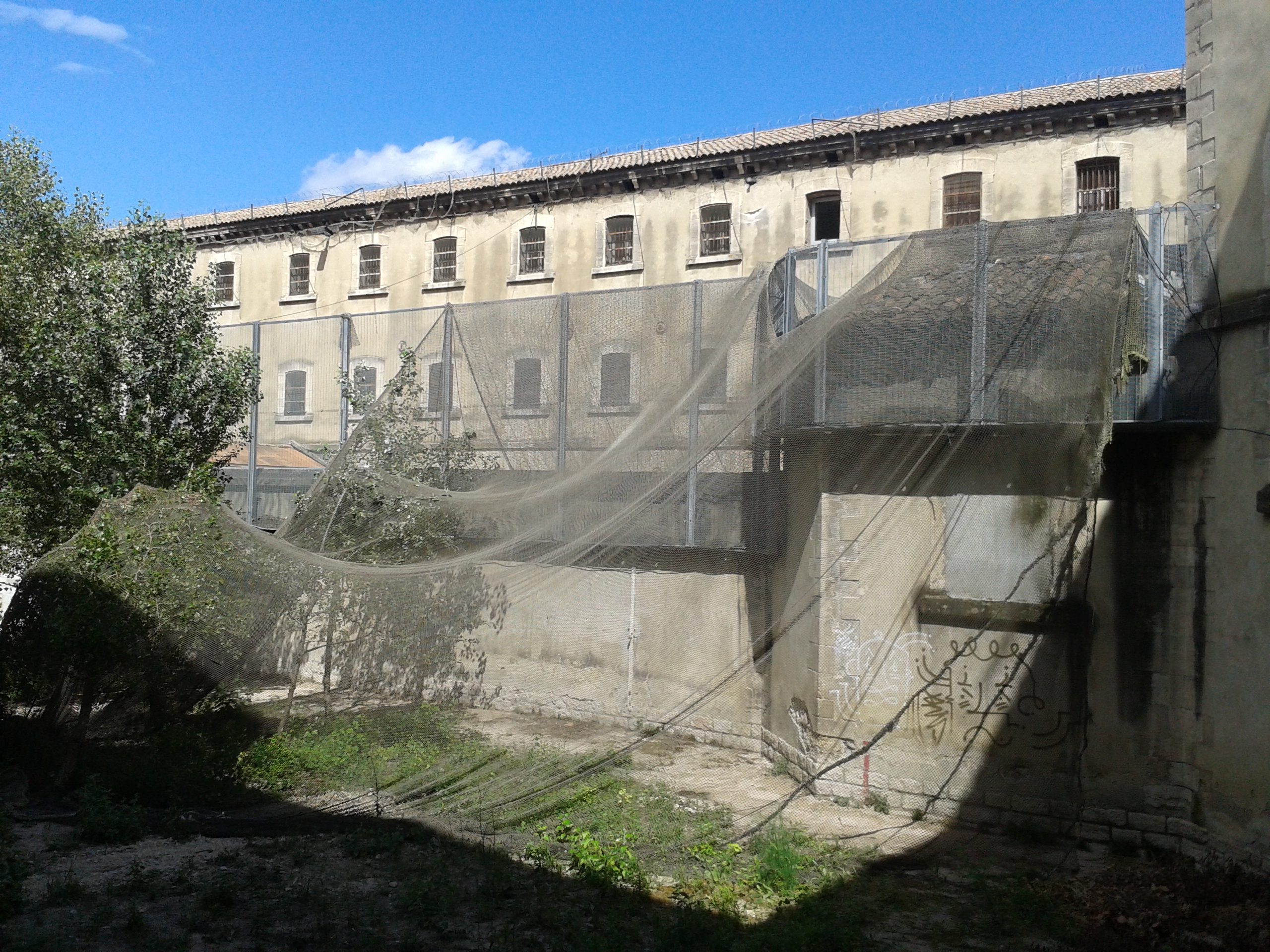
Cour intérieure de l'ancienne prison Sainte-Anne d'Avignon.

Palais de justice : 2, bd Limbert (extra-muros, en face les remparts), comprenant : tribunal de grande instance, tribunal de commerce et greffe du tribunal de commerce, le tribunal d'instance ainsi que le conseil de prud'hommes.
Chambre des notaires : 23 bis, rue Thiers
Chambre de commerce : 46, Cours Jean Jaurès
L'ancienne maison d’arrêt du 55 bis, rue Banasterie a été fermée et transférée au Pontet. Un projet de rénovation et de réhabilitation a vu le jour en 2016. Il s'agit de créer des logements intergénérationnels, une auberge de jeunesse, un espace co-working, des restaurants, une crèche, un parking et une friche culturelle dans le but de créer un véritable lieu de vie attractif pour toutes les générations, des espaces de travail, de loisirs, d'activité commerciales ouvert sur l'extérieur, en opposition au lieu d'enfermement que fut l'ancienne prison.

### Politique environnementale
Les risques naturels et technologiques possibles sur la commune sont : inondations (et coulées de boue), mouvements de terrain, ruptures de barrage, séismes zone de sismicité 1a et transports de marchandises dangereuses.
Dans son numéro de janvier 2003, le magazine Ça m'intéresse effectue un classement concernant la collecte sélective des principales villes de France et Avignon arrive en tête. En sept ans, elle a multiplié par plus de trois le tonnage de collecte de déchets sélectif passant d'environ 1 000 tonnes en 1996 à 3 190 tonnes en 2003.

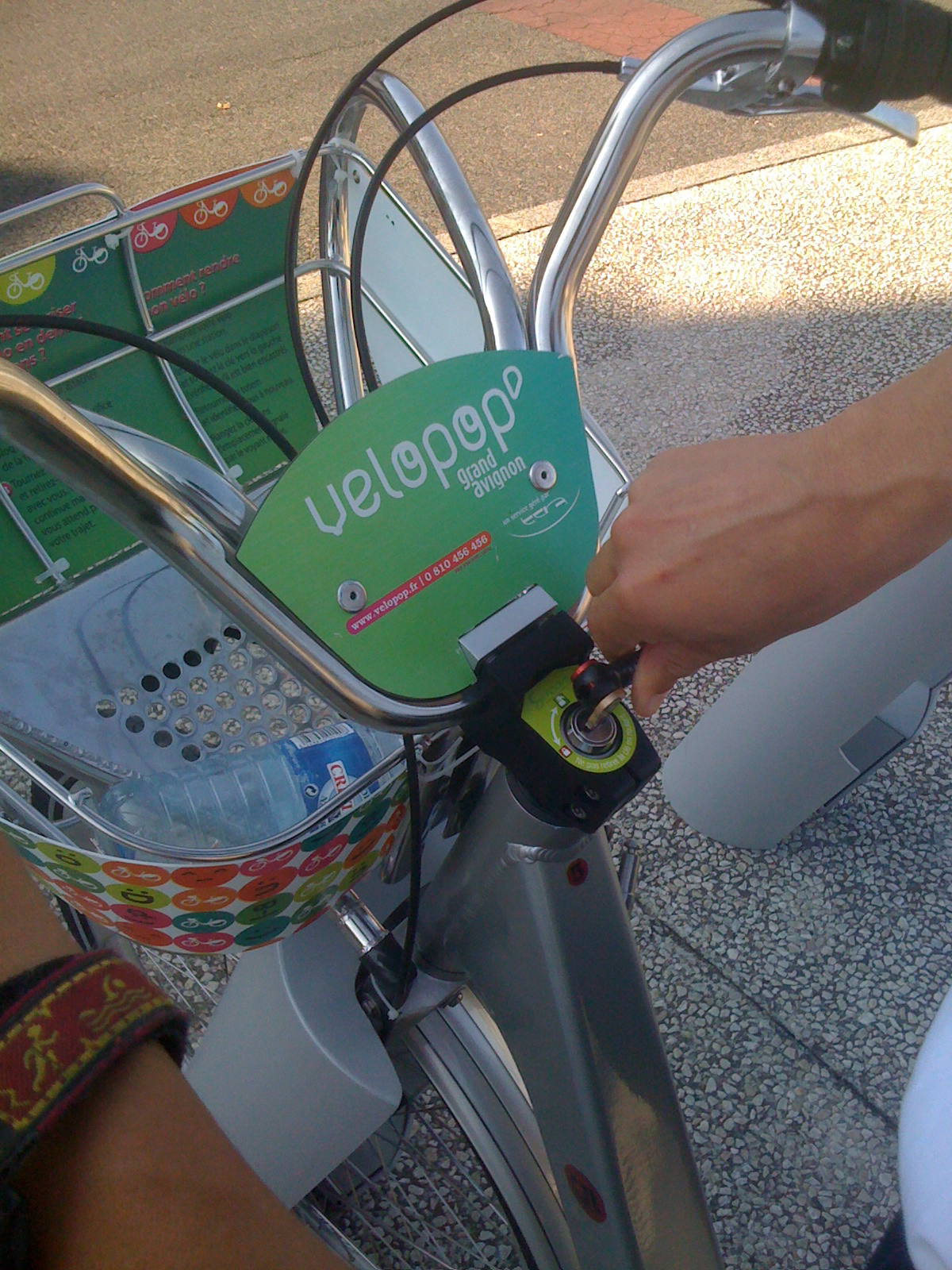
Système de déverrouillage d'un vélo du service Vélopop' géré par la TCRA.

Dix points d'apport volontaire de tri sélectif sont à la disposition des Avignonnais soit quatre intra-muros et six extra-muros.
Depuis mai 2003, une brigade « environnement » qui travaille au sein de la police municipale, est chargée de traquer les dépôts sauvages d'ordures, les tagueurs, les pollueurs sonores, etc..
Les vélos en libre-service Vélopop' permettent de se déplacer dans l'agglomération avec un impact environnemental réduit.

#### Centre de traitement des déchets
La communauté d'agglomération du Grand Avignon a dans ses fonctions la collecte et le traitement des déchets des ménages et déchets assimilés. Il existe aussi une équivalence pour les déchets issus des industries et commerces du grand Avignon.

#### Surveillance de la radioactivité de l’air et de l’eau
La ville d’Avignon s'est équipée d'une balise atmosphérique de surveillance de la radioactivité de l’air. La ville se trouve, en effet, au sud de deux installations sensibles situées en amont, sur le Rhône : Avignon est à 70 kilomètres de la centrale nucléaire et de l'usine d'enrichissement de l'uranium de Pierrelatte, et à une trentaine de kilomètres du site nucléaire de Marcoule). La ville s'est également équipée d’une balise aquatique de surveillance de la radioactivité pour l’eau du Rhône.

#### Qualité de l'air
L’indice de qualité de l’air ATMO est calculé quotidiennement sur la ville. En moyenne, il est considéré comme « très bon » ou « bon » dans 60 % des cas, « moyen » ou « médiocre » dans 38 % et seulement 2 % « mauvais ». Ces résultats sont facilités par le mistral qui fait office de disperseur.

#### Environnement sonore
Les services de municipalité d'Avignon chargés de la lutte contre le bruit sont le « Service environnement hygiène santé » et la police municipale.
Pour lutter contre le bruit, plusieurs actions ont été menées : adoption d'arrêtés municipaux, actions de verbalisation, installation de murs anti-bruit, achat de véhicules électriques, etc..
En janvier 2005, Avignon a accueilli les quatrièmes Assises de la qualité de l’environnement sonore.
L'aéroport d'Avignon Provence est générateur de nuisances sonores importantes, notamment par son activité de voltige aérienne. L'association ADRAC (association de défense des riverains de l'aérodrome de Châteaublanc) a signé en octobre 2001, après six ans de tractations, une « charte de bonne conduite » avec les autres partenaires (aéroclub vauclusien, ville d'Avignon, etc.) Cependant, à l'occasion des journées portes ouvertes de l'Aéroclub au printemps 2009, la présence d'un Tucano (avion présent uniquement pour une exposition au sol) fut l'occasion pour une association de riverains de se plaindre à nouveau des avions, dont ceux de voltige, avions qui n'existent plus au niveau du club depuis plus de trois années.

#### Station d'épuration
La ville dispose d'une station d'épuration de 178 000 équivalent habitants,.

### Jumelages
| Avignon Wetzlar Sienne Diourbel Tortosa Tarragone Colchester District de Bao'an |

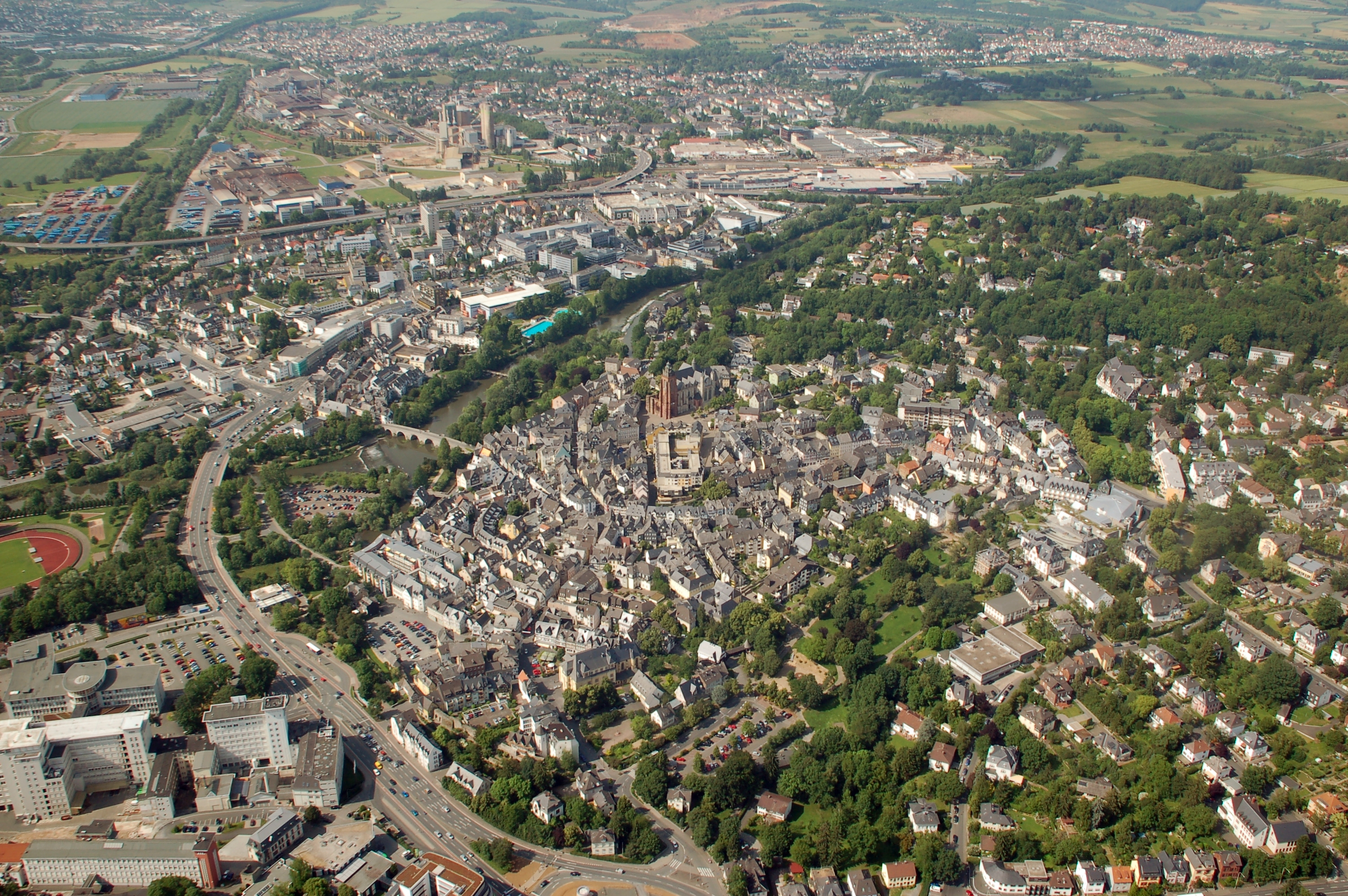
Vue aérienne de Wetzlar, la première ville jumelle d'Avignon.

Au 11 juillet 2018, Avignon est jumelée avec 7 villes :
- Wetzlar (Allemagne) depuis 1960 ;
- Sienne (Italie) depuis 1961 ;
- Diourbel (Sénégal) depuis 1962 ;
- Tortosa (Espagne) depuis 1968 ;
- Tarragone (Espagne) depuis 1969 ;
- Colchester (Royaume-Uni) depuis 1972 ;
- Bao’an-Shenzen (Chine) depuis 2018.

## Équipements et services publics

### Espaces publics

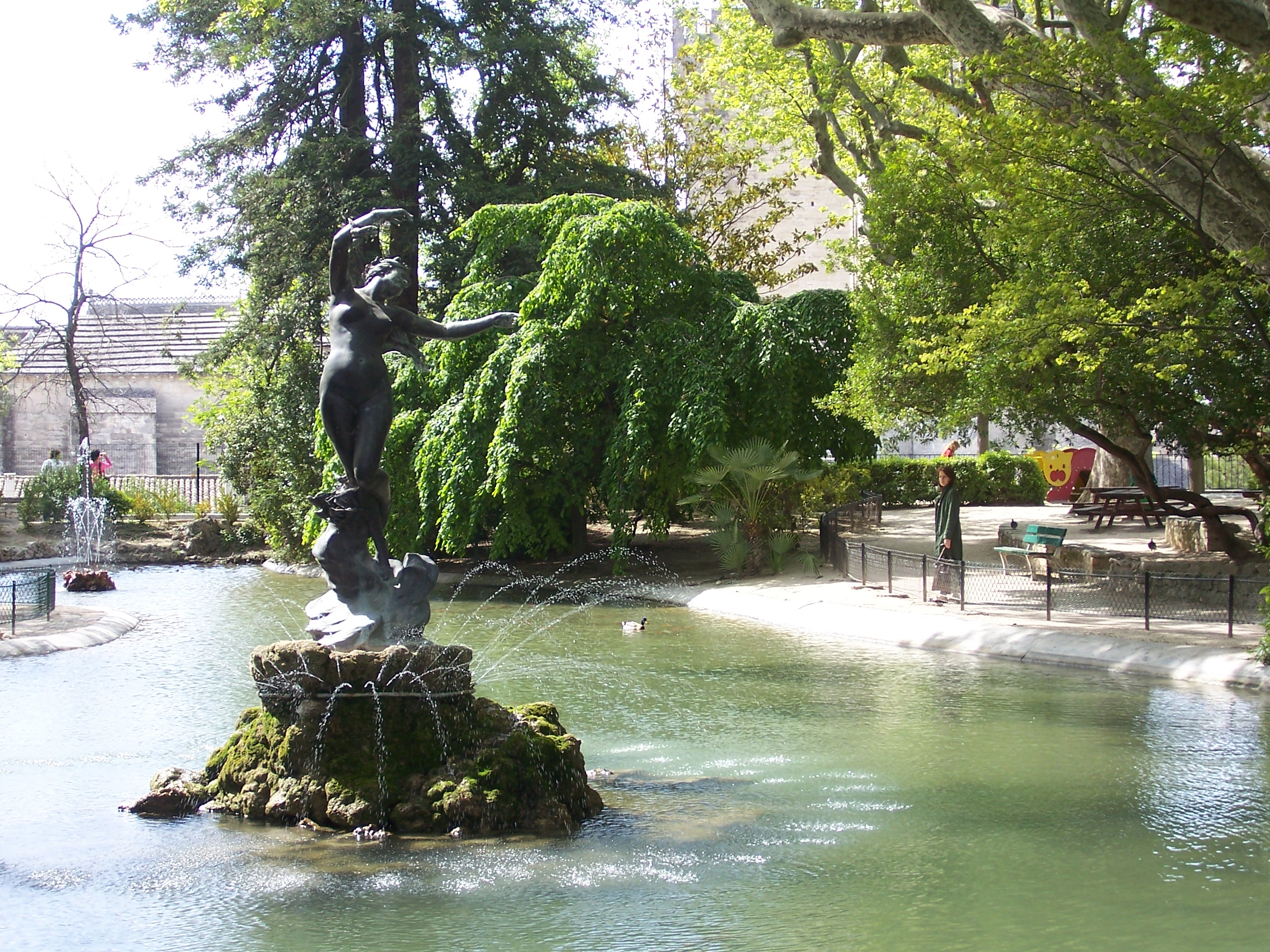
Le jardin des Doms, au cœur du rocher des Doms, dans le quartier d'Avignon Centre.

Avignon a reçu le premier prix des villes fleuries du concours départemental « Villes et Villages fleuris ».
La ville d'Avignon compte 26 parcs et jardins publics, pour un total d'environ deux cents hectares d'espaces verts.
Jardin du rocher des Doms, square Agricol-Perdiguier, jardin des Carmes, square Saint-Ruf, square Louis-Gros, parc Chico-Mendès, etc..

### Enseignement
Avignon est située dans l'Académie d'Aix-Marseille.

#### Écoles
La ville bénéficie de 27 écoles maternelles publiques, 34 écoles primaires publiques, 5 écoles maternelles et primaires privées,.
Les restaurants scolaires distribuent environ 4 000 repas par jour.

#### Collèges
Avignon compte, neuf collèges publics :
- Jean-Brunet ;

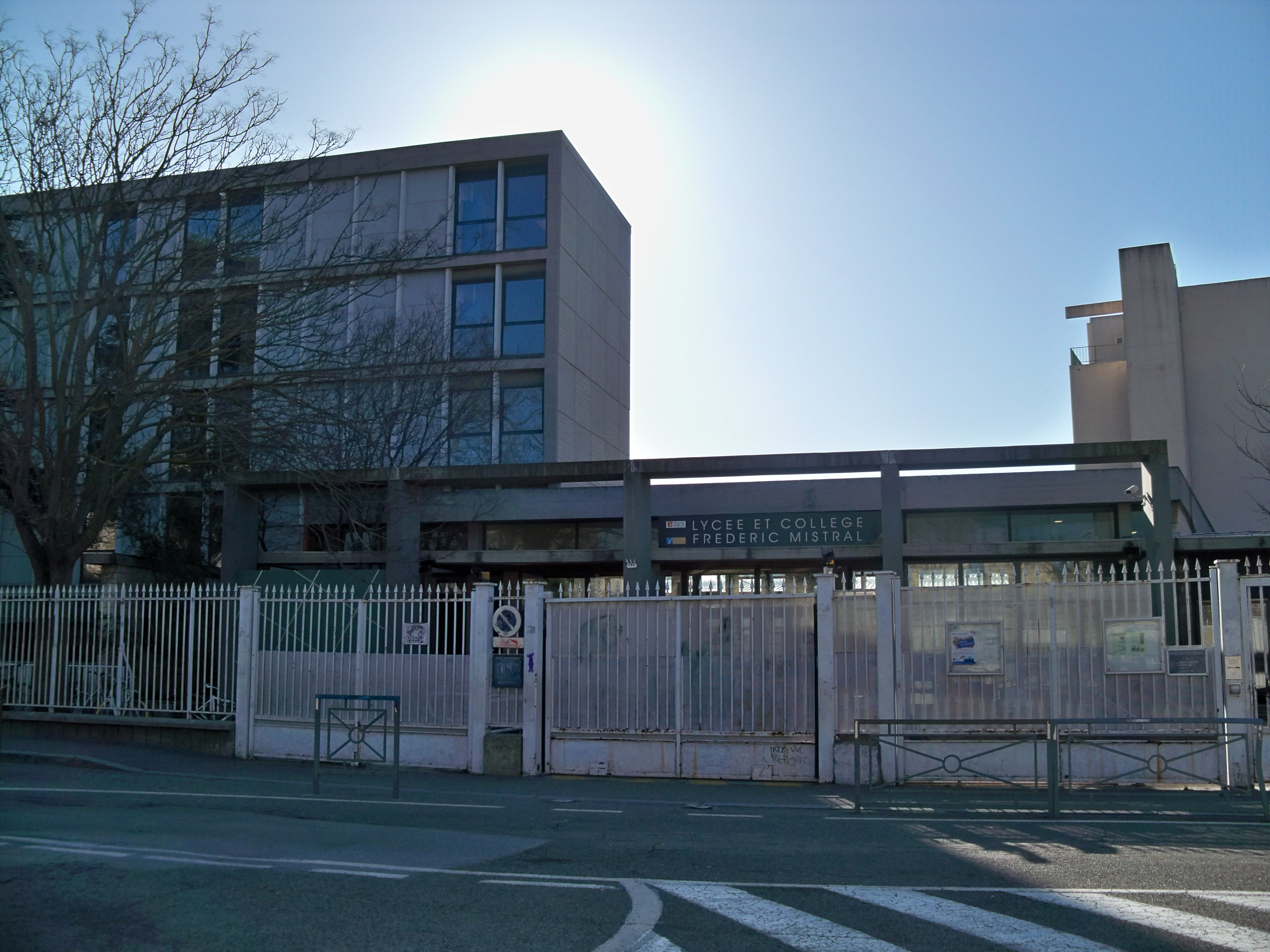
Entrée du lycée Frédéric-Mistral dans le quartier Avignon Centre.

- Paul-Giéra (collège qui a été fermé et dont les élèves ont été répartis dans les collèges Vernet et Viala) ;
- Anselme-Mathieu[140] ;
- Frédéric-Mistral[141] ;
- Gérard-Philipe[142] ;
- Joseph-Roumanille[143] ;
- Alphonse-Tavan[144] ;
- Joseph-Vernet[145] ;
- Joseph-Viala[146].

Ainsi que trois collèges privés :
- Champfleury[147] ;
- La Salle-Avignon[148] (collège disposant de deux sites sur Avignon : le site Centre-Ville et le site Montalembert) ;
- Saint-Michel[149].

#### Lycées
Avignon compte, huit lycées publics :
- Théodore-Aubanel[150] ;
- Frédéric-Mistral[141] ;
- Maria-Casares (lycée des métiers), auparavant Joseph-Roumanille[151] ;
- René-Char (général, technologique et professionnel)[152] ;
- Robert-Schuman (professionnel) (implanté dans le campus des sciences et techniques d'Avignon)[153] ;
- Philippe-de-Girard (général et technologique) (implanté dans le campus des sciences et techniques d'Avignon)[153] ;
- François-Pétrarque (agricole)[154].

Ainsi que trois lycées privés :
- Saint-Joseph[155] ;
- Louis-Pasteur[156] ;
- Vincent-de-Paul (professionnel)[157] ;
- La Salle-Avignon (générale, technologique et professionnel) (lycée disposant de deux sites sur Avignon : le site Centre-Ville et le site Campus)[148].

#### Université

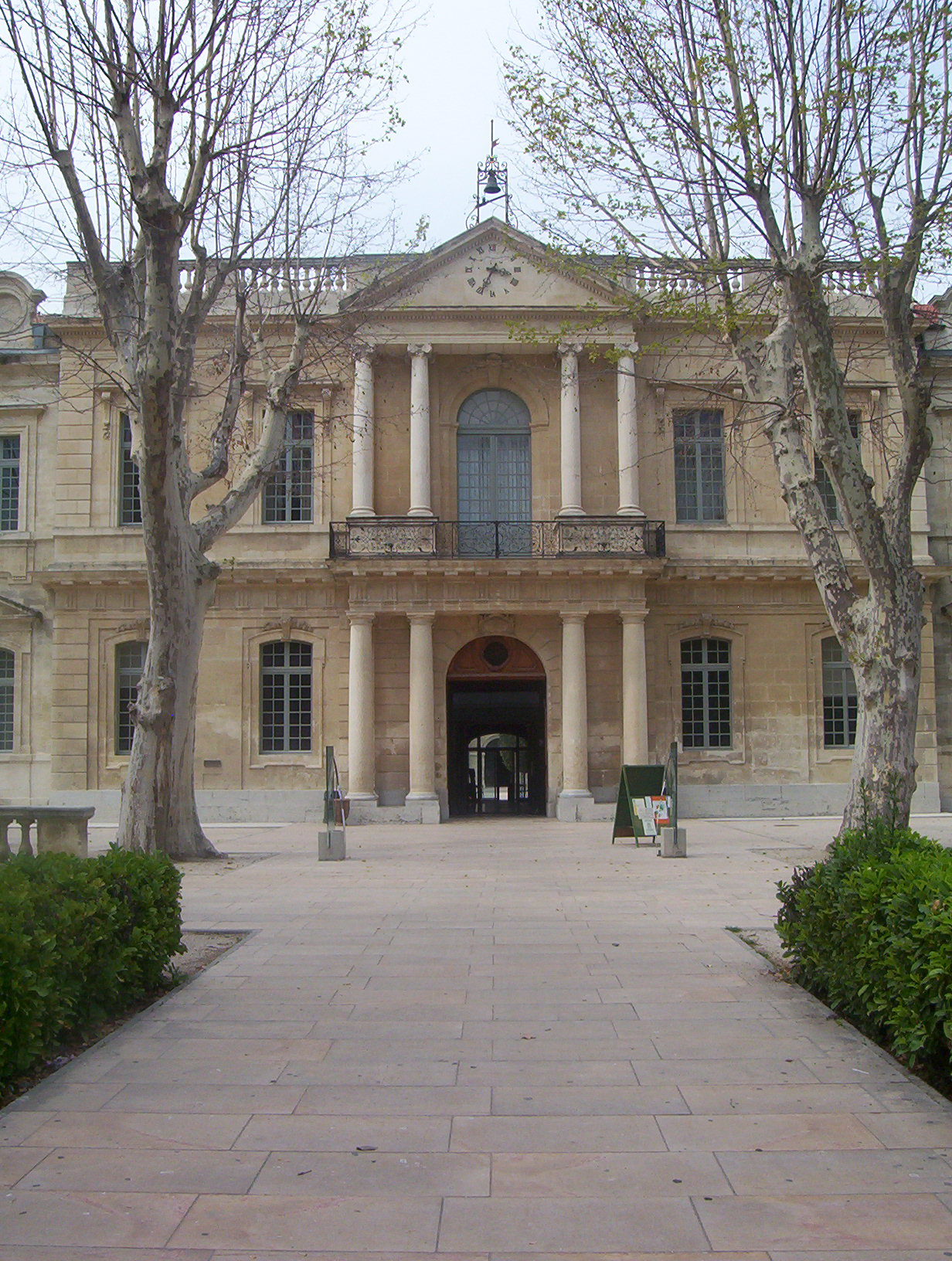
Façade du principal bâtiment du campus Sainte Marthe de l'université d'Avignon et des Pays de Vaucluse, dans le quartier Avignon Centre.

Avignon Université accueille 7 125 étudiants en 2009-2010. Elle regroupe quatre UFR, un IUT et un IUP et propose des formations universitaires allant du diplôme universitaire (DU) au doctorat, dans tous les principaux domaines disciplinaires, notamment dans les domaines de la culture et du patrimoine, des agrosciences et de l'informatique et emploi 700 personnes (357 enseignants-chercheurs et enseignants et plus de 300 IATOS (Ingénieurs, Administratifs, Techniciens et Ouvriers de Service) et personnels de Bibliothèque.
Fondée en 1303 par le pape Boniface VIII, puis protégé par Charles II, roi de Sicile et comte de Provence, l’université sera supprimée, par le décret du 15 septembre 1793. Avignon redevient universitaire en 1963, par l'ouverture d'un centre d'enseignement supérieur scientifique, suivi l'année suivante de celle d'un centre d'enseignement supérieur littéraire. Les deux entités dépendent respectivement de la faculté des sciences et de la faculté des lettres d'Aix-Marseille I.
En 1972, les deux Unités d'enseignement et de recherche sont fusionnées dans un centre universitaire, qui devient université de plein exercice (indépendante de l'université d'Aix-Marseille) le 17 juillet 1984 sous le nom d'Avignon Université. À cette époque, trois UFR (lettres et sciences humaines, sciences exactes et naturelles, sciences et langages appliqués) se partageaient 2 000 étudiants. Le quatrième pôle, le juridique, sera issu de la création d'une faculté de droit en lieu et place d'une annexe de l'université d'Aix Marseille III Paul-Cézanne. Suivront par la suite un institut universitaire de technologie en 1990 et un institut universitaire professionnalisé en 1992.
Pour éviter une trop grande dispersion des étudiants (dix sites d'implantation en 1991) et redynamiser le centre-ville, il est décidé de déplacer les différentes formations au sein d'un site unique, apte à accueillir des équipements collectifs (Bibliothèque et restaurant universitaires notamment). L'aménagement de l'ancien hôpital Sainte-Marthe est lancé, et aboutit à la rentrée 1997 à un campus de 36 276 m2.

#### Classes préparatoires aux grandes écoles (CPGE)
Le lycée Frédéric-Mistral propose des classes préparatoires : « math. sup » PCSI (physique-chimie-sciences de l'ingénieur), « math. spé. » PSI, lettres sup., lettres sup. ENS LSH (école normale supérieure – lettres et sciences humaines), prépa IEP (institut d'études politiques).
Le lycée privé Saint-Joseph propose quant à lui : « math. sup. » PCSI (physique-chimie-sciences de l'ingénieur) et « math. spé. » PC, prépa. IEP (institut d'études politiques).
L'université d'Avignon propose un « deug-prépa » : licence mathématiques – prépa. concours polytechniques.

#### Autres
Il existe sur Avignon neuf CFA ou équivalent d'origines et de compétences variées (industrie agroalimentaire, Chambre de commerce et d'industrie d'Avignon et de Vaucluse, Chambre des métiers de Vaucluse, BTP, industrie, Centre de ressources de techniques avancées, etc.) auxquels se rajoutent 24 écoles et organismes de formation initiale et continue.
On trouve aussi le Conservatoire de danse du Grand Avignon permettant l'apprentissage de la danse, musique et de l'art dramatique, et l’École d’art d’Avignon qui est une école municipale d'enseignement supérieur où l'accès se fait sur concours. Les matières qui sont enseignées dans cette dernière traitent des différents langages plastiques (dessin, peinture, approche de la mise en espace, photographie, vidéo, multimédia), de l'histoire des cultures et des civilisations, de l'histoire de l'art contemporain et de l'approche scientifique de l'art (science et art, physique et chimie).
Avignon était ville de devoir pour les compagnons passants tailleurs de pierre jusqu'en 1869 et que les compagnons étrangers tailleurs de pierre y avait un siège.
Le Centre de formation à la réhabilitation du patrimoine ancien, dit École d'Avignon, créée en 1983 à l’initiative du conseil régional Provence-Alpes-Côte d'Azur, et des services de l’État responsables du patrimoine et des métiers (culture et artisanat).

### Santé
Le centre historique hospitalier se situait dans l'ensemble Sainte Marthe, près de la porte Saint Lazare. La dynastie médicale des docteurs Cassin a été responsable de cette structure hospitalière au XIXe siècle et au début du XXe siècle.
Avignon est aujourd'hui le principal pôle de santé de Vaucluse avec entre autres la seule « urgence pédiatrique » dédiée du département. Sur sa commune, l'on compte deux hôpitaux : le centre hospitalier d'Avignon Henri Duffaut, le centre hospitalier de Montfavet, ainsi que plusieurs cliniques privées (dont Urbain V).

#### Centre hospitalier Henri-Duffaut d'Avignon

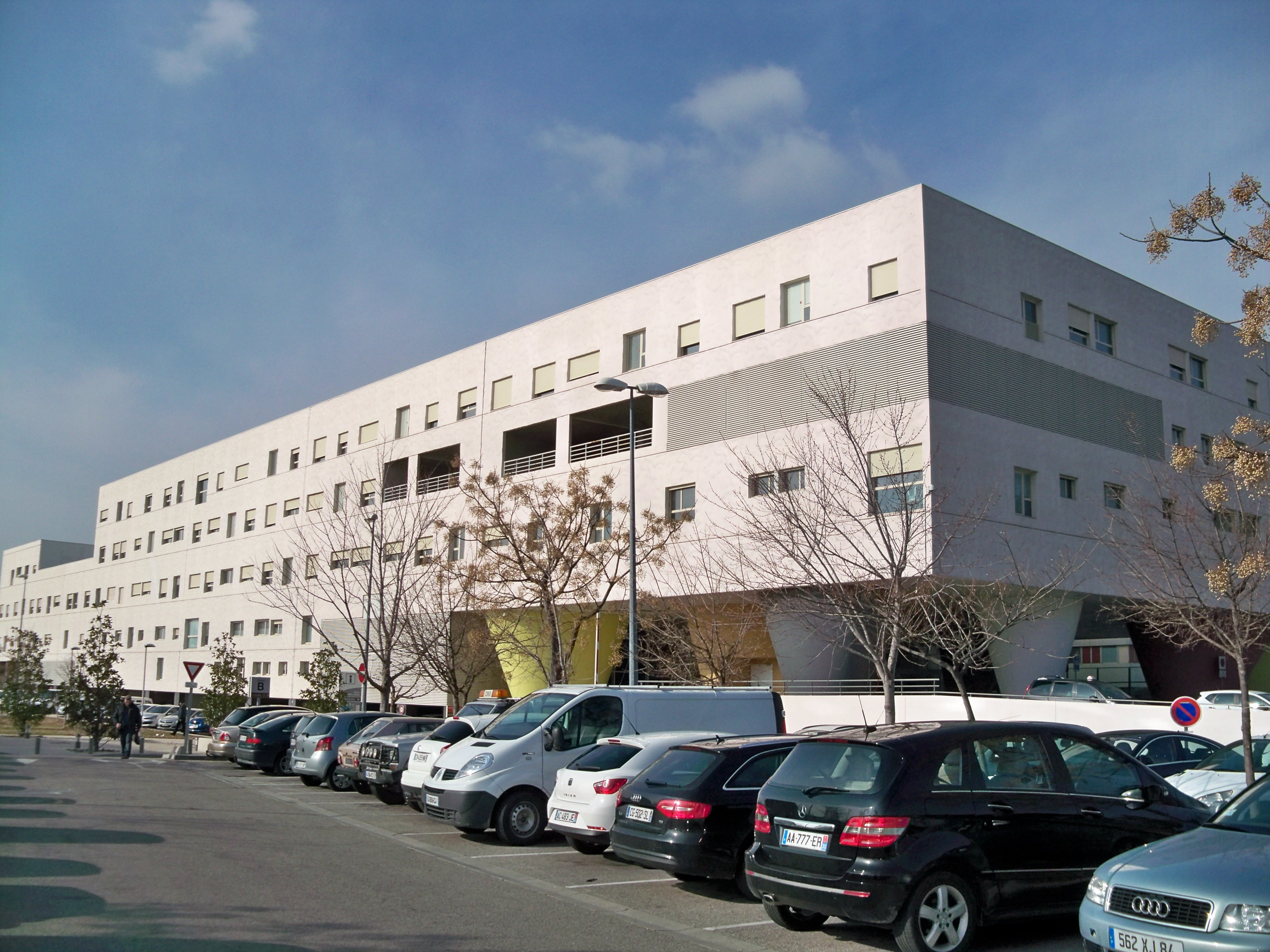
Le centre hospitalier d'Avignon Henri-Duffaut, dans le quartier Avignon Ouest.

Le centre hospitalier Henri-Duffaut d'Avignon est un établissement public de santé communal au sens des dispositions de l'ordonnance no 96-346 du 24 avril 1996 portant réforme hospitalière de l'hospitalisation publique et privée.
- Crèche : capacité d'accueil de 39 enfants ;
- maternité de niveau 2b ;
- hélisurface.

Le centre hospitalier d'Avignon se voit confier des missions de soins (dont l'aide médicale urgente et actions de santé publique), de formation et d’enseignement.
L'un de ses anciens médecins chefs, Georges Taulier, en 1894, est élu sénateur de Vaucluse.

#### Centre hospitalier Montfavet Avignon (Montdevergues)
Le centre hospitalier de Montfavet-Avignon, anciennement Montfavet-Montdevergues, exerce son activité en psychiatrie ainsi que dans le champ social et médico-social (handicap, précarité). Il dessert, grâce à une cinquantaine d'établissements annexes, le département de Vaucluse et le nord des Bouches-du-Rhône. Il s'agit d'un établissement public de santé gérant :
- des secteurs de psychiatrie adulte ;
- des secteurs de psychiatrie infanto-juvénile ;
- une maison d'accueil spécialisée ;
- un foyer occupationnel et un foyer d'hébergement pour personnes handicapées ;
- un service d'aide par le travail ;
- un centre d'hébergement et de réinsertion sociale et une halte soins-santé ;
- la maison départementale des adolescents.

Enfin le centre hospitalier de Montfavet gère aussi une des cinq unités pour malades difficiles de France, avec un recrutement national.
L'établissement principal est situé à 5 km du centre ville d'Avignon en direction de l'est, dans le quartier de « Montfavet » sur la colline de Montdevergues.

## Population et société

### Démographie

#### Évolution démographique
L'évolution du nombre d'habitants est connue à travers les recensements de la population effectués dans la commune depuis 1793. Pour les communes de plus de 10 000 habitants les recensements ont lieu chaque année à la suite d'une enquête par sondage auprès d'un échantillon d'adresses représentant 8 % de leurs logements, contrairement aux autres communes qui ont un recensement réel tous les cinq ans,.

En 2022, la commune comptait 91 760 habitants, en évolution de −0,67 % par rapport à 2016 (Vaucluse : +1,73 %, France hors Mayotte : +2,11 %).
| 1793   | 1800   | 1806   | 1821   | 1831   | 1836   | 1841   | 1846   | 1851   |
| ------ | ------ | ------ | ------ | ------ | ------ | ------ | ------ | ------ |
| 24 000 | 21 412 | 23 789 | 29 407 | 29 889 | 31 786 | 33 844 | 35 169 | 35 890 |

| 1856   | 1861   | 1866   | 1872   | 1876   | 1881   | 1886   | 1891   | 1896   |
| ------ | ------ | ------ | ------ | ------ | ------ | ------ | ------ | ------ |
| 37 077 | 36 081 | 36 427 | 38 196 | 38 008 | 37 657 | 41 007 | 43 453 | 45 107 |

| 1901   | 1906   | 1911   | 1921   | 1926   | 1931   | 1936   | 1946   | 1954   |
| ------ | ------ | ------ | ------ | ------ | ------ | ------ | ------ | ------ |
| 46 896 | 48 312 | 49 304 | 48 177 | 51 685 | 57 228 | 59 472 | 60 053 | 62 768 |

| 1962   | 1968   | 1975   | 1982   | 1990   | 1999   | 2006   | 2011   | 2016   |
| ------ | ------ | ------ | ------ | ------ | ------ | ------ | ------ | ------ |
| 72 717 | 86 096 | 90 786 | 89 132 | 86 939 | 85 935 | 92 454 | 90 194 | 92 378 |

| 2021   | 2022   | - | - | - | - | - | - | - |
| ------ | ------ | - | - | - | - | - | - | - |
| 90 330 | 91 760 | - | - | - | - | - | - | - |

En 2013, Avignon occupait le 45e rang au niveau national et le premier au niveau départemental sur 151 communes. Le maximum de la population a été atteint 2006 avec 92 454 habitants.
La Première Guerre mondiale a eu un impact important sur la population de la commune puisque l'on peut observer la première baisse de population du XXe siècle (- 2,3 % entre 1911 et 1921).
Après la Seconde Guerre mondiale, on peut observer une augmentation de la population, augmentation qui devient relativement importante dans les années 1960 avec l'arrivée massive des rapatriés d'Afrique du Nord.
Dans le Vaucluse, les personnes venues d'Europe (plus d'Espagne que d'Italie) constituent 40 % des immigrés et celles nées au Maghreb près de la moitié. Il s'agit principalement de personnes originaires du Maroc plus précisément du Rif et de la région de Meknès.
Dans un contexte général d'une très forte croissance de la démographie de la région Provence-Alpes-Côte d'Azur, on constate une stagnation du nombre d'habitants de la ville d'Avignon depuis les années 1975 jusqu'au début des années 2000. De multiples causes (services proposés, qualité de la vie, pression fiscale…) peuvent expliquer la perte d'attractivité de la commune d'Avignon, le déplacement de ses habitants et l'installation vers les communes périphériques.
Durant cette période, la diminution régulière du nombre d'habitants intra-muros est à peine compensée par l'augmentation de la population extra-muros.
Selon l'Insee, la ville-centre connaît à nouveau un solde migratoire positif. Plusieurs projets de réhabilitation et de développement intra-muros, comme le clos des arts, semblent montrer une volonté de changement et peuvent expliquer une partie de cette évolution. De plus, et bien que les statistiques de la chambre des notaires montrent une minimisation du phénomène, la LGV Méditerranée et sa gare a aussi eu un impact. Ce phénomène est d'ailleurs constaté d'une manière générale sur l'ensemble de la PACA (+ 0,7 % par an contre + 0,3 % en France).
En 2012, la Communauté d'agglomération du Grand Avignon compte 183 938 habitants et l'aire urbaine, composée de 69 communes du Vaucluse, 14 communes du Gard et 14 communes des Bouches-du-Rhône, a 518 981 habitants.
Enfin, l'agglomération (ou unité urbaine) compte 448 182 habitants (chiffre population 2013) en raison de l'intégration de nombreuses nouvelles communes, telles qu'Orange ou Cavaillon. L'agglomération avignonnaise se trouve désormais à la 14e place française juste entre Strasbourg (13e) et Montpellier (15e). Elle s'étend désormais sur 59 communes réparties sur trois départements et deux régions. Ceci est la résultante d'une nouvelle délimitation des unités urbaines par l'Insee en 2010.

#### Immigration
En 2017, la ville d'Avignon comptait 18 724 immigrés sur une population totale de 91 921 habitants soit 20,4 % (dont 3,6 % nés en Europe et 16,8 % nés Hors d'Europe).
Entre 1975 et 2015, la proportion des jeunes de moins de 18 ans immigrés d'origine extra-européenne ou vivant avec au moins un parent immigré d’origine extra-européenne est passée de 8 % à 44 %.

#### Pyramide des âges
La population de la commune est relativement jeune.
En 2020, le taux de personnes d'un âge inférieur à 30 ans s'élève à 39,6 %, soit au-dessus de la moyenne départementale (33,2 %). À l'inverse, le taux de personnes d'âge supérieur à 60 ans est de 24,2 % la même année, alors qu'il est de 28,9 % au niveau départemental.
En 2020, la commune comptait 42 406 hommes pour 48 191 femmes, soit un taux de 53,19 % de femmes, supérieur au taux départemental (52,01 %).
Les pyramides des âges de la commune et du département s'établissent comme suit.
| Hommes | Classe d’âge | Femmes |
| ------ | ------------ | ------ |
| 0,7    | 90 ou +      | 2,1    |
| 6,7    | 75-89 ans    | 9,1    |
| 14,1   | 60-74 ans    | 15,4   |
| 17,9   | 45-59 ans    | 17,1   |
| 18,9   | 30-44 ans    | 18,5   |
| 20,4   | 15-29 ans    | 19,8   |
| 21,2   | 0-14 ans     | 18     |

| Hommes | Classe d’âge | Femmes |
| ------ | ------------ | ------ |
| 0,8    | 90 ou +      | 1,9    |
| 8,3    | 75-89 ans    | 10,6   |
| 18,1   | 60-74 ans    | 19,1   |
| 20,3   | 45-59 ans    | 19,9   |
| 17,6   | 30-44 ans    | 17,6   |
| 16,1   | 15-29 ans    | 14,4   |
| 18,9   | 0-14 ans     | 16,4   |

#### Évolution des frontières de la commune
Avignon absorbe Montfavet entre 1790 et 1794, puis cède en 1870 Morières-lès-Avignon et en 1925, Le Pontet.
Le 16 mai 2007, la commune des Angles dans le Gard a cédé 13 hectares de parcelles à Avignon.

#### Superficie et population
La commune d'Avignon a une superficie de 64,78 km2 et une population de 91 143 habitants en 2019, ce qui la classe :
| Rang                       | Superficie | Population | Densité |
| -------------------------- | ---------- | ---------- | ------- |
| France                     | 578e       | 44e        | 689e    |
| Provence-Alpes-Côte d'Azur | 105e       | 5e         | 24e     |
| Vaucluse                   | 6e         | 1er        | 2e      |

### Manifestations culturelles et festivités

#### Théâtre
Au XIVe siècle, à Avignon se déroula une grande première avec une représentation théâtrale faite en langue vernaculaire. Philippe de Mézières, le 27 novembre 1372, avec l'accord de Grégoire XI, fit jouer dans l’église des cordeliers d’Avignon une représentation figurée intitulée Legenda Presentationis Beate Maria. Avant la messe, se déroulèrent des jeux et des processions avec des musiciens travestis en anges et des acteurs chanteurs qui interprétèrent une partie de leur répertoire en langue provençale ad exitandum populum ad devotionem

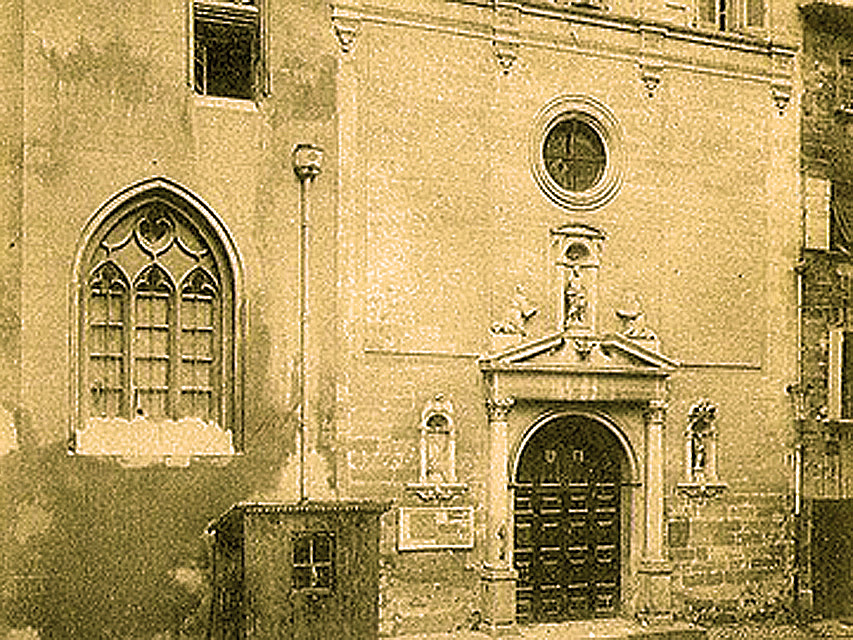
Église des Pénitents blancs, dite Notre-Dame de la Principale.
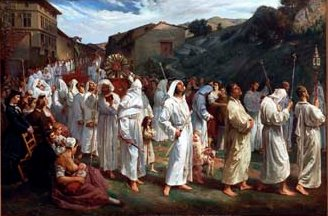
Procession de Pénitents blancs, lors de la Fête-Dieu à Avignon, par Pierre Grivolas.
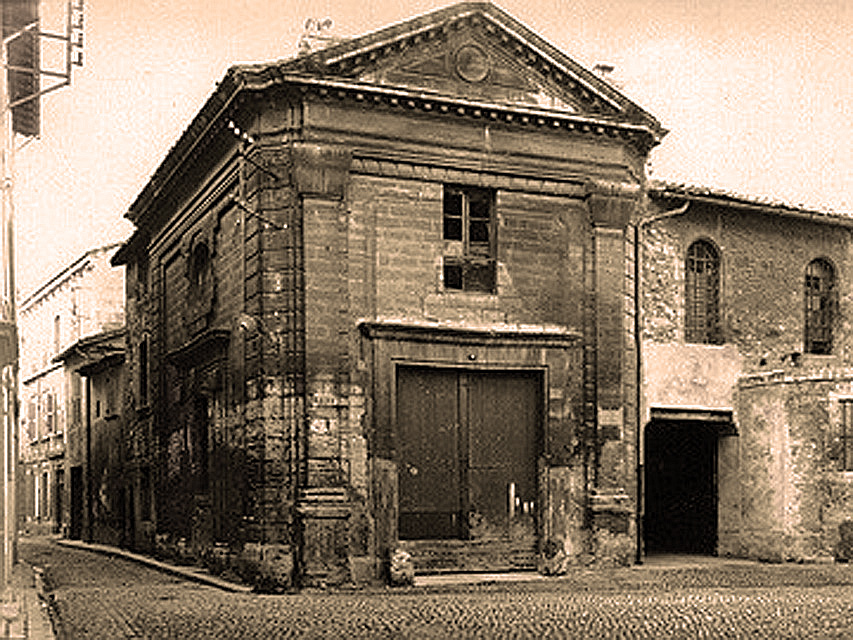
Chapelle des Pénitents violets, œuvre de Jean Péru.

Alphonse Rastoul, dans son Tableau d'Avignon, paru en 1836, considérait que les processions des pénitents étaient la grande affaire de la cité et qu'elles n'avaient pas leurs pareils en France. Les « Pénitents gris » furent les premiers d'une longue série de pénitents avignonnais. Vinrent ensuite les « Pénitents noirs », qui furent fondés en 1488 par un groupe de nobles florentins, les « Pénitents blancs », confrérie fondée en 1527 par treize Avignonnais, les « Pénitents bleus », formés en 1557 par une dissidence des autres confréries. Puis, à la fin du XVIe siècle, furent créés les « Pénitents noirs de la Miséricorde ». Le mouvement se poursuivit avec la fondation des « Pénitents violets » (1622), puis des « Pénitents rouges » (1700). La Révolution mit un terme à ce foisonnement. Une des processions les plus courues était celle des Blancs à laquelle participa Henri III en 1575. Frédéric Mistral en a donné cette description : « Les Pénitents faisaient leur sortie après le coucher du soleil à la clarté des flambeaux. Encapuchonnés dans leur capuce et la goule, ils défilaient pas à pas comme des spectres portant à bras, les uns des tabernacles, les autres des reliquaires, d'autres des brûle-parfums, ceux-ci un œil énorme dans un triangle, ceux-là un grand serpent entortillé autour d'un arbre ». L'autre était la « Cérémonie de la Délivrance », organisée chaque année par les Noirs de la Miséricorde, pour fêter la grâce d'un condamné à mort et à laquelle participa le cardinal Richelieu lors de son exil à Avignon.

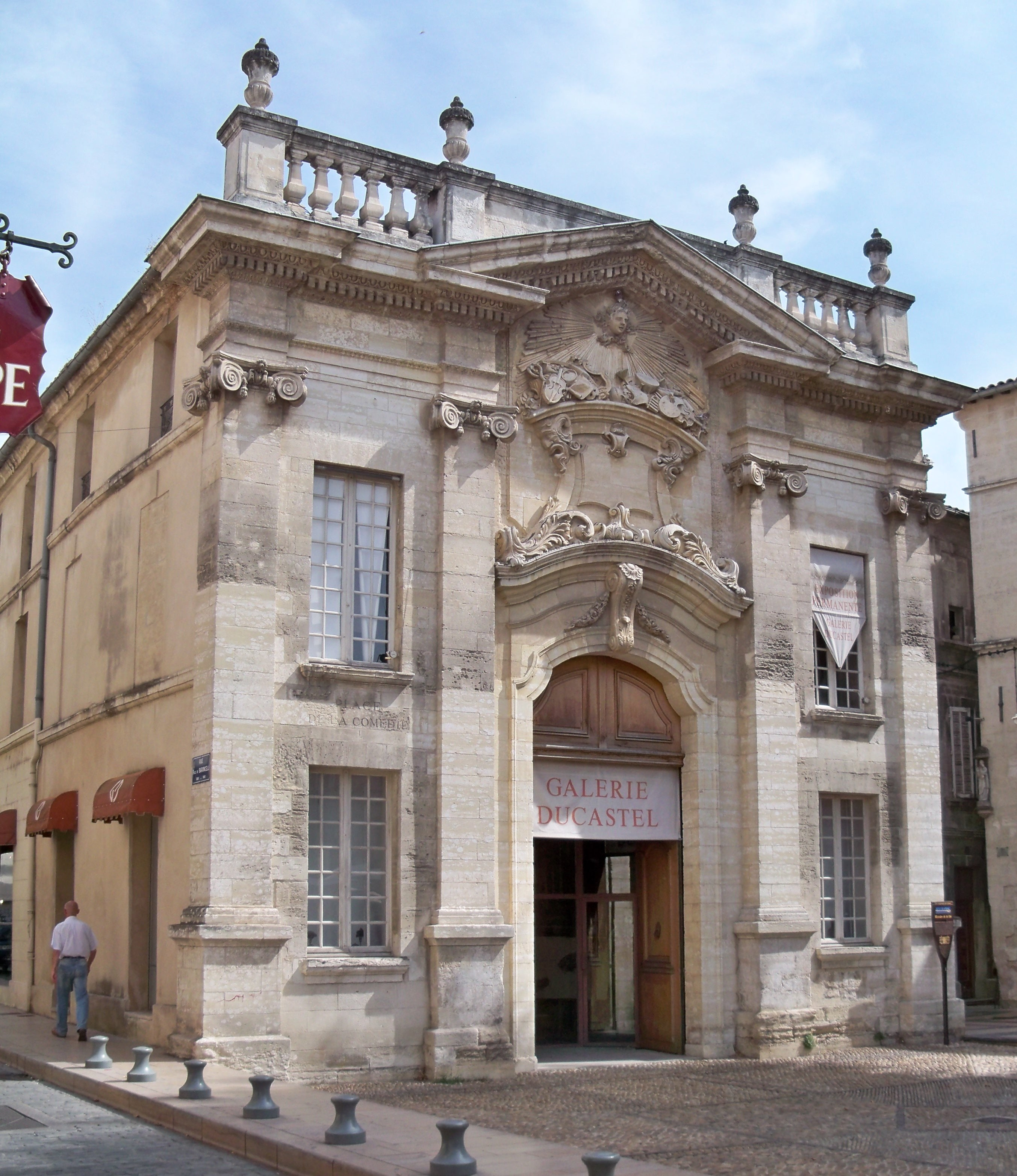
Première salle de spectacle d'Avignon, datant du XVe siècle. Aujourd'hui, devenue la boutique Acte II, dans le quartier Avignon Centre.

Les représentations théâtrales ayant changé de style, il fallut envisager de les jouer en intérieur. Elles furent accueillies dans la salle du jeu de paume du sieur Daniel Herbouillet, dans la rue de la Bouquerie. Il la vendit ensuite à Nicolas Mignard qui y accueillit Molière en octobre 1655 puis une seconde fois de décembre 1657 à février 1658.
Le théâtre de la Comédie est le premier lieu dans la cité des papes qui fut construit spécifiquement pour y jouer des pièces de théâtre. Il fut en fonction de 1734 jusqu'en 1824. Construit selon les plans de Thomas Lainée, un de ses directeurs fut Fabre d'Églantine. À en croire un Anglais, le duc d'Ormond, c'était le plus beau théâtre de France : « Pour rendre la ville plus agréable, j'ai contribué à faire bâtir une salle de spectacles qui est assurément la plus jolie de France. Cela excite les troupes de campagne à y venir et nous avons Comédie pendant plus de six mois de l'année ».

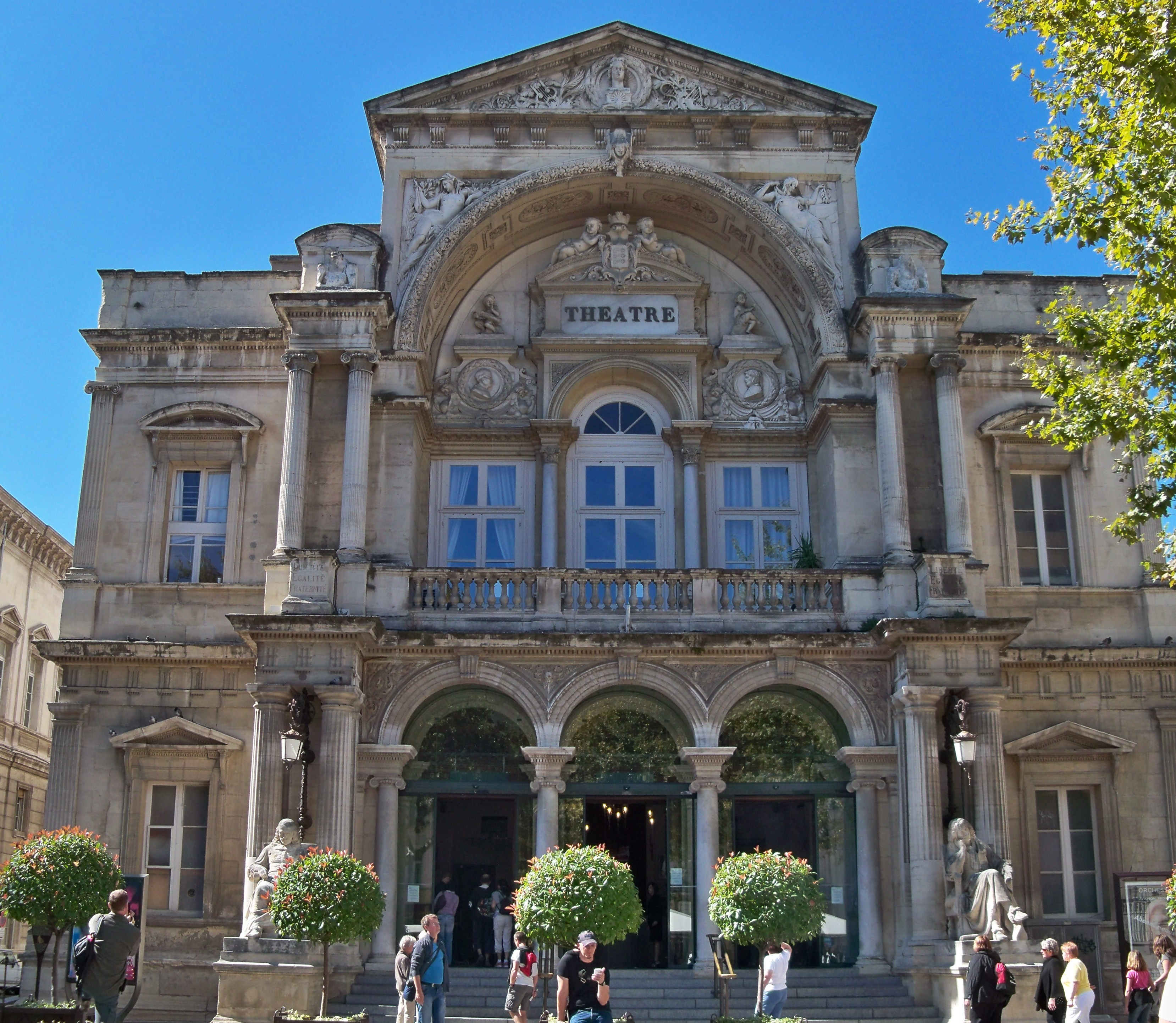
L'Opéra du Grand Avignon en plein cœur du quartier Avignon Centre.

Un nouveau théâtre le remplaça. Il fut édifié sur la place de l'Horloge en lieu et place du couvent désaffecté des bénédictines de Saint-Laurent. La première représentation fut donnée le 30 octobre 1825. Détruit par un incendie le 30 janvier 1846, il fut reconstruit sur le même emplacement et achevé en 1847. Joseph Girard, conservateur du Musée Calvet, considérait que « C'est le plus gracieux et le mieux compris des édifices bâtis à Avignon au XIXe siècle ».
Un siècle plus tard, dans le cadre d'une exposition d'art moderne qu'ils organisent dans la grande chapelle du palais des papes d'Avignon, le critique d'art Christian Zervos et le poète René Char demandent à Jean Vilar, acteur, metteur en scène et directeur de théâtre, une représentation de Meurtre dans la cathédrale, qu'il a créé en 1945. Après avoir refusé, Vilar leur propose trois créations : La Tragédie du roi Richard II, de Shakespeare, une pièce méconnue en France, La Terrasse de midi, de Maurice Clavel, auteur alors encore inconnu, et L'Histoire de Tobie et de Sara, de Paul Claudel. Après accord de la municipalité, la Cour d'honneur du Palais des papes est aménagée, et Une semaine d'Art en Avignon se concrétise du 4 au 10 septembre 1947. 4 800 spectateurs, dont 2 900 payants, assistent dans trois lieux (la cour d'honneur du palais des papes, le théâtre municipal et le verger d'Urbain V), à sept représentations des trois créations. Le Festival d'Avignon était né.
Depuis cette date, Avignon accueille le festival dont la réputation internationale n'est plus à faire et où de nombreux artistes viennent se produire pendant le mois de juillet.
Depuis 1967, un festival parallèle se développe, le Festival Off d'Avignon, qui affiche aujourd'hui plus de 1500 spectacles par édition comptabilisant plus d'un million d'entrée.
En 2014, un troisième format du festival de théâtre contemporain d'Avignon est apparu : Avignon IF, ensemble de soirées organisées par les Avignonnais mécènes qui ouvrent les portes de leurs jardins pour accueillir des spectacles pendant cette même période.
Mais réduire la vie culturelle d'Avignon au simple Festival serait particulièrement inexact. La ville accueille de nombreuses manifestations durant l'année. On peut citer :
- Les Hivernales d’Avignon, festival de danse contemporaine ;
- Avignon/New York & Avignon Film Festivals (rencontres cinématographiques euro-américaines, festival des cinémas indépendants) ;
- Avignon-Jazz Festival ;
- Les Passagers du Zinc (salle de concert de Musiques actuelles).

#### Peinture
À la Renaissance des peintres comme Enguerrand Quarton vont donner naissance au mouvement pictural de l’école d’Avignon.

#### Félibrige

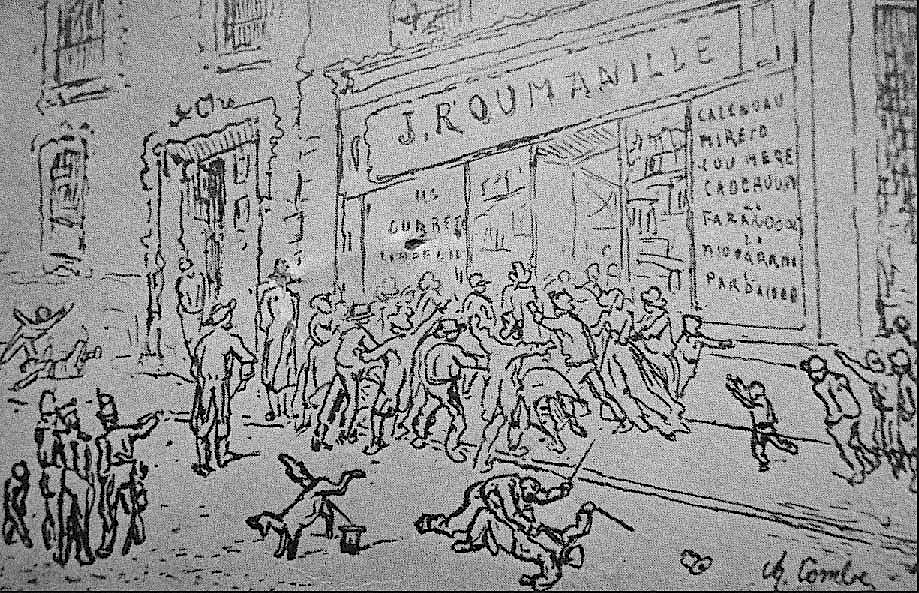
La librairie de Joseph Roumanille rue Saint-Agricol en 1867 vue par Charles-François Combe.

Avignon est la ville qui a été le centre du mouvement félibréen. Théodore Aubanel et Joseph Roumanille y habitaient, ainsi que le notaire Paul Giéra. La maison Aubanel et son imprimerie se situaient rue Saint Marc avant d'être transféré place Saint Pierre du fait des travaux d'urbanisation qui ont accompagné la création de la rue de la République. La librairie Roumanille faisait face à l'église Saint-Agricol dans la rue du même nom, non loin de la chapelle des Templiers où se sont souvent retrouvés les Félibres à l'occasion de nombreuses réunions. Frédéric Mistral y avait fait ses études et ce fut là qu'il fit éditer Mireille. C'est à ce titre que la cité papale est considérée comme le « cerveau du Félibrige ». Félix Gras, qui habita dans la rue Sainte-Praxède, qui porte aujourd'hui son nom, tout près de la librairie de son beau-frère Roumanille, rue Saint-Agricol, fut quant à lui « le chef incontesté de la seconde génération félibréenne ». Lors de la séance constitutive du mouvement à Font-Ségugne, les sept félibres décidèrent d'éditer une revue, le premier numéro fut l'Armana prouvençau pèr lou bèl an de Diéu 1855, adouba e publica de la man di felibre. Ces revues, d'abord imprimées à Avignon jusqu'au milieu du XXe siècle, le furent ensuite dans les Bouches-du-Rhône. De 1891 à 1899, ce mouvement fit aussi publier L'Aïoli, journal hebdomadaire, édité à Avignon, Palais du Roure.

### Sports et loisirs

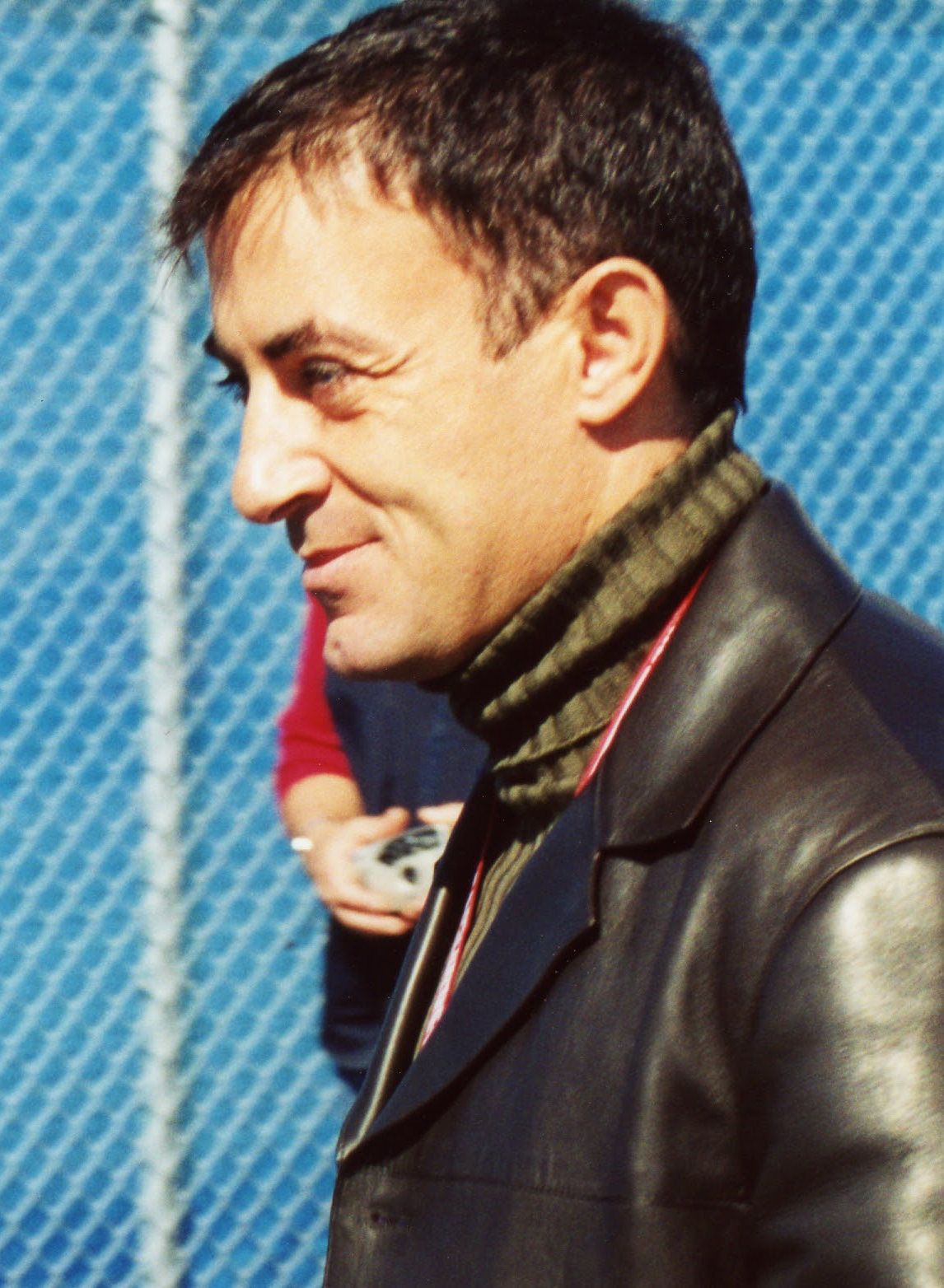
Le pilote Jean Alesi, dit « l'Avignonnais ».

Comme toutes les villes d'une certaine importance, Avignon possède de nombreux équipements sportifs (plusieurs stades et piscines municipales, patinoire, bowling, golfs, dojos, etc.). Qu'elles soient publiques ou privées, d'accès libre ou règlementé, toutes ces installations permettent la pratique de nombreuses activités sportives. Les plus gros équipements sportifs de la ville sont le parc des Sports, le stade de Saint-Ruf, le Cosec Moretti, le palais omnisports Champfleury, l'hippodrome Roberty
Avignon est aussi le lieu de naissance de personnalités du sport comme le pilote Jean Alesi qui y est né le 11 juin 1964 ou du footballeur Cédric Carrasso, né le 30 décembre 1981, qui évolua dans la section junior de l'Avignon Football 84 avant de rejoindre l'Olympique de Marseille en 1999.
De nombreux événements sportifs sont organisés chaque année comme le « tour des Remparts », les « 10 km de la Cité des Papes », des tournois ou rencontres de football, de boules, de boxe, de gymnastique, de rugby, de rock acrobatique, de rollers, etc..
Environ cent vingt clubs sportifs existent dans cette commune. Plusieurs clubs marquent ou ont marqué l'histoire de la ville.

#### Football

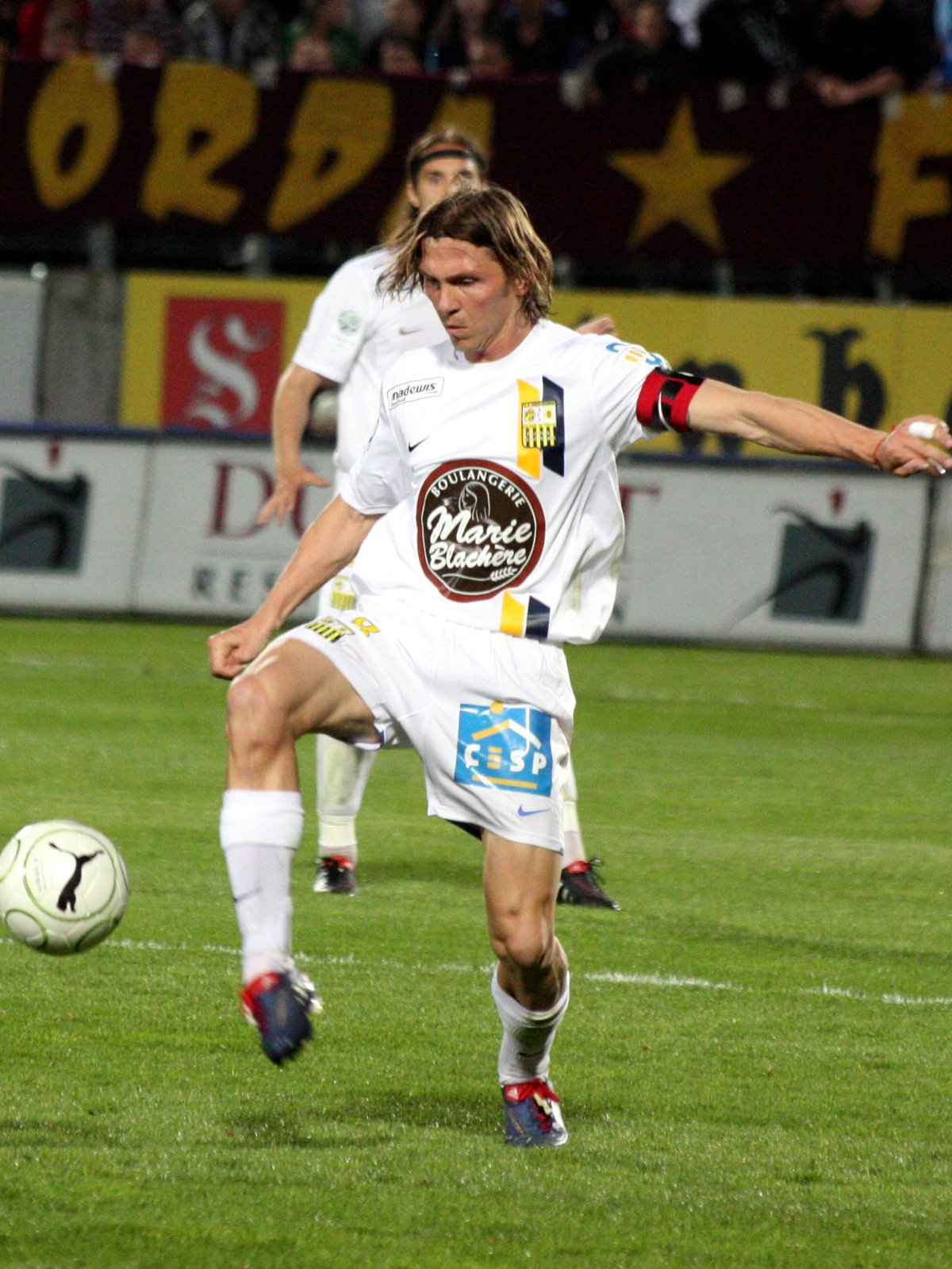
Sébastien Piocelle, ex-capitaine de l'Athlétic Club Arles-Avignon.

L'Athlétic Club Arles-Avignon est promu de Ligue 2 et issu du regroupement du club d'Arles avec Avignon pour la saison 2009-2010, il évolue ensuite en Ligue 1 lors de la saison 2010-2011, mais il est relégué en Ligue 2 à la fin de la saison, championnat dans lequel il a évolué jusqu'en 2015 et son dépôt de bilan. Il joue depuis cette date en DHR.
Avignon Football 84 a également évolué une saison en Division 1 en 1976-1977 pour une place de dernier (vingtième). Le club a joué en Division 2 de 1965 à 1976, puis de 1977 à 1981 et de 1989 à 1991. Le club évolue maintenant en première division régionale.

#### Rugby à XIII
Le Sporting olympique avignonnais XIII (« S.O.A. ») est le club semi-professionnel de rugby à XIII de la ville d'Avignon. C'est le doyen des clubs sportifs avignonnais : il a été créé en 1916.
Le club a remporté un Championnat de France en 2018 et cinq coupes de France en 1955, 1956, 1982, 1986 et 2013. L'équipe junior du SOA évolue en première division sans discontinuité depuis 2008 et ses rencontres à domicile prennent lieu à la Plaine des sports d'Avignon. Les grands noms ayant accompagné son histoire sont André Béraud, Jean Rouqueirol, Jacques Merquey, André Savonne, Marius Frattini, Jean-Marie Imbert, Patrick Entat et plus récemment Tony Gigot.

#### Autres sports

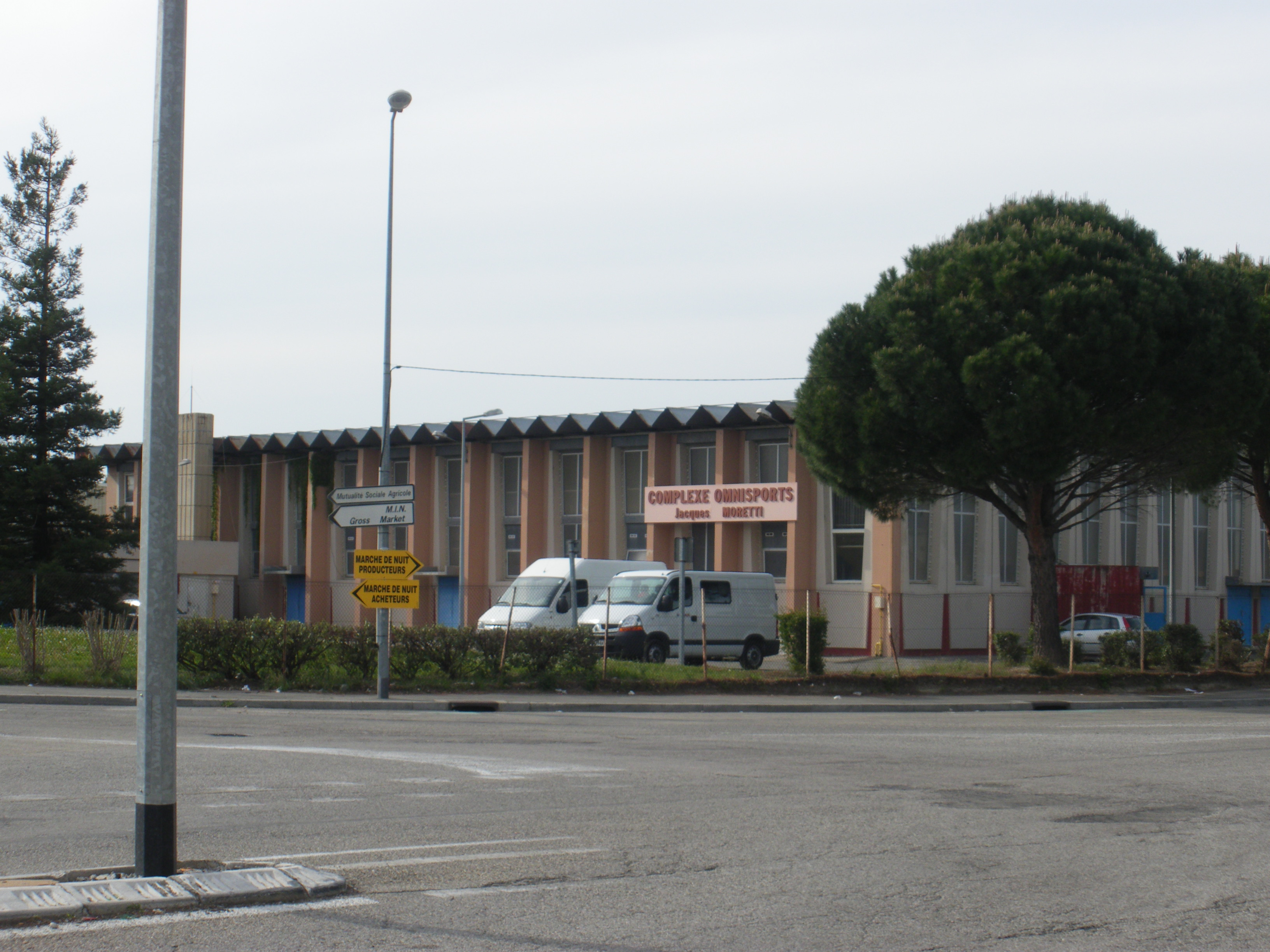
Le Cosec Moretti dans le quartier Saint-Chamand de la ville d'Avignon.

L'ES Avignon (basket-ball) a évolué pendant douze saisons en Nationale 1 et Nationale 1 A (de 1977 à 1979, et de 1980 à 1990). Son meilleur classement est une sixième place lors de la saison 1980-1981. Le club a aussi participé à la Coupe Korać (coupe d'Europe). Le club a déposé le bilan et a disparu au tout début des années 1990. L'Union sportive Avignon-Le Pontet évolue en Nationale 2 (4e division) jusqu'à sa fusion avec Sorgues Basket Club en juin 2014 pour former l'Union Grand Avignon-Sorgues.
L'autre club de rugby (rugby à XV) de la ville est l'Union sportive Avignon Le Pontet Vaucluse (USAP 84) qui évolue en 2011-2012 en Fédérale 2 (4e division). Un autre club de rugby (disparu depuis) s'est autrefois fait remarquer : l'Entente sportive Avignon Saint-Saturnin avec un quart de finale de championnat de France de première division en 1975.

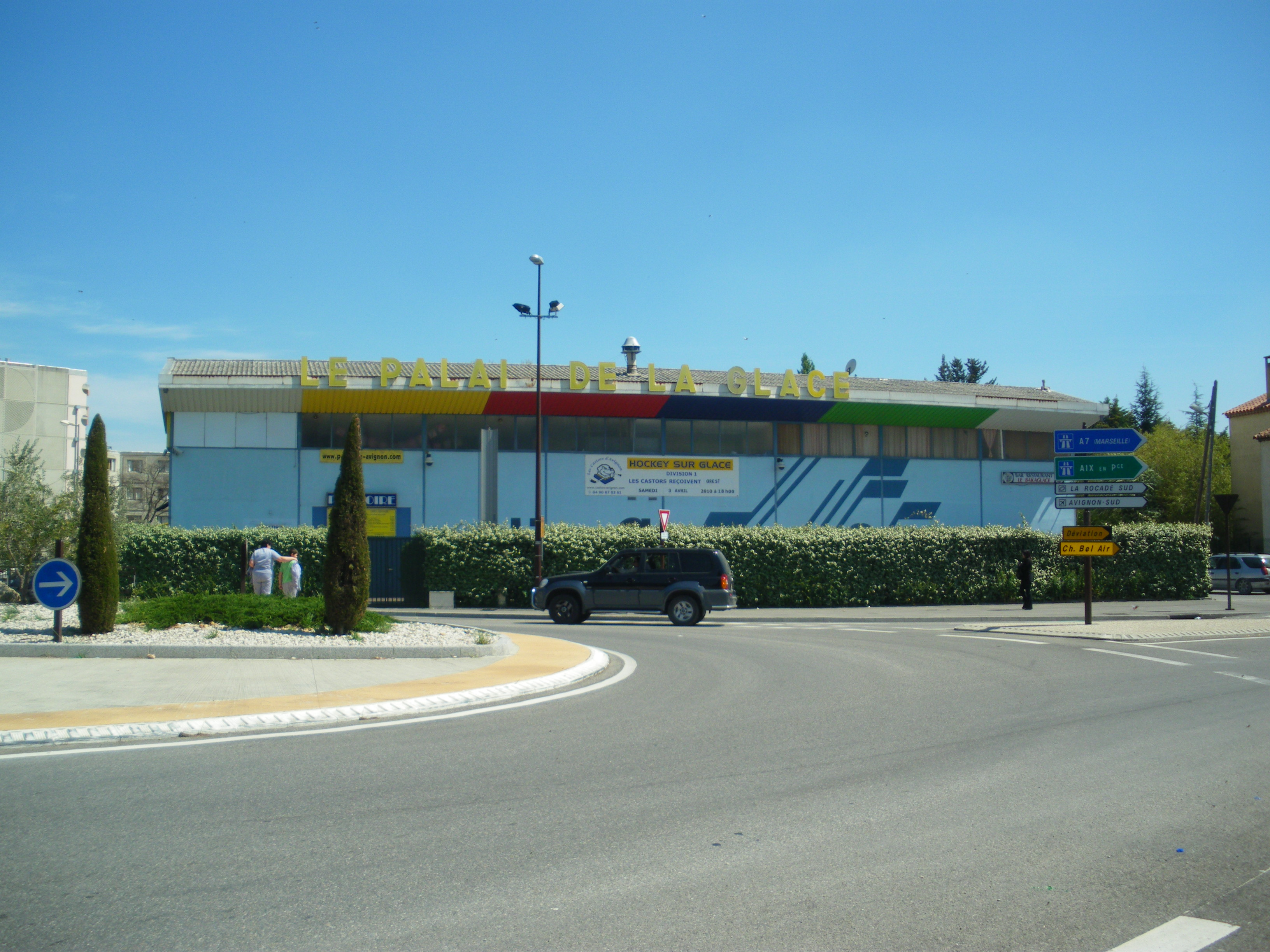
Le palais des glaces dans le quartier Saint-Chamand de la ville d'Avignon.

Avignon Volley-Ball évolue en Ligue A en 2012-2013. Le club a longtemps fait l'ascenseur entre la première et la deuxième division nationale. Il a participé à la coupe de la CEV (coupe d'Europe) en 1996-1997 et a également été champion de France Pro B en 1999, 2000 et 2012.
L'Olympique Hockey Club d'Avignon (club de hockey sur glace) jouait en Division 1 (2e division) quand le tribunal d'Avignon a prononcé sa liquidation judiciaire. Le club a été champion de France de Division 2 en 2003 et a fini quatrième en 2005-2006 (meilleur classement). Finalement, le club (les nouveaux castors d'Avignon obtient son affiliation à la fédération française de hockey le 13 septembre 2011 et repart en division 4. À la rentrée 2018, le palais des glaces sera rasé pour laisser sa place à plusieurs immeubles.
Les Warriors de Vaucluse (football américain) évolue pour la saison 2012-2013 en Division 2.

### Médias

#### Journaux locaux
La commune abrite les sièges et agences de plusieurs journaux : La Provence, Vaucluse Matin, Hebdo Vaucluse, Midi libre (Villeneuve-lès-Avignon, en réalité), La Marseillaise, Petites affiches de Vaucluse, Actualités Avignon, Vu sur le pont, ainsi que des gratuits : Bonjour 84 et Plus Hebdo. Direct Plus Avignon est également diffusé du lundi au samedi gratuitement, tout comme 20 Minutes et, dès mars 2012, le quotidien Métro.
Avignon est aussi le siège du Club de la presse d'Avignon et des Pays de Vaucluse.

#### Radios locales
- Chérie FM Avignon (88.1 FM) : déclinaison avignonnaise de Chérie FM. Elle émet aussi à Nyons sur la même fréquence[201] ;
- Europe 2 Vaucluse (89.0 FM) : déclinaison avignonnaise de Europe 2. Elle diffuse aussi son programme local à Carpentras sur 103.3 FM[202] ;
- RAJE Avignon (90.3 FM) : radio associative[203]. Il existe une version nîmoise avec Raje Nîmes (102.5 FM)[204] ;
- RFM Vaucluse (95.9 FM) : déclinaison avignonnaise de RFM pour Cavaillon (c'est cette fréquence qui est reçue sur Avignon) et Apt (99.8 FM)[205]. Elle partage ses locaux avec Virgin Radio Vaucluse ;
- NRJ Avignon (98.2 FM) : déclinaison avignonnaise de NRJ. Elle diffuse aussi son programme local à Bagnols-sur-Cèze sur la même fréquence[206] ;
- France Bleu Vaucluse (98.8 FM) : radio locale publique de Vaucluse. Ses studios sont à Avignon. Elle est aussi recevable sur le 100.4 FM émis depuis le mont Ventoux ;
- Nostalgie Vaucluse (102.8 FM) : déclinaison avignonnaise de Nostalgie. Elle émet aussi son programme local à Bagnols-sur-Cèze sur la même fréquence et à Nyons sur 102.4 FM. Elle partage ses locaux avec NRJ et Chérie FM Avignon[207] ;
- RCF Vaucluse (104.0 FM) : radio locale chrétienne du Diocèse d'Avignon[208]. ;
- RTS FM (106.7 FM) : radio locale commerciale émettant du littoral audois à Avignon. Ses studios se trouvent à Sète[209] ;
- Radio Campus Avignon (demande de fréquence en cours)[210],[211]. Elle émet en temporaire[212].

#### Télévision
Pour la télévision, il existe le bureau vauclusien de France 3 Provence-Alpes. Le site d'émission du Mont Ventoux permet la diffusion de cette chaîne ainsi que France 3 Pays gardois et les autres chaînes de la TNT. Le site de la Grande Étoile, censé couvrir Marseille, est reçu moyennement à Avignon.

### Cultes

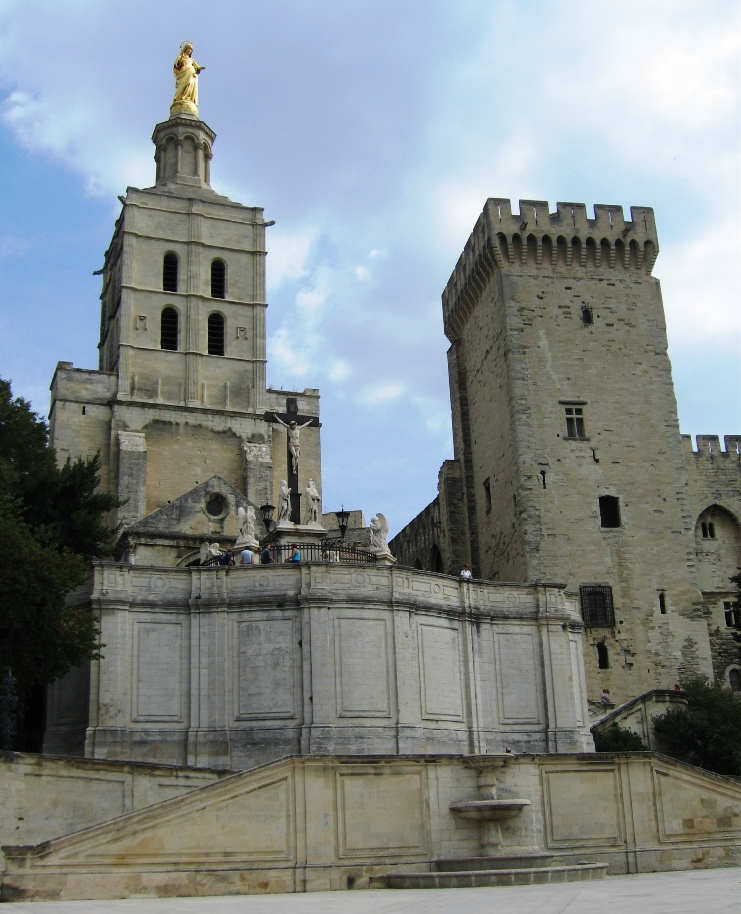
La cathédrale Notre-Dame des Doms, située entre le rocher des Doms et le palais des papes, dans le quartier Avignon Centre.

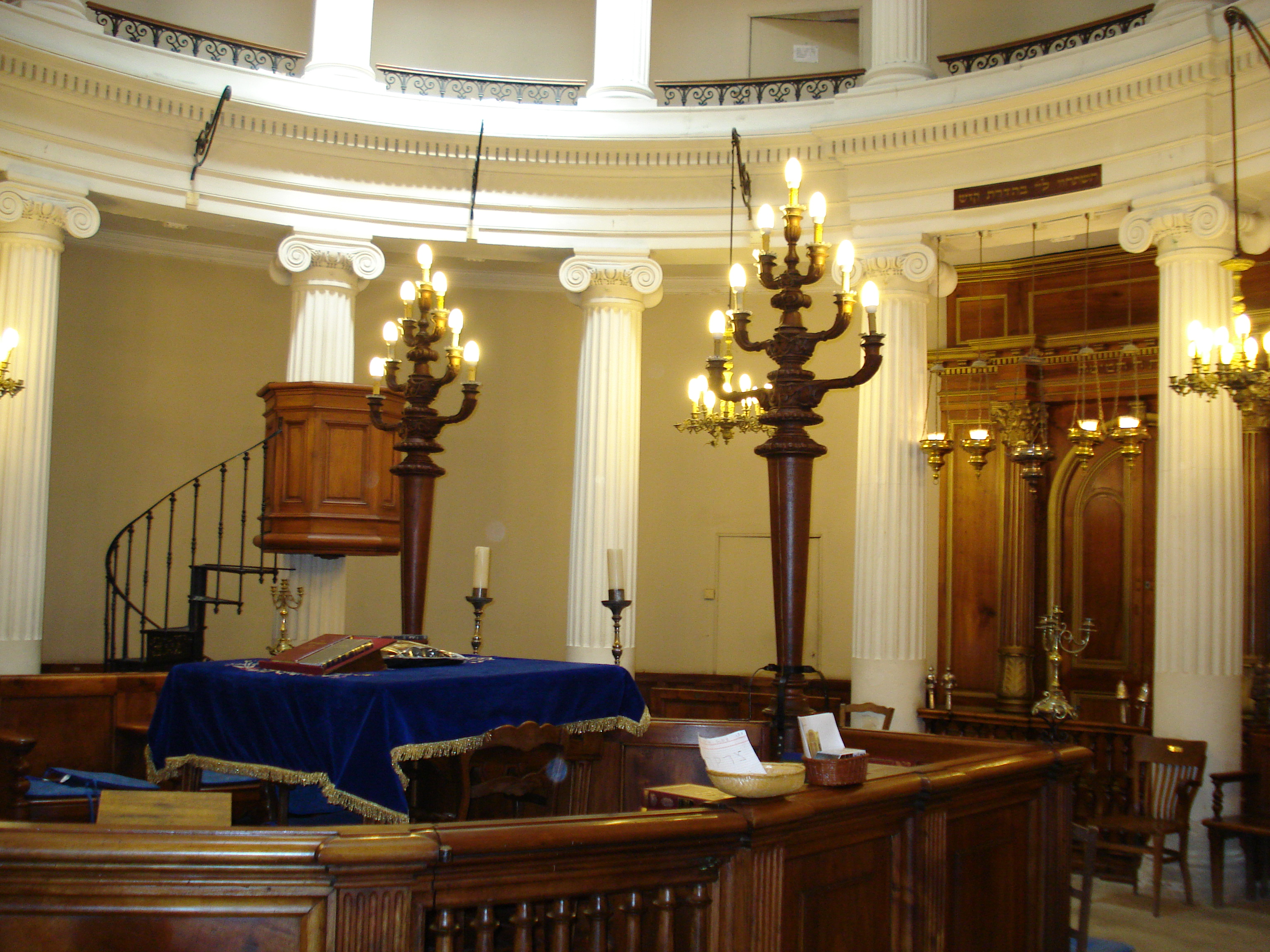
La salle de prière de la synagogue d'Avignon, dans le quartier Avignon Centre.

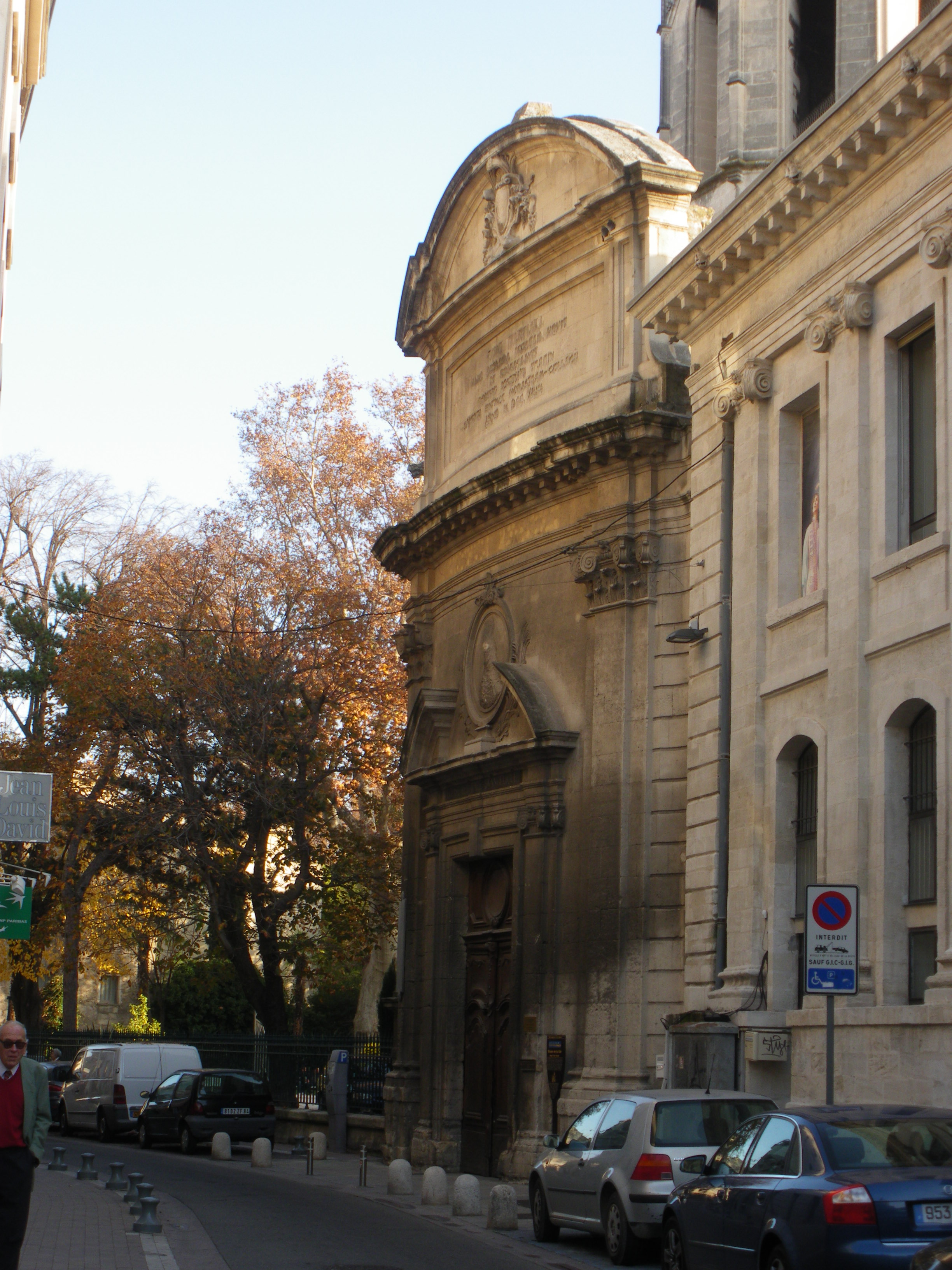
Le temple Saint-Martial, dans le quartier Avignon Centre.

Depuis l'arrivée des papes à Avignon, le lieu est un brassage de communautés, véritable ambassade vers les autres religions. Ce brassage se retrouve encore de nos jours, Avignon étant à un carrefour entre divers axes de transport.

#### Lieux de cultes
L'archidiocèse d'Avignon couvre le département de Vaucluse. Du fait de la forte présence catholique des siècles passés, les lieux de cultes y sont relativement nombreux et riches d'un point de vue architectural. On trouve une cathédrale, la métropole Notre-Dame des Doms et de nombreuses églises comme : Saint-Agricol, Saint-Didier, Saint-Pierre, Saint-Symphorien, les Célestins, Saint-Joseph de la Barthelasse, Saint-Ruf, du Sacré-Cœur, Saint-Paul, Saint-Joseph travailleur au sud de la ville, Saint-Jean, Notre-Dame de Lourdes, Notre-Dame-la-Principale, Notre-Dame de la Paix, Notre-Dame-de-Bon-Repos de Montfavet ou encore la chapelle des Pénitents gris, la chapelle du Verbe Incarné et celle des Pénitents noirs ainsi que le carmel d'Avignon.
La pratique du culte judaïque à Avignon se fait depuis déjà plusieurs siècles au niveau de la synagogue d'Avignon, place de Jérusalem, qui, après avoir été détruite par un incendie en 1845, a été complètement reconstruite en 1846 par l'architecte Joseph-Auguste Joffroy. La synagogue se situe près de la place Pie et de la place Pignotte, centre du ghetto d'Avignon avec le cimetière des Juifs. Ce dernier se trouvait dans ce qui était devenu le jardin du "couvent des filles repenties", aux numéros 6,8 et 10 de la place Pignotte.
Les protestants peuvent pratiquer leur culte au temple Saint-Martial, rue Henri Fabre, le temple de l'hôpital avenue de Pinède.
Historiquement plus récents sur le secteur que les autres religions ci-dessus, les musulmans peuvent pratiquer le culte à la mosquée de la Rocade, la mosquée de Monclar ainsi qu'au niveau d'une mosquée turque. Plus récents que la grande majorité des bâtiments utilisés par les catholiques, les mosquées ont trouvé leurs places dans l'extra-muros. Ainsi en janvier 2015, le magazine Paris Match décrit le quartier de la Reine-Jeanne comme la « cité des salafistes », une dénomination qui surprend Amine El Kathmi, maire adjoint délégué aux quartiers nord, pour qui l'article de Match contiendrait des erreurs. En avril 2016, le magazine hebdomadaire réitère ses propos qualifiant le quartier de « république des salafistes ».
On peut aussi noter la présence de :
- L'Église orthodoxe grecque Saints-Cosme-et-Damien, rue du Poème-du-Rhône.
- L'église évangélique libre - Centre protestant, chemin de Massillargues[218]
- L'église protestante unie, Rue de Provence[219]
- L'église évangélique, rue de Grand-Gigognan.
- L'église protestante évangélique les Sources, avenue des Sources[220].
- L'église évangélique de pentecôte, rue Rudolph-Serkin[221]
- L'église Évangélique Internationale Temple du Salut, rue des Papalines.
- L'église adventiste, rue Madame-de-Sévigné.
- L'église néo-apostolique, avenue Montplaisir.
- L'Église de Jésus-Christ des saints des derniers jours, avenue Charles-de-Gaulle Le Pontet.
- Les témoins de Jéhovah salle du royaume, avenue d'Avignon (au niveau du quartier de Montfavet)
- L'église de scientologie

#### Cimetières

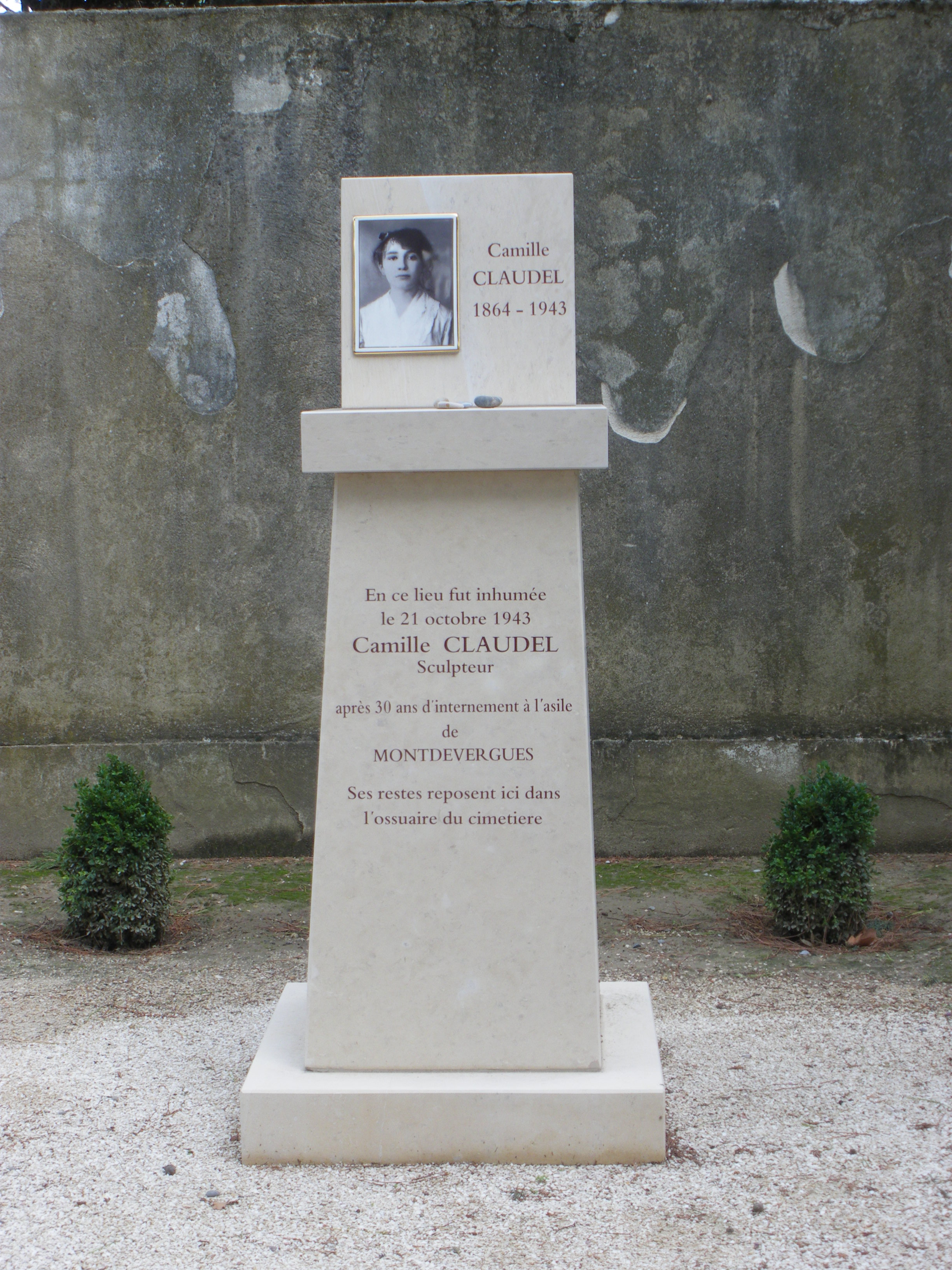
Le mémorial Camille-Claudel, dans le quartier de Montfavet de la ville d'Avignon.

La ville d’Avignon compte quatre cimetières :
- le cimetière Saint-Véran, créé en 1820, qui s’étend sur 12 hectares et abrite 12 000 sépultures[222]. Dans le cimetière s’élève un columbarium depuis 1999, destiné à recueillir les urnes funéraires. Au cœur du cimetière s’élève un monument en mémoire des harkis[223]. Il abrite également les tombes de Théodore Aubanel et de Stuart Mill.
- le cimetière de Montfavet qui s’étend sur 7 hectares et abrite 4 000 sépultures. On y trouve un mémorial cénotaphe dédié à Camille Claudel. Ce cimetière accueille d’autres communautés religieuses (israélites, musulmans)[224] ;
- le cimetière de la Barthelasse (1910) qui accueille aujourd’hui 125 caveaux sur près de 2 000 m2[225] ;
- le cimetière de Saint-Roch (XIIe siècle) est le plus ancien. Il s’étend sur une superficie de 2 000 m2 environ. Ce lieu fait partie du domaine de la communauté juive et n’est pas ouvert au public[225].

## Économie
Avignon est le siège de la Chambre de commerce et d'industrie de Vaucluse. Celle-ci gère l'aéroport Avignon-Provence et le port de commerce d'Avignon - Le Pontet.
La Communauté d'agglomération du Grand Avignon est une des plus grandes zones de chalandise d'Europe, avec plus de 300 000 mètres carrés de surfaces commerciales, et 469 m2 pour mille habitants contre 270 en moyenne en France.
AuShopping Avignon Nord est actuellement la plus grande zone commerciale d'Europe.
Le secteur tertiaire est de loin le plus dynamique dans le département : sur la base de la production importante de primeurs en Vaucluse, le MIN est devenu le pôle structurant de l'activité commerciale dans le département, prenant le pas sur les marchés locaux (notamment celui de Carpentras). Dans les années 1980-1990, le développement des échanges de marchandises entre le Nord et le Sud de l'Europe ont renforcé la position d'Avignon comme carrefour logistique, et favorisé la création d'entreprises de transport et de stockage dans l'habillement et l'alimentaire.
Une zone franche urbaine a été créée permettant aux entreprises voulant s'y installer des exonérations à la fois fiscales et sociales. Celle-ci se situe au sud d'Avignon, entre les remparts et la Durance, localisée sur les quartiers Rocade Sud, Avignon Ouest et Saint-Chamand.

### Les zones d'activités économiques
On considère neuf zones d'activités économiques principales sur Avignon.
La zone d’activité de Courtine est la plus importante avec presque 300 établissements (dont plus ou moins la moitié sont des établissements de service, un tiers des établissements de commerce, et le reste lié à l'industrie) pour plus de 3 600 emplois. Le site couvre une superficie de 300 hectares et se situe au sud-ouest de la commune, au niveau de la gare d'Avignon TGV.
Vient ensuite la zone d’activité de Fontcouverte avec une centaine d'établissements représentant un millier d'emplois, celle-ci est cependant plus orientée vers les établissements de commerces que la zone de Courtine.
La zone d’activité du MIN d'Avignon, la zone d’activité d’Agroparc. (ou « Technopole Agroparc ») et la zone d’activité la Cristole qui lui est accolée, abritent toutes trois un peu moins d'une centaine d'établissements.
Enfin, les zones de la Castelette, de la Croix de Noves, de Realpanier et de l'aéroport, comptent chacune moins de 25 établissements, répartis entre activités de services et commerces. La zone de la Castelette représente à elle seule plus de 600 emplois, c'est-à-dire une bonne centaine de plus que la zone d’activité la Cristole.

### Tourisme
Quatre millions de visiteurs y séjournent annuellement tant pour la visite de la ville et de la région que pour son festival.

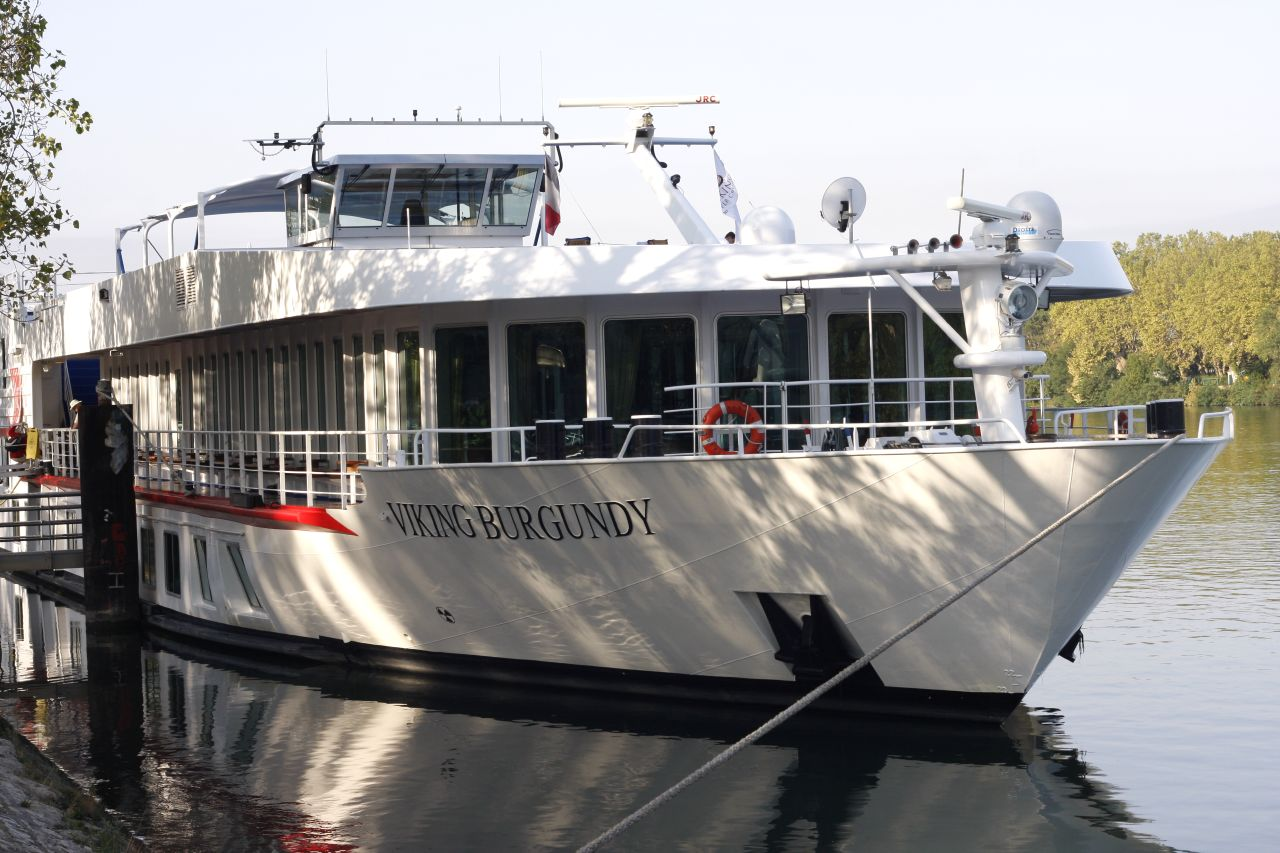
Le Viking Burgundy à quai, sur le Rhône, à la frontière des quartiers Avignon Centre et Barthelasse-Piot.

La ville d'Avignon est relativement bien desservie ; on peut noter à proximité :
- l'autoroute A7, qui relie le nord au sud, Paris à la Côte d'Azur ;
- l'autoroute A9 (à quelques kilomètres au nord), en direction de l'ouest de la France et de la péninsule Ibérique ;
- l'aéroport international d'Avignon-Provence offrant des destinations vers l'Angleterre tel qu'Exeter et Southampton par une compagnie bon marché du nom de Flybe ainsi qu'une destination vers Édimbourg ;
- quatre gares, dont trois ouvertes au trafic voyageurs, deux aptes à recevoir des TGV (Avignon-Centre et Avignon TGV) et une réservée au TER PACA (Montfavet) ;
- le Rhône, parcouru par des bateaux de croisières. Le tourisme fluvial a recréé la tradition plus que millénaire qui faisait du Rhône le trait d'union entre Avignon et Lyon. Le début fut timide en 1994 avec seulement trois bateaux-hôtels, en 2011, c'est une flotte de vingt-et-un bâtiments, dont six bateaux-promenade, qui s'ancre sur les quais des allées de l'Oulle. La fréquentation, au cours des années 2000, s'est amplifiée avec près de 50 000 touristes venus en majorité de l'Europe du Nord et de l'Amérique du Nord. De plus, une navette fluviale relie gratuitement le quartier Avignon Centre au quartier Barthelasse-Piot de la ville d'Avignon. Depuis 1987, une capitainerie gère l'ensemble du trafic fluvial[232].

### Agriculture
La cité est le siège de l'Association méditerranéenne internationale de la tomate, du Conseil mondial de la tomate d'industrie et d'Inter Rhône.

### Industrie
Seuls EDF (Grand Delta), avec environ 850 employés, et Onet Propreté, avec un peu plus de 300, dépassent les 100 employés.

### Secteur public (hors État)
Le centre hospitalier Henri-Duffaut, puis la mairie d'Avignon et le CHS de Montfavet, sont les plus gros employeurs de la commune avec environ 2 000 employés chacun. Vient ensuite le conseil général de Vaucluse avec environ 1 300 employés.

### Le centre international des congrès
Depuis 1976, un centre international des congrès occupe deux ailes du palais des papes d'Avignon. Disposant de dix salles d’accueil et de travail, il accueille un grand nombre de manifestations. Les grandes salles de prestige du Grand Tinel et de la Grande Audience, situées sur le circuit de visite du monument, sont utilisées en complément des salles de réunion pour l’organisation des cocktails, dîners de gala, expositions…

### Revenus de la population et fiscalité
En 2007, le revenu fiscal médian par ménage était de 13 545 €, ce qui plaçait Avignon au 28 198 e rang parmi les 30 714 communes de plus de 50 ménages en métropole.

### Emploi
En 1999, le taux de chômage était de 21,3 % alors qu'il n'était plus que de 12,2 % en 2005[réf. nécessaire]. On chiffre à plus de 35 000 personnes la population active totale sur Avignon parmi lesquelles un peu moins d'un tiers sont employés, environ un quart sont des ouvriers et presque autant relèvent des professions intermédiaires, puis un peu plus d'un dixième de cadres et professions intellectuelles, environ 6 % d'artisans, commerçants et chefs d'entreprise, et enfin moins d'un pour cent d'agriculteurs.

## Culture locale et patrimoine

### Lieux et monuments
Vitrine artistique et culturelle de premier plan, Avignon s'impose comme une ville au riche patrimoine. « Ville d'art » jusqu'à la disparition de ce label en 2005 au profit du réseau des Villes et Pays d'art et d'histoire, la municipalité ne s'est pas incluse dans ce nouveau réseau.
C’est avant tout les remparts du XIVe siècle que l’on remarque lorsque l’on s’approche du centre. Ils sont longs d’environ 4 kilomètres, sont flanqués de 39 tours et percés de 7 portes principales reparties tout autour de la vieille ville. Les anciennes douves ont été comblées et aménagées en promenades, autrefois le niveau des remparts était bien plus élevé assurant une bien meilleure protection aux habitants d’Avignon
C’est à cette période (1363) qu’est mentionné le grenier à sel d'Avignon dont l’origine est aussi ancienne que celle des remparts de la ville. Détruit à plusieurs reprises par les inondations du Rhône, sa dernière reconstruction est due à l’architecte Jean-Ange Brun. Il se distingue par sa façade monumentale, son vaste porche en plein cintre, ses hautes fenêtres à décor Louis XV. Le bâtiment avait été acquis et aménagé par un groupe d’investisseurs régionaux (commissaires priseurs, médecins libéraux, sociétés). Ce sont d’immenses et luxueux espaces, entièrement équipés, qui ont été réalisés dans des conditions particulièrement difficiles en raison de l’état de délabrement du monument. La conception du lieu a été réalisée par Jean-Michel Wilmotte.
Lorsque l’on ressort de la vieille ville et que l’on fait le tour le long des berges, on ne peut s’empêcher de rechercher le fameux pont d’Avignon, le pont Saint-Bénézet. Contrairement à ce que dit la chanson, sa largeur ne permet pas réellement de danser dessus (selon les danses de l’époque) et c’est dessous, où des berges avaient été aménagées, que l’on allait danser. Une version plus ancienne de la chanson disait d’ailleurs « SOUS le pont d’Avignon, l'on y danse l'on y danse… »
Le palais des papes du XIVe siècle et le pont Saint-Bénézet (il s’agit du fameux pont d’Avignon) du XIIe siècle sont classés au patrimoine de l’humanité par l’Unesco. Autres monuments : Livrée cardinalice, hôtels particuliers d'Avignon, collégiale Saint-Pierre d'Avignon.

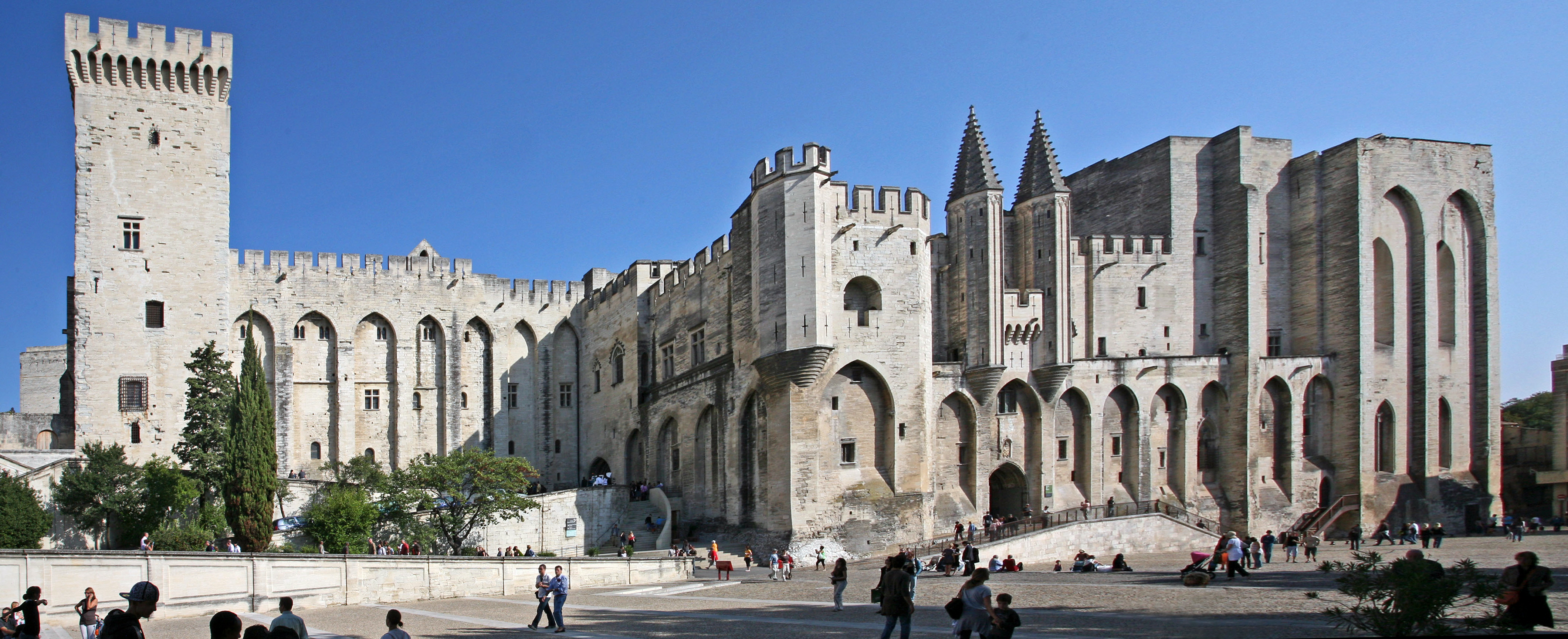
Vue sur le palais des papes d'Avignon depuis la place du Palais, à l'ouest.
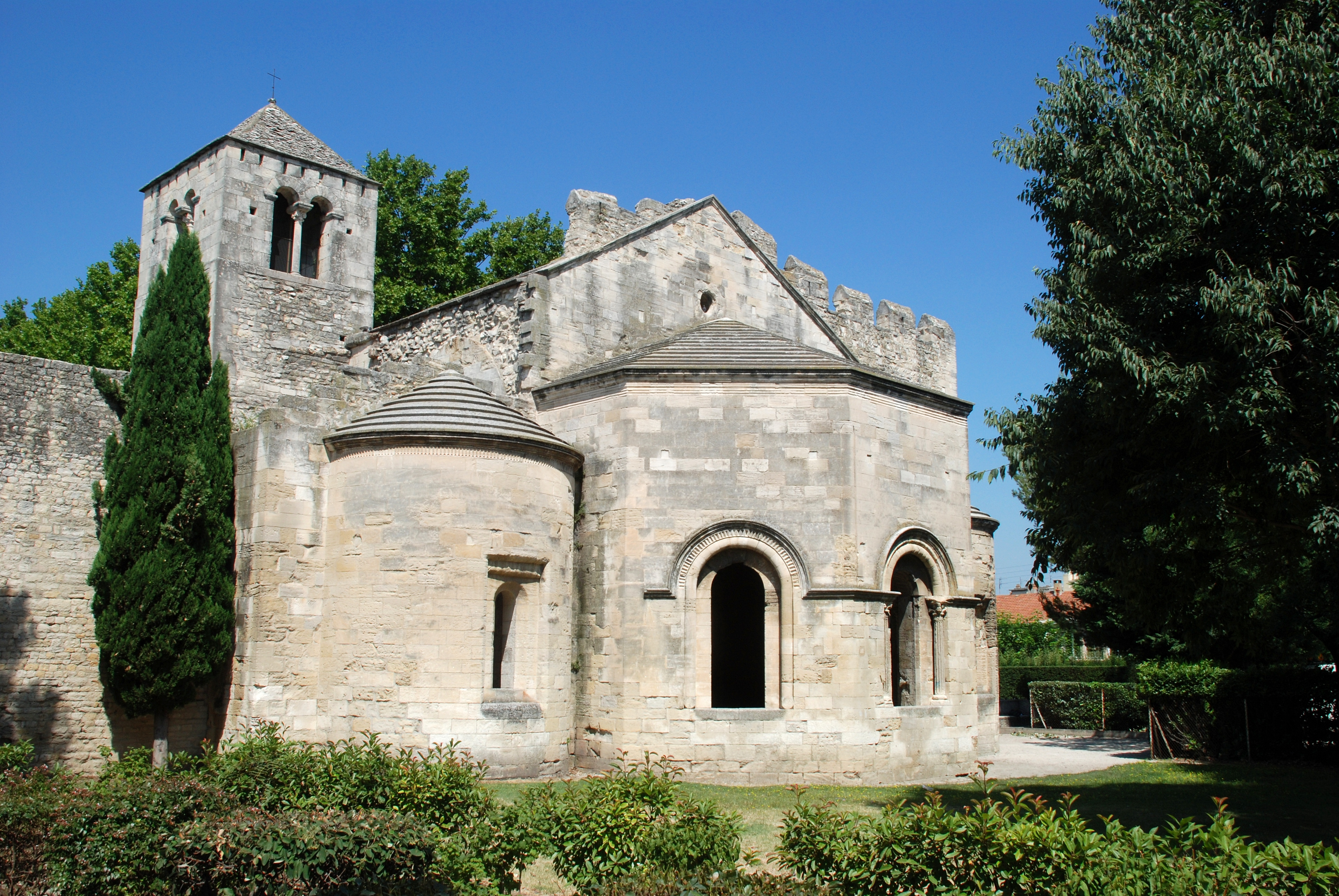
L'abbaye Saint-Ruf d'Avignon.
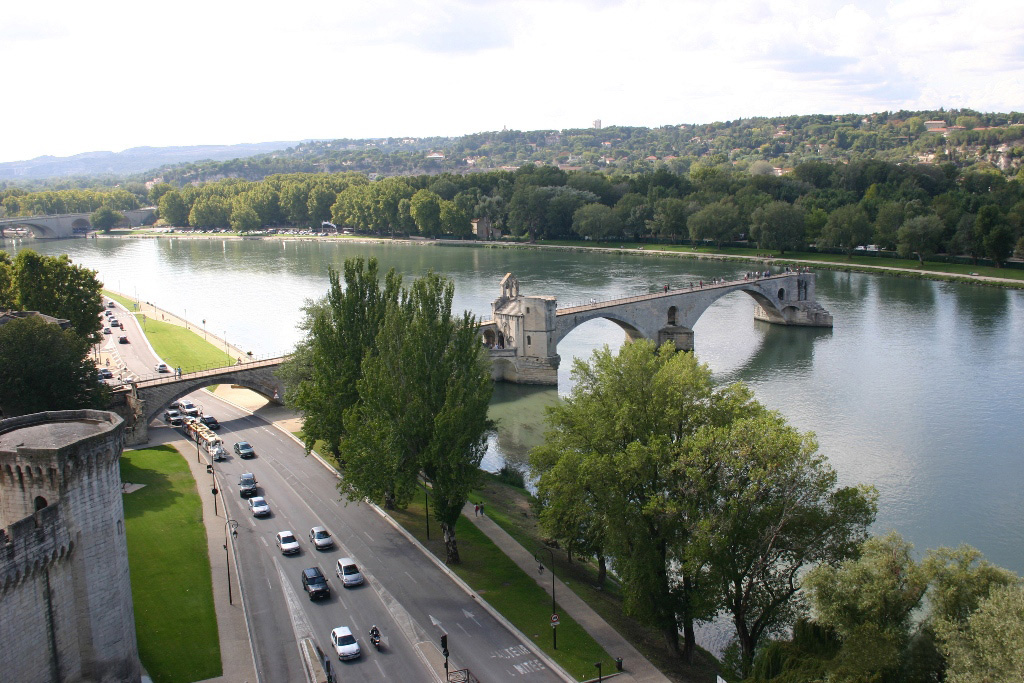
Le « pont d'Avignon » célébré par la chanson, le pont Saint-Bénézet.
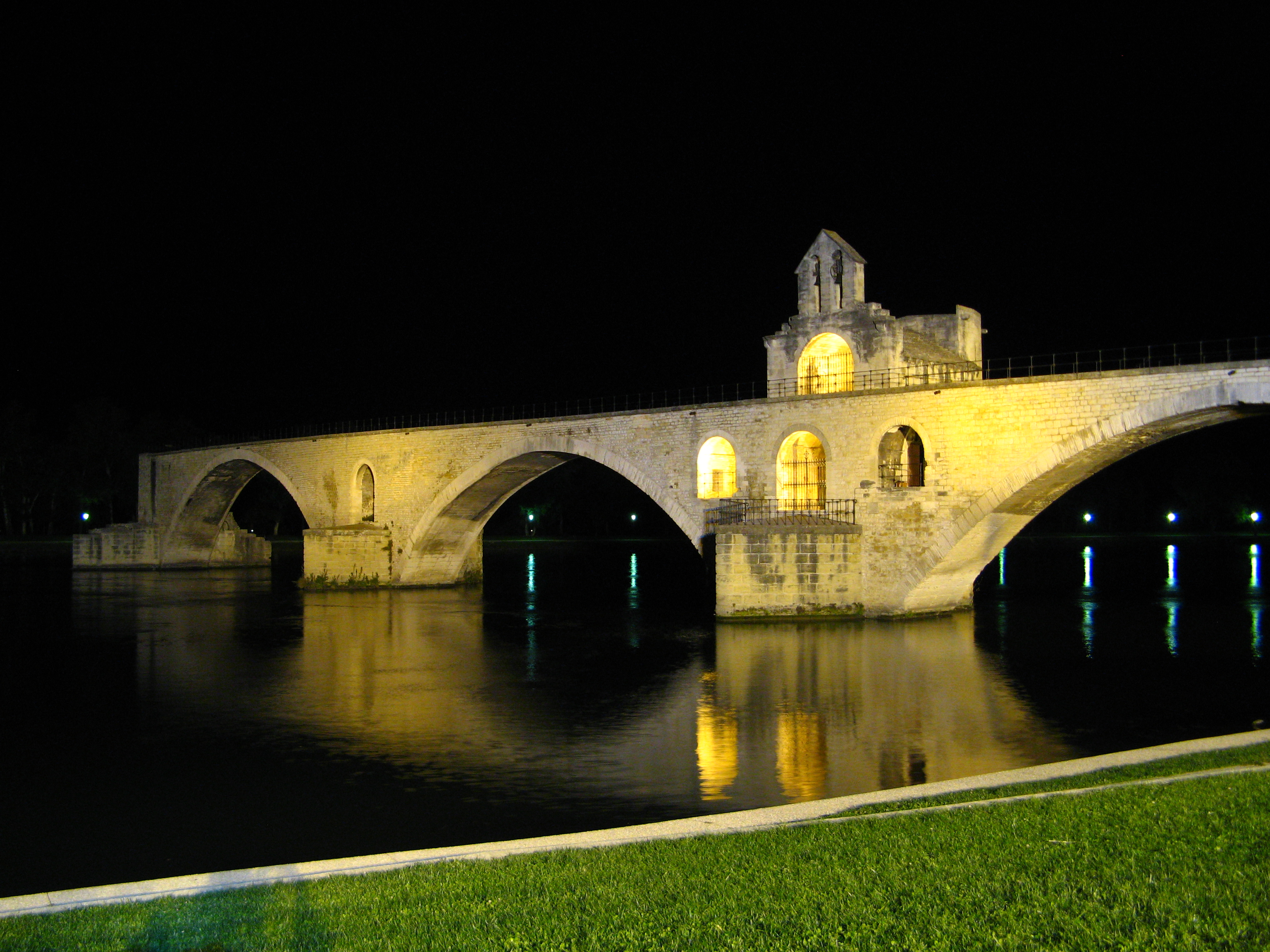
Le pont Saint-Bénézet illuminé.
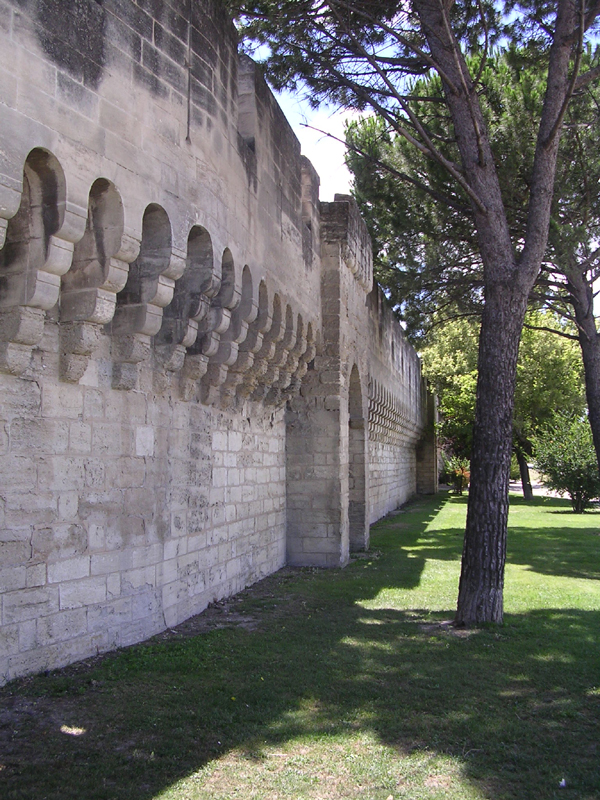
Les remparts d'Avignon.
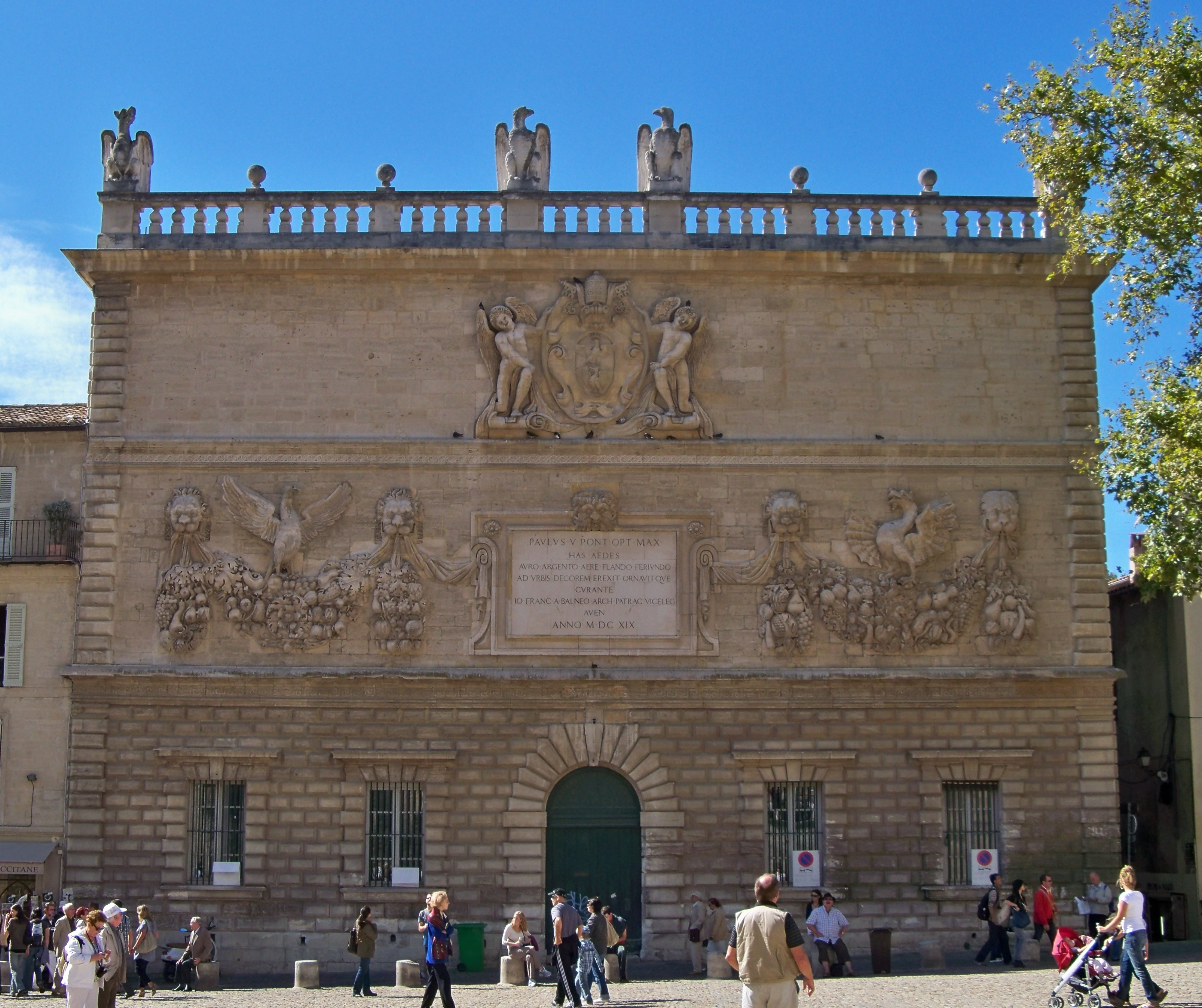
L'hôtel des Monnaies.

### Patrimoine culturel
Avignon possède plusieurs cinémas dont, deux cinémas Utopia, des cinémas indépendants classés « art et essai » et « cinéma de recherche ». Le premier, composé de quatre salles, est situé à La Manutention, le second, d'une seule salle, est situé à République.
La ville possède aussi de nombreux théâtres, un opéra (l'opéra du Grand Avignon) ainsi que de nombreuses galeries d'art.

#### Bibliothèques
La ville d'Avignon compte 10 bibliothèques dont trois bibliothèques universitaires (BU INSPÉ et BU Maurice Agulhon et Agroparc UAPV), une annexe de la Bibliothèque nationale de France et six bibliothèques municipales permettant au total la consultation de plus de 500 000 ouvrages.
La médiathèque Ceccano est une bibliothèque municipale classée ou « BMC ». La liste des BMC dont elle est issue, établie par l'article 1er du décret de 1933, modifié à plusieurs reprises, est désormais contenue par l'article D. 320-1 du Code du patrimoine. Elle conserve plusieurs dizaines de milliers de manuscrits, livres anciens, estampes et dessins.
La bibliothèque Jean-Louis Barrault fait partie des Grands Travaux des années 1980.

#### Musées

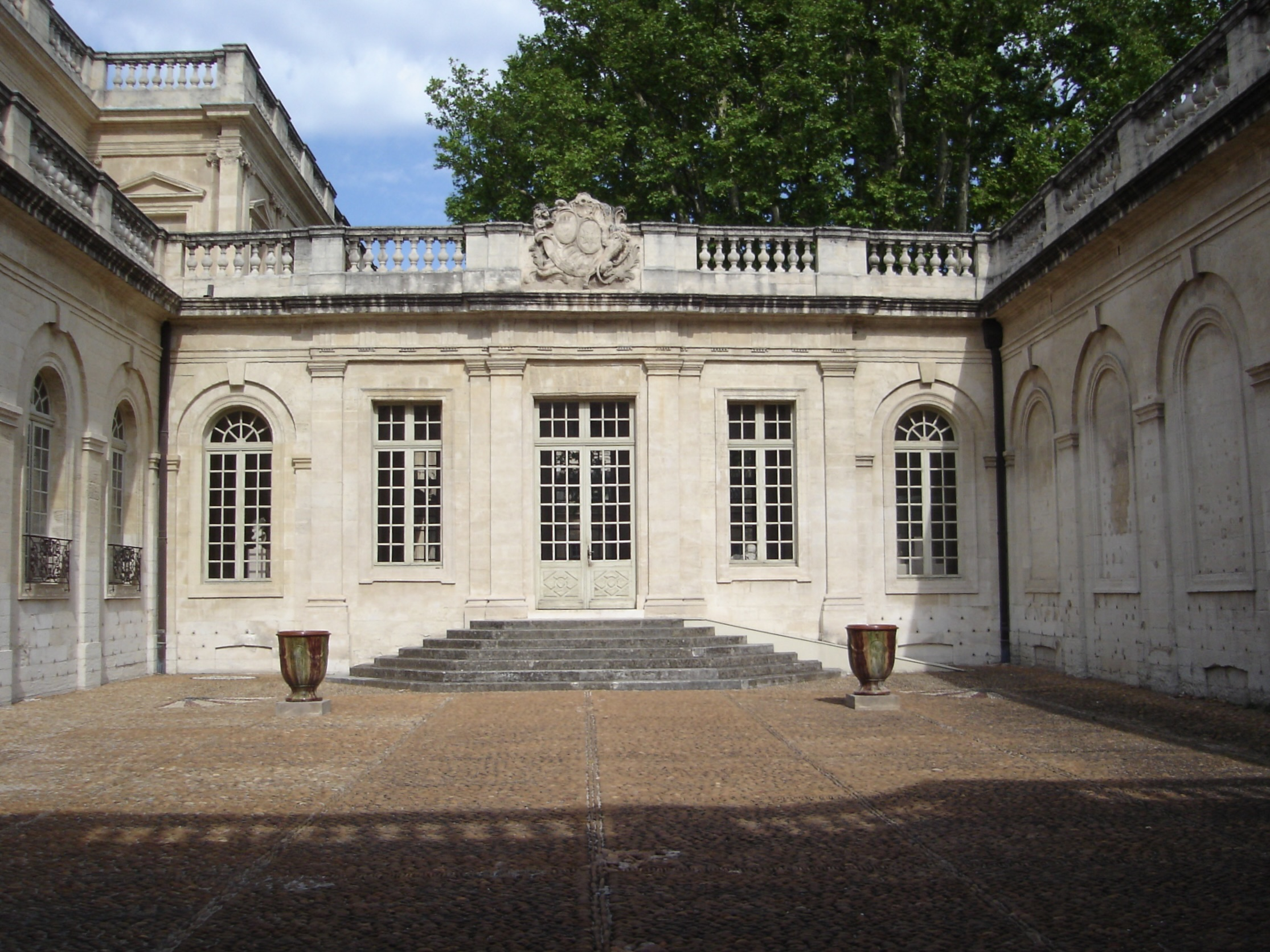
Le musée Calvet dans l'hôtel de Villeneuve-Martignan. Il est situé dans le quartier Avignon Centre.

En plus de son palais des papes et de ses divers monuments, la ville d'Avignon possède plusieurs musées qui présentent de riches collections :
- le musée Calvet qui est le principal musée d'art de la ville (collection de peintures, sculptures, dessins, objets d'arts) et qui dépend de la Fondation Calvet ;
- le musée du Petit Palais qui présente une exceptionnelle collection de peintures primitives italiennes et de l'École d'Avignon ;
- le musée Lapidaire, qui présente des collections d'antiquités et qui dépend également de la Fondation Calvet ;
- le muséum Requien (musée d'histoire naturelle), lui aussi dépendant de la Fondation Calvet ;
- l'hôtel de Caumont qui abrite la Collection Lambert ;
- les autres musées de la ville sont :
  - le musée de l’Œuvre présente dans 7 salles du Palais des Papes, l'histoire du palais. Il fait partie de la visite du palais,
  - le musée du Mont de Piété & de la Condition des Soies, rappelant l'histoire et le fonctionnement du Mont-de-piété et de la Condition des Soies. Le musée est situé dans l'ancienne chapelle de la Congrégation Notre-Dame-de-Lorette, 6 rue Saluces,
  - le palais du Roure contient un centre de documentation provençale et archéologique ainsi qu'un musée d'arts et de traditions populaires,
  - la maison Jean-Vilar (annexe de la Bibliothèque nationale de France),
  - le musée Angladon,
  - le musée Louis-Vouland présente une collection permanente d'arts décoratifs des XVIIe et XVIIIe siècles[241].

### Avignon dans les arts

#### Peintures, gravures et sculptures
Le dessin représentant Avignon, en 1617, a été fait par le père jésuite Étienne Martellange. Il est à mettre en relation avec la carte dite « Carte aux personnages » et celle de l'Atlas Van Loo.

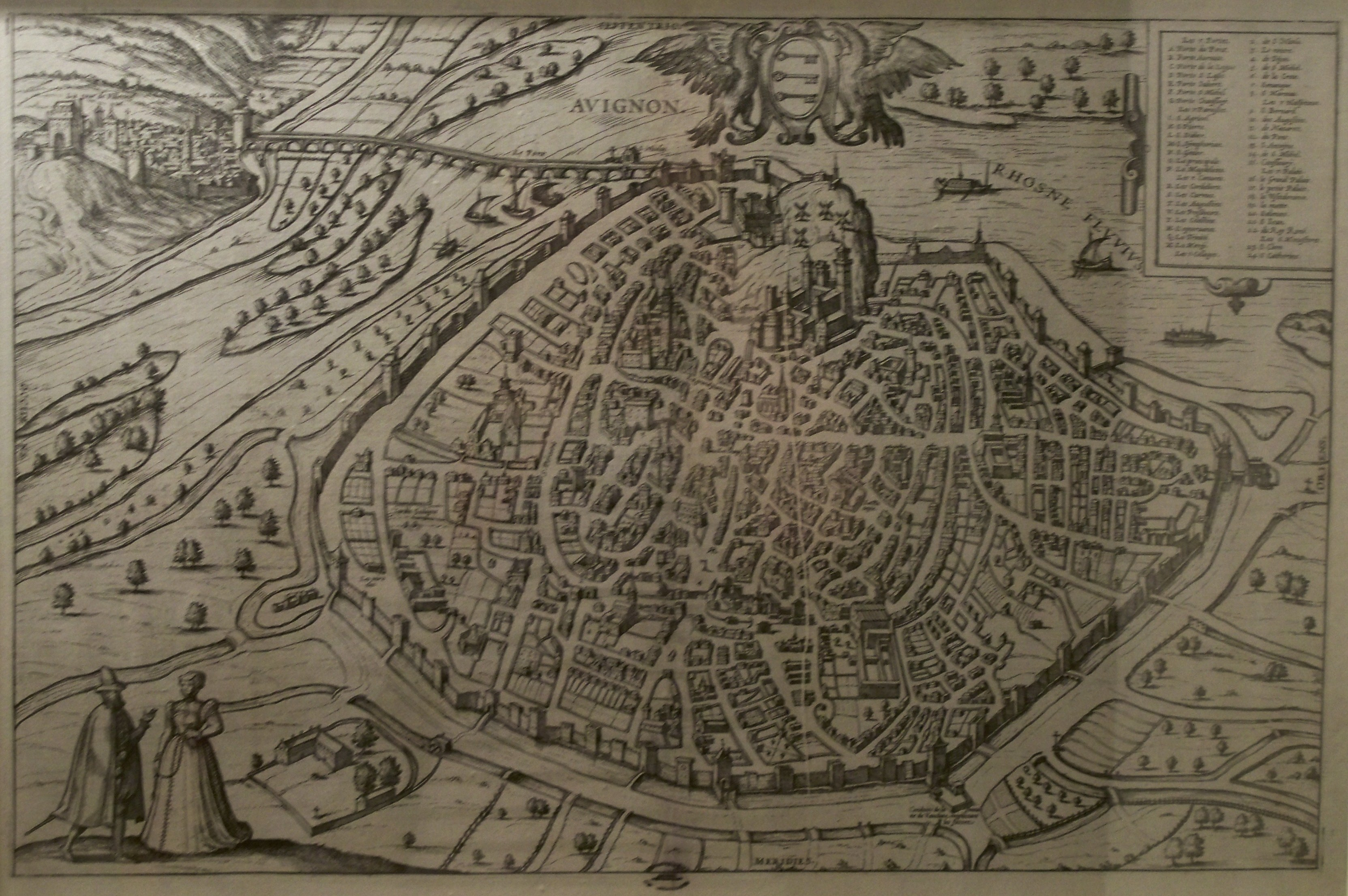
Carte aux personnages gravée en 1572.
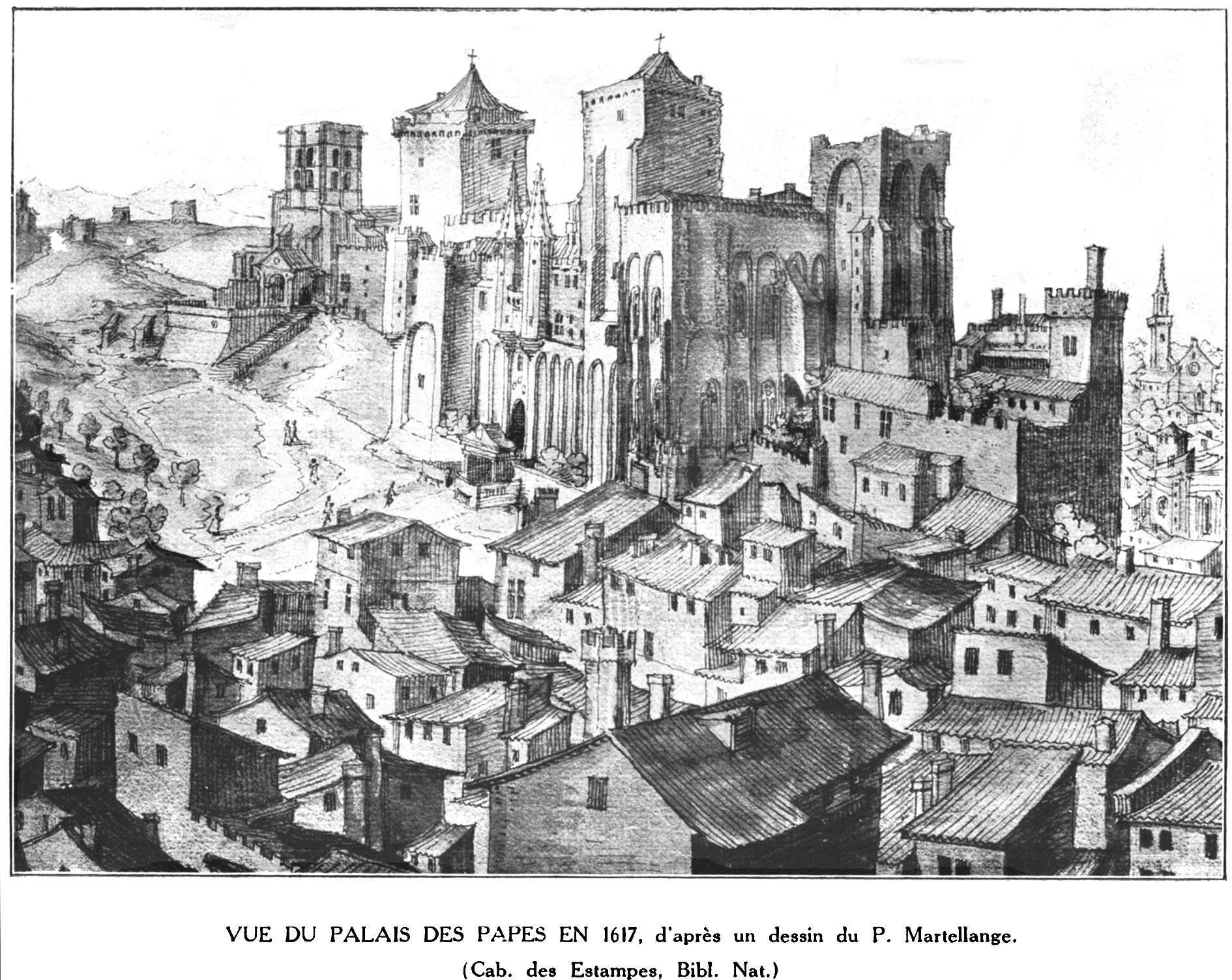
Vue cavalière d'Avignon par le père jésuite Martelange en 1617.
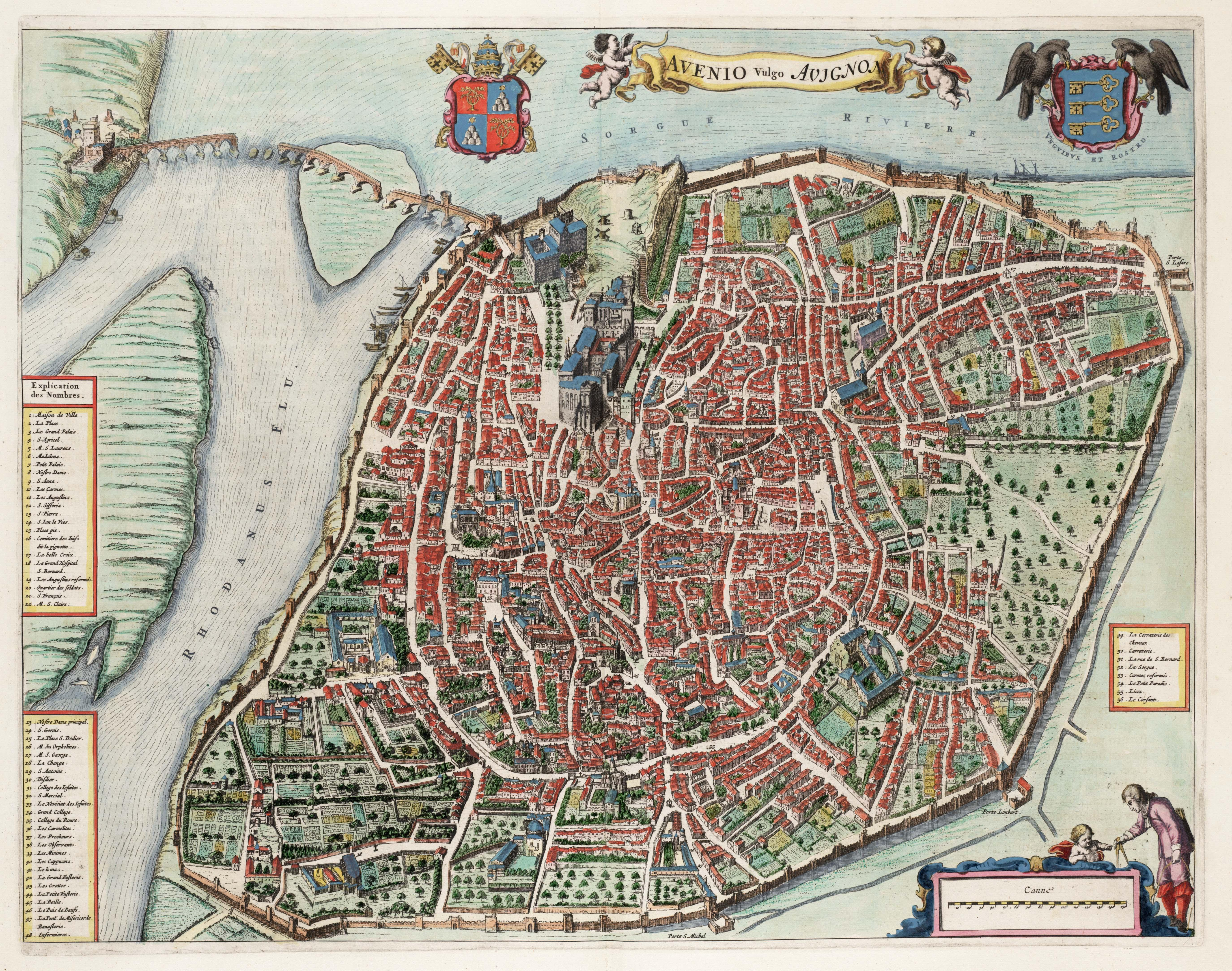
Carte d'Avignon par van Loo en 1647

Avignon, uniquement dans le titre de l'œuvre :
- La Pietà de Villeneuve-lès-Avignon, un tableau du XVe siècle d'Enguerrand Quarton ;
- Les Demoiselles d'Avignon[242] de Pablo Picasso (1907) (de la rue d'Avignon à Barcelone).

#### Films et séries
Plusieurs films se sont tournés à Avignon, mais rarement en faisant le centre de l'intrigue. Parmi eux, on peut noter :
- Minuit, place Pigalle de Roger Richebé (1933) avec Raimu[243].
- Je plaide non coupable d'Edmond T. Gréville (1956)[243].
- Pierrot le Fou de Jean-Luc Godard (1965) bords de la Durance et Pont de Bonpas[243].
- La dame dans l'auto avec des lunettes et un fusil d'Anatole Litvak (1970).
- Les fous du stade de Claude Zidi (1972), tourné au stade et à la piscine municipaux.
- L'Étudiante de Claude Pinoteau (1988), pour une scène où Vincent Lindon téléphone depuis une cabine sur la place du Palais.
- Gazon maudit de et avec Josiane Balasko (1995)[243]
- Le hussard sur le toit de Jean-Paul Rappeneau (1994)
- Conte d'automne d'Eric Rohmer (1998)
- Victor... pendant qu'il est trop tard de Sandrine Veysset (1998), notamment sur la Barthelasse[243].
- 18 ans après de Coline Serreau (2001)[243].
- La Répétition de Catherine Corsini (2001)[243].
- Toutes les nuits d'Eugène Green (2001)[243].
- L'Affaire Dominici de Pierre Boutron 2003 au tribunal d'Avignon.
- Voici venu le temps d'Alain Guiraudie (2005)[243].
- Une grande année de Ridley Scott (2005).
- Les Vacances de Mr Bean de Steve Bendelack (2007), dont des scènes ont été tournées dans les deux gares avignonnaises.
- Désengagement d'Amos Gitaï (2007), pour le début du film se déroulant en France.
- Le bruit des gens autour de Diastème (2008), consacré au Festival international de théâtre.
- Parlez-moi de la pluie d'Agnès Jaoui (2008), où l'on voit la rue de la Peyrollerie.
- Mea culpa (2014) de Fred Cavayé
- Meurtres à Avignon (2016) de Stéphane Kappes
- Deux feuilletons télévisés français ont été situés dans la ville : La Demoiselle d'Avignon en 1972, et La Prophétie d'Avignon, en 2007, sur le thème de l'ésotérisme, tourné dans le palais des papes.

#### Jeu vidéo
Dans l'univers de la saga Halo, Avignon est le nom donné par les colons français du satellite Meridian à la première ville qu'ils y bâtissent.

#### Photographies

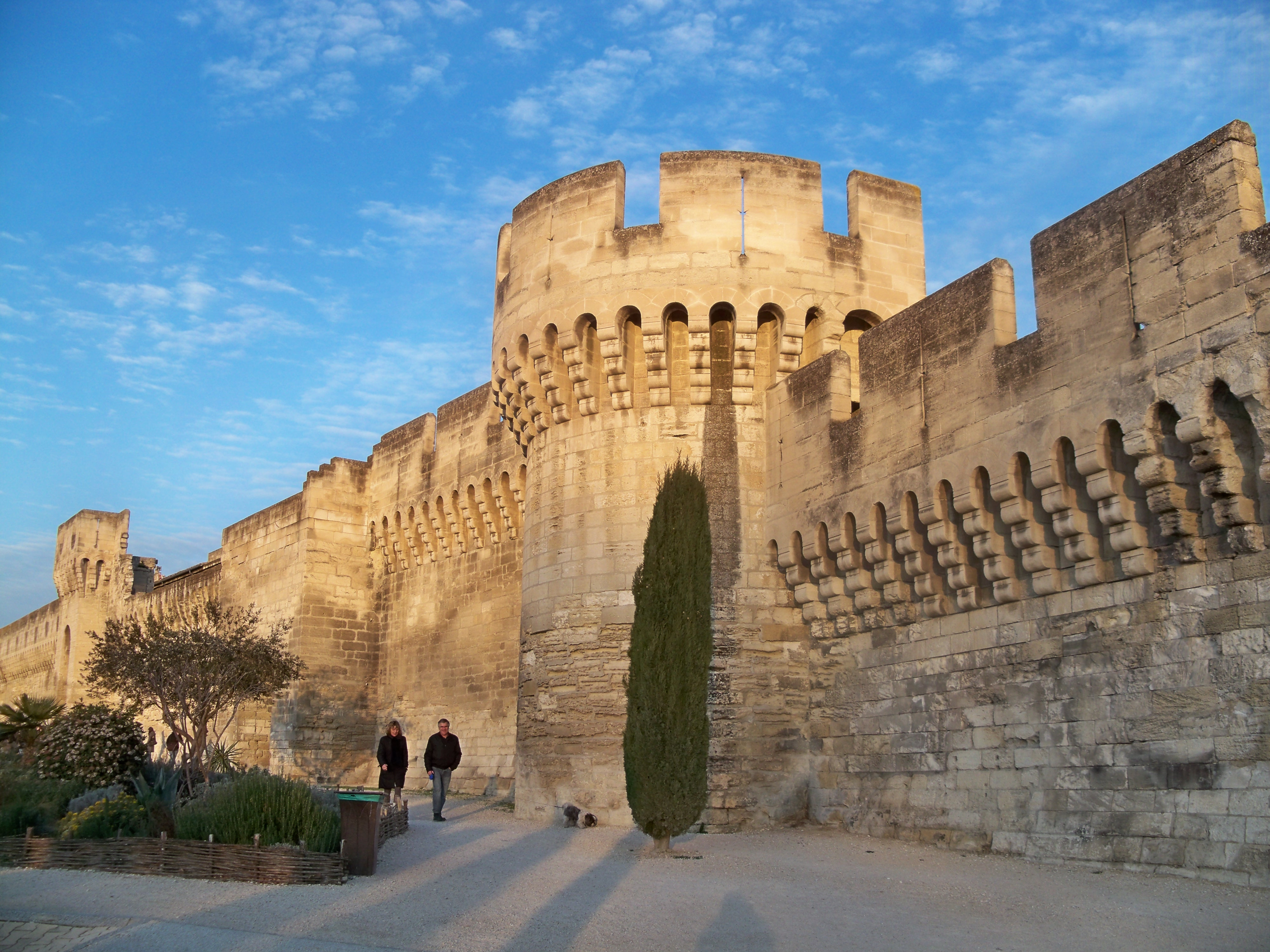
Remparts de l'Oulle avec leurs tours
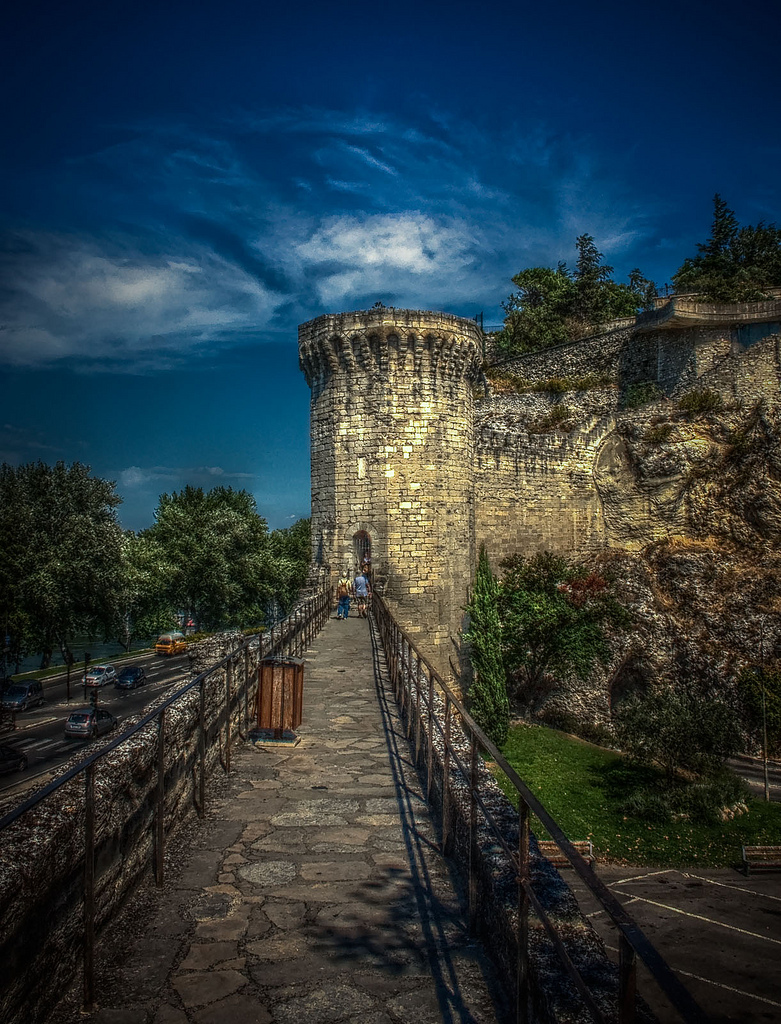
Tour hexagonale des remparts d'Avignon.
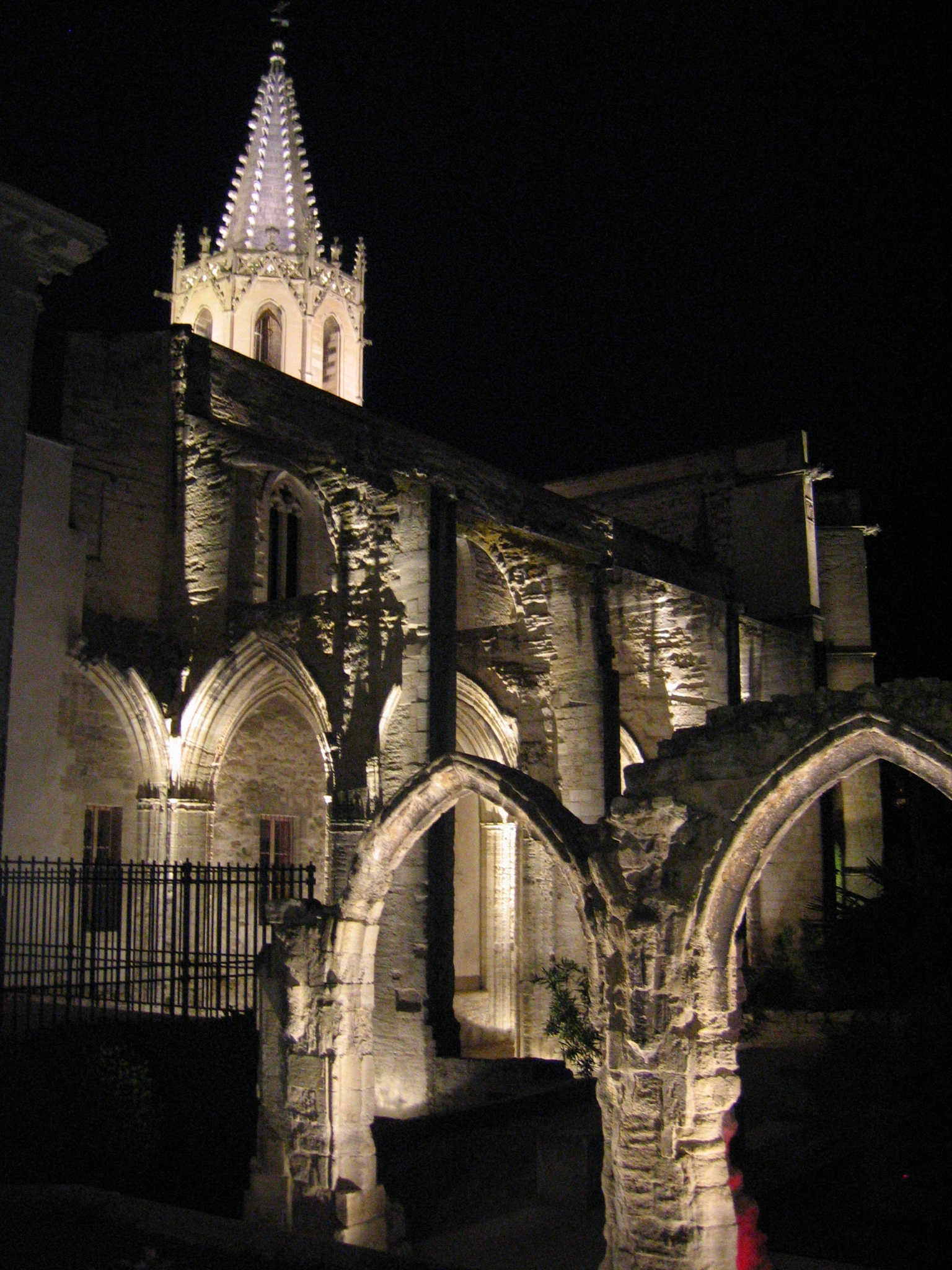
Clocher et cloître Saint-Martial de nuit.
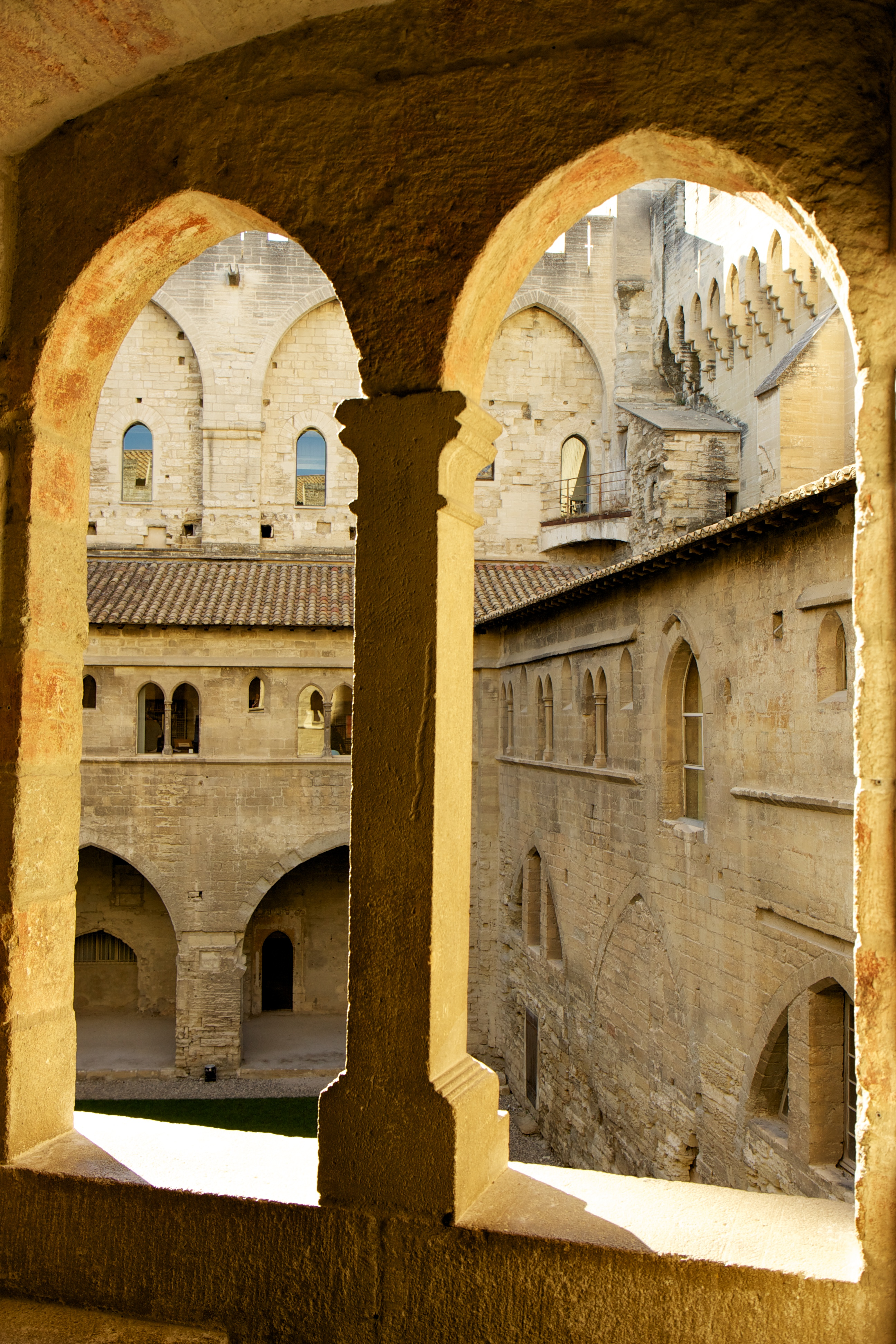
Fenêtre géminée du palais des papes.
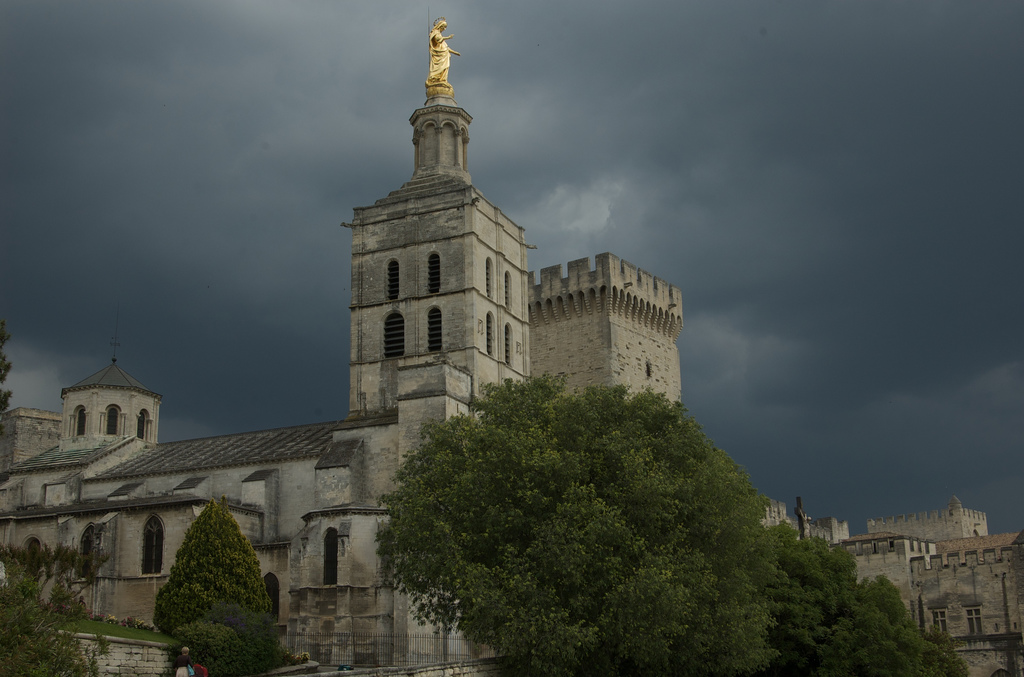
Ciel d'orage sur la cathédrale et le palais des papes.

Agnès Varda a fait une exposition de ses photographies consacrées au Festival à la Chapelle Saint-Charles dans son documentaire autobiographique Les Plages d'Agnès (2008).

Panorama de la place du Palais à Avignon.

### Avignon dans la littérature

#### Tourisme littéraire
Rabelais, dans son Cinquième livre des faicts et dicts héroïques de Pantagruel, fait arriver le fils de Grandgousier, accompagné de frère Jean des Entomeures et de Panurge à Avignon, ville qu’il connaissait bien pour avoir fait ses études à l’université de Montpellier. Ayant été impressionné par le nombre de ses clochers, il rebaptise la ville l’Isle Sonnante et y fait arriver ses héros en plein grand Schisme d'Occident. Les six premiers chapitres sont consacrés à cette visite. Ils s’intitulent Comment Pantagruel arriva en l'Isle Sonnante, et du bruit qu'entendismes, Comment l'Isle Sonnante avoit esté habitée par les Siticines, lesquels estoyens devenus oiseaux, Comment en Isle Sonnante n’est qu’un Papegaut, Comment les oiseaulx de l’Isle Sonnante estoient tous passagers, Comment les oiseaulx gourmandeurs sont muts en l’Isle Sonnante, et Comment les oiseaulx de l’Isle Sonnante sont alimentez

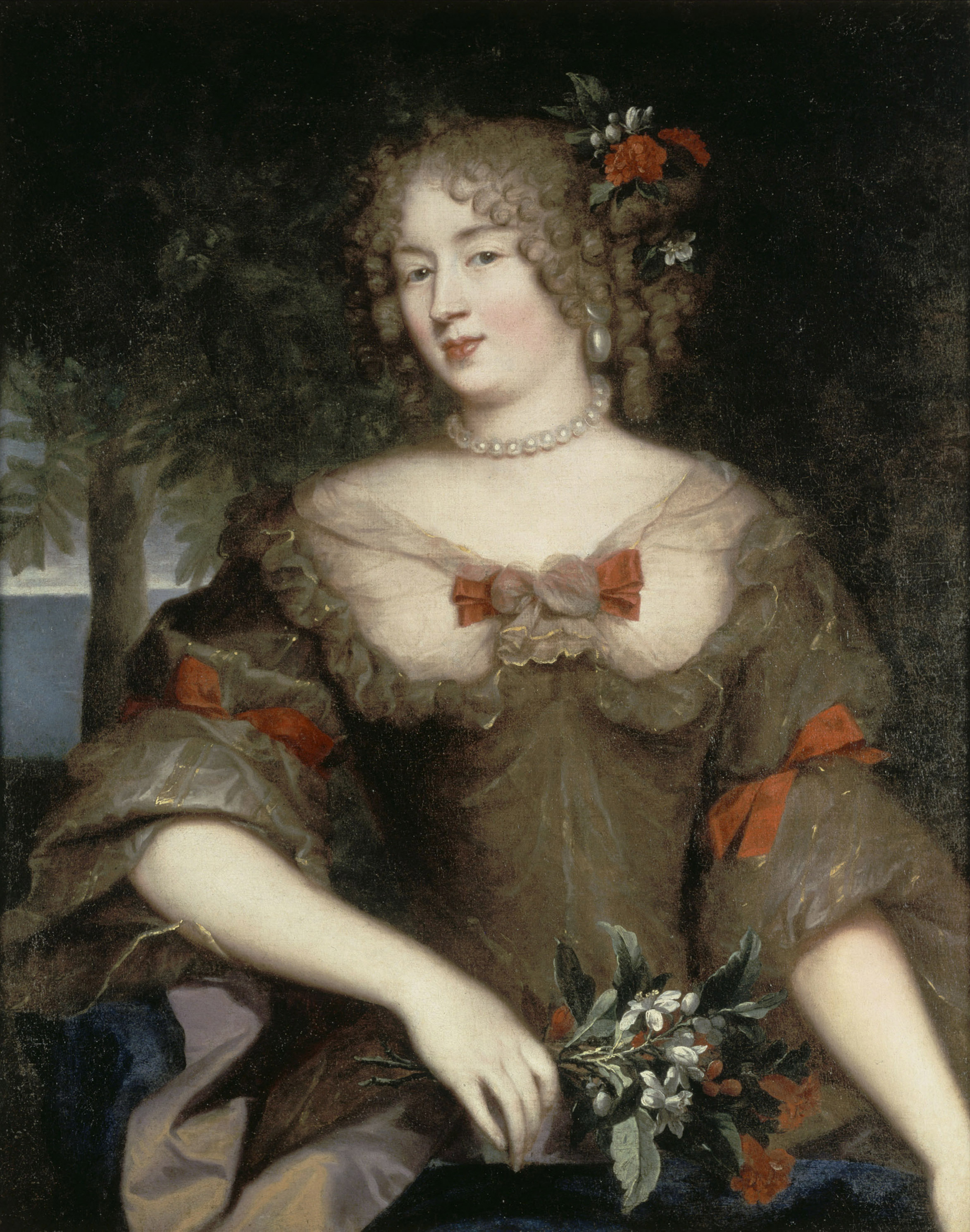
Françoise Marguerite de Sévigné, peinture à l'huile attribuée à Pierre Mignard (vers 1669), musée Carnavalet, Paris.

En 1671, lors de l’arrivée de sa fille Françoise à Avignon, la marquise de Sévigné vanta les charmes de cette cité qu’elle ne connaissait pas encore mais que venait de lui décrire la comtesse de Grignan :
« Nous sommes ici dans un parfait et profond repos, une paix, un silence tout contraire au séjour que vous faites à Avignon. Vous y êtes peut-être encore, cette ville est toute brillante, vous y aurez été reçue avec toutes les acclamations. J’aime passionnément vos lettres d’Avignon, ma chère fille, je les lis et les relis. Il me semble que j’y suis, je prends part à votre triomphe. Je jouis enfin de votre beau soleil, des rivages charmants de votre beau Rhône, de la douceur de votre air ».
La beauté de la cité est confirmée par Anne-Marguerite Petit du Noyer (1663-1779), qui, lors de son séjour à Avignon, décrit son enthousiasme et son étonnement dans ses Lettres historiques et galantes de deux dames de condition dont l’une estoit à Paris & l’autre en province, ouvrage édité en 1733 :
« La situation de cette ville est enchantée ; le Rhône baigne ses murailles ; ce ne sont que jardins et prairies en dehors et bâtiments magnifiques en dedans ; les maisons de MM. de Mont-Réal et de Crillon sont les plus belles qu’on y voie ». Et cette protestante très libérale considérait que la vie que menaient Avignonnaises et Avignonnais était plus qu'idyllique car, explique-elle :
« Des couvents d’hommes et de filles embellissent encore cette charmante ville qui est sous un très beau ciel et sous la plus douce domination du monde, puisqu’elle ne connaît que l’autorité du pape exercée par un vice-légat qui est toujours un homme de condition et fort aisé à ménager. On ne sait ici ce que c’est qu’impôts et capitation, tout le monde y est riche et tout le monde y respire la joie. Les dames sont galantes ; les messieurs font de la dépense ; le jeu qu’on peut appeler plaisir universel est poussé ici aussi loin que l’on veut ».

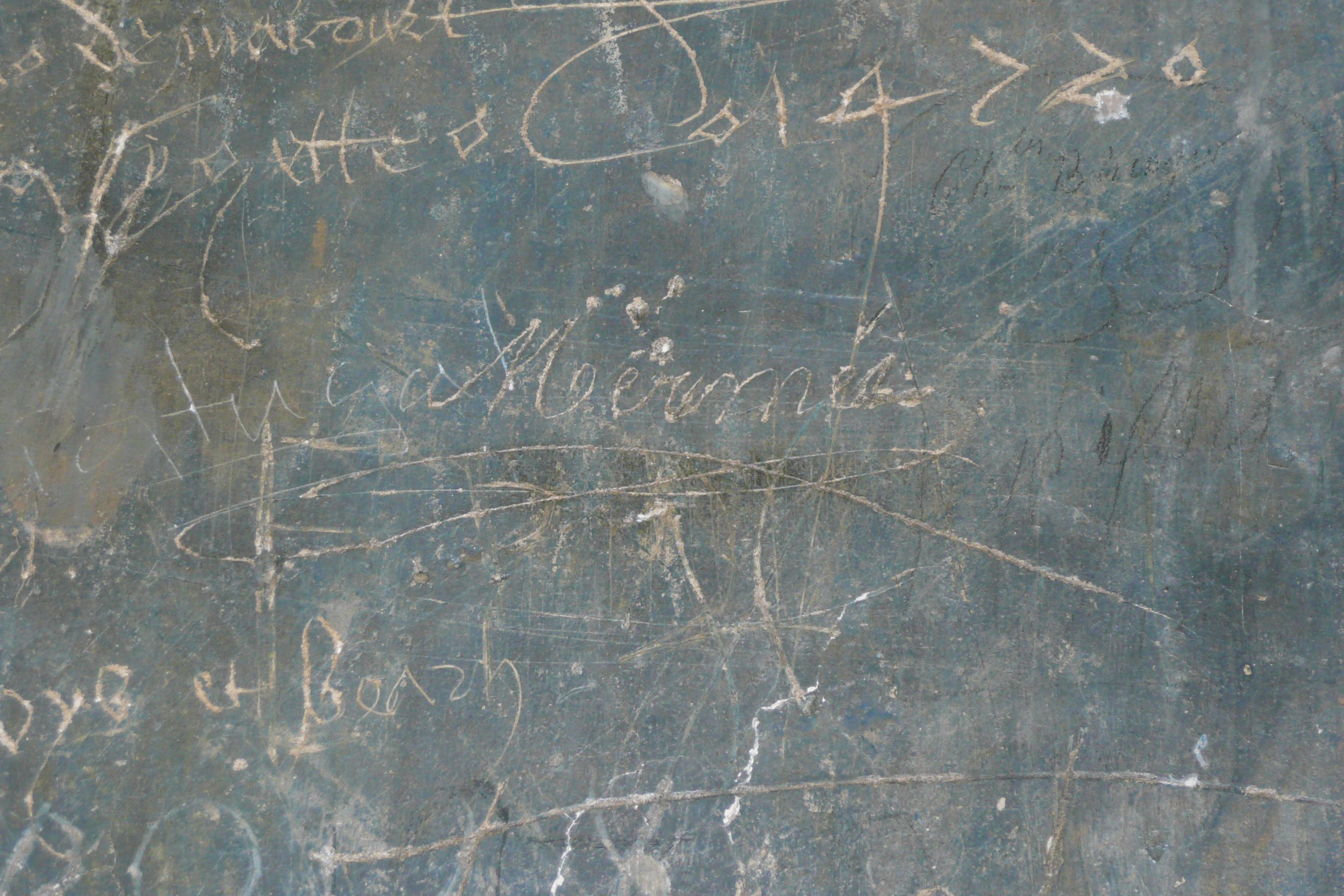
Graffiti gravé au canif par Prosper Mérimée dans la chapelle Saint-Martial.

En 1834, Prosper Mérimée dans ses Notes d’un voyage dans le Midi de la France a relaté sa visite à Avignon et au palais des papes qu'il avait décidé de faire inscrire sur la première liste des monuments historiques de 1840. Ses impressions furent mitigées puisqu'il jugea ainsi l'ancienne cité papale :
« L’aspect général d’Avignon est celui d’une place de guerre. Le style de tous les grands édifices est militaire et ses palais comme ses églises semblent autant de forteresses. Des créneaux, des mâchicoulis couronnent les clochers ; enfin tout annonce des habitudes de révolte et de guerres civiles ».
Stendhal, à la même période, visita Avignon. C'était pour lui un retour aux sources puisque la famille de l'un de ses grands-pères en était originaire, ce qui lui permit de s'inventer des origines italiennes. Dans son livre Mémoire d'un touriste, publié en 1838, il narre, faisant fi de toute vérité historique à propos de Giotto et de l'Inquisition :
« Ce palais est étrangement ruiné aujourd'hui : il sert de caserne, et les soldats détachent du mur et vendent aux bourgeois les têtes peintes à fresque par Giotto. Malgré tant de dégradations, il élève encore ses tours massives à une grande hauteur. Je remarque qu'il est construit avec toute la méfiance italienne ; l'intérieur est aussi bien fortifié contre l'ennemi qui aurait pénétré dans les cours, que l'extérieur contre l'ennemi qui occuperait les dehors. C'est avec le plus vif intérêt que j'ai parcouru tous les étages de cette forteresse singulière. J'ai vu le pal (nommé veille) sur lequel l'inquisition faisait asseoir l'impie qui ne voulait pas confesser son crime, et les têtes charmantes, restes des fresques du Giotto. Les contours rouges du dessin primitif sont encore visibles sur le mur ».
En 1877, Henry James effectua un périple en France. Au cours de celui-ci, il visita pour la troisième fois Avignon, ville qui l'avait toujours déçu. Autant que le palais des papes qui était, pour lui, « le plus sinistre de tous les bâtiments historiques ». Il s'y rendit alors que le mistral soufflait en rafale et l'exécuta en une phrase :
« Cette énorme masse nue, sans ornement ni grâce, privée de ses créneaux et défigurée par de sordides fenêtres modernes, couvre le rocher des Doms et donne sur le Rhône qu’elle domine, ainsi que sur ce qu’il reste du pont Saint-Bénézet ».
En 1925, Joseph Roth, après un voyage en France, rassembla ses notes sous le titre Les villes blanches. Depuis la fin du XIXe siècle, un mouvement de jeunes architectes de l'Europe centrale s'était passionné pour l'architecture de l'Italie du Sud. Le romancier autrichien voulut poursuivre cette quête en France méridionale et découvrit Avignon. Fasciné, il ressentit la cité des papes comme une ville qui fut « tout à la fois Jérusalem et Rome, l’Antiquité et le Moyen Âge ». Sa quête devint alors mystique : « Lorsque je me trouvai devant une des grandes portes enchâssées dans les murs blancs de la fortification, comme des pierres grises dans un anneau d’argent ; lorsque je vis les tours crénelées, la noble puissance, la fermeté aristocratique, l’intrépide beauté de ces pierres, je compris qu’une puissance céleste peut parfaitement prendre forme terrestre, et qu’elle n’a pas besoin de se compromettre pour se conformer aux conditions de la vie d’ici-bas. Je compris qu’elle peut, sans déchoir, assurer sa sécurité militaire et qu’il existe un militarisme céleste qui n’a rien de commun avec le militarisme terrestre : pas même l’armement. Ces places fortes, ce sont les papes qui les ont conçues. Ce sont des places religieuses. Elles représentent un potentiel sacré. Je comprends qu’elles aient pu préserver la paix. Il existe des places fortes pacifiques et des armes qui servent la paix en empêchant la guerre ».
L’académicien Pierre-Jean Remy, dans la préface d’un ouvrage consacré aux hôtels particuliers d’Avignon, s’est plu à constater :
« Peut-être que l’été d’Avignon est l’arbre qui nous cache la forêt. L’été avec ses afflux de touristes, le Festival naturellement mais aussi les grandes expositions, les mille et une rencontres autour de la place de l’Horloge, les colloques du palais des papes : la population d’Avignon croît alors et se multiplie au rythme des milliers de visiteurs, de la dizaine de langues qu’on y parle. Et puis l’automne arrive, Avignon retrouve la vie qui lui est propre, celle d’une grande et belle cité, qui connut ses heures de gloire et ses journées tragiques, où souffla le vent de l’histoire, de la religion, de la peinture et de la poésie, dont elle porte encore profondément ancrées dans ses pierres, les marques rayonnantes. L’été s’éloigne, Avignon redevient Avignon au-delà des foules qui trop souvent l’encombrent ».

#### Poèmes, chroniques, contes et romans

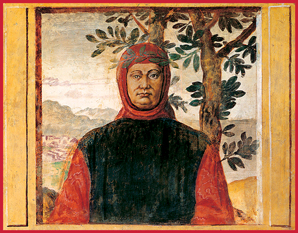
François Pétrarque.

Alors qu'il chérissait Fontaine-de-Vaucluse, Pétrarque ne se plaisait point à Avignon, qu'il comparait à une nouvelle Babylone. Il déversait sur elle les pires calomnies et médisances. La cité papale avait droit à ce type d'invective : « Ô Avignon, est-ce ainsi que tu vénères Rome, ta souveraine ? Malheur à toi si cette infortunée commence à se réveiller ! » Pour lui, Avignon était « l’enfer des vivants, l’égout de la terre, la plus puante des villes », « la patrie des larves et des lémures », « la ville la plus ennuyeuse du monde » ou bien « le triste foyer de tous les vices, de toutes les calamités et de toutes les misères ». Il ajouta même que « La Cour d’Avignon [était] un gouffre dévorant que rien ne peut combler ». Enfin, on lui prête cette pique qui depuis a fait florès « Avignon, sentine de tous les vices ». Cette formule lapidaire a été pourtant formulée différemment par le poète : « Avignon, ce n'est plus une ville, c'est la sentine de tous les crimes et de toutes les infamies ».
Les Mélancolies de Jean Dupin furent imprimées à Paris chez Michel le Noir, sans date, mais sûrement vers 1510. Jean Dupin commença à les rédiger en 1324 et les acheva en 1340. Dans ces deux strophes, le moraliste y mêle les critiques de népotisme qui ont été faites à Jean XXII et que n'a jamais mérité Benoît XII, à son étonnement de voir se construire une forteresse pontificale dans laquelle le pape « se tient fermez.
En Provence par seigneurie

A le pape (pris) son estaige

Dedans Avignon le citey.

La tient sa court, mais son lignaige

Y est qui prend tout l'avantaige

Les croces, les grans dignitez.

Nostre pape s'est bien mué :

Il vouldra ja de près vouler.

Bien est sa gayole gardee ;

En son palais se tient fermez

Et nul ne puet a luy parler

S'il ne porte d'or grant bousee.
Au XIVe siècle, Jean Froissart, dans ses Chroniques décrit la réception organisée par Clément VII et ses cardinaux, au palais des papes, lors de la venue du roi Charles VI en compagnie de son frère et de ses oncles de Berry et de Bourgogne, au cours de l'automne 1389. Il leur fut servi un « dîner bel et long et bien étoffé », puis après les festivités offertes par le roi et qui mêlèrent caroles et danses, « les dames et demoiselles d'Avignon » reçurent moult largesses de la part du souverain.
En 1855, dans le premier numéro de l'Armana Prouvençau paraissait un poème intitulé La cansoun di felibre. Il était dû à Théodore Aubanel, un des trois piliers fondateurs du mouvement félibréen. Le poète dans une strophe chante le palais des papes :
Dóu goutigue Avignoun

Palais e tourrihoun

Fan de dentello

Dins lis estello.
La Mule du pape, est l'un des contes les plus connus d'Alphonse Daudet, paru dans les Lettres de mon moulin en 1870. Il y décrit une cité des papes aussi imaginaire que son pontife Boniface mais qui est passée à la postérité : « Qui n'a vu Avignon du temps des Papes n'a rien vu. Ah ! l'heureux temps ! l'heureuse ville ! Des hallebardes qui ne coupaient pas, des prisons où l'on mettait le vin à rafraîchir, jamais de disette, jamais la guerre… Voilà comment les papes du Comtat savaient gouverner leur peuple ».

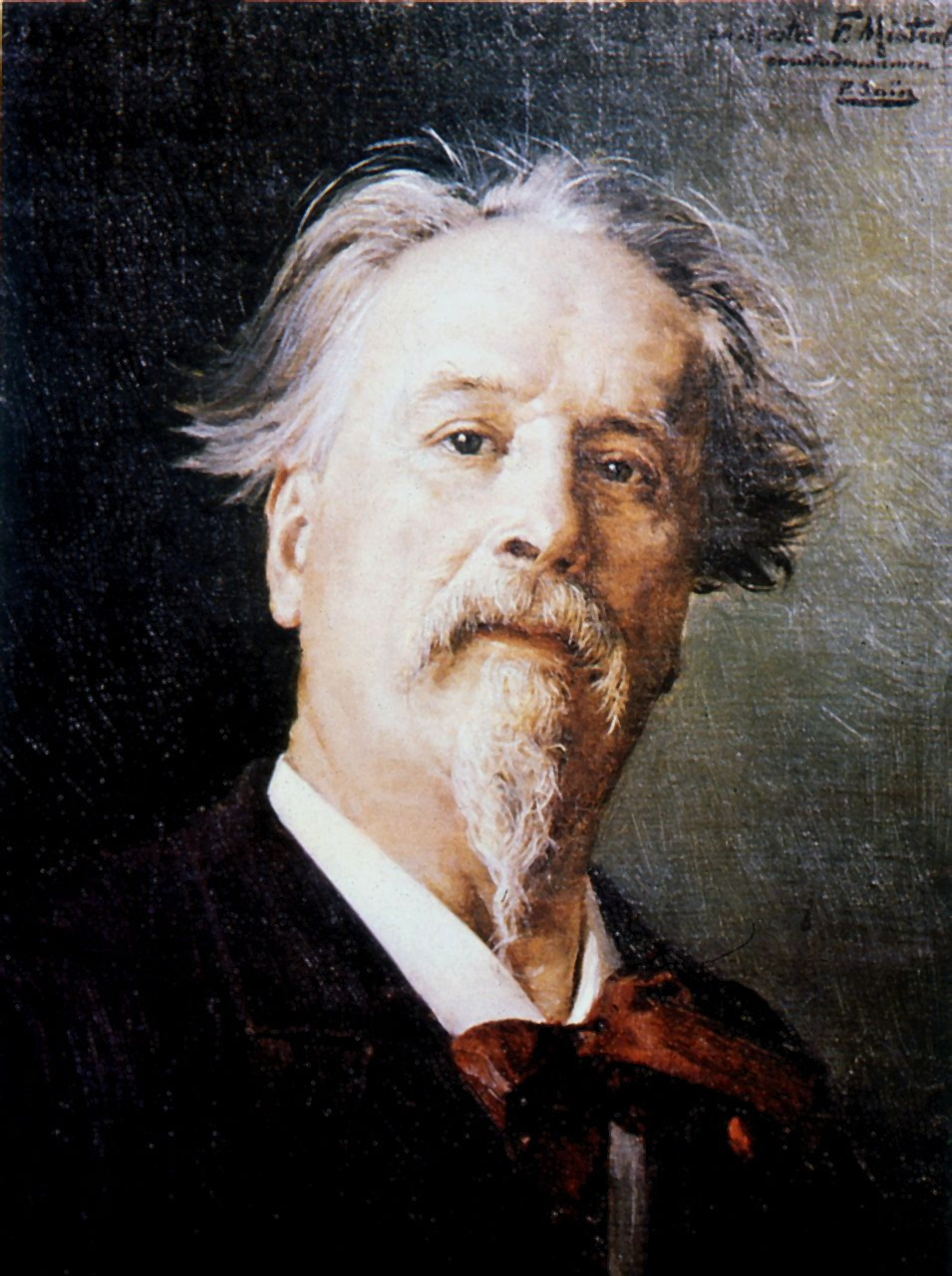
Portrait de Frédéric Mistral par Paul Saïn.

Quant à Frédéric Mistral, en 1897, dans Le poème du Rhône, il mêle dans la même louange admirative Avignon et le palais des papes : « C'est Avignon et le Palais des Papes ! Avignon ! Avignon sur sa Roque géante ! Avignon, la sonneuse de joie, qui, l'une après l'autre, élève les pointes de ses clochers tout semés de fleurons ; Avignon, la filleule de Saint-Pierre, qui en a vu la barque et l'ancre dans son port et en porta les clefs à sa ceinture de créneaux ; Avignon, la ville accorte que le mistral trousse et décoiffe, et qui pour avoir vu la gloire tant reluire, n'a gardé pour elle que l'insouciance ».
Théodore Aubanel est, avec Joseph Roumanille et Paul Giéra, le plus avignonnais des Félibres. Son recueil de poèmes :"Les filles d'Avignon" commence par la célèbre :"Venus d'Avignon", dédiée à Prosper Yvaren, médecin et écrivain..
Des auteurs plus récents ont pris Avignon comme cadre de leurs récits. Parmi ceux-ci, L'anonyme d'Avignon, roman de Sophie Cassanes-Brouquin, paru en 1992, où son héros, le jeune Toulousain Philippe de Maynial, se rend à Avignon après le départ des papes. Tous attendent encore un hypothétique retour et le palais des papes reste le symbole de la splendeur perdue. Toute la première partie se passe dans la cité désertée où le jeune homme apprend les techniques de la peinture. Grâce à son maître, il y découvre les grands anciens que furent Simone Martini et Matteo Giovanetti, et participe, sans le savoir, à la création de l'École d'Avignon dont les œuvres et les artistes vont influencer toute l'Europe.
Le roman policier Panique au Palais des Papes, de Henri Coupon, édité en 2000, où l'auteur, un avocat, a choisi Avignon et son Festival comme cadre d'une action terroriste. Après un bain de sang, la loi qui triomphera ne sera pas celle du code de procédure pénale.
Enfin La Prophétie d'Avignon, d'Emmanuelle Rey-Magnan et Pascal Fontanille, parue, en 2007, sous forme de roman qui reprend les grands thèmes du feuilleton télévisé, faisant d'Avignon et du palais des papes un haut-lieu de l'ésotérisme.
Avignon apparaît aussi dans des créations étrangères, qui plus est dans un manga. En effet l'œuvre de Kazuma Kamachi Toaru Majutsu no Index se passe dans la cité des papes durant l'arc « Academy City invasion of Avignon » ; de plus, on y croise de nombreux monuments de la ville dont le palais des papes et le pont Saint-Bénézet.
Le romancier Henri Bosco (1888-1976) est sans aucun doute l'écrivain, né en Avignon, le plus célèbre des écrivains contemporains de la ville des Papes. Il rend hommage à sa ville dans son premier roman, "Pierre Lampédouze" (1925), ainsi que dans sa trilogie de souvenirs de jeunesse :"Un oubli moins profond" (1961), "Le chemin de Monclar" (1962), "Le jardin des Trinitaires" (1966). Il a reçu en 1966 le prix de l'Académie de Vaucluse.

#### Autres
- Hervé Aliquot, La chronique d'Avignon, Aubanel, 1990 (ISBN 978-2-7006-0142-8).
- Frédérique Hebrard et Louis Velle, La demoiselle d’Avignon, Presses pocket.
- Elsa Triolet et Martine Reid, Les amants d'Avignon, Gallimard, 2007, 135 p. (ISBN 978-2-07-034462-8 et 2-07-034462-2).

#### Jeunesse
- Georges Foveau et Olivier Blazy, Myster Circus à Avignon, Rouge safran (ISBN 978-2-913647-09-1 et 2-913647-09-X).

### Avignon et la philatélie
Le 20 juin 1938, un timbre du palais des papes dessiné par André Spitz et gravé par Jules Piel, d'une valeur faciale de trois francs a été émis par la Poste française.
Depuis 1960, chaque année, est organisée, par la Société philatélique Vauclusienne et Provençale, une « Journée du timbre » à Avignon, pour laquelle des cartes sont éditées avec comme illustration principale une vue du pont Saint-Bénézet et du palais des papes.
En 1974, les postes de l'île de Man émettent un timbre représentant le pont Saint-Bénézet.
En 1997, l'administration postale des îles Wallis-et-Futuna, pour le 50e anniversaire du Festival d'Avignon, a consacré une de ses émissions à cet événement. Le timbre-poste d'une valeur de 160 francs représente au milieu des symboles du théâtre, de la danse et de la musique, le palais des papes illuminé par un feu d'artifice.
En hommage à Jean Vilar, la Poste a émis, le 8 juin 2001, un timbre à double valeur faciale 3 F et 0,46 €, avec en fond le palais des papes.
En 2009, l'administration postale française a émis un timbre d'une valeur faciale de 0,70 €. Ce timbre, représentant le palais des papes dans son ensemble vue par l'ouest, est dessiné et gravé par Martin Mörck.

### Gastronomie
C'est en 1835 que fut imprimé le premier ouvrage consacré à la cuisine avignonnaise et de manière plus générale méridionale. Ce livre de Pierre Chaillot jeune était un recueil de plus de 800 recettes d'origines diverses prises dans les différentes couches de la société.

#### Situation dans le domaine culinaire méditerranéen
La gastronomie avignonnaise « authentique » s'inscrit dans un fonds méditerranéen, de par l'utilisation de l'huile d'olive, d'oignon revenu dans cette huile et la grande variété d'herbes condiments.
À une échelle plus fine, elle s'inscrit dans un ensemble occitan caractérisé par l'utilisation de l'huile (d'olive ou non), par opposition à la moitié Nord de la France, faisant usage du beurre.
À une échelle encore plus fine, la cuisine avignonnaise s'inscrit dans le domaine provençal, avec des recettes très diversifiées. Les légumes sont très largement utilisés : légumineuses comme les lentilles, les haricots, les fèves, les pois-chiches, mais aussi la tomate, l'artichaut, l'aubergine et la courgette. L'utilisation de céréales comme l'épeautre, mais aussi de condiments comme l'ail, le thym, caractérisent aussi la cuisine provençale. Les provençaux se reconnaissent dans de nombreux plats identitaires, encore préparés de nos jours par les avignonnais : daube, aïoli, ratatouille, soupe d'épeautre, etc.
Une des caractéristiques de cette cuisine a été, pendant des siècles, l'utilisation quasi exclusive de la viande de mouton apprêtée à toutes les sauces. En 1784, le comte polonais Moszynski se vit proposer au cours du même repas prit dans une auberge d'Avignon, une soupe au bouilli de mouton, des côtelettes de mouton, du mouton bouilli, des pieds de mouton à la Sainte-Menehould, une tête de mouton au vinaigre, des queues de mouton grillées et une poitrine de mouton rôtie. Ce qui fit écrire au gentilhomme : « de sorte que, tout compte fait, j'ai eu à peu près un demi mouton pour un dîner qu'il fallut payer neuf livres et dont les restes ont nourri encore trois domestiques »
Quant au repas de fête, notamment le repas du soir de Noël appelé gros souper (lou gros soupa), c'est un repas maigre, faisant largement appel aux herbes cultivées ou sauvages, aux cardons, présentés en gratins ou en sauce blanche, avec du poisson ou des escargots. Il se termine avec les treize desserts. Au sein du domaine provençal, la cuisine avignonnaise s'inscrit dans le domaine d'Arles et du Comtat, caractérisé par des astuces de préparation des légumes frais et secs, notamment avec les tians. Le tian est à l'origine un mets typiquement comtadin. C'est un gratin à base de légumes et d'huile d'olive. Le mot tian désigne à la fois le contenant : un plat à gratin en terre cuite, et le contenu : le gratin lui-même. La truffe (Tuber melanosporum) est bien présente dans ce domaine culinaire, par exemple mangée en omelette ou en œufs brouillés. Par ailleurs, la cuisine d'Arles et du Comtat a très probablement été influencée par la présence des Juifs dans le Comtat et à Avignon. En effet, par exemple la recette de la raïte (raita, raito : morue frite et cuite dans du vin rouge) semble typiquement judéo-comtadine.

#### Spécialités traditionnelles
Il semble qu'on peut dégager au moins quatre recettes typiques d'Avignon, qui, si elles ne sont pas strictement réduites au terroir avignonnais, n'en représentent pas moins une facette de l'identité avignonnaise. Elles sont présentées ci-dessous.
Par ailleurs, les berlingots ou berlinguettes (berlingetas, berlingueto) pourraient bien représenter une cinquième recette avignonnaise typique. Il s'agit dans ce cas, non pas des bonbons de Carpentras, mais d’œufs durs farcis avec une pâte d'anchois, de pain et de jaunes d’œufs, cuits en gratins.
Un ouvrage consacré à la cuisine avignonnaise, et de manière plus générale méridionale, a été publié en 1835. Ce livre de Pierre Chaillot jeune était un recueil de plus de 800 recettes d'origines diverses prises dans les différentes couches de la société.

#### L'alose à l'étouffée

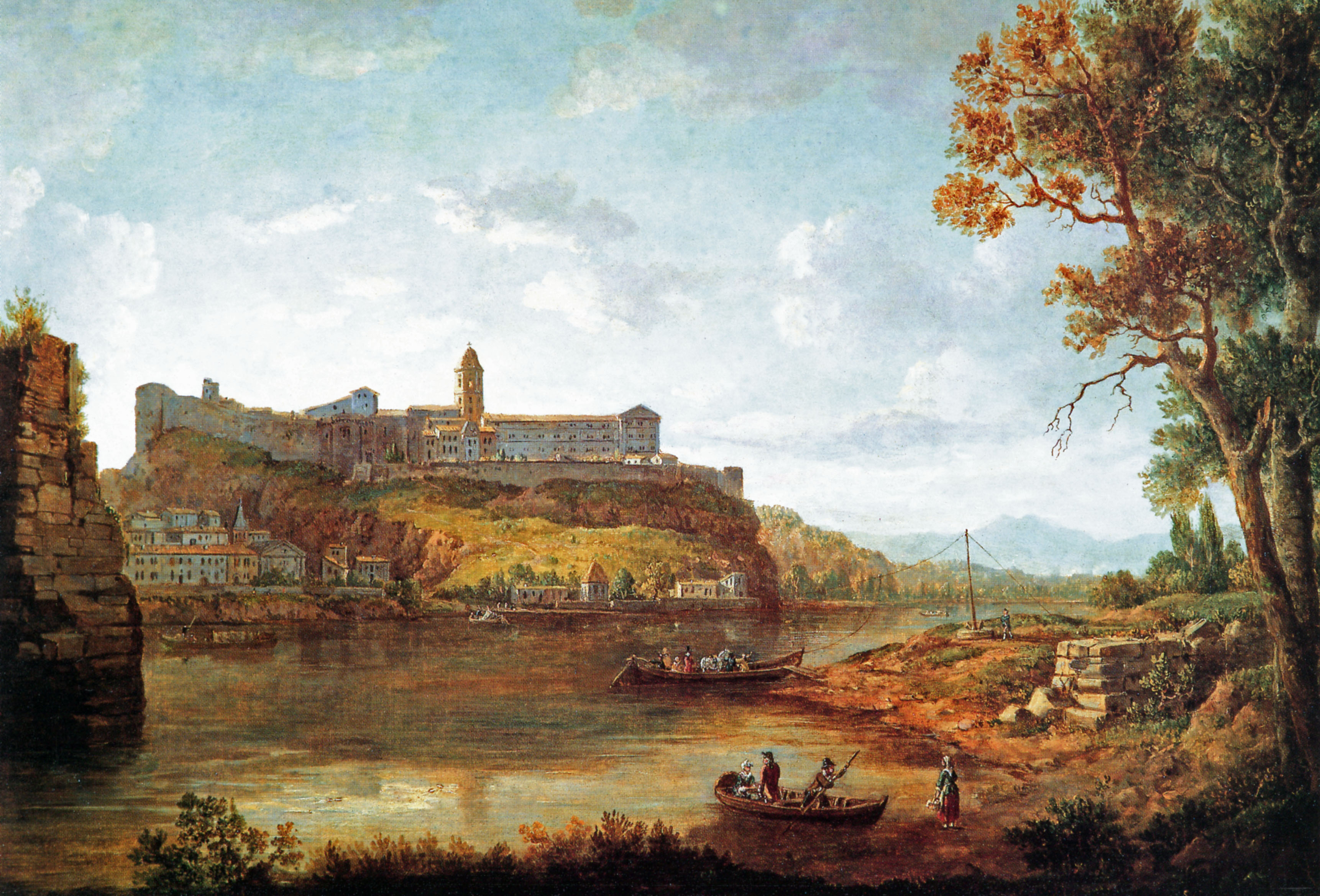
Pêche à l'alose sur les rives de la Barthelasse par William Marlow (1740-1813).

L'alose à l'étouffée (alauso à l'estoufado, ou alose à l'avignonnaise (alauso à l'avignounenco) est un plat à base de poisson et d'oseille. L'alose est cuite à l'étouffée (a l'estofada, a l'estofèia) pendant de nombreuses heures, avec de l'oseille (Rumex acetosa), parfois des patiences (autres herbes du genre Rumex appelées lapas en provençal), et de l'alcool ou de l'eau-de-vie. Le mélange d'alcool et d'oseille fait « fondre » les arêtes du poisson, qui devient ainsi beaucoup plus facile à manger. L'alose est devenue très rare à la hauteur d'Avignon, et a peut-être disparu, en raison de l'édification de barrages, notamment celui de Vallabrègues. De plus, la consommation de poissons du Rhône est maintenant interdite pour cause de pollution au PCB (polychlorobiphényle).
L'alose (Alosa alosa) est un poisson ressemblant à une très grosse sardine. Elle était pêchée dans le Rhône notamment à l'aide du vira-vira (ou vira-blanchard. Cette grande roue garnie de filets, dont de nombreux avignonnais se souviennent, était actionnée ingénieusement par le simple courant du Rhône, et fixée à deux bateaux face à la porte de la Ligne côté Barthelasse (ce bras du Rhône était alors le bras vif ; il est devenu le bras mort après les aménagements de la Compagnie nationale du Rhône). Il n'y avait qu'à chercher le poisson dans le fond d'un des deux bateaux. Le vira-vira, ainsi que « l'alose à l'oseille », sont connus dans de nombreuses communes des rives du Rhône et sont particulièrement liés à l'identité d'Avignon.

#### La daube avignonnaise
La daube avignonnaise (adobo avignounenco) est une variante de la daube classique. Au lieu du bœuf, il faut prendre de l'épaule d'agneau ou de mouton, et la marinade se fait dans du vin blanc.
Cette recette rappelle celle de la carbonade (carbounado). Citée par Mistral dans le Pouèmo dóu Rose (« Poème du Rhône ») comme étant servie aux mariniers, développée par René Jouveau dans l'Armana prouvençau (« l'Almanach provençal ») de 1950, la carbonade est un plat à base de mouton cuit à l'étouffée avec des légumes et du vin blanc. Il peut être servi avec des haricots blancs et des fonds d'artichaut.

#### Le papeton d'aubergines
Typiquement avignonnais, le papeton d'aubergine est un flan à base de caviar d'aubergines et d'œufs. Il a été nommé ainsi du fait qu'il était cuit dans un moule ayant la forme d'une tiare pontificale. Il se sert avec un coulis de tomates fraîches. Cependant, le papeton n'est pas mentionné dans le Tresor dóu Felibrige de Mistral : l'appellation peut être récente.

#### Le crespèu
Le crespeou (prononcé [krɛsˈpɛw], « crespeou ») est un gâteau d'omelettes d'herbes et de légumes empilées par couches superposées que l'on mange froid accompagné ou non d'un coulis de tomate. Cette recette, qui semble être native de la région d'Avignon, est devenue populaire dans tout le Comtat Venaissin et la Provence.

#### La croustade avignonnaise à la viande
La croustade avignonnaise à la viande.

#### Spécialités récentes

##### Le navarin en avignonnaise
Toujours parmi les plats de la cuisine provençale, le navarin en avignonnaise.

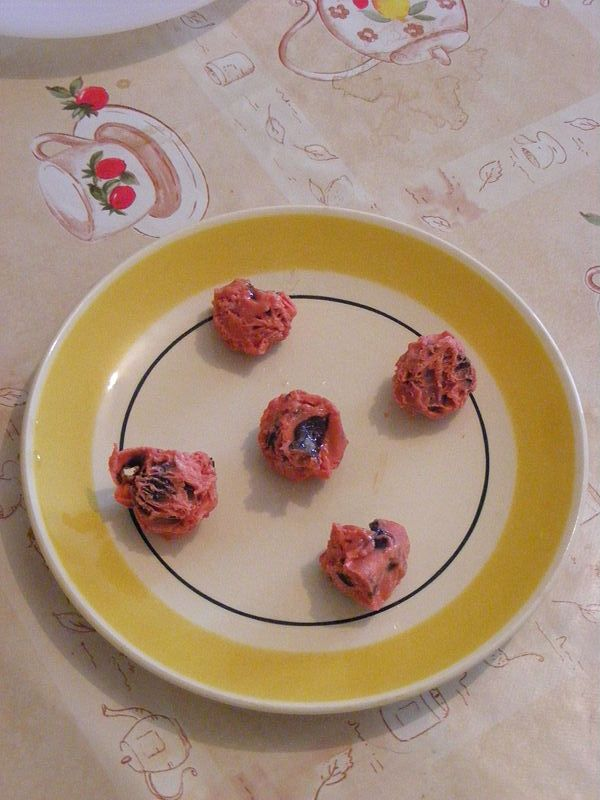
Les papalines.

##### La papaline
Petit chardon formé de deux fines robes de chocolat retenant de la liqueur d'origan du Comtat, la papaline d'Avignon a été ainsi nommée en souvenir des papes avignonnais, mais sa création ne remonte qu'à 1960,. La recette de la liqueur d'Origan reste un secret de fabrication. Créée en 1870, elle est obtenue après distillation, macération et infusion de plantes dans des alcools sélectionnés pour leur finesse et auxquels s'ajoute du miel de très haute qualité. Une soixantaine de plantes entrent dans sa composition, toutes cueillies sur les contreforts du mont Ventoux et dans la campagne environnante.
Soixante-douze heures de « secrète alchimie » sont nécessaires pour donner forme à la papaline, cette cousine du chardon-liqueur, fabriquée de façon artisanale et distribuée uniquement en Vaucluse.

### Vins et spiritueux

#### Le vin

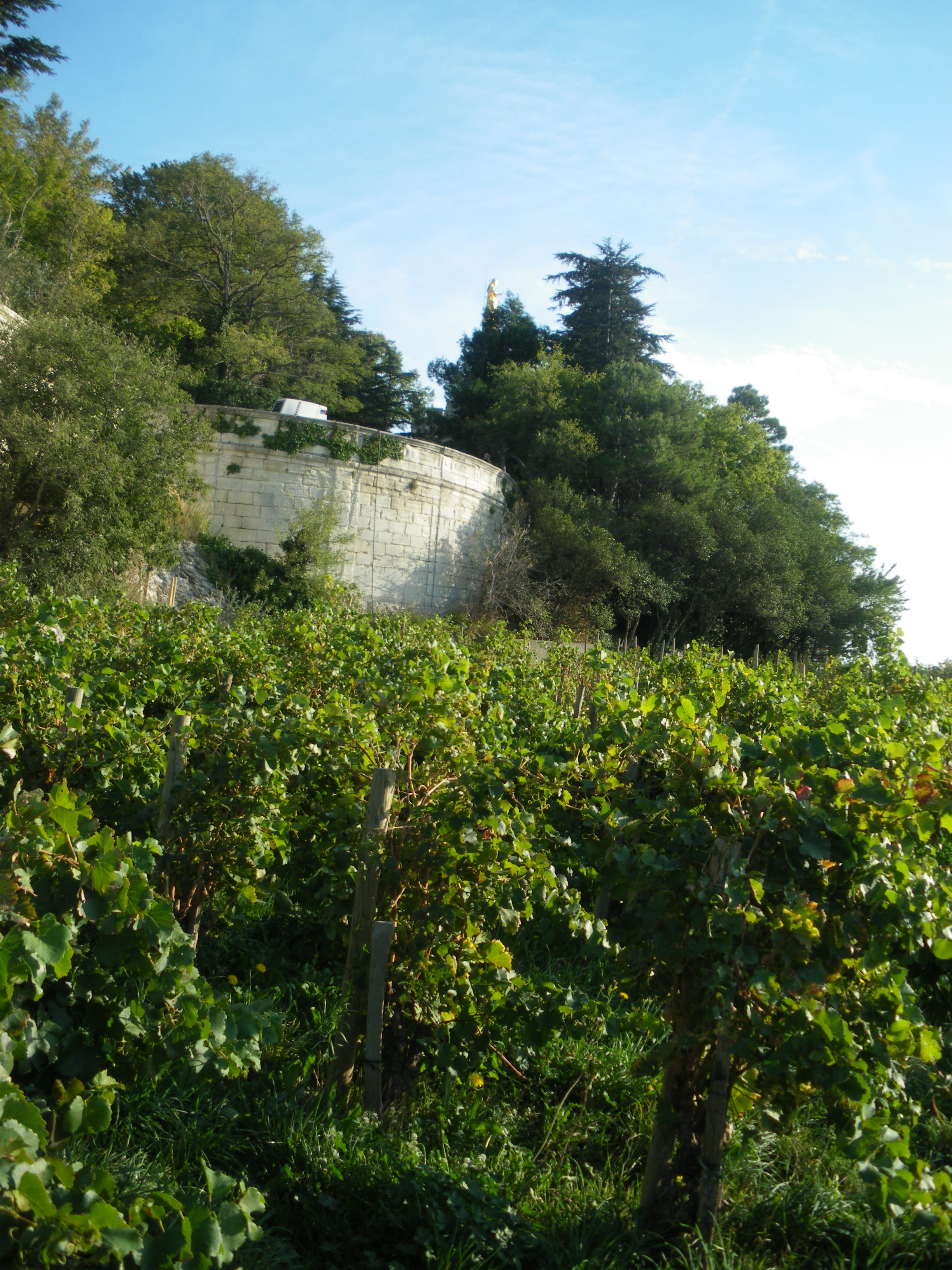
Vignes intra-muros, au pied du jardin des Doms.

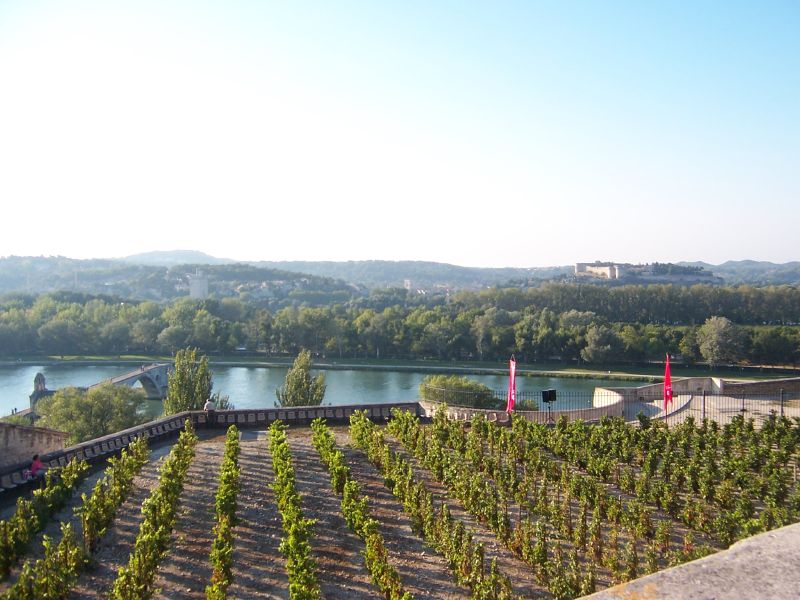
Vignoble du rocher des Doms.

Au cours de la papauté d'Avignon, un des plus célèbres vignobles intra-muros fut la Vinea Vespalis (vigne épiscopale) qui se situait sur le Plan-de-Lunel. Son vin avait été jusqu'au 11 juillet 1364 celui des chanoines d'Avignon. À cette date, Urbain V avait autorisé son frère Anglic de Grimoard à en disposer à sa volonté. Enfin le 10 juillet, par bulle, le pape autorisait son frère à exempter ses feudataires des charges de la Vinea Vespalis. Pour résumer, le Souverain Pontife avait dépossédé le chapitre capitulaire d'Avignon de ses vignes pour les octroyer à son cadet,. D'autres vignes se situaient, à l'est, dans le quartier des « Grands Jardins », terrains non bâtis entre les deux enceintes des remparts médiévaux et au sud dans le quartier de Champfleury qui avait été le cimetière des pestiférés en 1348.
Mais ces vignes, qui étaient conduites en hautain, étaient loin de suffire à l'approvisionnement de la cité papale. Aussi chaque pontife s'approvisionna tant avec des vins locaux qu'avec des crus faciles à faire venir à Avignon par voie fluviale. Un vignoble du Grand Avignon fut constitué. Dans le Comtat Venaissin, les vins de Malaucène, Bédarrides, Valréas, Carpentras, Apt et bien sûr Châteauneuf-du-Pape eurent la préférence. Les vignes du Languedoc telles celles de Saint-Gilles, Tavel, Bagnols ou Villeneuve-lès-Avignon fournissaient les celliers pontificaux. De la Provence venaient des vins de Manosque, de Toulon et de Saint-Rémy. Certains remontaient ou descendaient le Rhône comme le Cante-Perdrix, célèbre cru de Beaucaire, le Clos-de-vougeot et l'Hermitage.
Quatre siècles plus tard, Honoré Bouche, dans sa Chorographie de la Provence, parue en 1654, indique que ces vins d'Avignon approvisionnaient toujours les caves du Vatican : « Il y en a de blancs, de rouges, de paillets, de clairets, de muscat, de malvoisie, et tous extrêmement bons, forts et généreux. Et j'ai vu à Rome qu'on conservait quelques pièces de vin provençal comme le meilleur pour la table du Saint-Père ». Anne-Marguerite Petit Dunoyer confirme dans une de ses lettres que quelques-uns de ces vins étaient toujours appréciés à Avignon : « Jugez, Madame, si dans un pays que l'on pourrait appeler l'île de Cythère, où les ris et les jeux que la misère du temps a chassé de la France, se sont réfugiés où l'on fait bonne chère, où l'on boit des vins de l'Hermitage et de Cante-Perdrix que l'on peut appeler des vins des dieux, puisque c'est le même qu'on envoie à Rome pour la bouche du Saint-Père, jugez, dis-je, si dans un pays si délicieux, je puis beaucoup m'ennuyer ».
Actuellement, Avignon revendique le titre de « capitale des côtes-du-rhône » puisqu'elle accueille le siège social d'Inter Rhône, en l'hôtel de Rochegude, qui regroupe l'interprofession des côtes-du-rhône et des AOC de la vallée du Rhône.

#### Le Pernod
En 1884, Jules-François Pernod se lance dans la distillation de l'extrait d'absinthe dans son usine de Montfavet. Il s'enrichit rapidement par la commercialisation de la fée verte. Il meurt en 1916, à l'âge de 89 ans. Son fils et successeur, Jules-Félix Pernod, fait déposer la marque « Anis Pernod », dès la fin de la Première Guerre mondiale.

#### L'Origan du Comtat
Cette liqueur, produite à base d'origan, est une spécialité de la Distillerie A. Blachère, une des plus anciennes de Provence, qui était alors installée à Avignon.

#### Les eaux-de-vie de la Distillerie Manguin
Installée depuis un demi-siècle dans l'île de la Barthelasse, cette distillerie artisanale produit des eaux-de-vie blanches de fruits en particulier la poire Williams.

### Personnalités liées à la commune

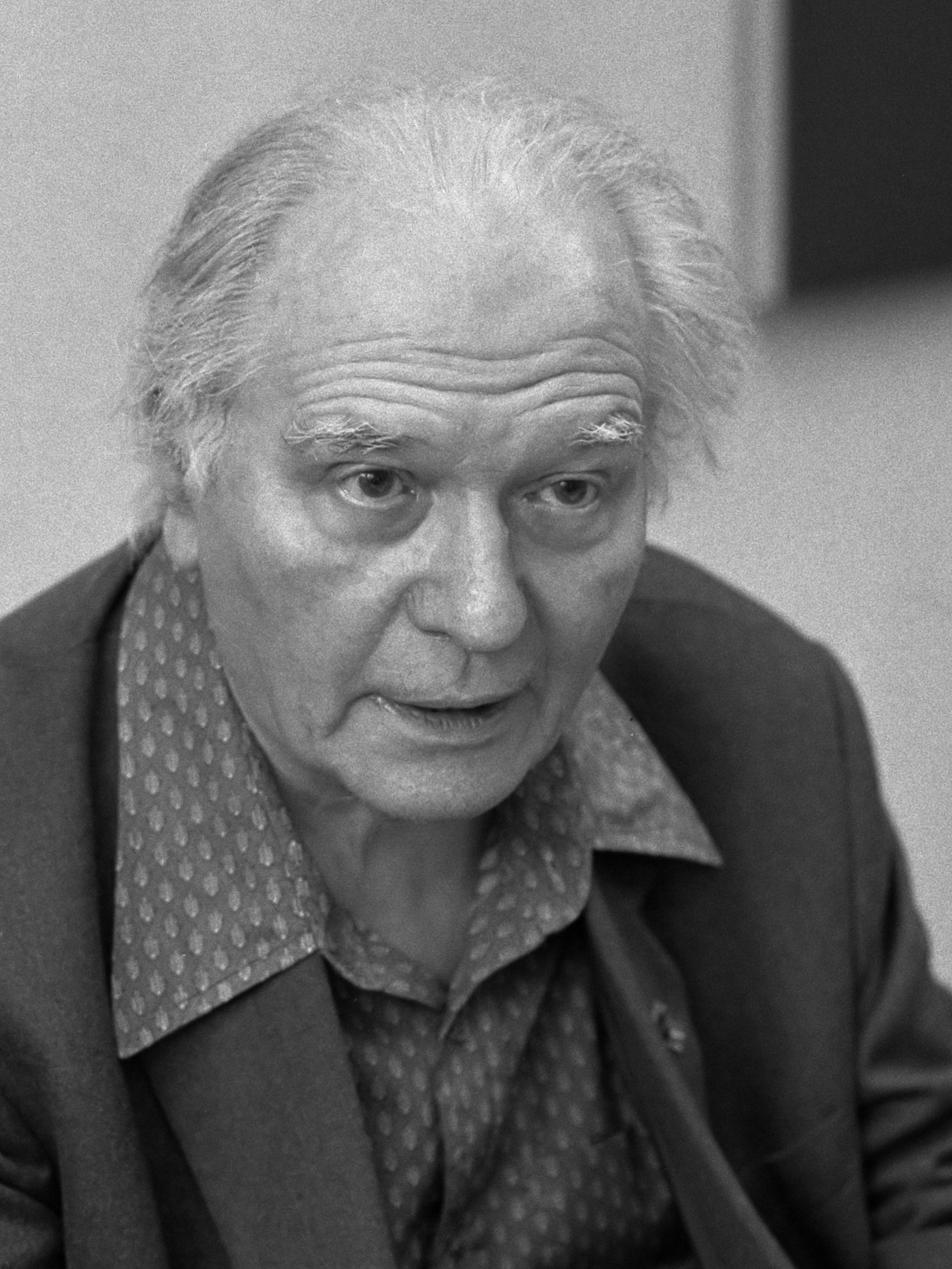
Olivier Messiaen, compositeur.

De nombreuses personnalités sont liées à l'histoire du territoire d'Avignon et de sa ville. Qu’ils y soient nés ou simplement fortement liés, on trouve des personnalités religieuses comme des papes ou des cardinaux (Annibal de Ceccano, Hélie de Talleyrand-Périgord…), des personnalités politiques présentes ou passées, des militaires (Lucantonio Tomassoni da Terni, XVIe siècle, colonel ombrien en service de l'Église contre les huguenots. Juan Fernández de Heredia, Raymond de Turenne…), des sportifs (Éric Di Meco, Cédric Carrasso, Younès Belhanda, Yoann Touzghar, Jean Alesi, Tony Gigot, Benoît Paire), des artistes, qu’ils soient sculpteurs (Jean-Pierre Gras, Camille Claudel, Joseph Bonnefille), peintres (Claude Joseph Vernet, Paul Saïn, Pierre Grivolas, Émile Bouneau, Michel Bonnaud, Joseph Meissonnier, Albert Gleizes), les membres de la première école d’Avignon (Simone Martini, Matteo Giovannetti), de la seconde (Enguerrand Quarton, Nicolas Froment) ou du Groupe des Treize, compositeurs (Jean-Joseph Mouret,Pierre-Gabriel Buffardin, Olivier Messiaen), bâtisseurs (Pierre Mignard, Jean Péru, Jean-Baptiste Franque), acteurs (Jean Vilar, Daniel Auteuil, Alice Belaïdi, Loïc Corbery), chanteurs (Fernand Sardou, Mireille Mathieu, Guy Bonnet, Emma Daumas), musiciens (Alexandre Saada, Jean-Pierre Maurin, Yves-Marie Bruel), vidéastes web (François Theurel, Patrick Baud, Ponce), écrivains (John Stuart Mill, Marianne-Agnès Falques, Henri Bosco, Pierre Boulle, René Girard, Jean-Marc Rouvière, Mazarine Pingeot, Élisabeth Barbier, Tito Topin, Mazarine Destiné) et poètes (Pétrarque, Frédéric Mistral, Joseph Roumanille, Théodore Aubanel…) dont plusieurs membres du Félibrige, ou comme l'un des rares grands couturiers installé en province, Jean Sully-Dumas.

### Symboles de la ville

#### Blason
| Unguibus et rostro | Les armes d'Avignon peuvent se blasonner : De gueules, à trois clefs d'or posées en fasce, c'est-à-dire trois clefs d'or superposées et tournées vers la gauche sur un fond rouge. Ces armoiries ont été adoptées en 1348, après que le pape Clément VI a acheté la cité à la reine Jeanne. Les trois clefs évoquent l'emblème papal, qui comprend deux clefs en sautoir, et le nombre de trois rappelle que la ville d'Avignon était alors gouvernée par trois syndics. Les premiers symboles municipaux remontent au XIIe siècle et aux sceaux utilisés par la chancellerie épiscopale. Ceux-ci présentaient d'un côté la figure de l'évêque d'Avignon, et de l'autre celle du saint empereur romain. La figure de l'empereur fut remplacée au XIIIe siècle par un aigle, emblème du Saint-Empire romain germanique. Les consuls de la ville étaient moins favorables à l'Empire que les autorités religieuses, et ils utilisèrent plutôt l'image du faucon gerfaut, moins agressive. Au XVe siècle, des gerfauts furent réintroduits en tant que supports à l'écu, sur demande de la population auprès du pape. La devise de la ville fut adoptée au même moment : Unguibus et rostro. Sa signification, « à bec et ongles », fait référence aux gerfauts. Les deux oiseaux portent chacun un grelot à la patte, afin de maintenir symboliquement l'attention des syndics sur les affaires de la cité. La Croix de guerre 1939-1945 a été ajoutée aux armoiries municipales en 1948. |

#### Devise
La devise d'Avignon est Unguibus et rostro qui signifie littéralement « à bec et à griffes », équivalent de l’expression française « à bec et ongles ». Elle évoque les gerfauts présents sur les armoiries et elle a été choisie par les autorités locales au XVe siècle pour montrer leur volonté de défendre les libertés de la ville.

#### Slogan
Le slogan de la ville de mai 2012 à mai 2014 est « Avignon, Ville d'Esprit ».
Depuis 2017, le nouveau slogan de la ville est « Avignon, Ville d'Exception ».

#### Logotype
- en 2009, le logotype de la ville représente le pont Saint-Bénezet sur lequel est écrit en capitales « AVIGNON ». Il s'agit d'une photographie floutée et truquée du pont, l'arche étant anormalement allongée pour ressembler à une ligne. De couleur jaune ocre contrastant avec le ciel et l'eau du Rhône, le pont est reconnaissable par sa chapelle. Plusieurs versions ont vu le jour. Ainsi peut figurer sur la partie basse, en dessous du pont, le slogan : « VILLE D'ESPRIT » ;
- en mai 2012, à la suite d'un problème de droits posé par la photo utilisée, le logo est simplifié[289],[290]. Sur le logotype de la ville apparaît alors une ligne qui représente le pont Saint-Bénezet sur lequel est écrit en capitales « AVIGNON ». La ligne, représentant la pont, est de couleur orange. Elle contraste avec le ciel (bleu ciel) et l'eau du Rhône (bleu foncé). Ainsi peut figurer sur la partie inférieure droite, l'adresse du site internet de la ville : « www.avignon.fr ».
- en mai 2014, l'adresse internet figurante sur le logotype de la ville, est simplifiée. Ainsi figure, alors sur la partie inférieure droite, l'adresse du site internet de la ville : « avignon.fr ».
- en 2017 apparaît dans les campagnes de communication de la ville un nouveau logo dotée du slogan « Ville d'exception »[291], il sera décliné en diverses couleurs et formes et utilisé en parallèle du logo déjà présent jusqu'en 2020 où le nouveau logo accompagné de sa couleur rouge remplacera définitivement l'ancien logo.

Logotype de la ville d'Avignon de 2009 à 2012, avec le slogan « Avignon, Ville d'Esprit ».
Logotype de la ville d'Avignon de mai 2012 à mai 2014, avec l'adresse du site internet de la ville « www.avignon.fr ».
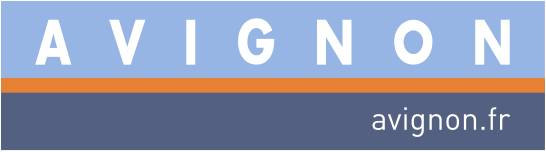
Logotype de la ville d'Avignon à partir de mai 2014, avec l'adresse du site internet de la ville « avignon.fr ».
Nouveau logo, initialement apparu en 2017 (sous une forme différente), elle s'implantera progressivement jusqu'en septembre 2020

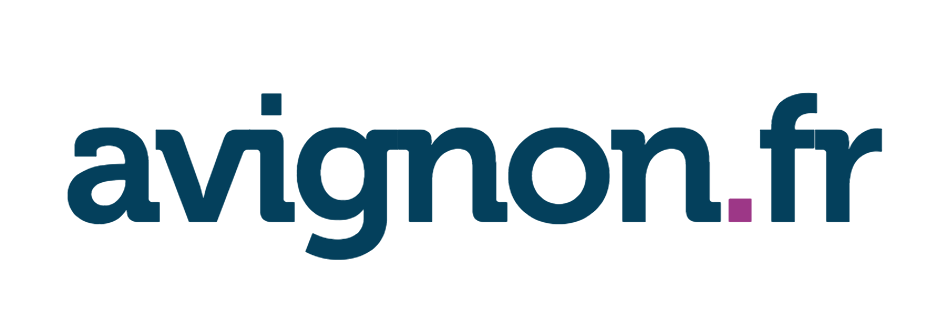
Logo alternatif utilisé pour le site internet « avignon.fr » jusqu'en 2021

#### Saints patrons
Au cours de son histoire, la ville d'Avignon se serait dotée de plusieurs saints tutélaires. Au XVIIIe siècle, lors de l'aménagement du quai du Rhône, les statues de ces saints s'y succédaient.
- Saint Ruf : considéré comme le fondateur de l'Église d'Avignon[293].
- Sainte Marthe[294].
- Pierre de Luxembourg : patron d'Avignon depuis 1432, béatifié en 1527. L'église Saint-Didier possède des reliques de son corps[295].
- Saint Agricol : né à Avignon en 627 de saint Magne[296], évêque de la ville auquel il succéda. Il fut déclaré, en 1647, patron de la ville par l'archevêque César Argelli[297].
- Saint Bénézet : mort à Avignon en 1184.

## Vie militaire

### Les casernes

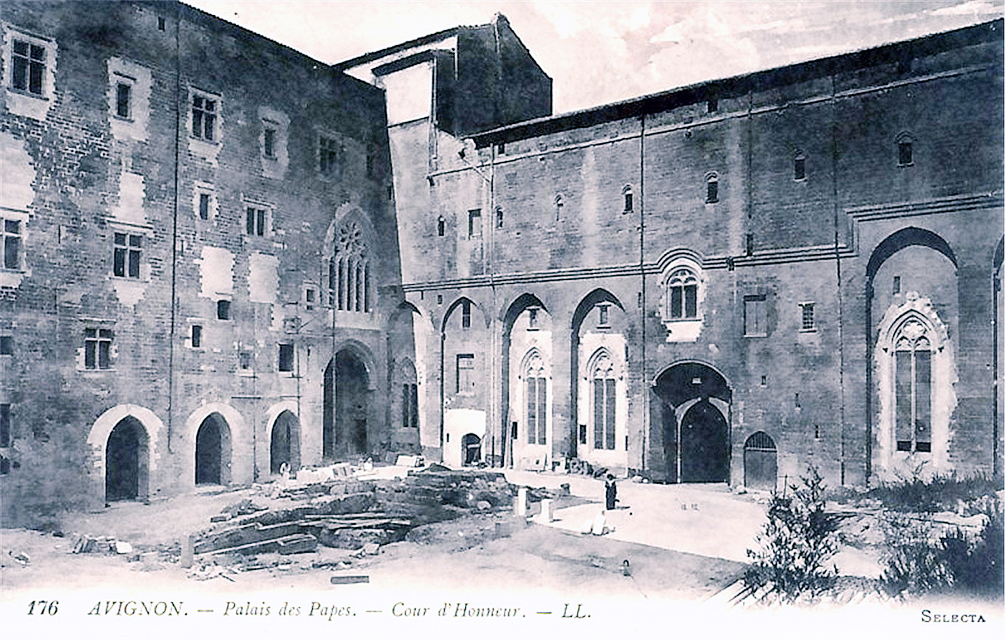
L'ancienne caserne Duprat, dans la cour d'honneur du palais des papes d'Avignon en 1919.

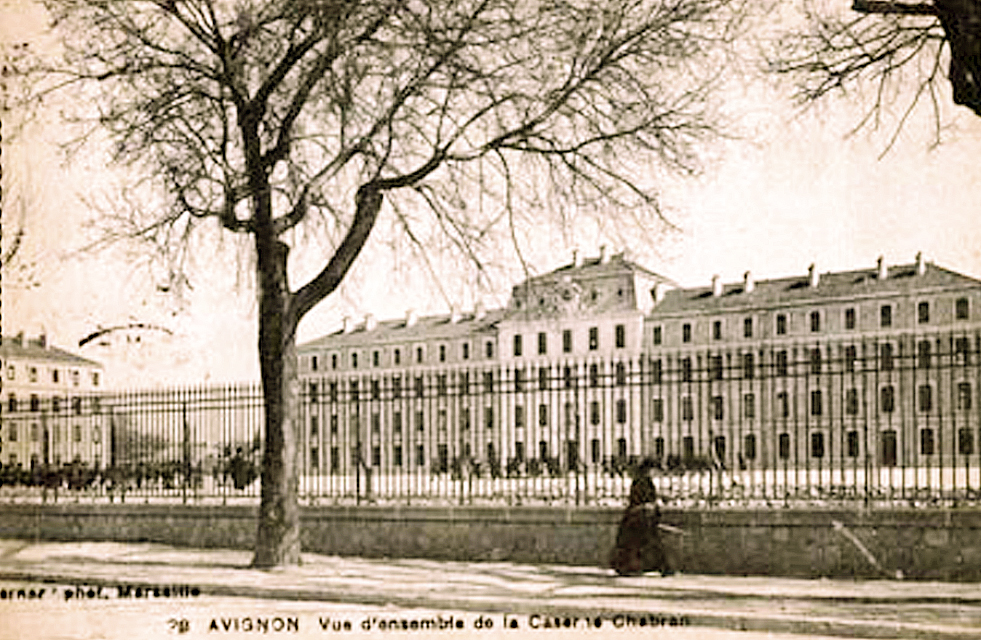
L'ancienne caserne Chabran, aujourd'hui la préfecture de Vaucluse dans le quartier d'Avignon Nord.

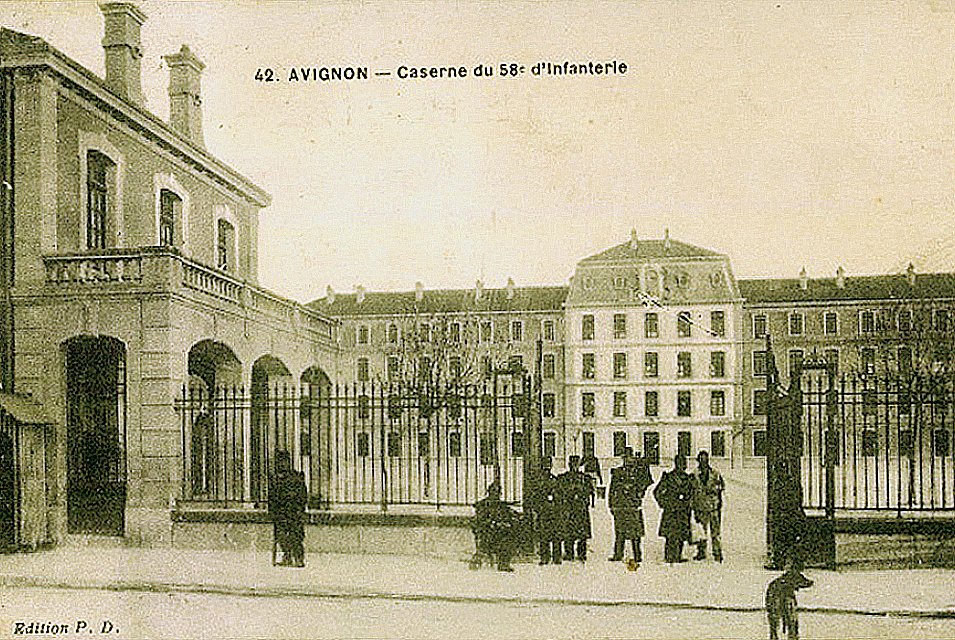
L'ancienne caserne du 58e régiment d'infanterie.

Après la Révolution française, une partie du palais des papes devint une caserne affectée au génie militaire. Puis, de 1881 à 1900, s'y installa un régiment d'infanterie. Le commandement militaire rebaptisa alors le palais en « caserne Duprat » en l'honneur de Jean Étienne Benoît Duprat, ancien colonel de la garde nationale d'Avignon devenu général d'Empire et mort à Wagram.
Sous Napoléon III, Viollet-le-Duc proposa un projet de restauration de l'édifice afin de le rendre plus conforme à son statut de monument historique, mais ce fut peine perdue. Ce projet vit le jour dès 1860, mais la guerre de 1870 l'empêcha d'être mené à terme et sauva ainsi de la destruction des voûtes de la Grande Audience qu'il désirait faire supprimer. Le site resta militaire.
Au changement de siècle, soit plus d'une soixantaine d'années après que Charles de Montalembert eut écrit son Vandalisme en France, lettre à M. Victor Hugo le palais demeurait en très mauvais état. La façade principale avait été dépourvue de ses deux tours qui la rendent si reconnaissable de nos jours, les intérieurs étaient encombrés des détritus consécutifs à l'occupation militaire, les statues avaient été brisées, des fenêtres et des portes ouvertes sans aucun respect de l'architecture comme au niveau du portail de la grande chapelle dans laquelle le génie militaire s'était autorisé à percer une porte, etc.
La ville d'Avignon ne récupéra le palais qu'en 1902. En contrepartie une nouvelle caserne dut être construite par la ville en dehors des remparts, la caserne Chabran. Ce fut la caserne du 58e régiment d'infanterie. Elle est actuellement le siège de la préfecture. En septembre 1906, les troupes quittèrent le palais. En un siècle, le génie militaire avait bien travaillé et « sa caserne ressemblait à toutes les casernes ». Intra-muros, au bas de l'actuel cours Jean Jaurès se trouve la caserne d'Hautpoul. C'est l'ancienne caserne du 7e génie, installée au niveau des anciens jardins du couvent des Célestins. Elle fut terminée vers 1865. C'est actuellement la cité administrative (trésorerie d'Avignon).
Extra-muros, boulevard Saint-Roch, on peut voir les vestiges de la caserne de Salles, ancienne caserne de cavalerie. C'est devenu le siège du commissariat de police (hôtel de police). C'est un très ancien hôpital pour pestiférés, qui a été détruit en 2010 pour le réaménagement de l'hôtel de police.

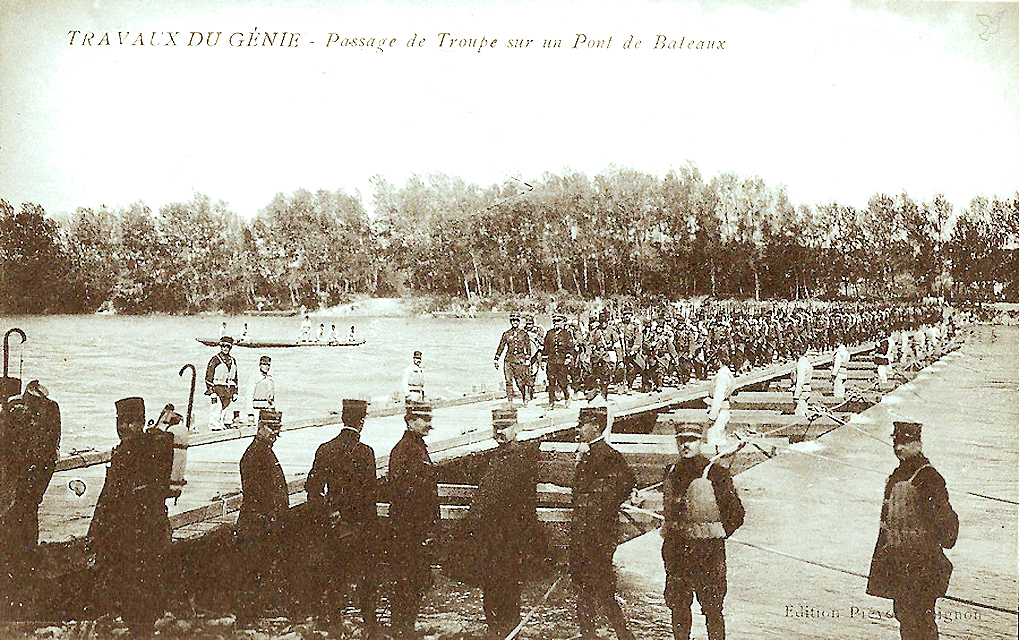
Compagnie du 7e génie sur un pont de bateaux.
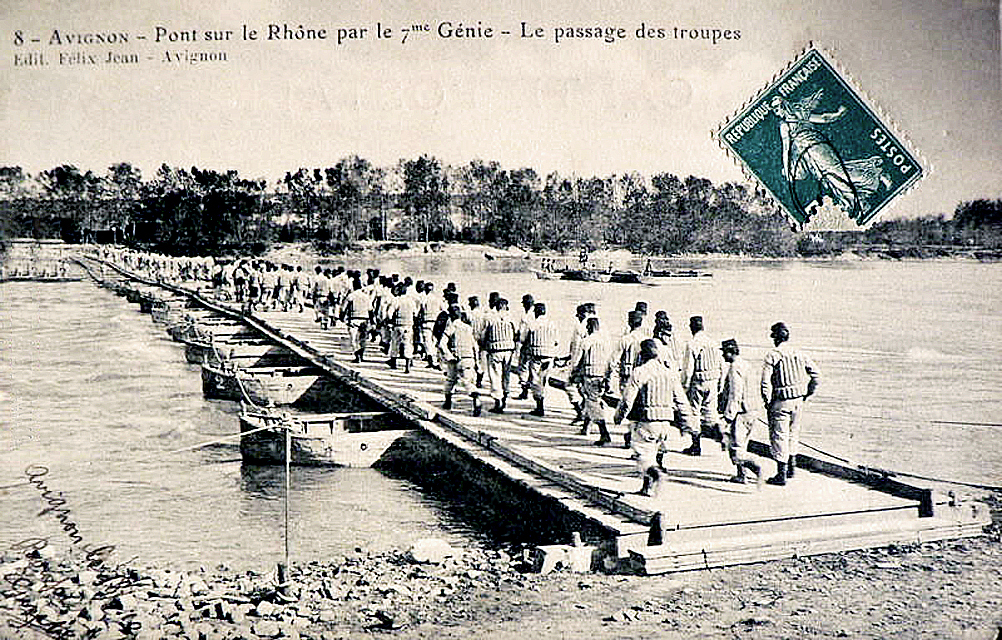
Passage des troupes du 7e génie sur le Rhône.
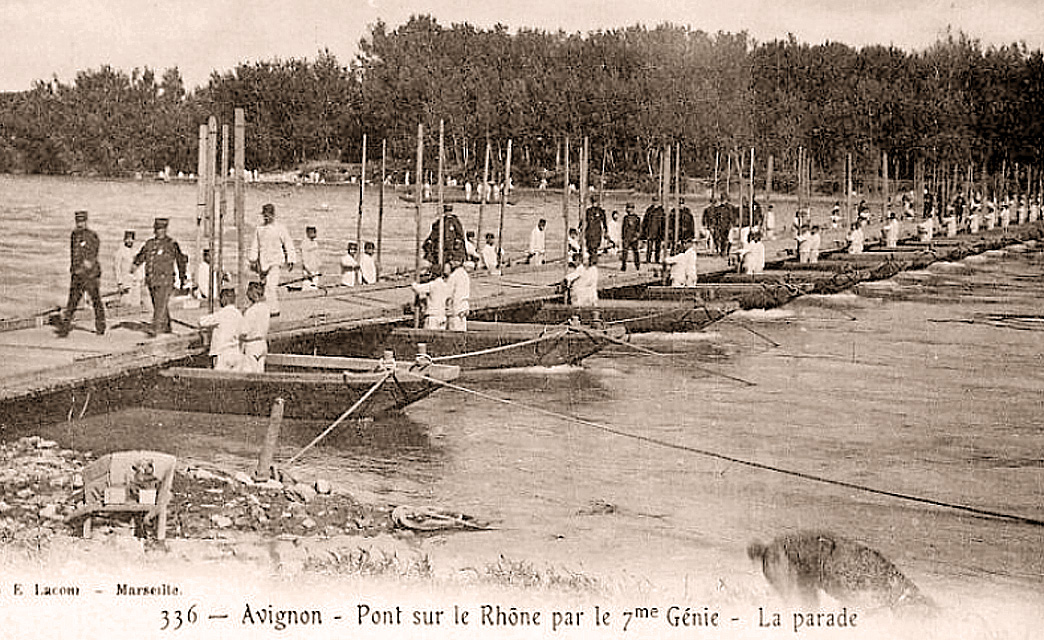
Parade du 7e génie sur le Rhône.
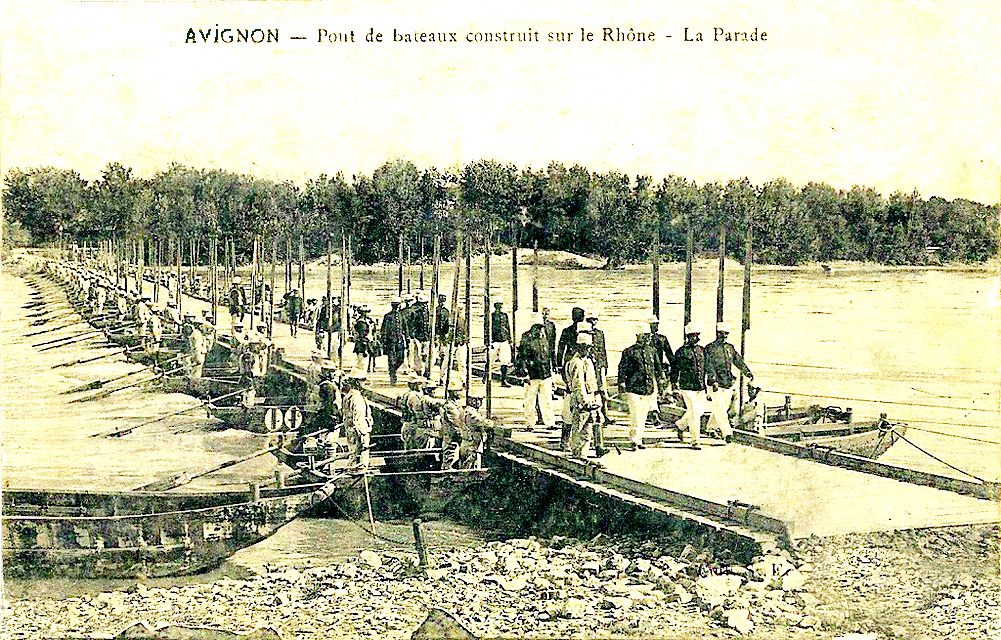
Pont des bateaux du 7e génie sur le Rhône.
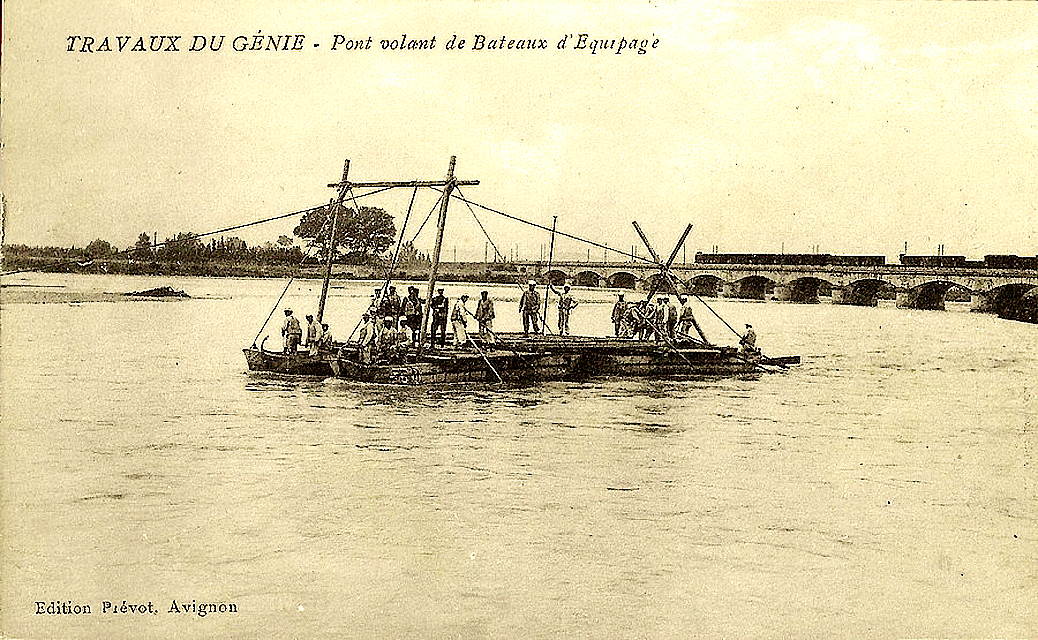
Pont volant de bateaux d'équipage.

### Liste des unités militaires ayant tenu garnison à Avignon
Parmi les unités militaires ayant tenu garnison à Avignon, on recense : des régiments d'infanterie :
- 118e régiment d'infanterie territoriale, sous les ordres du lieutenant-colonel Nanta[305]. À Avignon : mobilisation entre les 2 et 5 août 1914, puis dépôt entre le 5 mars et le 7 mai 1918[306] ;
- 258e régiment d'infanterie : ce régiment de réserve du 58e fut dissous en 1916, à la suite d'attaques sur le front où il disparut presque entièrement[307] ;
- 58e régiment d'infanterie[308], 1914[309], sous les ordres du colonel Jaguin[305] ;

des régiments du génie :
- 1er régiment d’artillerie pontonniers qui devient le 7e régiment du génie après son installation à la caserne d'Hautpoul[303]. Ce régiment du génie regroupe deux bataillons de pontage d'armée, les 23e et 24e bataillons[310]. Son terrain d'entrainement se situait dans les garrigues de Villeneuve, jusqu'à ce qu'il soit vendu à la municipalité de cette ville.Le 15e bataillon du génie fait lui aussi partie du 7e régiment du génie[311] ;
- 19e bataillon du génie, 1906 des régiments de chasseurs à cheval :
- 11e régiment de chasseurs à cheval, 1870 ;
- régiment de chasseurs du Cantal, 1916 ;

et deux autres régiments :
- 27e régiment de tirailleurs algériens ;
- 8e régiment de hussards, 1798[312].